# 2023
2023 (MMXXIII) a fost un an obișnuit al calendarului gregorian, care a început într-o zi de duminică. A fost al 2023-lea an de d.Hr., al 23-lea an din mileniul al III-lea și din secolul al XXI-lea, precum și al 4-lea an din deceniul 2020-2029.
A fost desemnat:
- Anul orașului Tallinn, denumit Cea mai verde capitală europeană.
- Anul orașelor Veszprém (Ungaria), Timișoara (România) și Eleusina (Grecia), numite Capitale Europene ale Culturii.
- Anul orașului Lublin (Polonia) numită Capitală Europeană a Tineretului.
- Anul Ciprian Porumbescu, în România.
- Viva Magenta este aleasă culoarea anului 2023.

## Evenimente

### Ianuarie

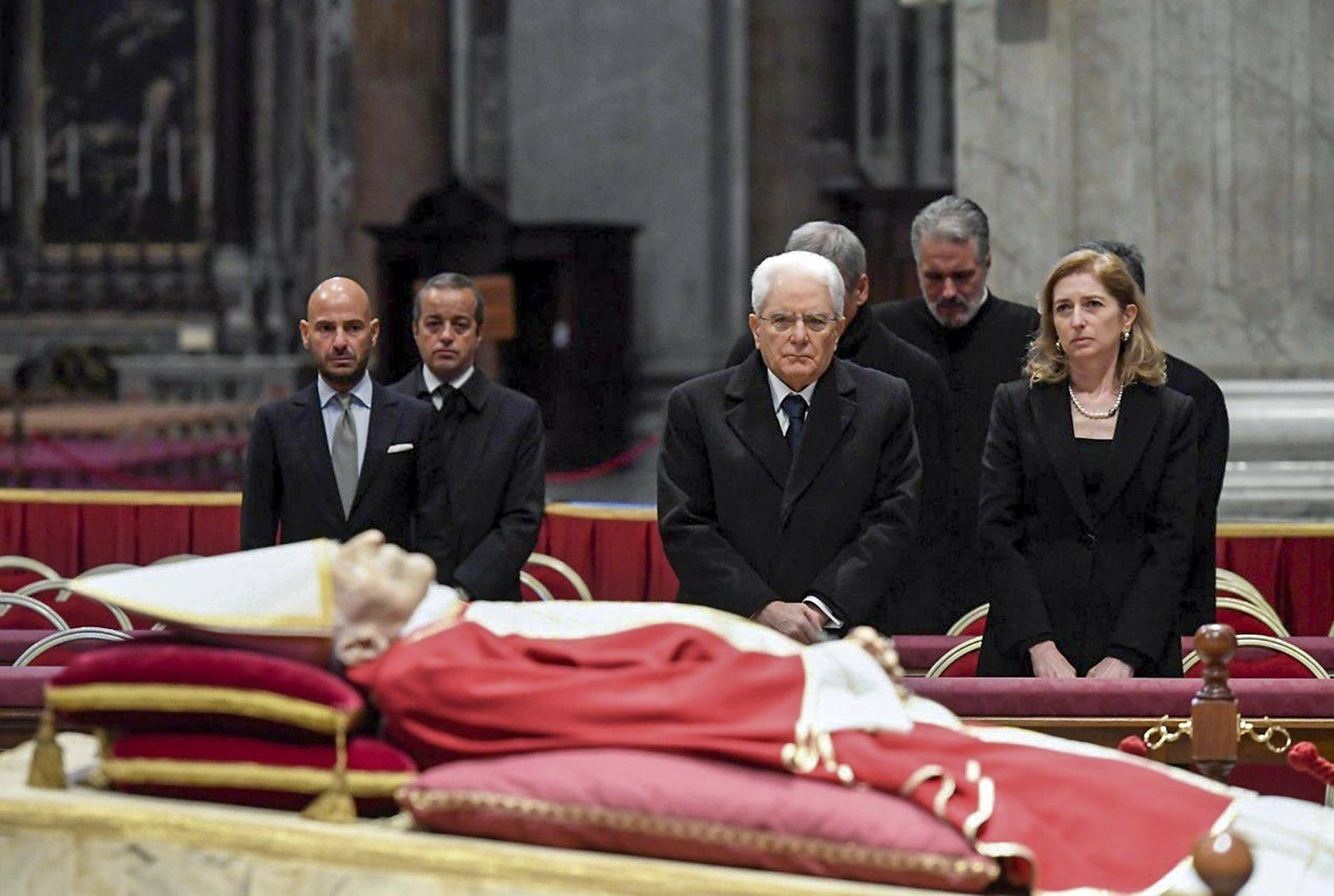
Funeraliile Papei emerit Benedict al XVI-lea

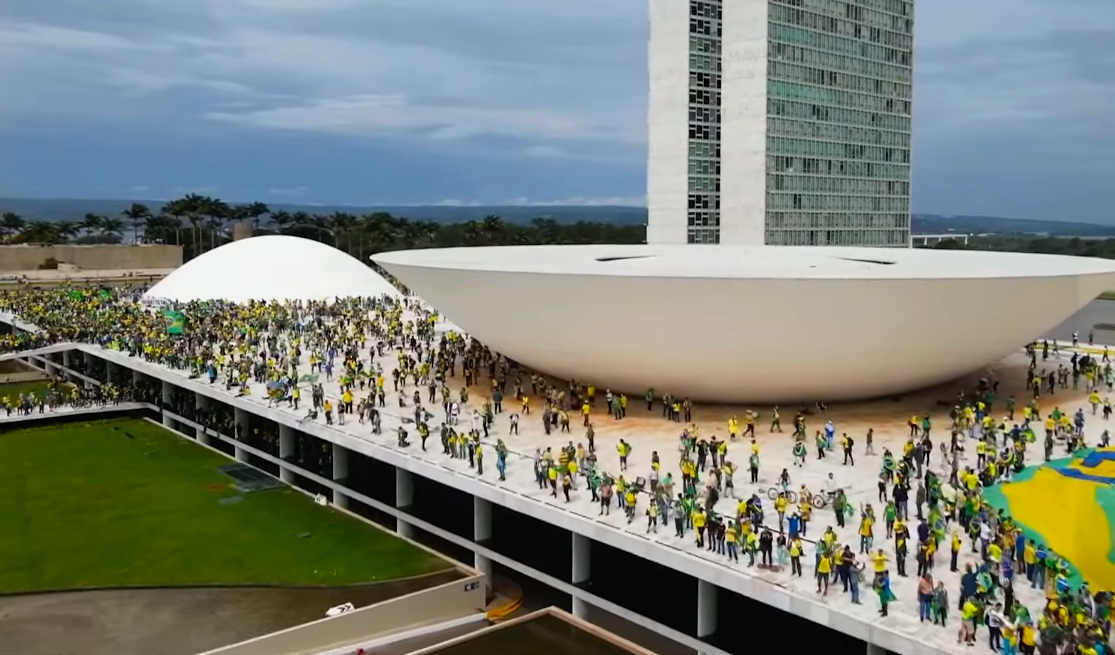
8 ianuarie: Susținătorii fostului președinte al Braziliei, Jair Bolsonaro, asaltează Congresul Național Brazilian, Curtea Federală Supremă și Palatul Prezidențial din Planalto.

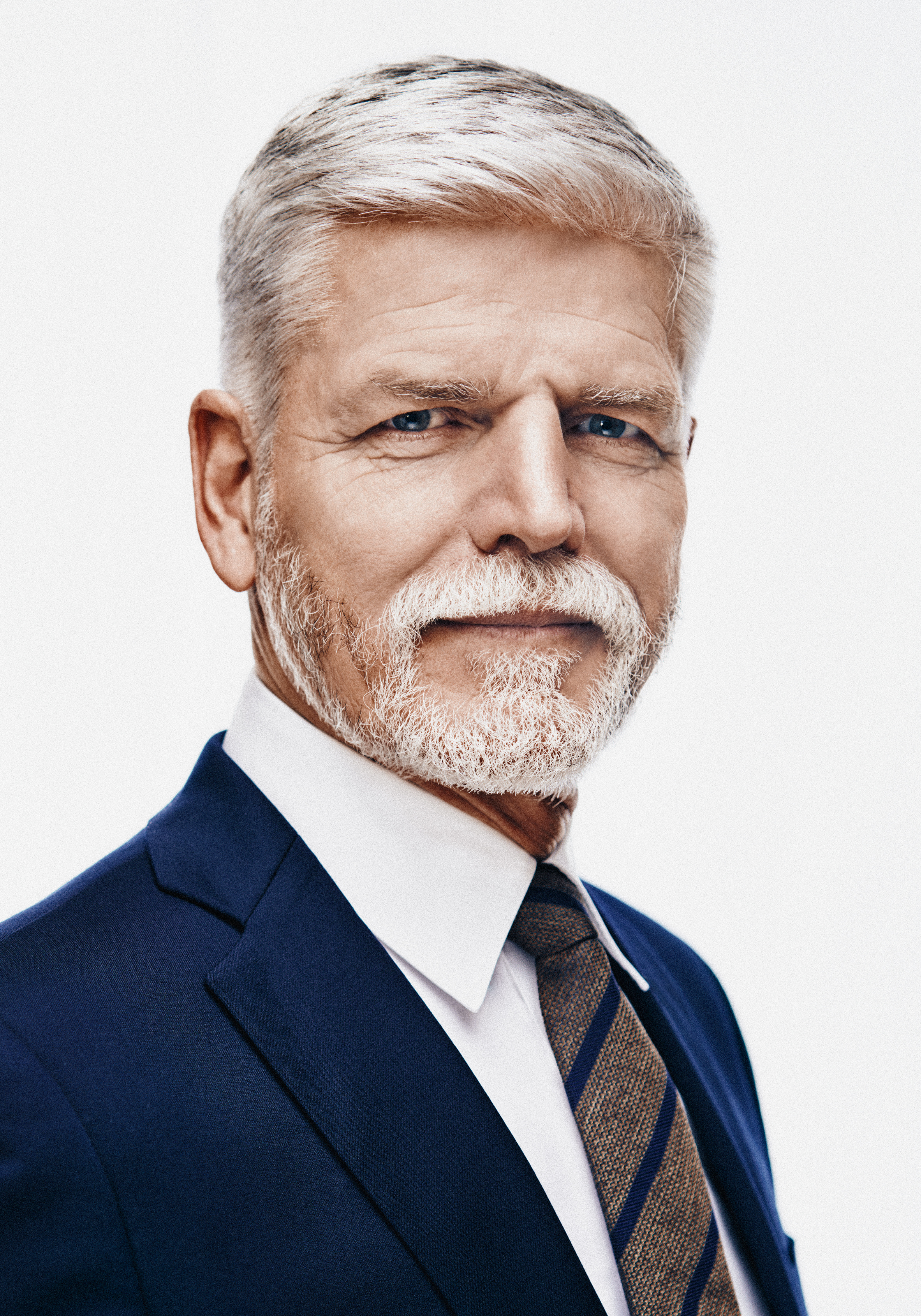
28 ianuarie 2023: Alegerile prezidențiale sunt câștigate de candidatul Petr Pavel. El devine președintele Republicii Cehe de la 9 martie 2023

- 1 ianuarie: Croația a adoptat moneda euro, devenind al 20-lea stat membru al zonei euro.
- 1 ianuarie: Croația a aderat la Schengen, devenind al 27-lea stat membru al zonei de liberă circulație.
- 1 ianuarie: Autoritatea de Aviație Civilă din Filipine închide spațiul aerian al țării timp de aproape șase ore din cauza unei pene de curent în centrul său de management al traficului aerian, care a afectat peste 280 de zboruri comerciale și peste 56.000 de pasageri.
- 1 ianuarie: Brațul britanic al grupului de protest împotriva schimbărilor climatice Extinction Rebellion anunță că va renunța „temporar” la utilizarea perturbării publice ca tactică principală.
- 1 ianuarie: Progresistul Luiz Inácio Lula da Silva a depus jurământul ca al 39-lea Președinte al Braziliei, după două luni de la alegerile cruciale din octombrie.
- 1 ianuarie: Autoritățile australiene și cele canadiene anunță că vor solicita călătorilor din China să prezinte un test COVID-19 negativ pentru a intra în țările lor începând cu 5 ianuarie.
- 1 ianuarie: Canada adoptă o lege care interzice străinilor, cu excepția imigranților și rezidenților permanenți, să achiziționeze zone rezidențiale în țară timp de doi ani, ca răspuns la o bulă imobiliară.
- 2 ianuarie: Președintele Parlamentului European, Roberta Metsola, inițiază o procedură oficială de revocare a imunității parlamentare a doi europarlamentari presupus implicați în scandalul de corupție în Qatar din Parlamentul European.
- 2 ianuarie: Curtea Supremă a Indiei susține legalitatea deciziei guvernului de demonetizare a tuturor bancnotelor de 500 ₹ și 1.000 ₹ (rupii) din seria Mahatma Gandhi în 2016.
- 2 ianuarie: Malawi suspendă deschiderea școlilor din Lilongwe și Blantyre din cauza unui focar de holeră, care a ucis până acum 595 de persoane, inclusiv 19 persoane în noaptea de Revelion.
- 2 ianuarie: Protestele continuă pentru a cincea zi în Las Anod, Somaliland, protestatarii cerând ca orașul să fie guvernat de Puntland și nu de Somaliland. Douăzeci de oameni sunt uciși în confruntările dintre protestatari și forțele de securitate.
- 3 ianuarie: Începe cel de-al 118-lea Congres al Statelor Unite, cu alegerile Președintelui Camerei îndreptându-se către mai multe tururi de scrutin pentru prima dată în 100 de ani, după ce Kevin McCarthy nu reușește să primească numărul necesar de voturi la primele trei tururi.
- 3 ianuarie: Guvernul Pakistanului ordonă închiderea tuturor centrelor comerciale și piețelor cu amănuntul până la ora 20:30 (PKT) zilnic, ca parte a unui plan de conservare a energiei pentru a compensa creșterea prețurilor la energie.
- 3 ianuarie: Vizita ministrului israelian al Securității Naționale Itamar Ben-Gvir la Muntele Templului din Ierusalim are ca rezultat proteste ale palestinienilor, precum și condamnarea vizitei mai multor țări arabe, care consideră locul ca fiind parte a Moscheei Al-Aqsa.
- 4 ianuarie: Centrul Național pentru Uragane publică un nou Raport asupra ciclonilor tropicali pentru uraganul Katrina, scăzând numărul morților de la peste 1800 la 1392.
- 4 ianuarie: Curtea Supremă a Spaniei spune că va investiga doi fii ai președintelui Guineei Ecuatoriale Teodoro Obiang Nguema Mbasogo pentru răpirea și tortura a doi cetățeni spanioli care se opun guvernării lui Obiang.
- 4 ianuarie: Comisia pentru Concurență din India respinge un recurs din partea Google cu privire la decizia sa din octombrie 2022, potrivit căreia poziția dominantă a Google pe piața motoarelor de căutare și controlul magazinului de aplicații Android a încălcat legile antitrust din India.
- 4 ianuarie: Meta Platforms este amendată cu 390 milioane de euro de către Uniunea Europeană, colectarea de către companie a datelor personale din conturile Facebook și Instagram pentru reclame personalizate a încălcat legile UE privind confidențialitatea.
- 4 ianuarie: Actorii Leonard Whiting și Olivia Hussey, care au jucat în adaptarea cinematografică din 1968 a filmului Romeo și Julieta al lui William Shakespeare, depun un proces la Curtea Superioară a Județului Los Angeles împotriva Paramount Pictures pentru 500 milioane de dolari, acuzând abuz sexual, hărțuire sexuală și fraudă și pentru că a fost filmat nud fără știrea lor.
- 5 ianuarie: La Bazilica Sfântul Petru din Roma au loc funeraliile fostului suveran Pontif, Papa Benedict al XVI-lea al Vaticanului.
- 5 ianuarie: Guvernul Ciadului raportează că un complot de „tentativă de destabilizare” condus de militari și activiști pentru drepturile omului a eșuat. Declarația spune că arestările celor 11 persoane implicate au avut loc mai târziu de 8 decembrie 2022.
- 5 ianuarie: Grecia anunță că călătorii din China vor avea nevoie de un test COVID-19 negativ pentru a intra în țară.
- 5 ianuarie: Armata îl arestează pe Ovidio Guzmán López, fiul narcotraficantului încarcerat Joaquín „El Chapo” Guzmán, în Culiacán, Sinaloa, Mexic. Arestarea este urmată de tulburări la nivel de stat, multe școli și aeroporturi fiind închise. Zece soldați și 19 membri ai bandei sunt uciși în timpul tulburărilor.
- 6 ianuarie: Poliția de securitate de stat din Uzbekistan arestează patru persoane din cauza morții a 19 copii care au consumat un produs cu sirop de tuse fabricat de producătorul indian de medicamente Marion Biotech săptămâna ce a trecut.
- 6 ianuarie: Autoritățile din Arabia Saudită condamnă doi administratori Wikipedia la 32, respectiv 8 ani de închisoare, în legătură cu activitățile lor pe site.
- 6 ianuarie: Talibanii și compania chineză de petrol și gaze din Xinjiang din Asia Centrală au convenit asupra unui acord pe 25 de ani pentru a permite companiei chineze să foreze pentru petrol în bazinul râului Amudaria. Este primul acord major de extracție de energie al Afganistanului cu o firmă străină de când talibanii au revenit la putere în 2021.
- 6 ianuarie: Organizația pentru Alimentație și Agricultură raportează că prețurile internaționale ale alimentelor au atins un nivel record în 2022, pe fondul preocupărilor continue privind penuria de alimente.
- 8 ianuarie: China își redeschide granițele pentru vizitatorii internaționali, marcând sfârșitul restricțiilor de călătorie care au început în martie 2020.
- 8 ianuarie: Susținătorii fostului președinte al Braziliei, Jair Bolsonaro, asaltează Congresul Național Brazilian, Curtea Federală Supremă și Palatul Prezidențial din Planalto.
- 10 – 17 ianuarie: Un val de frig mortal în Afganistan a ucis 166 de oameni și aproape 80.000 de animale.
- 14 – 28 ianuarie: Alegeri prezidențiale în Cehia. Generalul Petr Pavel a câștigat scrutinul prezidențial, învingându-se pe liberalul Andrej Babiš, urmând să preia funcția de președinte al Cehiei pe 9 martie 2023.
- 15 ianuarie: Zborul 691 Yeti Airlines s-a prăbușit în Pokhara, Nepal, ucigând toate cele 72 de persoane aflate la bord.
- 16 ianuarie: Cel mai căutat șef al mafiei italiene Matteo Messina Denaro este arestat la Palermo, Sicilia.
- 17 ianuarie: Nguyễn Xuân Phúc demisionează din funcția de președinte al Vietnamului pe fondul mai multor scandaluri recente din guvern.
- 17 ianuarie: O avalanșă lovește Nyingchi, Tibet, ucigând 28 persoane.
- 18 ianuarie: Un accident de elicopter în Ucraina a făcut 14 morți, inclusiv ministrul de Interne al țării, Denîs Monastîrski.
- 18 ianuarie: Alegeri generale în Antigua și Barbuda. Prim-ministrul în funcție, Gaston Brown, este ales pentru a treia oară.
- 20 ianuarie: Parlamentul din Trinidad și Tobago alege fosta președintă a senatului, ministru și avocat Christine Kangaloo ca președinte al țării cu 48-22 de voturi.
- 21 ianuarie: Se estimează că India a depășit China ca fiind cea mai populată țară din lume.
- 25 ianuarie: Chris Hipkins îi urmează Jacindei Ardern în funcția de prim-ministru al Noii Zeelande, la șase zile după ce și-a anunțat demisia.
- 27 ianuarie: Tulburări larg răspândite izbucnesc în Israel în urma unui raid militar israelian la Jenin, care a provocat moartea a nouă palestinieni. Baloane cu aer incendiar sunt lansate în zonele populate israeliene după el. Israelul răspunde cu lovituri aeriene țintite. Mai târziu în aceeași zi, șapte evrei sunt împușcați mortal într-o sinagogă într-un atac de răzbunare.
- 29 ianuarie: Alegeri regionale în Austria Inferioară.
- 30 ianuarie: Are loc un atentat sinucigaș la Jamaat-ul-Ahrar în interiorul unei moschei din Peshawar, Khyber Pakhtunkhwa, Pakistan, unde au murit cel puțin 101 de persoane și au fost răniți peste 220 de persoane.

### Februarie

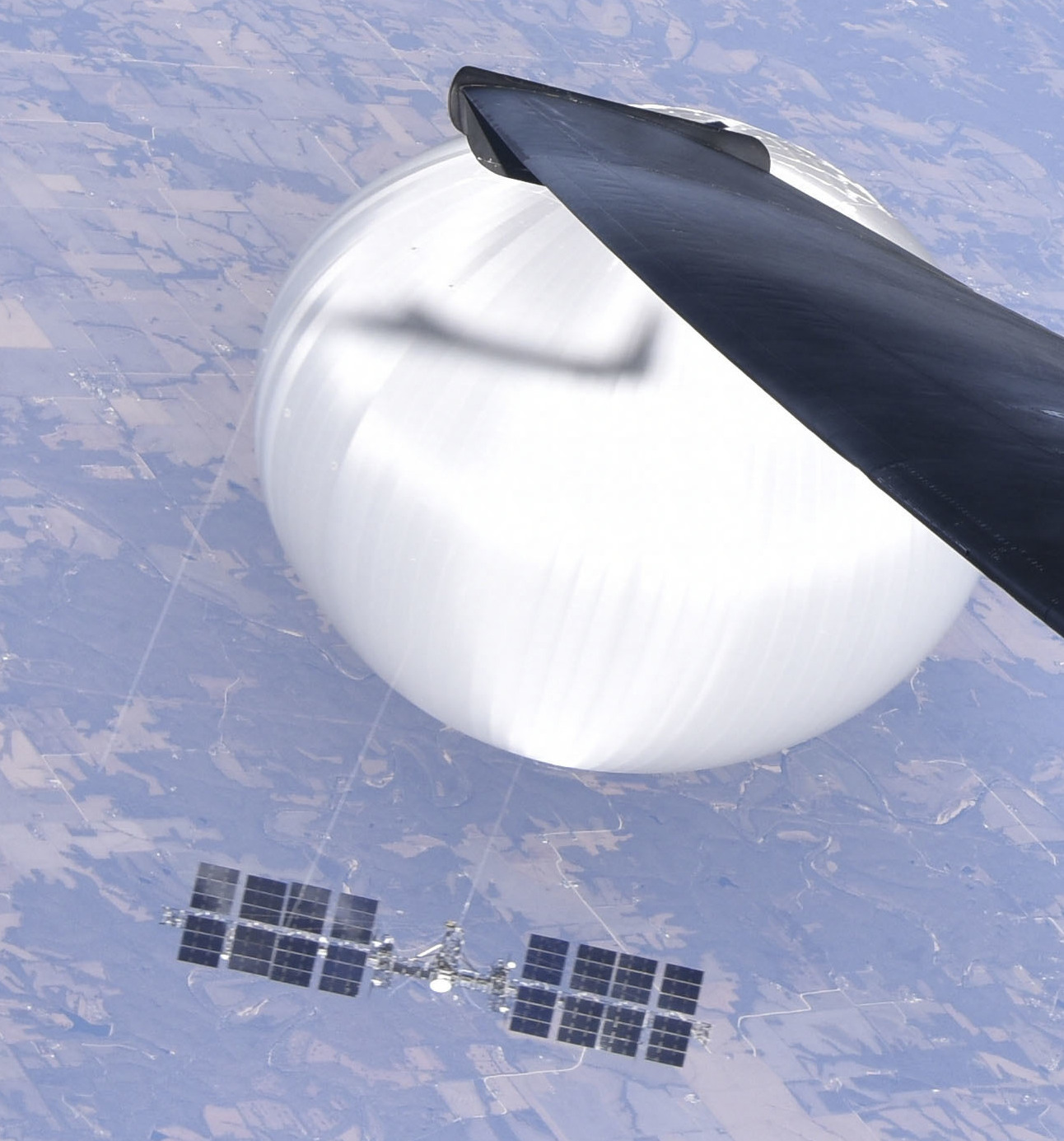
3 februarie - Un presupus balon de supraveghere chinez este depistat ]n spațiul aerian al Statelor Unite. Balonul este doborât.

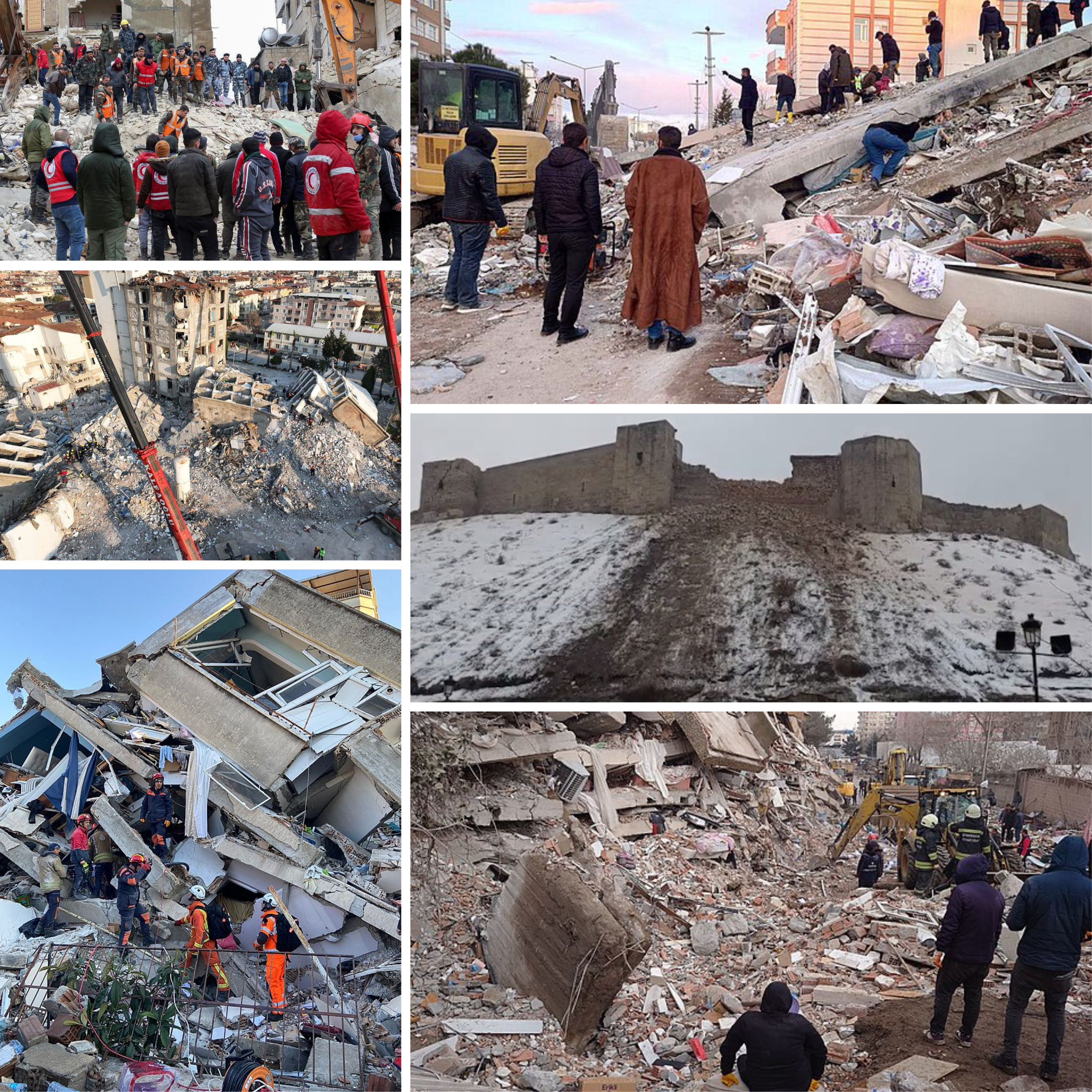
6 februarie – Un cutremur devastator de 7,8 grade are loc în sudul și centrul Turciei și nordul și vestul Siriei

- 1 februarie – Criza financiară libaneză: Banca centrală dn Liban scade valoare lirei libaneze.[1]
- 2 februarie
  - Israel și Sudan anunță finalizarea unui acord de normalizare a relațiilor.[2]
  - Banca Centrală Europeană și Banca Angliei își majorează ratele dobânzilor cu 0,5 puncte procentuale pentru a combate inflația, la o zi după ce Rezerva Federală a SUA își majorează rata fondurilor federale cu 0,25 puncte procentuale.[3]
- 3 februarie - SUA anunță că monitorizează un balon chinezesc de spionaj care a pătruns în spațiul aerian al Americii de Nord. [4] Un balon care plutește din Yukon către Carolina de Sud este doborât a doua zi, iar al doilea plutește peste Columbia și Brazilia.[5][6][7]
- 3 februarie: Un cetățean finlandez de pe lista celor mai căutați de către Europol, Julius Kivimäki, a fost arestat în Franța. Kivimäki este un fost membru al grupului de hacking Lizard Squad.
- 3 februarie: Oficialii din apărarea Statelor Unite anunță că baloane de supraveghere chineze suspectate sunt urmărite în vestul Statelor Unite și Americii Latine.
- 3 februarie: Chile își extinde starea de urgență din cauza incendiilor care au ars până la 8.000 de hectare și, de asemenea, declară o catastrofă în regiunea Biobío pe fondul unui val de căldură de vară.
- 4 februarie: Balonul din China a fost doborât în largul coastei Carolinei de Sud, la ordinul președintelui american Joe Biden.
- 5 – 12 februarie: Alegeri prezidențiale în Cipru. Fostul ministru de externe al Ciprului, Nikos Christodoulides este ales președinte al Republicii Cipru cu 51% din voturi.[8][9]
  - Ciclonul Freddy se formează în Oceanul Indian. A devenit cel mai îndelungat ciclon tropical din istorie și a cauzat 1.400 de morți și daune materiale în sud-estul Africii. [10]
- 6 februarie – Un cutremur de 7,8 grade are loc în sudul și centrul Turciei și nordul și vestul Siriei, urmat de replici de  7,7 grade în aceeași zi, provocând pagube pe scară largă și peste 59.000 de morți și 121.000 de răniți.[11][12][13]
- 11 februarie: Justin Trudeau ordonă doborarea unui obiect neidentificat deasupra Yukonului, care este doborât ulterior de un F-22 Raptor al Forțelor Aeriene ale Statelor Unite folosind un AIM-9X Sidewinder. Forțele armate canadiene sunt desfășurate pentru a colecta și analiza obiectul.
- 14 februarie – Parlamentul European aprobă interzicerea vânzării de noi vehicule pe bază de benzină și diesel în Uniunea Europeană începând cu 2035, invocând combaterea schimbărilor climatice în Europa și promovarea vehiculelor electrice. [14]
- 16 februarie – Parlamentarii ruși din Duma de Stat votează pentru retragerea Rusiei din 21 de convenții ale Consiliului Europei.[15]

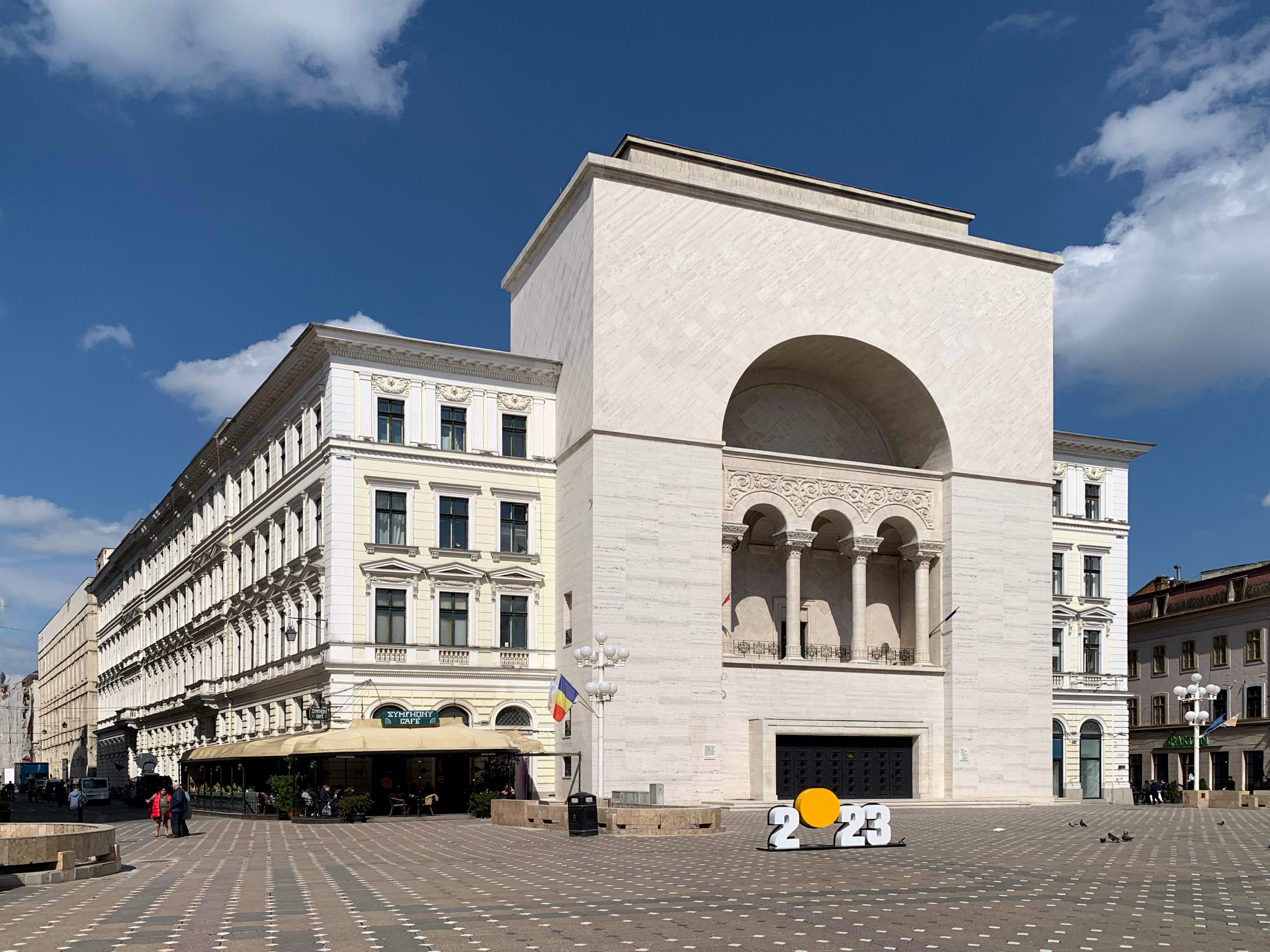
Timișoara, Capitală Europeană a Culturii 2023

- Timișoara, Capitală Europeană a Culturii 202317 februarie: Timișoara devine Capitală Europeană a Culturii din partea României.
- 21 februarie – Vladimir Putin anunță că Rusia își suspendă participarea la New START, un tratat de reducere a armelor nucleare cu SUA [16]
- 23 februarie – Oman își deschide spațiul aerian pentru Israel pentru prima dată. [17]
- 25 februarie: Alegeri prezidențiale în Nigeria. Bola Tinubu este ales președinte al Nigeriei, învingându-l pe foștii vicepreședinți Atiku Abubakar și Peter Obi.
- 27 februarie – Regatul Unit și Uniunea Europeană ajung la un acord Windsor Framework privind modificările aduse de Protocolul Irlandei de Nord.[18]
- 28 februarie – Un accident feroviar are loc în Tesalia, Grecia, fiind uciși 57 de oameni. [19][20]

### Martie

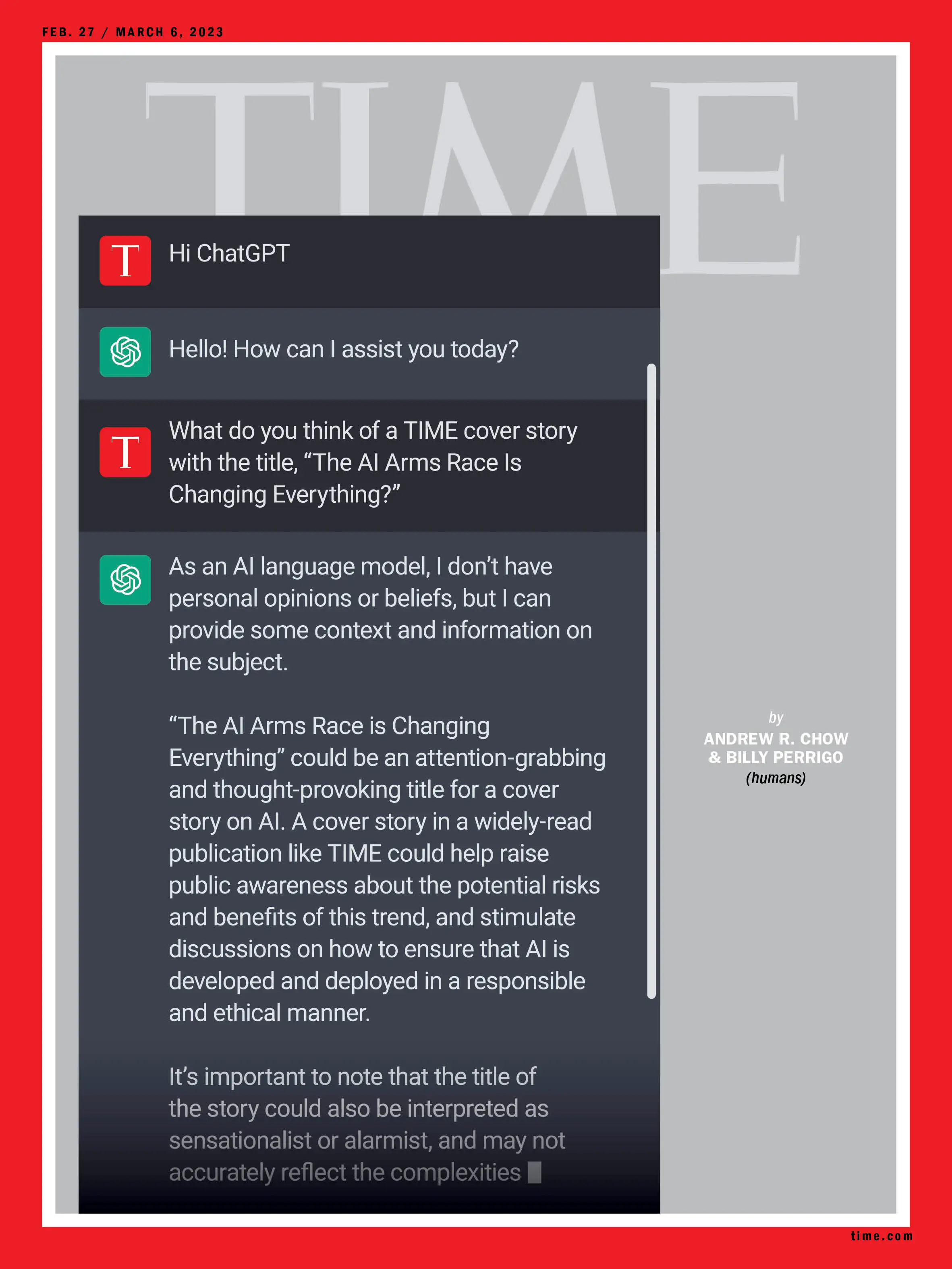
Revista Time a plasat pe coperta o captură de ecran a unei conversații cu ChatGPT, scriind despre „Cursa înarmărilor AI care schimbă totul” și „Cursa înarmării AI este pornită. Începeți să vă îngrijorați”.

- 5 martie: Alegeri parlamentare în Estonia.
- 6 martie: Formația românească de muzică pop-dance, A.S.I.A., se reunește după 17 ani într-un concert aniversar.
- 10 martie: Iran și Arabia Saudită convin să reia relațiile diplomatice care au fost oprite în 2016 la discuțiile meditate de Republica Populară Chineză.
  - În urma alegerilor prezidențiale din Republica Populară Chineză, Congresul Național Popular îl realege pe Xi Jinping îl realege pe Xi Jinping ca președinte pentru al treilea mandat.[21]
  - Silicon Valley Bank, a 16-a mare bancă din Statele Unite, intră în faliment. Izbucnește cea mai mare criză bancară de la Marea Recesiune din 2008. [22][23]
- 14 martie: Două avioane de luptă rusești Su-27 au doborât o drona americană MQ-9 Reaper, în Marea Neagră cu combustibil. Tensiunile dintre Statele Unite ale Americii și Rusia au crescut, dar din fericire nu s-a intâmplat nimic.
  - OpenAI lansează GPT-4, un nou model de limbaj pentru ChatGPT, care poate răspunde la imagini și poate procesa 25.000 de cuvinte.[24]
- 17 martie: Curtea Internațională de la Haga a emis un mandat de arestare pe numele lui Vladimir Putin pentru crime de război.
- 18 martie: Un cutremur de 6,8 a lovit Ecuador, ucigând 18 persoane, rănind aproape 500 de persoane și provocând pagube majore.

### Aprilie

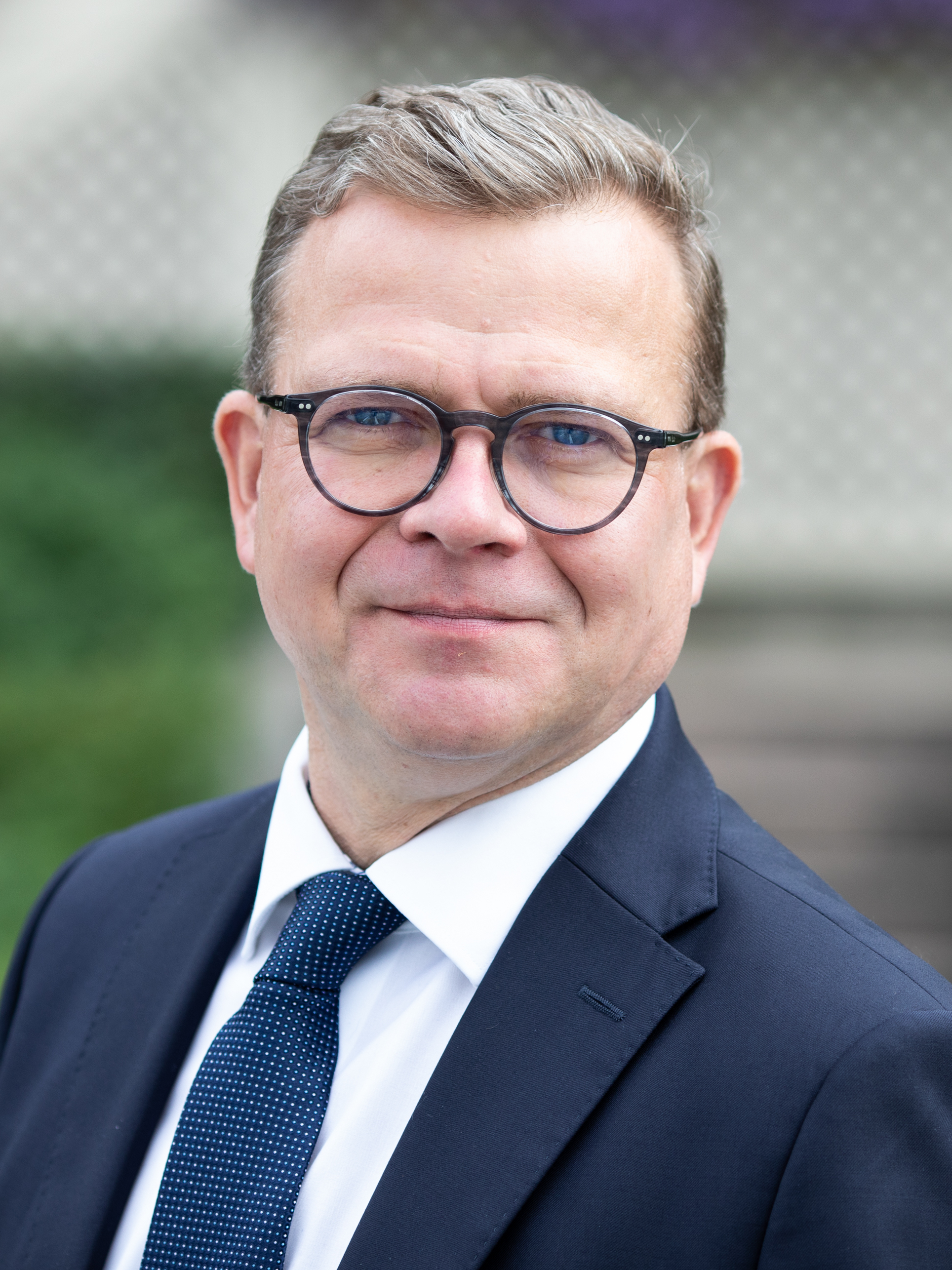
2 aprilie: Alegerile parlamentare din Finlanda sunt câștigate de Coaliția Națională de centru-dreapta a lui Petteri Orpo, care devine noul premier al țării din 10 iunie. Pe 4 aprilie, Finlanda aderă la NATO

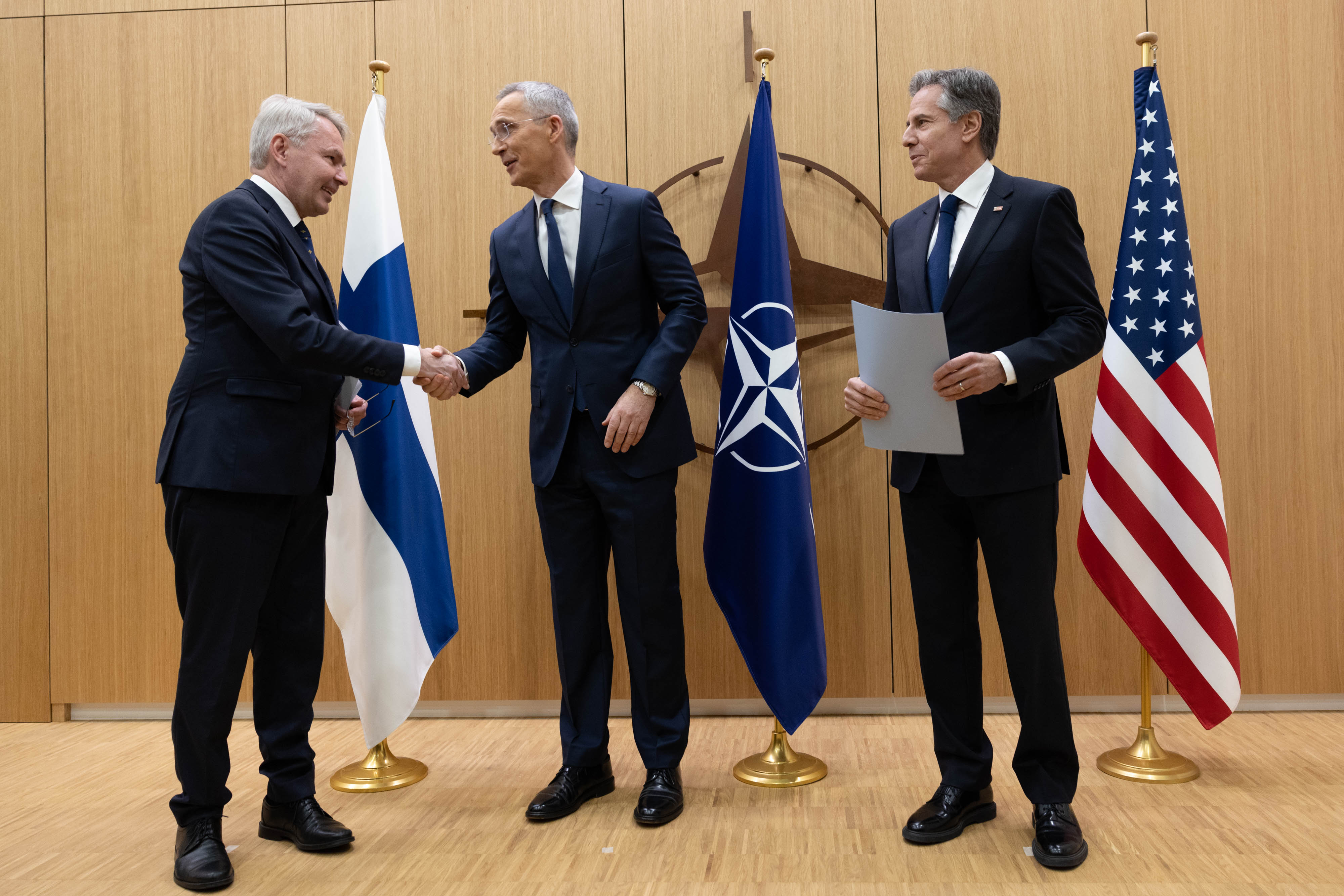
4 aprilie: Finlanda a devenit în mod oficial al 31-lea stat membru NATO

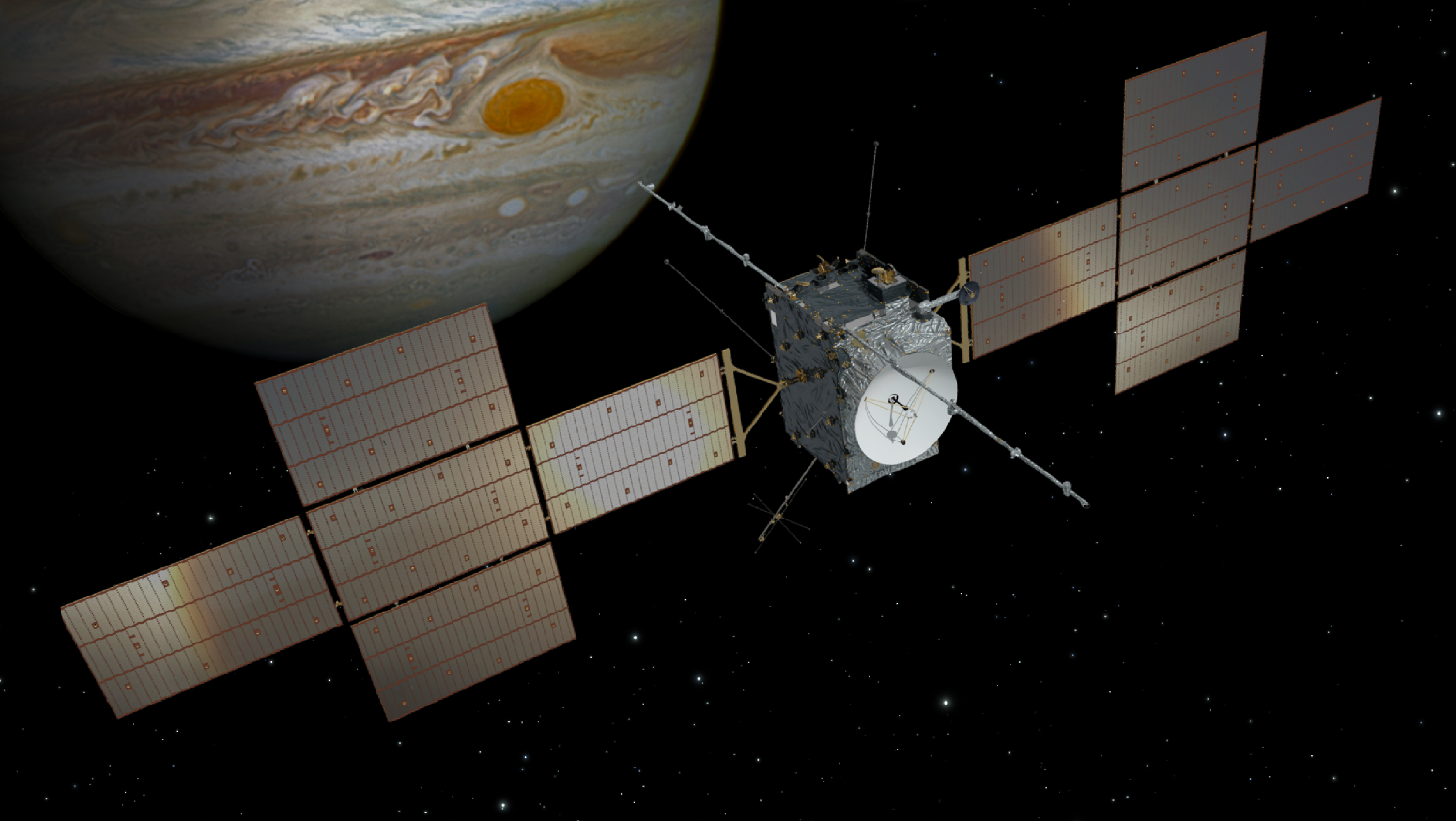
14 aprilie: Jupiter Icy Moons Explorer (JUICE) este lansat de către Agenția Spațială Europeană

- 2 aprilie: Alegeri parlamentare în Finlanda.
- 2 aprilie: Alegeri parlamentare în Bulgaria.
- 2 aprilie: Alegeri prezidențiale în Muntenegru în turul 2 câștigătorul acestei ture fiind Jakov Milatović de la Europa Acum!.
- 4 aprilie: Finlanda a devenit în mod oficial al 31-lea stat membru NATO
- 8 aprilie: O explozie a dus la prăbușirea a două clădiri rezidențiale în Marsilia, oraș aflat în sudul Franței. 8 persoane au fost ucise.
- 11 aprilie: Războiul civil din Myanmmar: În satul Pazigyi peste 100 de oameni au fost uciși de Forțele aeriene din Myanmmar.
- 14 aprilie: Jupiter Icy Moons Explorer (JUICE) este lansat de către Agenția Spațială Europeană (ESA) pentru a căuta viață pe sateliții naturali ai lui Jupiter, cu o dată estimată de sosire în 2031.
- 15 aprilie: A început un război în Sudan după ce în 15 aprilie RSF (Forțele de sprijin rapid) a atacat capitala Sudanului Khartoum decesele oamenilor care au murit sunt mari, iar mai apoi au început și lupte în Regiunea Darfur cucerind și Aeroportul internațional din Khartoum, între timp Antony Blinken, secretarul de stat al Statelor Unite ale Americii, a cerut armistițiu pentru 24 de ore, apoi mai mulți civili au murit, iar RSF a cucerit orașul Nyala, iar mai apoi au cucerit orașul Geneina avansând câtre nordul Sudanului lupte crâncene au continuat iar Marea Britanie, Canada au evacuat civili.
- 20 aprilie: Are loc Eclipsa de Soare din 20 aprilie 2023.
- 20 aprilie: Racheta Starship de la SpaceX cea mai mare și mai puternică rachetă construită vreodată, este lansată din Boca Chica, Texas, Statele Unite ale Americii. Explodează la patru minute după lansare.
- 26 aprilie: Liderul chinez Xi Jinping l-a sunat pe Volodîmîr Zelenski, președintele Ucrainei, la peste o lună după summitul lui Xi Jinping cu președintele rus Vladimir Putin.
- 28 aprilie: Papa Francisc a vizitat orașul Budapesta. El a stat în Ungaria 3 zile.
- 30 aprilie: Are loc un masacru cu 5 morți și 3 răniți în Texas, Statele Unite ale Americii.
- 30 aprilie: Alegeri generale în Paraguay.

### Mai

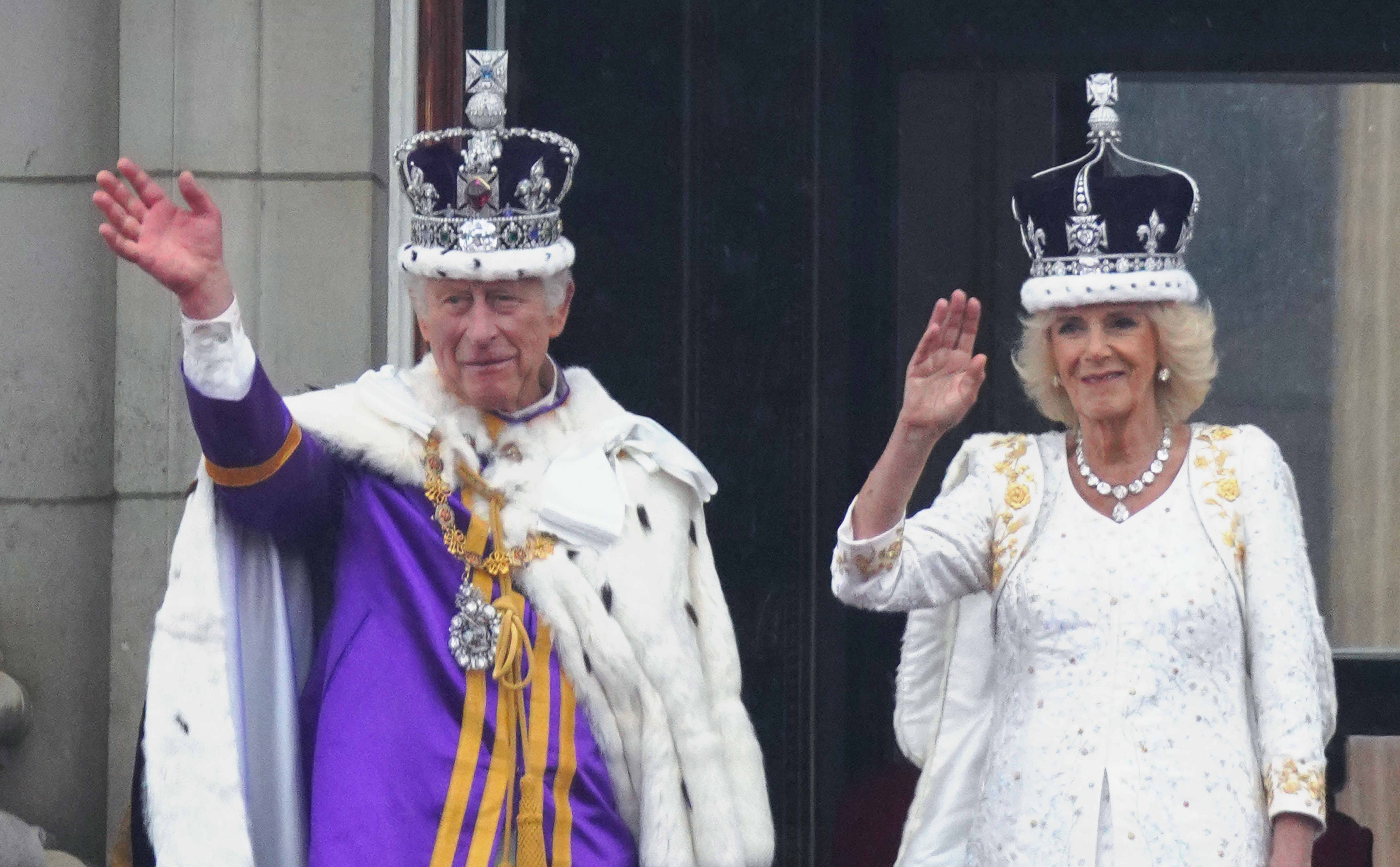
6 mai 2023: Are loc încoronarea regelui Charles al III-lea și a reginei Camilla.

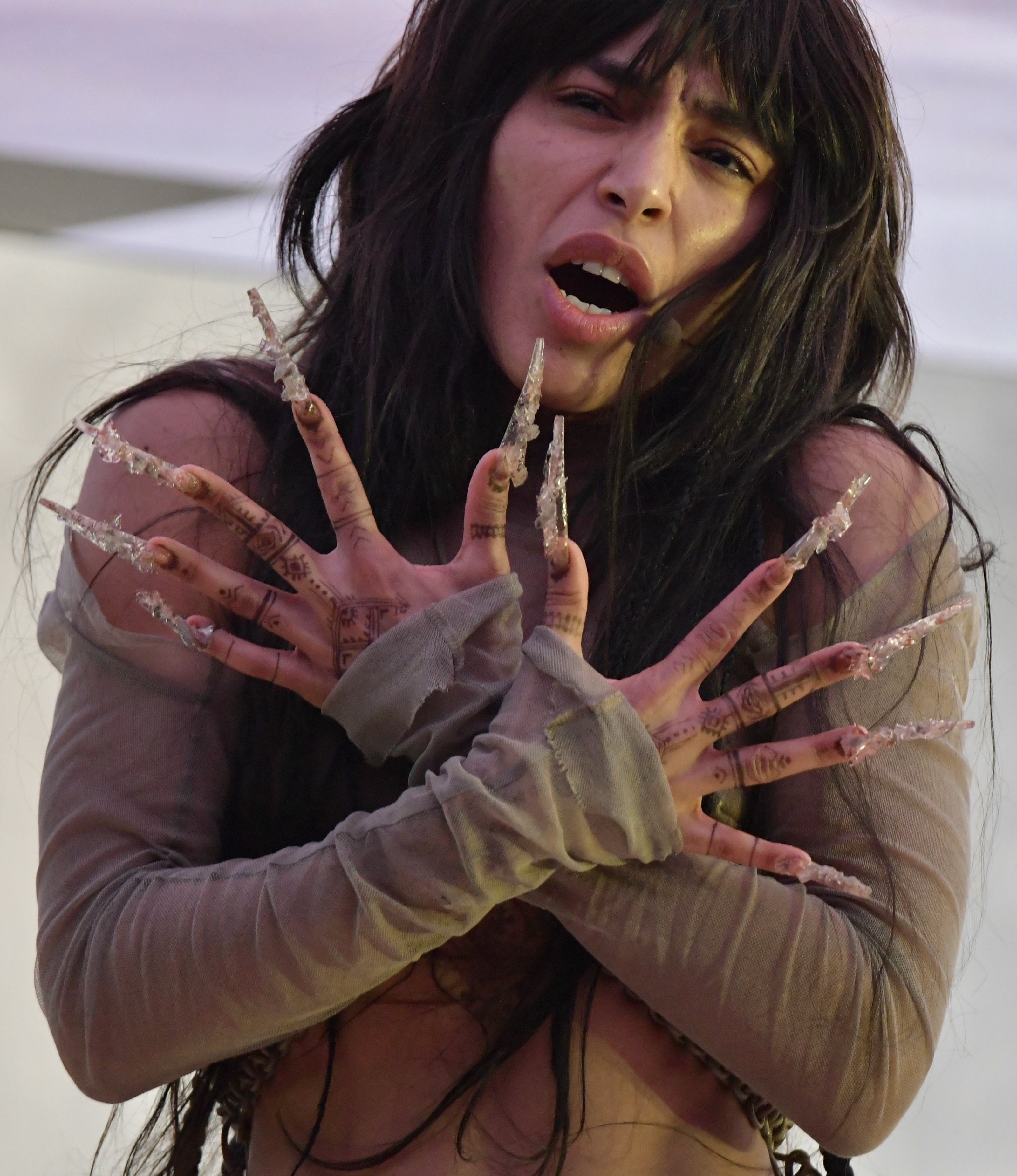
9–13 mai: Are loc Concursul Muzical Eurovision 2023 în Liverpool, Regatul Unit. Concurenta din partea Suediei, Loreen, câștigă concursul cu piesa „Tattoo"

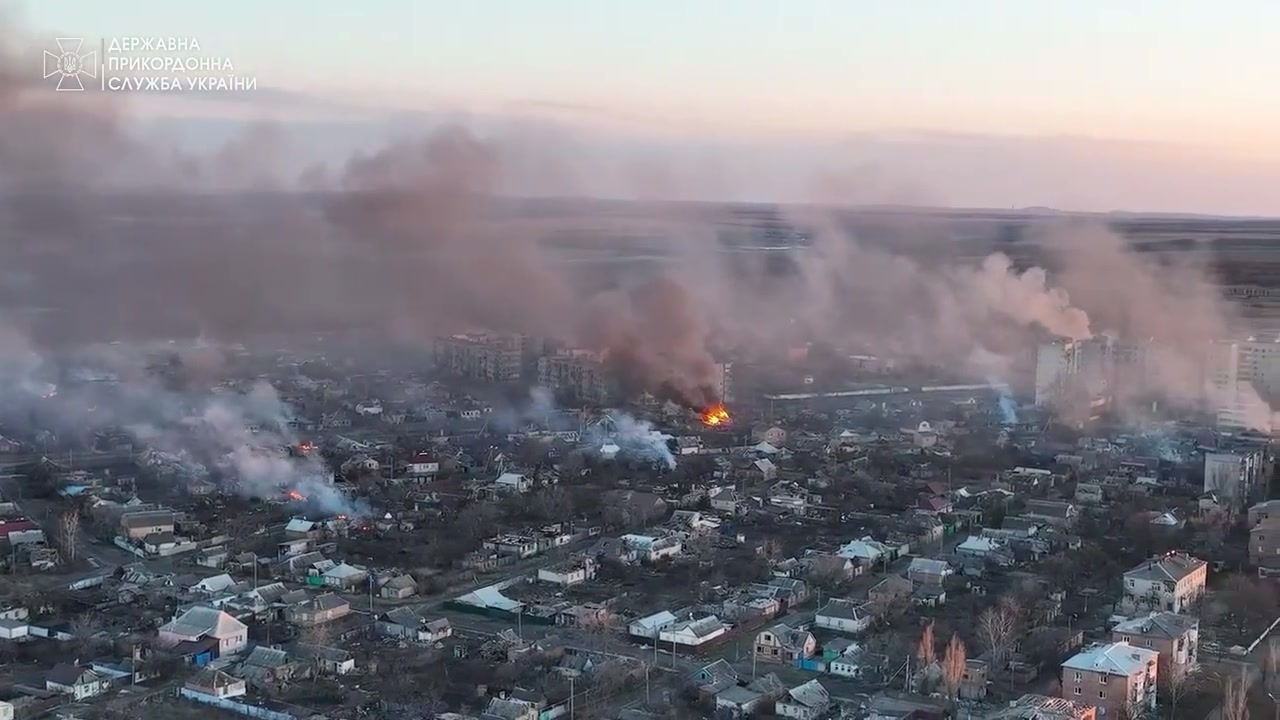
20 mai 2023: Bakhmut este cucerit de forțele ruse după un asediu de 10 luni și pierderea a 20.000 de soldați

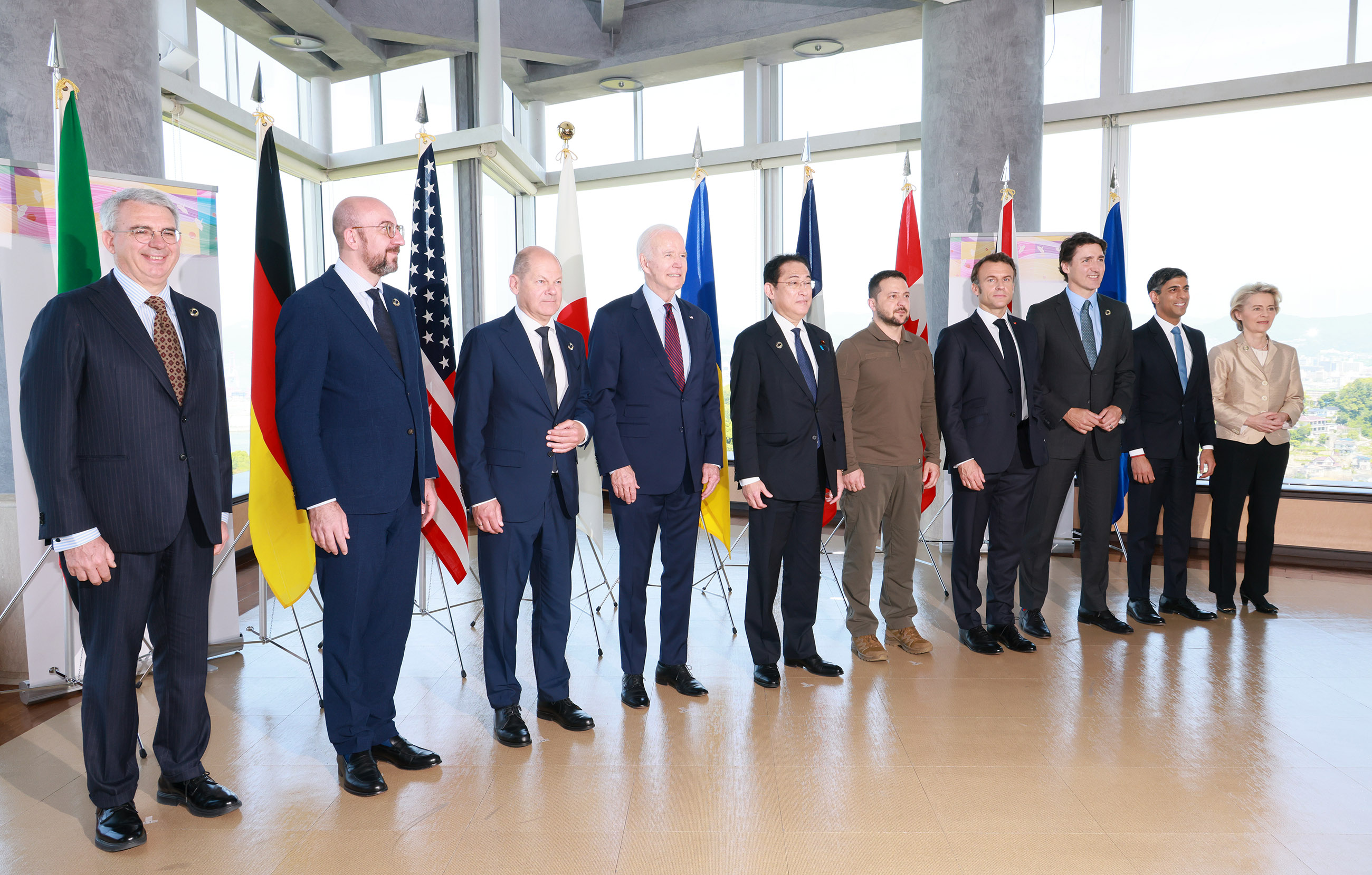
21 mai 2023: Summitul G7 de la Hiroșima, oraș bombardat nuclear în al Doilea Război Mondial. Volodimir Zelenski, președintele Ucrainei, este invitat să participe.

- 1 mai – Criza bancară din SUA: First Republic Bank din San Francisco intră în faliment și este vândută de Corporația Federală de Asigurare a Depozitelor către JPMorgan Chase pentru 10,7 miliarde de dolari. Este a doua mare prăbușire bancară după Silicon Valley Bank din anul 2023.[25]
- 2 mai: Formația Aerosmith a anunțat un turneu de adio numit "Peace Out".
- 3 mai: Are loc un masacru la o școală gimnazială din Belgrad, Serbia, în care un elev de 13 ani a deschis focul și a ucis 9 elevi și portarul școlii. Este cel mai tânăr elev care a săvârșit un masacru într-o școală. Elevul a fost arestat ulterior.[26] These events leave 19 people dead, causing the government to increase regulations on gun ownership[27]
- 4 mai: Un bărbat sârb de 21 de ani, înarmat cu o pușcă de asalt, a deschis focul dintr-o mașină în satele Dubona și Šepšin din comuna Mladenovac, districtul Belgrad, Serbia și în Malo Orašje, Semendria, omorând 8 persoane, inclusiv un ofițer de poliție, și rănind alte 14. Făptașul a plecat după aceea cu mașina înainte de a fi arestat în ziua următoare lângă Kragujevac. Atacul a avut loc a doua zi după masacrul de la o școală gimnazială din Belgrad.
- 5 mai: Organizația Mondială a Sănătății anunță că COVID-19 nu mai este considerată o urgență de sănătate globală.[28][29]
- 5 mai: Are loc Eclipsa de Lună din 5 mai 2023.
- 5 mai: Evgheni Prigojin, liderul companiei de mercenari Wagner,  s-a filmat alături de zeci de cadavre ale luptătorilor săi și a trimis un mesaj video către șefii armatei ruse, criticându-i că trupele sale nu mai au mumiție. [30]
- 6 mai: Are loc încoronarea regelui Charles al III-lea și a reginei Camilla.[31]
- 7 mai: Siria este readmisă în Liga Arabă după ce a fost suspendată în 2011.
- 9–13 mai: Are loc Concursul Muzical Eurovision 2023 în Liverpool, Regatul Unit. Concurenta din partea Suediei, Loreen, câștigă concursul cu piesa „Tattoo".[32]
- 9 mai – Ciclonul Mocha se formează în Oceanul Indian și ucide 400 de oameni din Myanmar și Bangladesh.[33]
- 14 mai: Alegeri generale în Turcia.
- 14 mai: Alegeri generale în Thailanda.
- 16 mai: Cel puțin trei morți și numeroși răniți într-un atac armat în New Mexico, Statele Unite ale Americii.
- 17 mai: Inundațiile au lovit Italia făcând cel puțin doi morți, iar patru persoane sunt date dispărute.
- 20 mai: Are loc summitul G7 din Hiroshima, Japonia.
- 20 mai: Orașul ucrainean Bakhmut a fost capturat de forțele ruse după 10 luni și 60.000 de militari pierduți (20.000 uciși, restul răniți).  Aproximativ în aceeași perioadă, pe 25 mai, Prigojin și-a retras trupele de mercenari din oraș, fiind în mijlocul unor dispute interne între conducerea Wagner și înaltul comandament rus.
- 21 mai: Alegeri legislative în Grecia. Scrutinul este câștigat de Partidul Noua Democrație.[34][35]
- 25 mai – Rusia și Belarus semnează un acord la Minsk. Aleksandr Lukașenko permite Federației Ruse să staționeze arme nucleare tactice pe teritoriul Belarusului. [36]
- 28 mai – Al doilea tur al alegerilor prezidențiale din Turcia este câștigat de președintele Recep Tayyip Erdoğan pentru al treilea mandat. Rivalul său, Kemal Kılıçdaroğlu, este învims. [37]
- 31 mai – Alegerile prezidențiale din Letonia sunt câștigate de Edgars Rinkēvičs. [38]

### Iunie

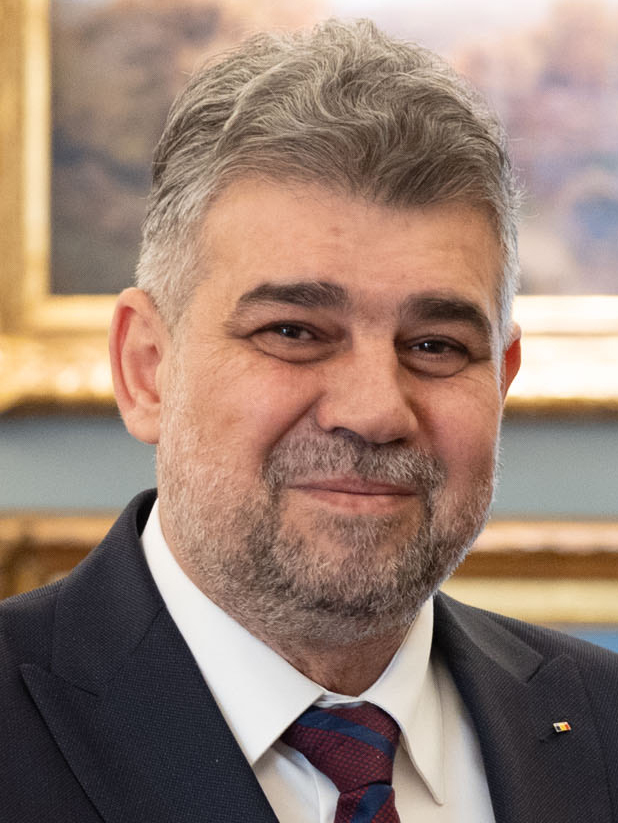
12 iunie 2023: Marcel Ciolacu, liderul PSD, devine premierul României

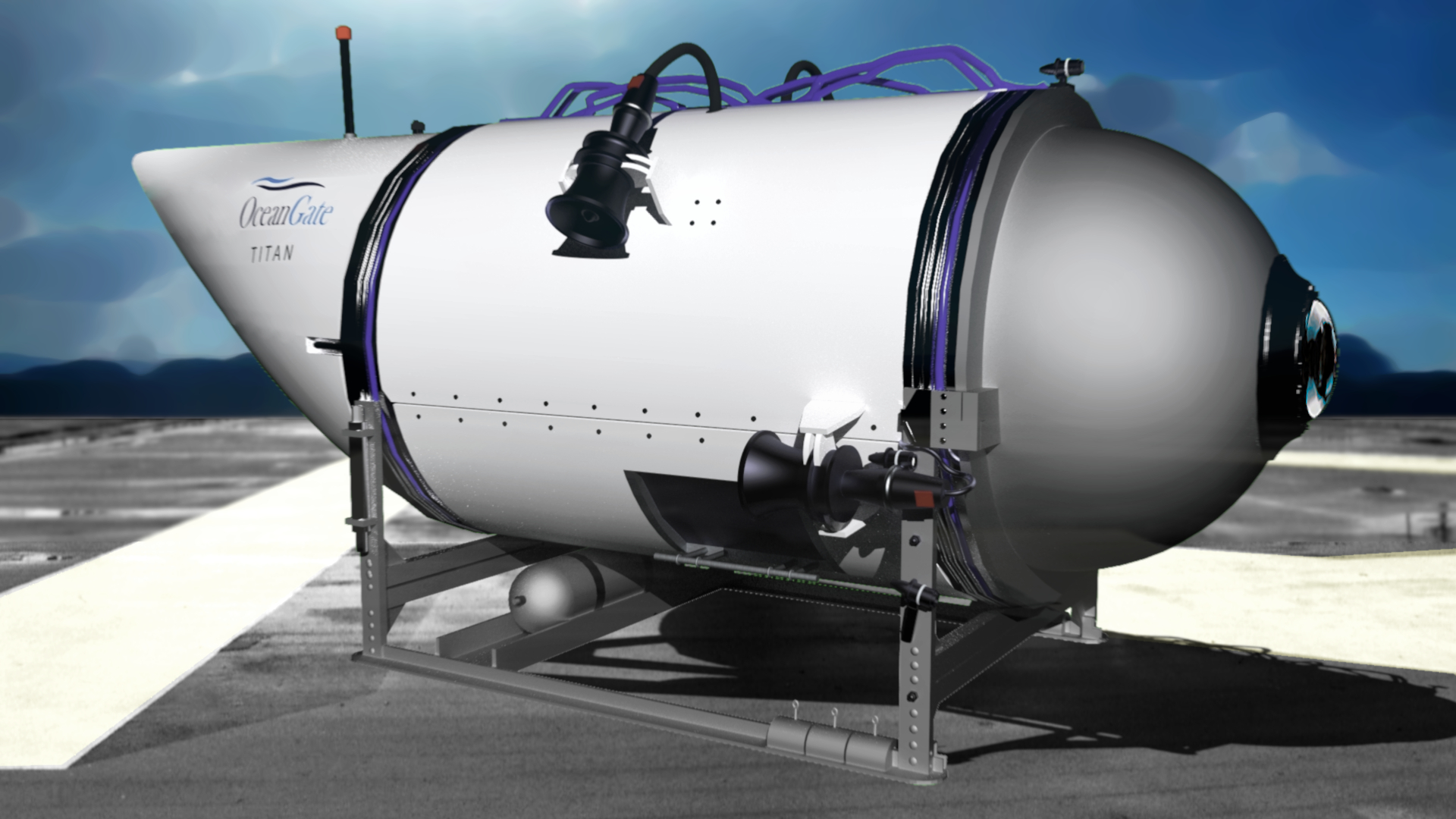
18 iunie: Un submersibil numit Titan, cu 5 pasageri la bord, a naufragiat în urma unei implozii din cauza presiunii, iar toți pasagerii au murit.

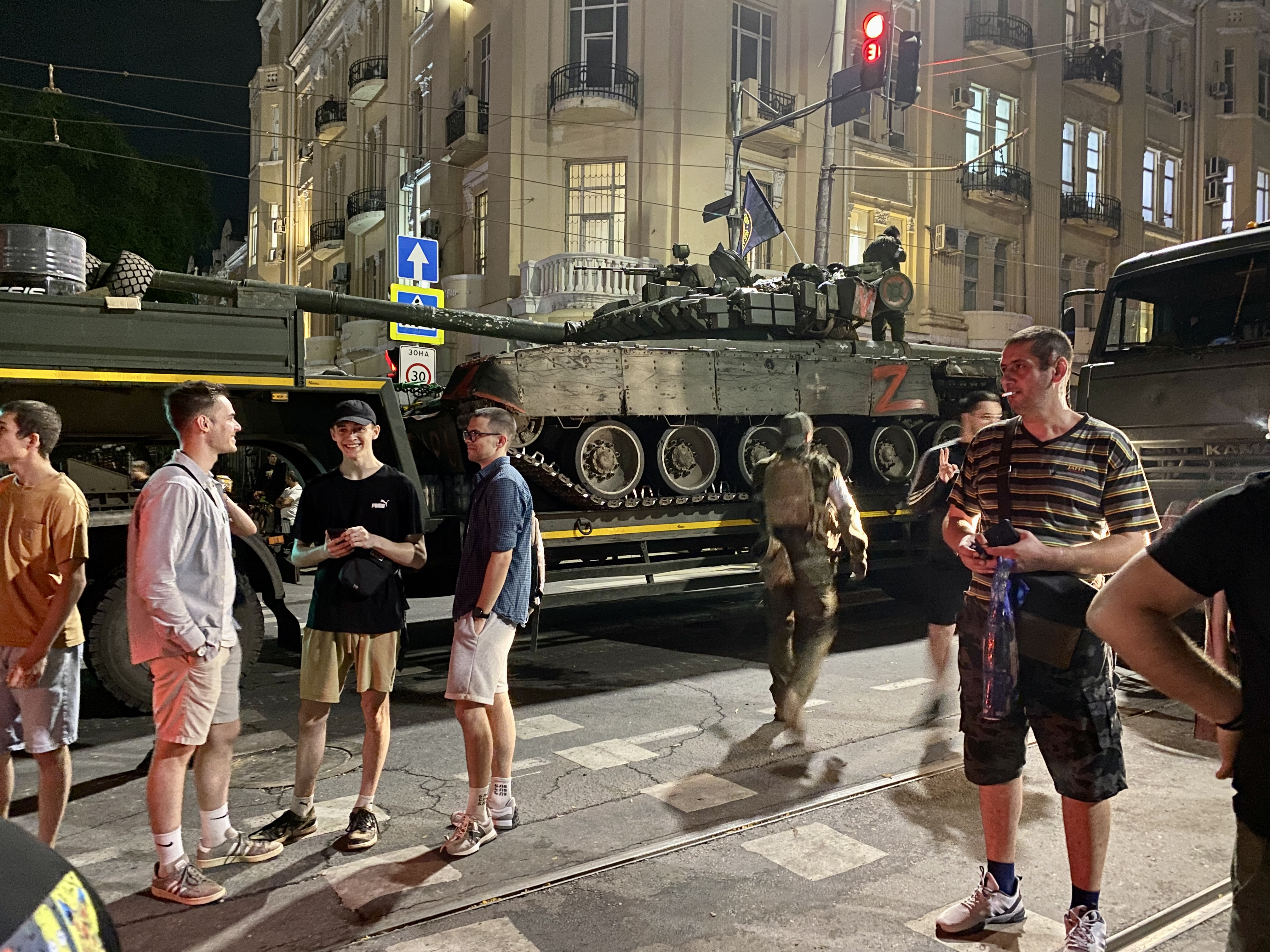
Tineri ruși cu un tanc care are emblema grupării de mercenari PMC Wagner. Pe 23 iunie: Invazia Rusiei în Ucraina (2022–prezent): Șeful grupului de mercenari Wagner, Evgheni Prigojin, a anunțat un „Război Civil” împotriva Rusiei. Pe 24 iunie Grupul Wagner a intrat în orașul Rostov-pe-Don cucerind orașul și regiunea.

- 2 iunie: Un accident de tren a provocat 288 de morți și 900 de răniți în statul Odisha din India. Bilanțul morților a crescut la 300, iar cel al răniților la 1000.
- 2 iunie: Regele Charles al III-lea a sosit în România, într-o vizită privată cu o durată de cinci zile.
- 6 iunie: Invazia Rusiei în Ucraina (2022–prezent): Rusia a distrus un baraj în Nova Kahovka, Regiunea Herson, producând inundații mari. Primele semne au fost raportate în Herson și Antonivka, iar inundațiile au fost raportate și în alte sate; între timp poliția ucraineană a anunțat că evacuează mai multe sate din Regiunea Herson.
- 12 iunie: În urma unui acord de rotație de schimbare a fostului premier al româniei Nicolae Ciucă în 2021 aceasta a fost programată pe 25 mai 2023 dar a fost amânată din cauza unei greve generală (În educație) iar a fost amânată până când greva s-a încheiat pe 12 iunie 2023 iar fostul premier al româniei Nicolae Ciucă a fost schimbat cu noul premier al româniei Marcel Ciolacu.
- 13 iunie: Cel puțin 103 de persoane sunt ucise când o barcă de nuntă se răstoarnă pe Râul Niger în Statul Kwara, Nigeria.
- 14 iunie: Cercetătorii de la Universitatea Cambridge și Caltech raportează crearea primului embrion uman sintetic din celule stem fără a fi nevoie de spermatozoizi sau ovule.
- 14 iunie: O navă cu migranți din Libia s-a răsturnat în largul coastei Peloponezului; cel puțin 80 de persoane au murit iar alte 500 sunt date dispărute.
- 18 iunie: Un submersibil numit Titan, cu 5 pasageri la bord, a naufragiat în urma unei implozii din cauza presiunii, iar toți pasagerii au murit.
- 23 iunie: Invazia Rusiei în Ucraina (2022–prezent): Șeful grupului de mercenari Wagner, Evgheni Prigojin, a anunțat un „Război Civil” împotriva Rusiei. Pe 24 iunie Grupul Wagner a intrat în orașul Rostov-pe-Don cucerind orașul și regiunea. Grupul Wagner a doborât mai multe elicoptere rusești; între timp a înaintat în Regiunea Voronej și probabil a cucerit orașul Voronej. Grupul Wagner a înaintat în Regiunea Lipețk, intrând apoi în Regiunea Tula. Între timp Rusia a anunțat că va retrage trupe din Ucraina pentru a lupta cu Grupul Wagner, apoi Rusia a mutat un pod pentru a bloca Grupul Wagner să intre în Regiunea Moscova Grupul Wagner a reușit să intre în Regiunea Moscova. Ulterior, șeful Grupului Wagner, Evgheni Prigojin, a anunțat că oprește lupta cu Rusia, pentru că nu a vrut o vărsare de sânge.
- 25 iunie: Au loc alegerile legislative grecești; Kyriakos Mitsotakis devine prim-ministru după ce partidul său de centru-dreapta , Noua Democrație, a câștigat majoritatea locurilor în parlamentul grec.
- 30 iunie: Un cetățean din Tadjikistan numit Rustam Ashurov afiliat ISIS și căutat pentru răpirea și uciderea vicepreședintelui unei bănci din capitala Dușanbe, ucide două persoane pe Aeroportul Internațional Chișinău după ce i s-a interzis intrarea în Republica Moldova, după ce a ajuns cu un avion din Turcia.

### Iulie
- 3 iulie: În cea mai mare incursiune a Israelului în Cisiordania de la a A doua Intifadă, Armata Israeliană desfășoară forțe terestre și drone armate în Tabăra Jenin, ucigând 13 persoane și rănind peste 100.  Un atac revendicat de Hamas ca represalii pentru incursiune se întâmplă în Tel Aviv a doua zi, rănind 9 persoane.
- 3 iulie: Rafinăriile indiene de petrol încep plăți pentru importurile de petrol rusești în Yuan chinezești ca alternativă la Dolarul american din cauza sancțiunilor în creștere împotriva Rusiei.
- 4 iulie: Iranul se alătură Organizației de Cooperare de la Shanghai devenind al nouălea membru al organizației.
- 8 iulie: În Țările de Jos coaliția de guvernare se prăbușește iar premierul Mark Rutte își anunță viitoarea demisie.
- 9 iulie: Noua Zeelandă semnează un acord de liber schimb cu Uniunea Europeană sporind comerțul bilateral.
- 10 iulie: O persoană a murit și alte 7 au fost date dispărute după o alunecare de teren în China.
- 14 iulie: SAG-AFTRA a anunțat că va începe o grevă împotriva marilor studiouri de film și TV în semn de protest față de compensarea scăzută, proprietatea asupra muncii și IA generativă.
- 15 iulie: Mai multe alunecări de teren și inundații în Coreea de Sud au făcut 7 morți iar peste 1.000 de persoane au fost evacuate.
- 20 iulie: Bolivia și Iran semnează un memorandum de înțelegere în cadrul unei îmbunătățiri a relațiilor bilaterale extinzând cooperarea în sectoarele de securitate și apărare.
- 20 iulie: În Australia și Noua Zeelandă începe Cupa Mondială FIFA 2023 (feminin).
- 21 iulie: Sunt lansate filmele Barbie și Oppenheimer în aceeași zi în cinematografele din toată lumea. Asocierea celor două filme în media declanșează un fenomen cultural major pe internet numit  „Barbenheimer”. Filmul „Oppenheimer” regizat de Christopher Nolan obține numeroase premii:  șapte premii Oscar , inclusiv pentru  cel mai bun film , cel mai bun regizor,  cel mai bun actor pentru și cel mai bun actor în rol secundar. Filmul „Barbie” obține mai multe încasări -1,446 miliarde dolari îm comparație cu filmul lui Nolan care obține 976,2 milioane dolari.
- 23 iulie: În insula Rodos din Grecia au loc incendii de vegetație. Zeci de mii de turiști fug din insulă pe fondul acestor incendii și a unui val de căldură major, în ceea ce oficialii spun că este cea mai mare evacuare din istoria țării, iar MAE al României a anunțat că este un grad 5 de incendiu în Grecia.
- 26 iulie: Amadou Abdramane preia controlul președinției Nigerului după ce soldații din garda prezidențială a națiunii îl înlătură pe fostul președinte Mohamed Bazoum din funcție.
- 30 iulie: 63 de persoane sunt ucise și peste 200 sunt rănite după un atentat sinucigaș cu bombă în Khar, Pakistan; Statul Islamic- Provincia Khorasan revendică responsabilitatea atacului.

### August

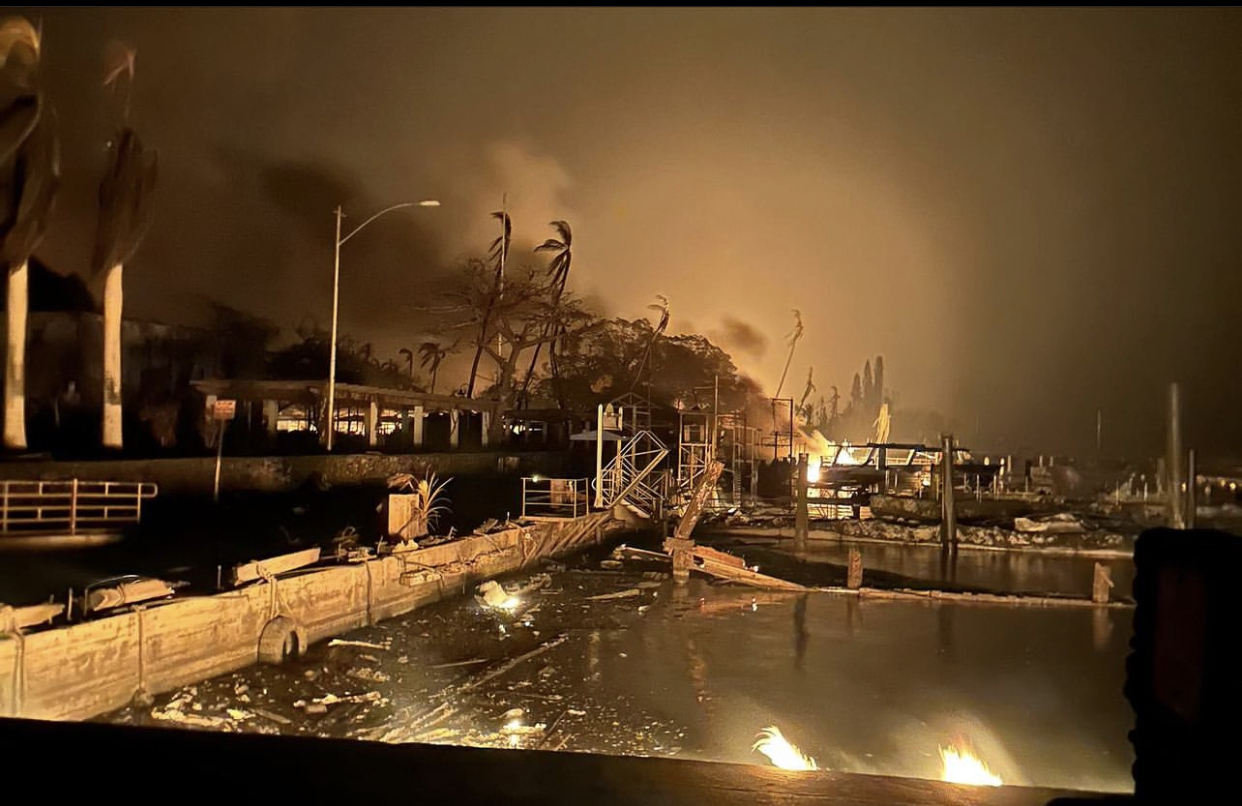
8 august: 17.000 de acri de pământ sunt arși și cel puțin 115 oameni sunt uciși, iar aproape 1.300 dispăruți, când o serie de incendii de vegetație izbucnesc pe insula Maui din Hawaii.

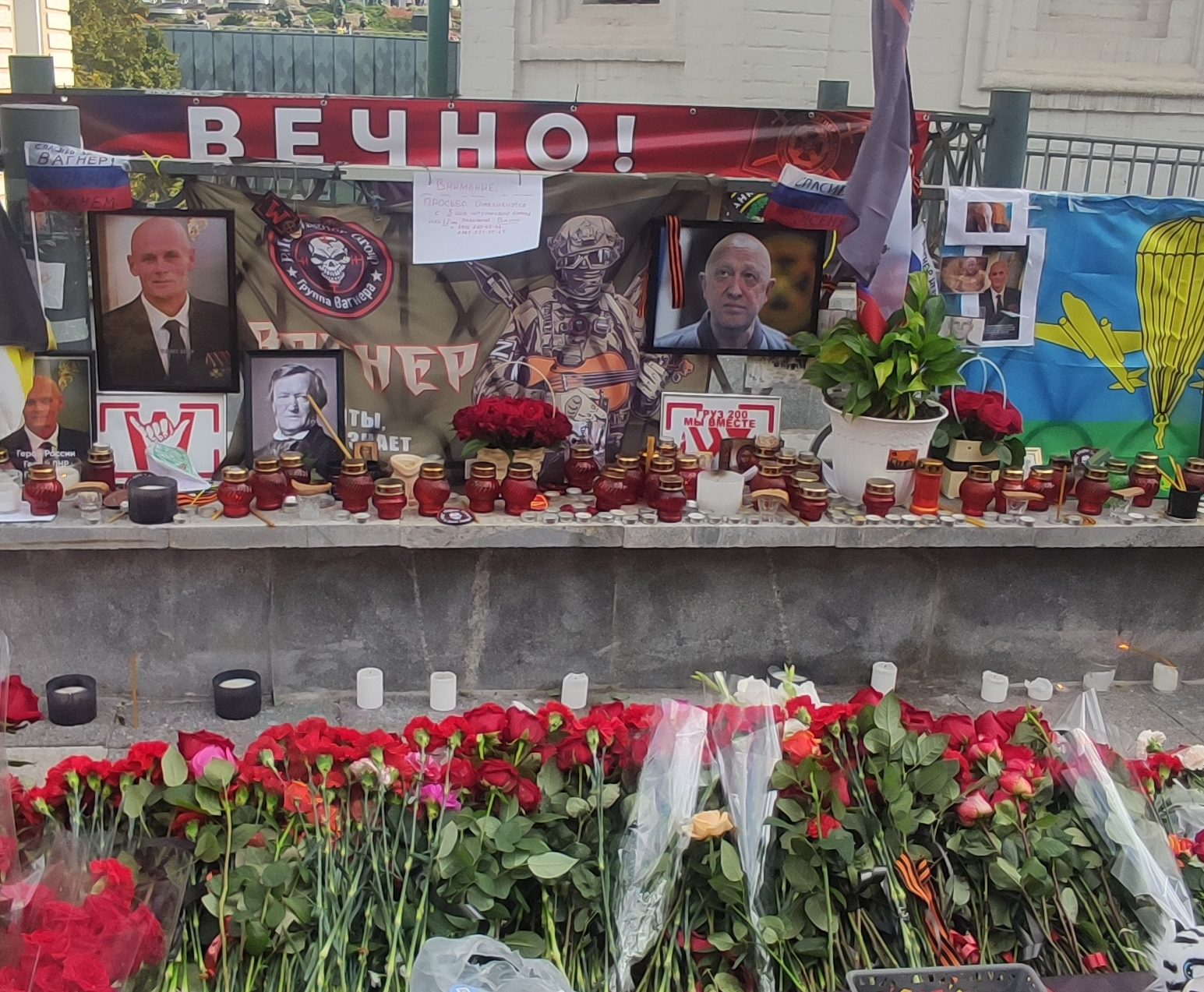
23 august: Liderul grupului Wagner Evgheni Prigojin, fondatorul Dmitri Uțkin și alți opt sunt uciși în urma prăbușirii avionului lor în Rusia.

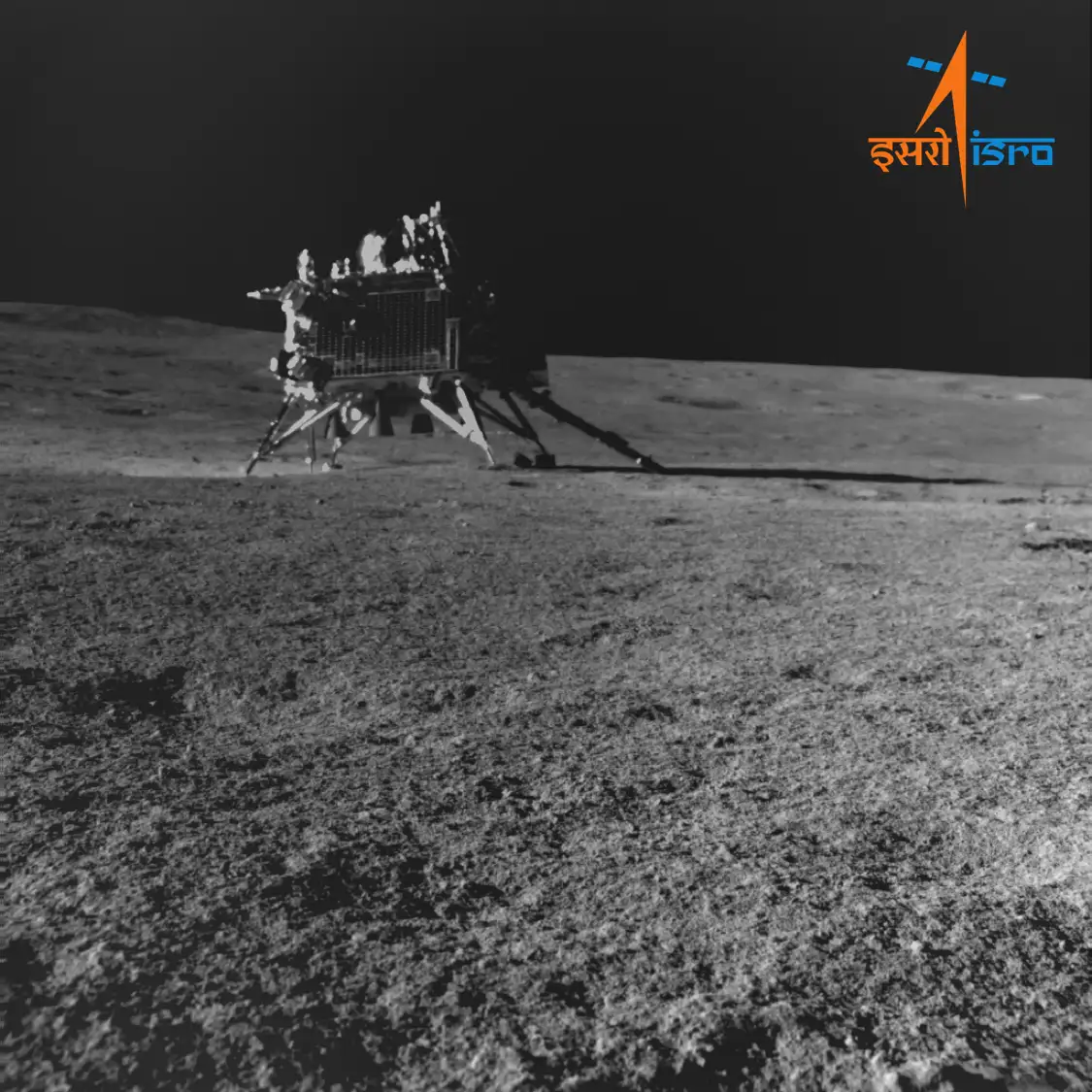
23 august: Chandrayaan-3 din India devine prima navă spațială care aterizează lângă Polul Sud al Lunii

- 1 august: Încălzirea globală: Oceanele lumii ating o nouă temperatură record de 20,96°C, depășind recordul anterior din 2016. Iulie este, de asemenea, confirmată ca fiind cea mai fierbinte lună înregistrată pentru temperatule medii ale aerului de suprafață cu o marjă considerabilă (0,3°C).
- 2 august: Invazia Rusiei în Ucraina (2022–prezent): Drone rusești au atacat orașul Ismail, aproape de granița cu România. Au atacat un terminal de cereale făcând daune. Acest atac a provocat daune și în România, geamurile locuitorilor fiind sparte sau avariate din cauza bombardamentului.
- 3 august: Invazia Rusiei în Ucraina (2022–prezent): Două elicoptere din Belarus au încălcat granița Poloniei și au mers până în orașul Bialozewa unde locuitorii au anunțat că au văzut elicopterele. Ca răspuns Polonia a trimis trupe la granița cu Belarus.
- 6 august: În Norvegia a fost anunțat un cod roșu de ploi. S-au semnalat inundații în mai multe sate din această țară. De asemenea, furtuna care a fost numită „Hans” a lovit și Suedia, făcând  un tren să deraieze.
- 8 august: 17.000 de acri de pământ sunt arși și cel puțin 115 oameni sunt uciși, iar aproape 1.300 dispăruți, când o serie de incendii de vegetație izbucnesc pe insula Maui din Hawaii.
- 9 august: Politicianul și candidatul la președinție ecuadorian Fernando Villavicencio este asasinat de oameni înarmați, la un miting de campanie la Quito.
- 14 august: se lansează filmul sticknodes "Slendrina: The Secret of the Forest), fiind al optulea film din Slendrina/Granny Saga, filmul prescurtat se mai numește și SSEP 8. A fost lansat de Wizard Animations.
- 14 august-16 august: Numărul morților din luptele de la Tripoli între brigada 444 și Forța specială de descurajare RADA crește la 55 persoane cu încă 146 răniți. Lupta s-a încheiat după eliberarea unui comandant.
- 15 august: Un incendiu considerat intenționat a izbucnit în insula Tenerife, din arhipelagul Insulele Canare, Spania. Flăcarile au afectat 2600 de hectare, iar peste 3.000 de persoane au fost evacuate din Insulele Canare.
- 16 august-21 august: Uraganul Hilary un uragan din Pacific de categoria 4, lovește peninsula Baja California și mai târziu California de Sud, primul din regiune în ultimii 84 de ani.
- 18 august: Pactul trilateral american-japonez-coreean: Statele Unite ale Americii, Japonia și Coreea de Sud convin să semneze un pact trilateral.
- 20 august: Alegeri prezidențiale în Guatemala.
- 21 august: Arabia Saudită este acuzată de uciderea în masă a sute de migranți africani care încercau să treacă granița cu Yemen.
- 23 august: Chandrayaan-3 din India devine prima navă spațială care aterizează lângă Polul Sud al Lunii, transportând un lander numit Vikram și un rover lunar numit Pragyan.
- 23 august: Liderul grupului Wagner Evgheni Prigojin, fondatorul Dmitri Uțkin și alți opt sunt uciși în urma prăbușirii avionului lor în Rusia. Grupul Wagner a anunțat o revoltă "amară" pe 28 august, dar sa dovedit că nu s-a întâmplat nimic anunțarea a fost scrisă de Grupul Wagner pe contul lor de Telegram.
- 26 august- 31 august: Uraganul Idalia lovește nordul Floridei și Sud-Estul Statelor Unite, cel mai rău care a lovit regiunea Big Bend din Florida în aproape 100 de ani.
- 26 august: O explozie a avut loc, la o stație GPL din Crevedia, pe DN1A. Aceasta a fost urmată de o explozie mult mai puternică, chiar în timpul intervenției pompierilor. Cel puțin 5 persoane au murit în spital, iar una a murit din cauza unui Infarct miocardic și alte 54 sunt spitalizate, dintre care 10 intubate. Dintre răniți, 43 sunt pompieri, polițiști și jandarmi, unii în stare gravă. România a activat Mecanismul european de protecție civilă pentru transferul victimelor în străinătate. Unele din victime au fost transportate în Italia și Austria.
- 30 august: În orele după anunțul realegerii președintelui în exercițiu Ali Bongo Ondima ca președinte al Gabonului după alegerile prezidențiale din 2023, armata lansează o lovitură de stat de succes și creează Comitetul pentru tranziție și restaurare a instituțiilor care să guverneze țara, punând capăt domniei familiei Bongo după 56 de ani la putere.

### Septembrie

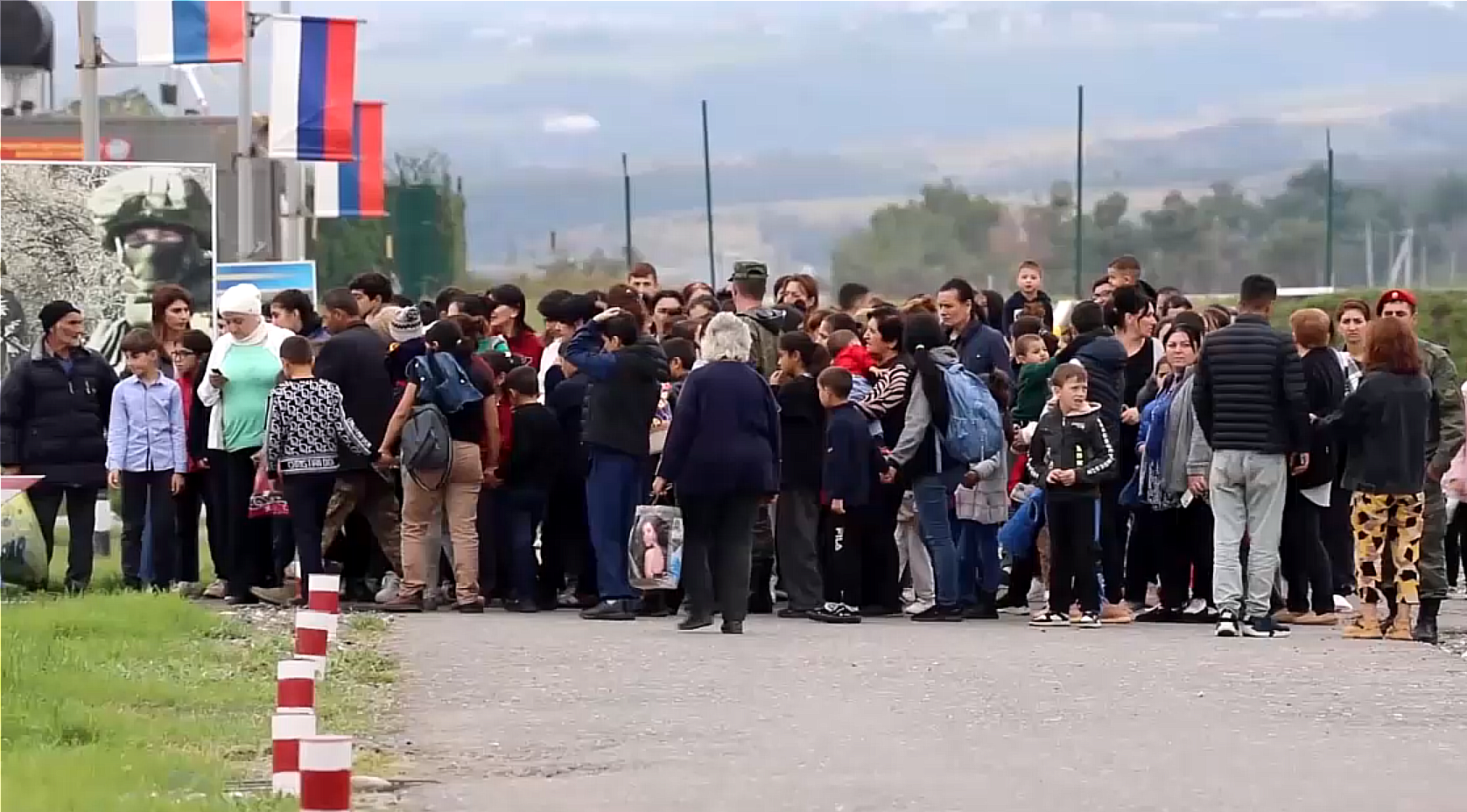
21 septembrie 2023: Etnicii armeni sunt evacuați din casele lor din Nagorno-Karabakh.

- 1 septembrie: Alegerile prezidențiale din Singapore 2023 : Economistul și fostul vicepremier Tharman Shanmugaratnam este ales președinte cu peste 70% din voturi.

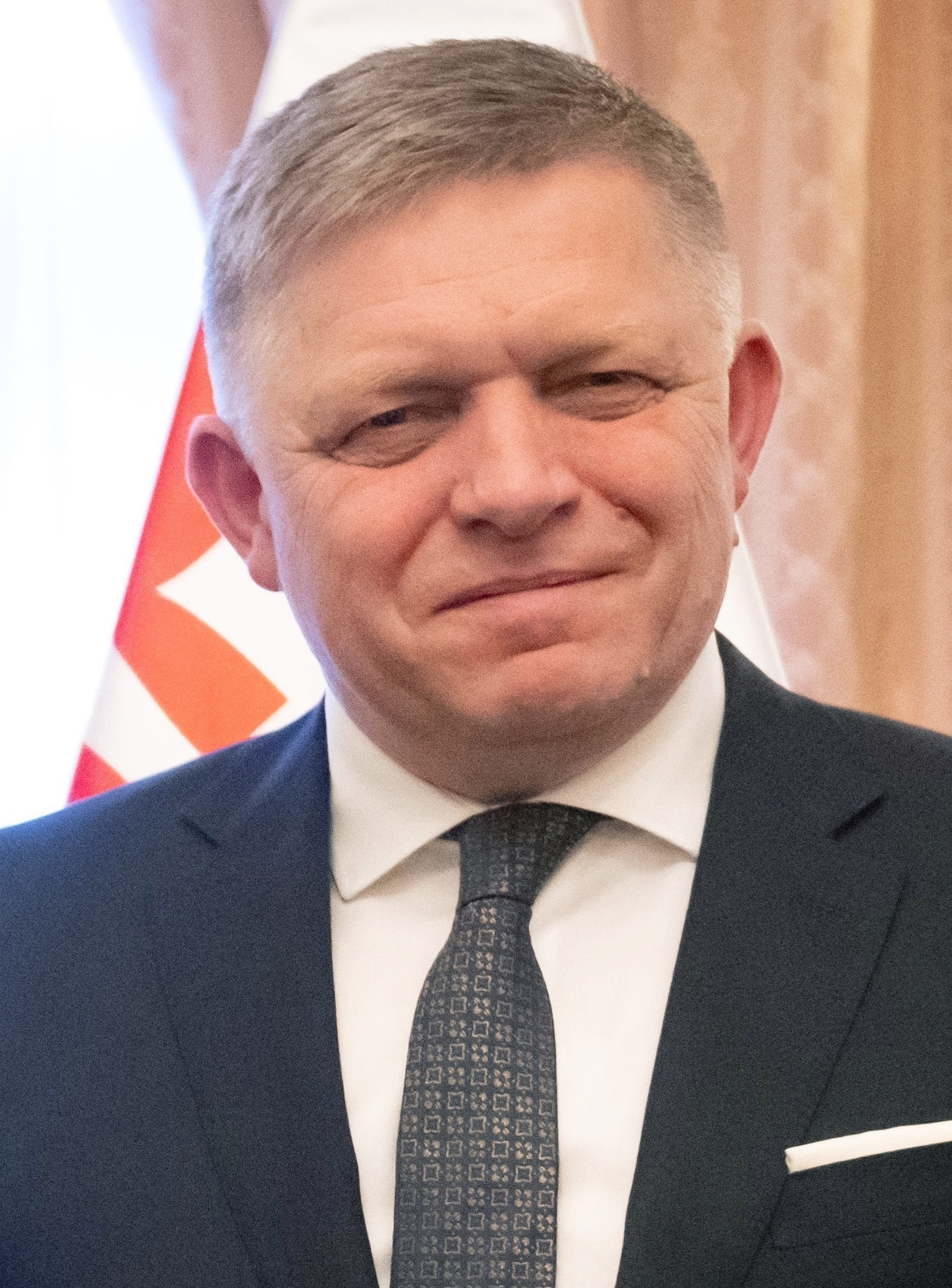
30 septembrie 2023: Alegerile parlamentare din Slovacia sunt câștigate de partidul SMER–SD. Populistul eurosceptic pro-rus Robert Fico. El este numit premier pe 25 octombrie 2023

- 2 septembrie: India și-a lansat prima sa misiune de observare a Soarelui, la doar câteva zile după ce a făcut istorie devenind prima țară care a aterizat lângă Polul Sud al Lunii. Prima misiune spațială a Indiei de a studia cel mai mare obiect al Sistemului Solar poartă numele de Surya-zeul hindus al Soarelui, cunoscut și sub numele de Aditya.
- 8 septembrie: Cutremurul din 2023 din Marrakesh-Safi: Un cutremur cu magnitudinea de 6,8-6,9 pe scara Richter și o intensitate maximă de VIII pe scara Mercalli, a lovit regiunea Marrakesh-Safi din Maroc, unde au decedat 2122 de persoane și alte 2421 au fost rănite, și distrugând clădiri istorice importante.
- 10 septembrie: Furtuna Daniel a provocat inundații devastatoare în orașul Derna din Libia, unde au decedat cel puțin 5.000 de oameni, iar alte 10.000 până la 100.000 au fost date dispărute.
- 19 septembrie – Conflictul din Nagorno-Karabah: Azerbaijan lansează ofensiva în Nagorno-Karabakh. Armenia își retrage trupele din Republica Artsakh. Operațiunea se încheie cu victoria Azerbaijanului.[39] Protestele erup în Armenia. Artsakh  anunță dizolvarea guvernului și 100.000 de etnici armeni părăsesc regiunea. [40][41]
- 20 septembrie – Arheologii din Zambia descoperă cea mai veche structură din lemn, datând de 476.000 ani.[42]
- 21 septembrie – Rupert Murdoch își anunță pensionarea. Murdoch a condus News Corp și Fox, precum și Sky Group.[43][44]
- 24 septembrie – Președintele Franței Emmanuel Macron anunță că trupele franceze își vor înceta prezența pe teritoriului statului Niger. [45]
- 25 septembrie –  170 oameni sunt uciși și peste 300 sunt răniți în urma unei explozii de la o stație de gaz din Nagorno-Karabakh, în Stepanakert. [46]
- 30 septembrie: Alegerile parlamentare din Slovacia sunt câștigate de partidul SMER–SD. Populistul eurosceptic pro-rus Robert Fico. El este numit premier pe 25 octombrie 2023, fiind la al treilea mandat. [47][48]

### Octombrie

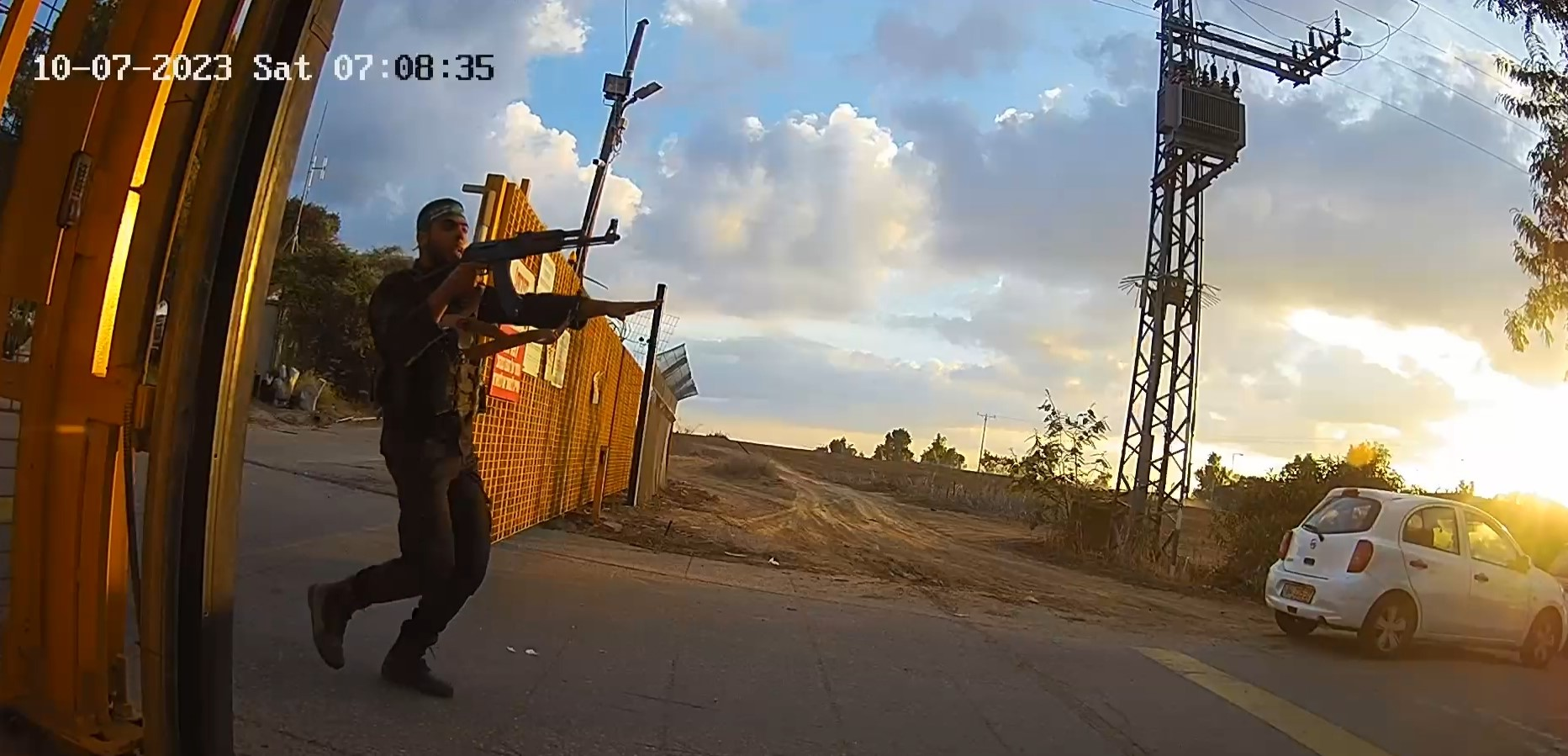
7 octombrie 2023: Hamas lansează cel mai mare atac împotriva Israelului din ultimele decenii.Militant Hamas înarmat pătrunde prin poarta Kibuțului Alumin

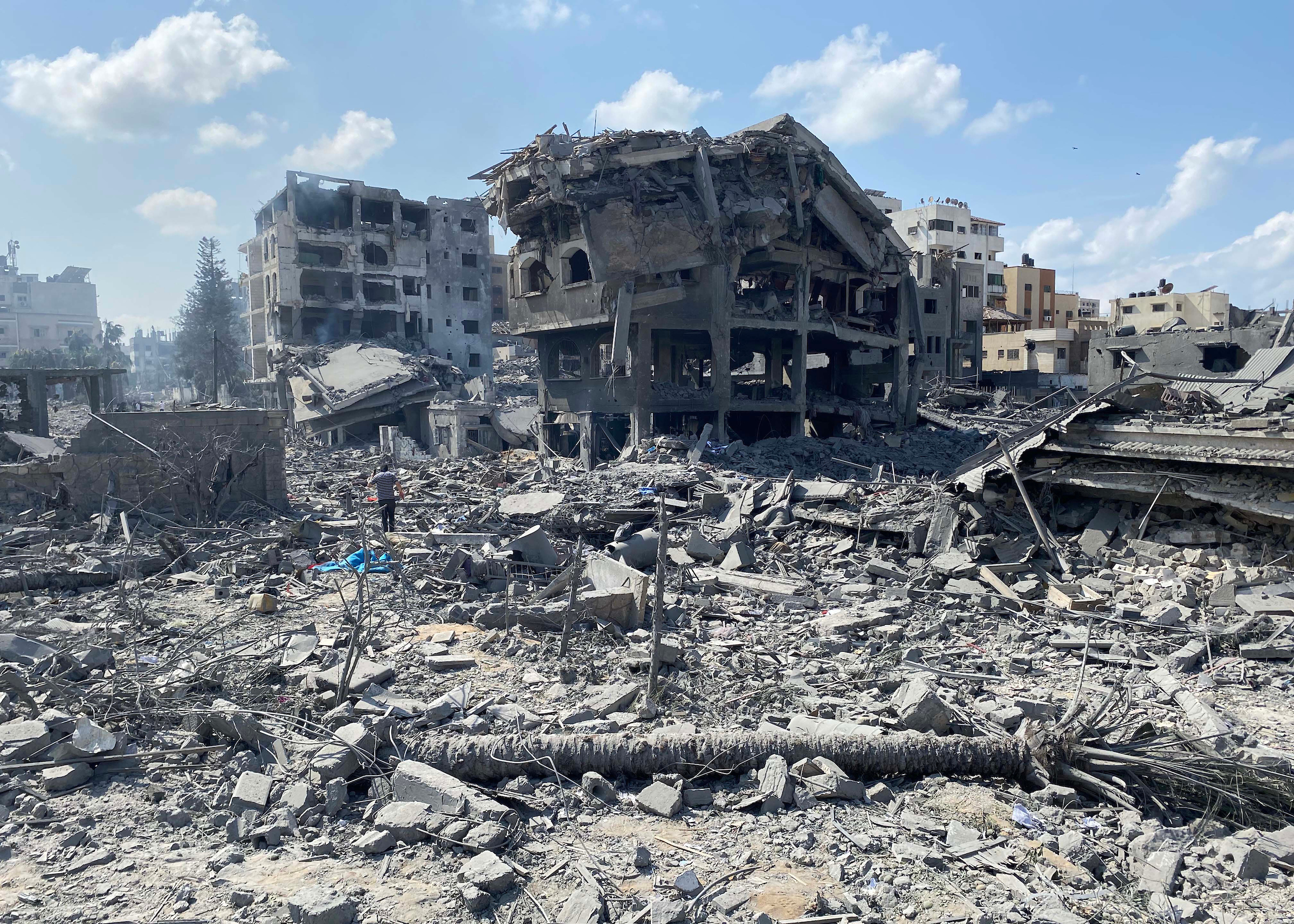
Distrugeri în Fâșia Gaza provocate de bombardamentele israeliene

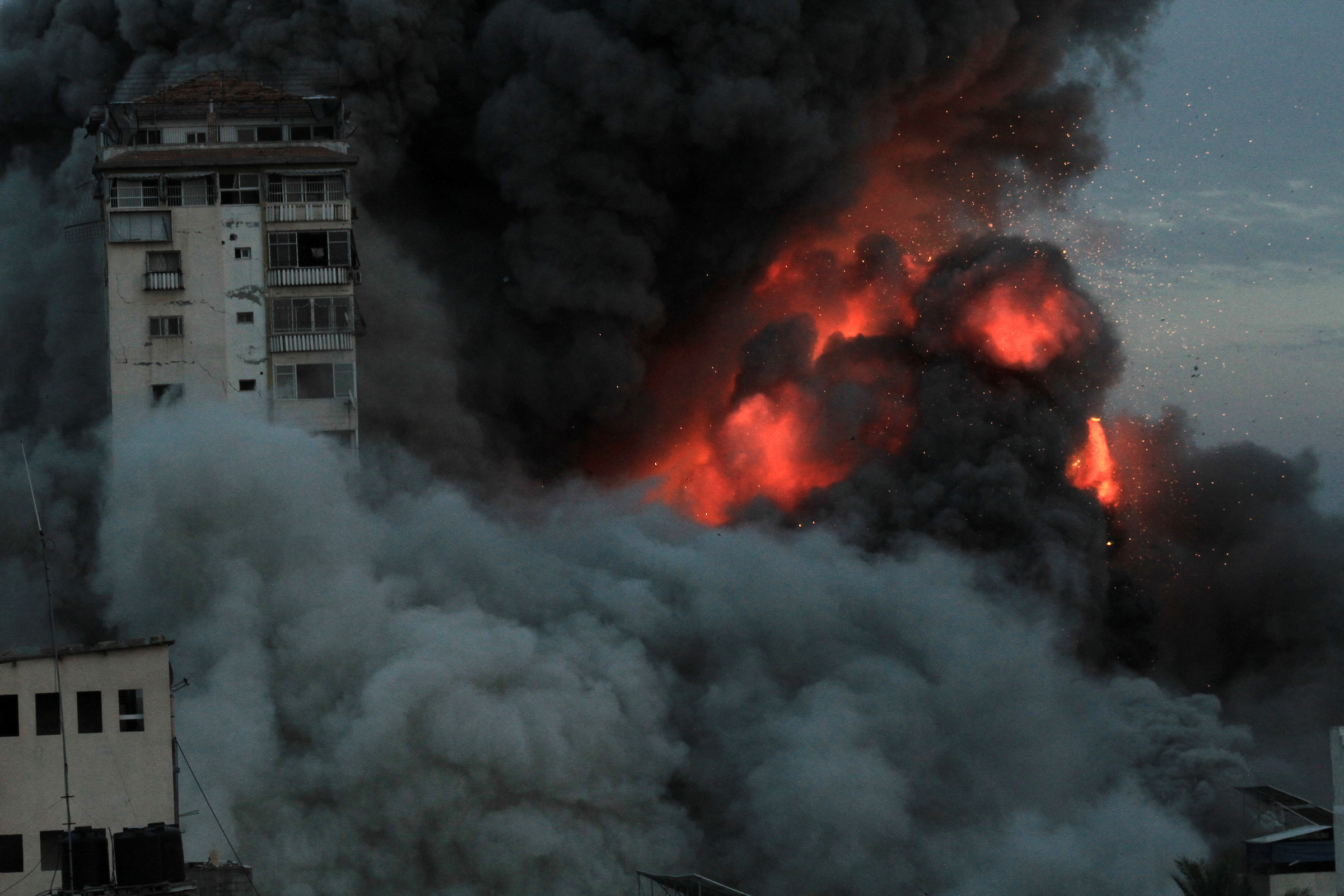
Cea mai înaltă clădire din Fâșia Gaza este distrusă de bombardamentele israeliene.

- 7 octombrie: Război Israel-Hamas: Gruparea islamistă, Hamas, care controlează Fâșia Gaza, a masacrat civili israelieni în orașele de la frontieră și la un festival muzical. Potrivit datelor furnizate de armata israeliană, numărul israelienilor uciși este de peste 1.200, în timp ce numărul răniților este de peste 3.000.
- 8 octombrie: Război Israel-Hamas: Cabinetul de securitate al Israelului a declarat oficial stare de război.
- 9 octombrie: Partidul Popular Creștin Social (CSV) de centru-dreapta din Luxemburg a câștigat alegerile generale din 8 octombrie cu 29% din voturi, câștigând 21 dintre cele 60 de locuri din Parlament.
- 14 octombrie: Președintele armean Vahagn Khachaturyan aprobă oficial aderarea țării la Curtea Penală Internațională.
- 14 octombrie: A avut loc o eclipsă de Soare inelară. Este a 17-a eclipsă inelară din secolul al XXI-lea.
- 15 octombrie: Alegerile generale din Noua Zeelandă din 2023: Prim-ministrul Chris Hipkins recunoaște înfrângerea Partidului Național din Noua Zeelandă, care a câștigat cele mai multe locuri, dar nu o și majoritate. Se așteaptă ca liderul opoziției Christopher Luxon să formeze un guvern de coaliție cu ACT Noua Zeelandă.
- 15 octombrie: Alegeri legislative în Polonia, 2023: Polonezii aleg membri ai Senatului și ai Sejm-ului. Se votează și în cadrul unui referendum privind migrația, eliminarea zidului de graniță dintre Belarus și Polonia și vârsta de pensionare. Sondajele la ieșire din sondaj sugerează că partidele de opoziție din Polonia, conduse de Coaliția Civică sub fostul prim-ministru Donald Tusk, sunt gata să obțină o majoritate parlamentară, putând pune capăt guvernării de opt ani a partidului Lege și Justiție (PiS). Prezența la vot la exit poll atinge un record de 73%.
- 16 octombrie: Comitetul Olimpic Internațional aprobă includerea în Jocurile Olimpice de vară din 2028 a următoarelor sporturi (crichet, Flag Football, lacrosse, squash și softball). Crichetul va reveni pentru prima dată din 1900, lacrosse din 1908 și softball din 2020, în timp ce squash-ul și flag football vor debuta în 2028.
- 17 octombrie: Război Israel-Hamas: O explozie are loc la Spitalul Arab Al-Ahli, unde palestinienii strămutați se refugiază. Sunt raportate multe decese (posibil 500+), dar estimările variază semnificativ.
- 28 octombrie: A avut loc ultima eclipsă parțială de Lună din acest an.

### Noiembrie

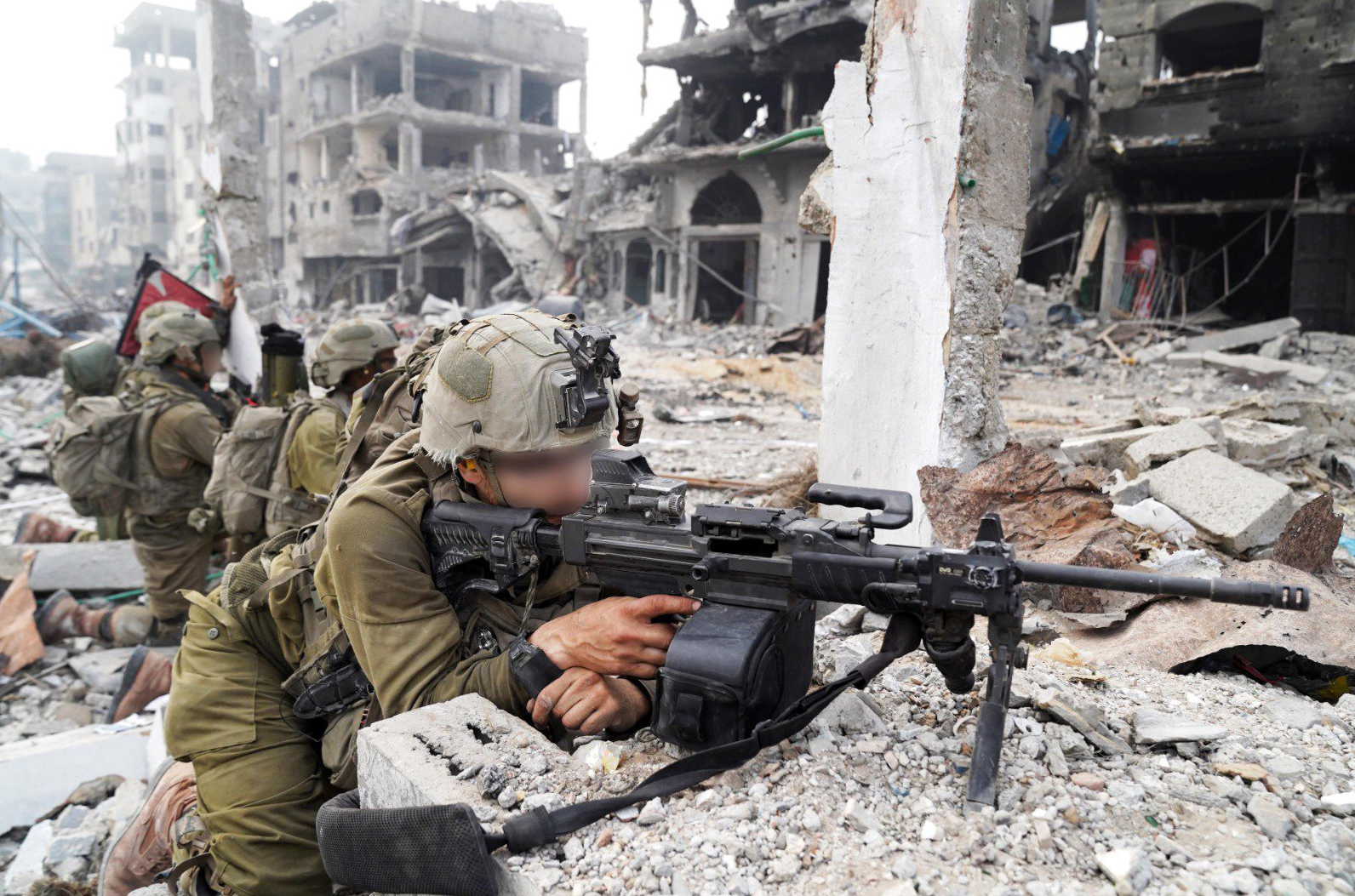
Soldați israelieni în Fâșia Gaza

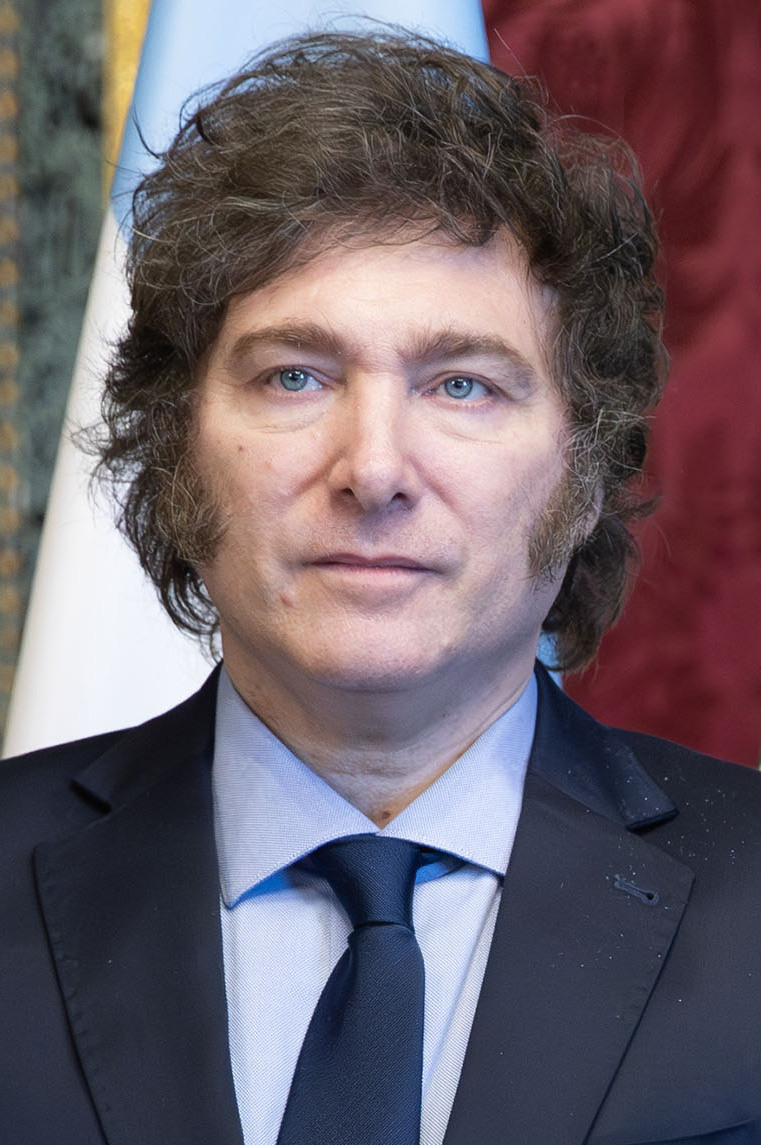
19 noiembrie – Alegerile prezidențiale din Argentina sunt câștigate de populistul libertarian de dreapta Javier Milei

- 1 noiembrie – Primul summit global referitor la siguranța inteligenței artificiale (AI) are loc în Marea Britanie. 28 de țări semnează primul acord mondial privind combaterea formelor de risc ale inteligenței artificiale. [49][50]
- 2 noiembrie –  The Beatles lansează melodia "Now and Then", aceasta incluzând vocea cântărețului John Lennon (1940–1980) și notele instrumentale ale chitaristului George Harrison (1943–2001).[51]
- 5 noiembrie: Aurora boreală a fost vizibilă pe cerul României la ora 19:00. Specialiștii spun că aurora boreală a fost cea mai strălucitoare și cea mai extinsă pe teritoriul României din ultimii ani 20 de ani.
- 6 noiembrie – Războiul Israel-Hamas din 2023: Numărul victimelor ajunge la 10.000. Secretarul General al ONU António Guterres face apel la ajutoare umanitare pentru civili și încetarea focului. [52]
- 9 noiembrie – Medicii din SUA anunță realizarea primului transplant de ochi la un pacient. [53]
- 14 noiembrie–17 noiembrie – Președintele american Joe Biden găzduiește Summitul APEC în San Francisco, unde este invitat și președintele chinez Xi Jinping.[54] China și SUA se angajează să lupte împotriva crizei climatice.  [55][56]
- 19 noiembrie – Alegerile prezidențiale din Argentina sunt câștigate de candidatul populist libertarian de dreapta Javier Milei, economist de profesie [57]
- 22 noiembrie
  - Israel și Hamas semnează primul armistițiu pentru schimbul de prizonieri.[58]
  - Alegerile legislative din Țările de Jos sunt câștigate de Partidul pentru Libertate condus de Geert Wilders, politician de extremă dreaptă și anti-islam. [59]
- 30 noiembrie: Brazilia anunță că se va alătura OPEC+ la o reuniune a organizației pentru a discuta strategia de producție de petrol în 2024.[60] Brazilia este cel mai mare producător de petrol din America de Sud, producând 4,6 milioane de barili pe zi de petrol și gaze.[61]

### Decembrie

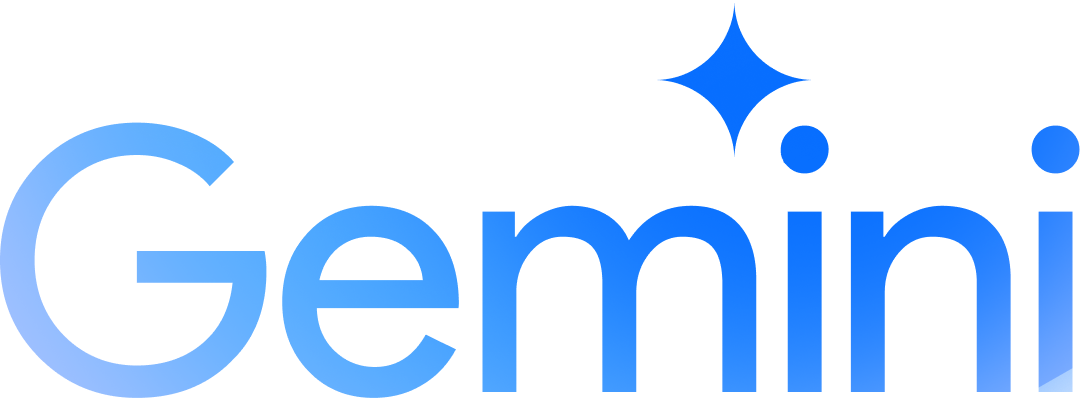
5 decembrie – Google DeepMind lansează modelul de limbaj cu inteligență artificială Gemini (model lingvistic)

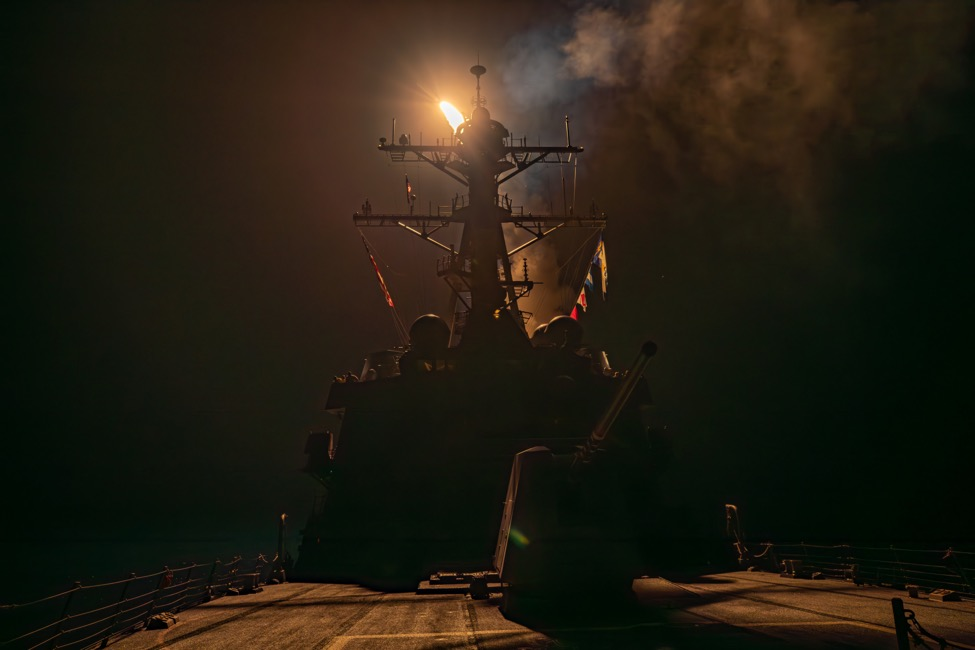
18 decembrie 2023: SUA declanșează „Operațiunea Prosperity Guardian” în Marea Roșie. O rachetă este lansată de pe o navă a Marinei SUA împotriva rebelilor Houthi.

- 3 decembrie – Tensiunile dintre Guyana și Venezuela iau amploare. În urma unui referendum, Venezuela decide să anexeze teritoriul Guayana Esequiba disputat cu statul învecinat Guyana. [62]
- 5 decembrie – Google DeepMind lansează modelul de limbaj cu inteligență artificială Gemini (model lingvistic). [63]
- 12 decembrie – La Summitul Climatic COP28 din Dubai, majoritatea țărilor ajung la un consens pentru reducerea emisiilor de carbon și tranziția la energiile verzi. [64][65]
- 16 decembrie –  Emirul Kuweitului Nawaf Al-Ahmad Al-Jaber Al-Sabah moare la 86 ani și este succedat de fratele său vitreg  Mishal Al-Ahmad Al-Jaber Al-Sabah.[66]
- 17 decembrie – Alegerile parlamentare din Serbia sunt câștigate de Partidul Progresist Sârb (SNS) al președintelui Aleksandar Vucic. Opozanții acuză guvernul de fraudarea alegerilor și organizează proteste. [67]
- 18 decembrie – Mai multe companii comerciale anunță suspendarea operațiunilor în Marea Roșie ca urmare a atacurilor rebelilor Houthi din Yemen asupra vaselor. [68] SUA, cu sprijinul Marii Britanii, Canadei, Franței, Spaniei, Norvegiei, Țărilor de Jos,Republicii Seychelles, Italiei și Bahrainului, lansează Operațiunea „Prosperity Guardian” pentru a răspunde atacurilor conduse de rebelii Houthi asupra transportului maritim din Marea Roșie. [69]
- 21 decembrie: Are loc un atac armat la Universitatea Carolină din Praga, Cehia. 14 persoane au fost ucise, iar alte 25 au fost rănite. Atacatorul s-a sinucis după ce a fost înconjurat de polițiști.[70]
- 22 decembrie – Războiul Israel-Hamas din 2023: Numărul morților ajunge la 20,000. [71]
- 29 decembrie – Invazia Rusiei în Ucraina (2022–prezent): Rusia lansează cel mai mare atac cu drone și rachete asupra orașelor ucrainene de la începutul invaziei la scară largă. 39 de persoane sunt ucise și alte 160 sunt rănite. [72][73] Ca ripostă, Ucraina lansează un atac cu drone în ziua următoare, ucigând 21 de persoane, inclusiv trei minori și rănind alte 110 persoane în Belgorod .[74][75][76]
- 31 decembrie –Regina Margareta a II-a a Danemarcei anunță că abdică după 52 ani de domnie.[77]

## Decese

### Ianuarie
- 1 ianuarie: Derek Clark, om politic britanic, membru al Parlamentului European în perioada 2004-2009 din partea Regatului Unit (n. 1933)
- 1 ianuarie: Lise Nørgaard, jurnalistă daneză (n. 1917)
- 2 ianuarie: Dumitru Radu Popescu, scriitor, prozator, dramaturg, scenarist de film, membru titular al Academiei Române (n. 1935)
- 3 ianuarie: Ib Christensen,  politician danez, membru al Parlamentului European (1984–1994), (n. 1930)
- 3 ianuarie: Mitică Popescu,  actor român (n. 1936)
- 6 ianuarie: Gianluca Vialli, fotbalist, antrenor italian (n. 1964)
- 8 ianuarie: Gundars Bērziņš, politician leton (n. 1959)
- 8 ianuarie: Christiane Papon,  politiciană franceză, membră al Parlamentului European (1987–1989), (n. 1924)
- 9 ianuarie: Karl Alexander Müller,  fizician elvețian, laureat al Premiului Nobel (1987), (n. 1927)
- 10 ianuarie: Constantin al II-lea al Greciei,  rege al grecilor (n. 1940)
- 10 ianuarie: Jeff Beck (Geoffrey Arnold Beck),  chitarist britanic (The Yardbirds), (n. 1944)
- 11 ianuarie: Tatjana Patitz,  fotomodel și actriță germană (n. 1966)
- 12 ianuarie: Lisa Marie Presley,  cântăreață americană (n. 1968)
- 14 ianuarie: Mircea Nestor, inginer constructor român, specializat în proiectarea de hidrocentrale (n. 1936)
- 14 ianuarie: Octavian Roske,  cercetător român (n. 1956)
- 16 ianuarie: Gina Lollobrigida,  actriță italiană (n. 1927)
- 17 ianuarie: Teodor Corban,  actor român (n. 1957)
- 17 ianuarie: Lucile Randon,  supercentenară franceză (n. 1904)
- 21 ianuarie: George Banu, teatrolog și profesor universitar român stabilit la Paris (n. 1943)
- 21 ianuarie: Constantin Virgil Negoiță,  om de știință și prozator român, stabilit în Statele Unite ale Americii (n. 1936)
- 21 ianuarie: Marek Plura,  politician polonez, membru al Parlamentului European (2014–2019), (n. 1970)
- 22 ianuarie: Hossein Shahabi,  regizor, scenarist și producător de film, iranian (n. 1967)
- 22 ianuarie: Agustí Villaronga,  regizor, scenarist și actor spaniol (n. 1953)
- 23 ianuarie: Mircea Nicolau,  scenograf și pictor român (n. 1932)
- 27 ianuarie: Sylvia Syms (Sylvia May Laura Syms),  actriță britanică (n. 1934)
- 28 ianuarie: Xavier Rubert de Ventós,  politician și scriitor catalan și spaniol, membru al Parlamentului European (1986–1994), (n. 1939).

### Februarie
- 1 februarie: Kadriye Nurmambet,  folcloristă și solistă de muzică populară tătărească și turcească, de etnie tătară crimeeană (n. 1933)
- 2 februarie: Jean-Pierre Jabouille,  pilot francez de Formula 1 (n. 1942)
- 2 februarie: Ioannis Zizioulas,  mitropolit ortodox de Pergamon (n. 1931)
- 3 februarie: Paco Rabanne,  designer vestimentar (couturier) francez - basc (n. 1934)
- 4 februarie: Sherif Ismail,  politician egiptean, prim-ministru (2015–2018), (n. 1955)
- 5 februarie: Pervez Musharraf,  președinte al Pakistanului (2001-2008), (n. 1943)
- 5 februarie: Hansi Schmidt (n. Hans-Günther Schmidt), handbalist german, născut în România (n. 1942)
- 6 februarie: George Alboiu, poet român (n. 1944)
- 6 februarie: Răzvan Theodorescu (Emil Răzvan Theodorescu),  istoric de artă, politician român, membru titular al Academiei Române (n. 1939)
- 6 februarie: Zilan Tigris,  cântăreață turcă de origine armeană (n. 1972)
- 8 februarie: Ivan Silaev, politician rus, ultimul prim ministru al Uniunii Sovetice (1991), (n. 1930)
- 9 februarie: Marcos Alonso (fotbalist născut în 1959), fotbalist spaniol (n. 1959)
- 9 februarie: Jean-Maurice Dehousse, politician belgian, membru al Parlamentului European (1999–2004), (n. 1936)
- 9 februarie: Anca Radici, actriță română (n. 1977)
- 10 februarie: Hugh Hudson, regizor englez de film (n. 1936)
- 10 februarie: Prințesa Marie Gabrielle a Luxemburgului, prințesă luxemburgheză (n. 1925)
- 10 februarie: Carlos Saura, regizor spaniol de film (n. 1932)
- 10 februarie: Milan Schelinger, chitarist și cântăreț ceh și fratele cântărețului Jiří Schelinger (n. 1952)
- 11 februarie: Hans Modrow, om politic german, membru al Parlamentului European (1999–2004), (n. 1928)
- 12 februarie: Lualhati Bautista, scriitoare filipineză (n. 1945)
- 12 februarie: Miron Scorobete,  poet, prozator, membru al Uniunii Scriitorilor din România (n. 1933)
- 13 februarie: José María Gil-Robles, om politic spaniol, președinte al Parlamentului European (1997–1999), (n. 1935)
- 14 februarie: Ovidiu Bojor, fitoterapeut român (n. 1924)
- 15 februarie: Paul Berg, chimist american, laureat al Premiului Nobel (1980) (n. 1926)
- 15 februarie: Raquel Welch (n. Jo Raquel Tejada), actriță americană (n. 1940)
- 16 februarie: Jana Andrsová, balerină și actriță cehă (n. 1939)
- 16 februarie: Giorgio Ruffolo, politician italian, membru al Parlamentului European (1999–2004), (n. 1926)
- 17 februarie: Emil Roman,  deputat român în legislatura 1992-1996, ales în județul Arad pe listele partidului PUNR (n. 1938)
- 18 februarie: Petăr Jekov, antrenor și jucător de fotbal bulgar, (n. 1944)
- 20 februarie: Semion Solomonovici Gerștein,  fizician teoretician rus (n. 1929)
- 21 februarie: Amancio Amaro, antrenor și jucător de fotbal spaniol, (n. 1939)
- 21 februarie: Nadja Tiller, actriță austriacă (n. 1929)
- 23 februarie: Slim Borgudd, pilot suedez de Formula 1 (n. 1946)
- 23 februarie: Adam Lisewski, scrimer polonez (n. 1944)
- 23 februarie: Grigore Posea, specialist în geografie, profesor universitar român (n. 1928)
- 23 februarie: Constantin Prut, critic și istoric de artă român (n. 1940)
- 24 februarie: Juraj Jakubisko, regizor de film slovac (n. 1938)
- 24 februarie: Walter Mirisch, producător american de film (n. 1921)
- 24 februarie: Georgios Romeos, politician elen, membru al Parlamentului European (1984–1993) (n. 1934)
- 24 februarie: Dương Tường, scriitor, poet și traducător vietnamez (n. 1932)
- 25 februarie: Victor Babiuc, politician român (n. 1938)
- 25 februarie: Mihai Șora, filosof și eseist român (n. 1916)
- 25 februarie: Traute, Prințesa de Lippe, prințesă și filantroapă germană (n. 1925)
- 26 februarie: Betty Boothroyd, politiciană britanică, membră al Parlamentului European (1973–1979) (n. 1929)
- 26 februarie: Valeria Ogășanu, actriță română de teatru și film (n. 1946)
- 26 februarie: Corneliu Vasilescu,  pictor și grafician român (n. 1934)
- 28 februarie: Javad Tabatabai, profesor și prodecan al Facultății de Drept și Științe Politice de la Universitatea din Teheran (n. 1945)

### Martie
- 1 martie: Just Fontaine, fotbalist și antrenor de fotbal francez (n. 1933)
- 2 martie: Christopher Fowler,  scriitor englez de literatură de groază și thriller (n. 1953)
- 2 martie: Joachim Zeller, politician german, membru al Parlamentului European (2009–2019) (n. 1952)
- 3 martie: Argentina Menis,  atletă română (n. 1948)
- 3 martie: Kenzaburō Ōe,  romancier japonez (n. 1935)
- 3 martie: Tom Sizemore, actor (Salvați soldatul Ryan) și producător de film american (n. 1961)
- 5 martie: Pedro Rodrigues Filho, criminal în serie din Brazilia (n. 1954)
- 5 martie: Allan Jay, scrimer australian (n.1931)
- 7 martie: Anton Ionescu,  deputat român în legislatura 1996-2000 și în legislatura 2000-2004 (n.1939)
- 8 martie: Bert I. Gordon, regizor de film american (n. 1922)
- 9 martie: Chaim Topol, actor israelian de teatru și film (n. 1935)
- 11 martie: Alexandru Mesian,  ierarh român greco-catolic (n. 1937)
- 12 martie: Rudel Obreja,  boxer român (n. 1965)
- 13 martie: Marija Ujević-Galetović, sculptoriță și pictoriță croată (n. 1933)
- 14 martie: Richard Wagner, scriitor și publicist de limba germană originar din România (n. 1952)
- 15 martie: Jonas Šimėnas, politician lituanian, semnatar al Actului de reînființare a statului Lituania (n. 1953)
- 17 martie: Clarence "Fuzzy" Haskins, cântăreț american (n. 1941)
- 17 martie: Dubravka Ugrešić, scriitoare croată (n. 1949)
- 18 martie: Isidor Chicet, prozator, dramaturg și etnolog român (n. 1956)
- 19 martie: Marisol Malaret, fotomodel portoricană (n. 1949)
- 20 martie: Virginia Zeani, solistă română de operă (n. 1925)
- 21 martie: Eric Brown, scriitor britanic de science fiction (n. 1960)
- 21 martie: Peter Werner, regizor de film și televiziune american (n. 1947)
- 23 martie: Tomoko Naraoka, actriță și o seiyu japoneză (n. 1929)
- 23 martie: Alexandru Papilian, scriitor român (n. 1947)
- 24 martie: Gordon Moore, fizico-chimist și om de afaceri american, fondator al corporației Intel, (n. 1929)
- 25 martie: Emil Boček,  pilot militar ceh (n. 1923)
- 26 martie: Karl-Josef Rauber, arhiepiscop romano-catolic, diplomat emerit al Sfântului Scaun (n. 1934)
- 26 martie: Piotr Wysocki (actor), actor polonez de film, teatru și televiziune (n. 1936)
- 29 martie: Tiberiu Ceia, cântăreț român de muzică populară (n. 1940)

### Aprilie
- 1 aprilie: Hristo Jivkov, actor bulgar (n. 1975)
- 1 aprilie: Klaus Teuber, designer german de jocuri de societate (n. 1952)
- 2 aprilie: Pedro Lavirgen, tenor spaniol (n. 1930)
- 2 aprilie: Veronika Petrovici, medic originar din România (n. 1934)
- 2 aprilie: Vladlen Tatarski, blogger rus (n. 1982)
- 4 aprilie: Niculae Gheran,  scriitor, editor, critic și istoric literar român (n. 1929)
- 6 aprilie: Nicolae Cernomaz, diplomat din Republica Moldova, care a îndeplinit funcția de ministru de stat (1997-1999) și apoi de ministru al afacerilor externe al Republicii Moldova (2000-2001) (n. 1949)
- 6 aprilie: Petru Plăcintă, inginer agronom în zootehnie, antreprenor și politician român (n. 1938)
- 7 aprilie: Benjamin Ferencz, jurist american (n. 1920)
- 8 aprilie: Michael Lerner, actor american (n. 1941)
- 8 aprilie: Kenneth McAlpine,  pilot britanic de Formula 1 (n. 1920)
- 11 aprilie: Meir Shalev, scriitor și publicist israelian (n. 1948)
- 12 aprilie: Eduard Baghirov, scriitor și blogger rus de origine azeră (n. 1975)
- 12 aprilie: Yves Sillard, inginer și aviator francez (n. 1936)
- 12 aprilie: Elvira Sorohan, filolog român, istoric și critic literar, specialist în literatură română veche (n. 1934)
- 13 aprilie: Mary Quant,  designer englez (n. 1930)
- 14 aprilie: Abel Posse, scriitor argentinian (n. 1934)
- 19 aprilie: Sanda Manu, regizoare română de teatru (n. 1933)
- 20 aprilie: Myrsini Zorba, om politic grec, membru al Parlamentului European în perioada 1999-2004 din partea Greciei (n. 1949)
- 21 aprilie: Stanley Deser, fizician american (n. 1931)
- 22 aprilie: Dușan Petrovici, poet și traducător român (n. 1938)
- 23 aprilie: Radu Cosașu,  scriitor român contemporan (n. 1930)
- 24 aprilie: Senahid Halilović, lingvist și profesor universitar bosniac (n. 1958)
- 25 aprilie: Harry Belafonte, cântăreț, compozitor, activist social și actor american (n. 1927)
- 26 aprilie: Mircea Babeș, arheolog și istoric român (n. 1941)
- 26 aprilie: Stefano Gentili, politician italian (n. 1957)
- 27 aprilie: Jean-Paul Costa, politician tunisian, președintele Curții Europene a Drepturilor Omului (2007–2011) (n. 1941)
- 28 aprilie: Per-Arne Arvidsson, om politic suedez, membru al Parlamentului European în perioada 1999-2004 din partea Suediei (n. 1950)
- 28 aprilie: Jean Decuseară,  deputat român în legislatura 1996-2000 (n. 1938)
- 28 aprilie: Liviu Georgescu,  scriitor român  (n. 1958)
- 29 aprilie: Nicolae Neagoe, sportiv (bober) român, medaliat olimpic (1968) (n. 1941)

### Mai
- 2 mai: Tori Bowie,  atletă americană (n. 1990)
- 2 mai: Guido Sacconi, politician italian, membru al Parlamentului European (1999–2004) (n. 1948)
- 3 mai: Nikica Valentić, politician croat, prim-ministru al Republicii Croate (1993–1995) (n. 1950)
- 5 mai: Haidar Haidar, scriitor sirian (n. 1936)
- 5 mai: Philippe Sollers, scriitor francez (n. 1936)
- 7 mai: Soňa Červená, mezzosoprană cehă (n. 1925)
- 9 mai: Tom Spencer, om politic britanic, membru al Parlamentului European (1979–1984, 1989–1999) (n. 1948)
- 13 mai: Jürgen Trumpf, diplomat și om politic german (n. 1931)
- 14 mai: Ana Hompot, poeta, scriitoare și publicistă română (n. 1955)
- 14 mai: Regīna Razuma, actriță și balerină letonă (n. 1951)
- 14 mai: Samantha Weinstein, actriță canadiană (n. 1995)
- 15 mai: Robert Lucas Jr., economist american, laureat al Premiului Nobel (1995) (n. 1937)
- 19 mai: Mircea Braga, eseist și critic literar român (n. 1938)
- 19 mai: Andy Rourke,  muzician englez (n. 1964)
- 21 mai: Valentîna Maslovska, atletă ucraineană și sovietică specializată în alergare și garduri, campioană europeană în 1958 (n. 1937)
- 24 mai: George Maharis, actor și cântăreț american (n. 1928)
- 24 mai: Tina Turner, cântăreață, actriță, scriitoare și compozitoare pop-rock americană (n. 1939)
- 25 mai: Gergana Kochanova, model din Bulgaria (n. 1985)
- 26 mai: Roberto Cicciomessere, politician italian (n. 1946)
- 28 mai: Harald zur Hausen, medic german, laureat al Premiului Nobel (2008) (n. 1936)
- 31 mai: Ama Ata Aidoo, scriitoare ghaneză (n. 1942)
- 31 mai: Luca Di Fulvio, scriitor italian (n. 1957)

### Iunie
- 3 iunie: Jim Hines, atlet american (n. 1946)
- 6 iunie: Alecu Ivan Ghilia,  scriitor și publicist român (n. 1946)
- 7 iunie: João Clemente Baena Soares, diplomat brazilian, Secretar general al Organizației Statelor Americane (1984–1994) (n. 1931)
- 8 iunie: Klaus Beer, atlet german (n. 1942)
- 8 iunie: Guido Bodrato, om politic italian, membru al Parlamentului European (1999–2004) (n. 1933)
- 8 iunie: Pat Robertson, magnat media și evanghelist american (n. 1930)
- 9 iunie: Dumitru Gheorghiu, filozof român (n. 1956)
- 9 iunie: Vasile Tonoiu, filozof român (n. 1941)
- 10 iunie: Theodore Kaczynski, terorist, fost matematician american și critic social (n. 1942)
- 10 iunie: Nuccio Ordine, scriitor și profesor universitar italian (n. 1958)
- 12 iunie: Silvio Berlusconi, premier al Italiei (n. 1936)
- 12 iunie: Francesco Nuti, actor italian (n. 1955)
- 12 iunie: Treat Williams, actor american (n. 1951)
- 13 iunie: Cormac McCarthy, autor de romane american (n. 1933)
- 13 iunie: Constantin Nicolescu, politician român, membru al Partidul Social Democrat (n. 1945)
- 14 iunie: John Pelling, scrimer britanic (n. 1936)
- 14 iunie: Vladimir Șmeliov, pentatlonist rus (n. 1946)
- 15 iunie: Glenda Jackson, actriță britanică de film, dublă laureată a premiului Oscar (n. 1936)
- 18 iunie: Cornel Țăranu, compozitor și dirijor român, membru corespondent și ulterior titular al Academiei Române (n. 1934)
- 20 iunie: Ioan Maier, politician român (n. 1941)
- 21 iunie: Winifred Ewing, om politic britanic (n. 1929)
- 22 iunie: Peter Brötzmann, saxofonist german de free jazz (n. 1941)
- 22 iunie: Michael Horodniceanu, inginer român american (n. 1944)
- 22 iunie: Harry Markowitz, economist american (n. 1927)
- 22 iunie: Victor Pușcaș, jurist din Republica Moldova, ministru pentru relațiile cu Parlamentul (1994–1995), președinte al Curții Supreme de Justiție (1995–2001), președinte al Consiliului Superior al Magistraturii (1998–2001) și președinte al Curții Constituționale a Republicii Moldova (2001–2007) (n. 1943)
- 23 iunie: Costin Georgescu, politician român, deputat din partea Partidului Național Liberal (1996–2000) (n. 1942)
- 24 iunie: Dean Smith, sprinter american (n. 1932)
- 25 iunie: John B. Goodenough, fizician și profesor american, laureat al Premiului Nobel pentru Chimie (2019) (n. 1922)
- 25 iunie: Anghel Stanciu, politician român (n. 1949)
- 27 iunie: Peter Bieri,  scriitor și filozof elvețian (n. 1944)
- 27 iunie: Carmen Sevilla, actriță și cântăreață spaniolă (n. 1930)
- 28 iunie: Dumitru Puzdrea, politician român (n. 1942)
- 29 iunie: Alan Arkin,  actor și regizor american de scenă (n. 1934)
- 29 iunie: Semion Odainic, pictor din Republica Moldova, autor al imaginilor distincțiilor de stat, al medaliilor și insignelor jubiliare și comemorative (n. 1938)

### Iulie
- 1 iulie: Victoria Amelina, scriitoare ucraineană (n. 1986)
- 1 iulie: Dilano van 't Hoff, pilot de curse olandez (n. 2004)
- 6 iulie: Arnaldo Forlani, politician italian, prim-ministru al Italiei (1980–1981) (n. 1925)
- 6 iulie: Toma Frențescu, maestru coregraf român (n. 1947)
- 6 iulie: Mutulu Shakur, activist american (n. 1950)
- 8 iulie: Dorel Schor,  scriitor umorist, gazetar și cronicar plastic israelian de limbă română (n. 1939)
- 8 iulie: Adrian Tan, avocat și scriitor singaporez, (n. 1966)
- 9 iulie: Luis Suárez Miramontes, jucător și antrenor de fotbal spaniol, deținător al Balonului de Aur (1960), campion european (1964) (n. 1935)
- 11 iulie: Milan Kundera, romancier și eseist francez de origine cehă (n. 1929)
- 11 iulie: Virgil Stanciu, anglist, traducător și eseist român (n. 1941)
- 11 iulie: Ion Văduva, matematician și informatician român (n. 1936)
- 13 iulie: Ion Crăciun, handbalist (portar) și antrenor român (n. 1955)
- 13 iulie: Marialiese Flemming, om politic austriac (n. 1933)
- 14 iulie: Bernard Bachrach, istoric american (n. 1939)
- 15 iulie: Derek Malcolm, critic și istoric de film englez (n. 1932)
- 16 iulie: Jane Birkin, actriță și cântăreață engleză (n. 1946)
- 16 iulie: Oleg Horjan, politician separatist din Transnistria, membru al „Sovietului Suprem al Republicii Moldovenești Nistrene” (n. 1976)
- 17 iulie: Valentin Gheorghiu, muzician, pianist și compozitor român (n. 1928)
- 20 iulie: Dan Matei Agathon, deputat român în legislatura 1992-1996, ales în județul Bacău pe listele partidului PDSR (n. 1949)
- 20 iulie: Rachid Sfar, politician tunisian, prim ministru al Tunisiei (1986–1987) (n. 1933)
- 21 iulie: Tony Bennett,  cântăreț american de muzică jazz (n. 1926)
- 21 iulie: Ann Clwyd, politiciană britanică, membru al Parlamentului European (1979–1984) (n. 1937)
- 21 iulie: Petru Marta, luptător și antrenor moldovean, campion european (1977) (n. 1952)
- 21 iulie: Juliette Mayniel, actriță franceză (n. 1936)
- 23 iulie: Adrian Lustig, scriitor și scenarist român, nominalizat la premiile Gopo (n. 1953)
- 24 iulie: Charles W. Misner, fizician american (n. 1932)
- 26 iulie: Sinéad O'Connor, 56 ani, cântăreață irlandeză (n. 1966)
- 28 iulie: Florence O'Mahony, om politic irlandez, membru al Parlamentului European în perioada 1979-1984 din partea Irlandei (n. 1946)
- 29 iulie: Vittorio Prodi, om politic italian, membru al Parlamentului European în perioada 2004-2009 din partea Italiei (n. 1937)
- 30 iulie: David Albahari, scriitor sârb de origine evreiască (n. 1948)
- 30 iulie: Dragu Bădin, fotbalist român care a jucat pe postul de fundaș (n. 1947)
- 30 iulie: Paul Reubens,  actor de film, televiziune și voce american (n. 1952)
- 31 iulie: Angus Cloud,  actor american, cel mai bine cunoscut pentru interpretarea lui Fezco în serialul HBO, Euforia (2019–2022) (n. 1998)

### August
- 1 august: Henri Konan Bédié, politician ivorian, președinte al Coastei de Fildeș (1993–1999) (n. 1934)
- 1 august: Vsevolod Coroliuc, muzician de rock, poliinstrumentalist, compozitor și vocalist moldovean (n. 1956)
- 1 august: Mariana Sîrbu, violonistă română (n. ?)
- 2 august: Frank Lino, caporegime (capo) Sicilian-American în familia mafiotă Bonanno care mai târziu a devenit informator (n. 1938)
- 3 august: Bram Moolenaar, inginer de software și activist olandez, creator, dezvoltator și dictator binevoitor pe viață al Vim (n. 1961)
- 4 august: Boniface Alexandre, avocat și politician haitian, Președinte al statului Haiti (2004–2006) (n. 1936)
- 4 august: Ferenc Ardamica,  scriitor, jurnalist, traducător maghiar din Slovacia (n. 1941)
- 4 august: Tudor Deliu, politician, profesor, conferențiar universitar și lector din Republica Moldova, deputat în Parlamentul Republicii Moldova (2009–2019) (n. 1955)
- 5 august: Hélène Carrère d'Encausse, politiciană și istorică franceză, membră al Parlamentului European (1994–1999) (n. 1929)
- 5 august: Philippe Curval, jurnalist francez și scriitor de science-fiction (n. 1929)
- 7 august: William Friedkin, regizor de film, producător și scenarist american (n. 1935)
- 8 august: Bryan Cassidy, om politic britanic, membru al Parlamentului European în perioadele 1984-1989, 1989-1994 și 1994-1999 din partea Regatului Unit (n. 1934)
- 9 august: Harrij Notenboom, politician olandez, membru al Parlamentului European (1971–1984) (n. 1926)
- 9 august: Véronique Trillet-Lenoir, politiciană și medic francez, membră al Parlamentului European (2019–2023) (n. 1957)
- 10 august: Antonella Lualdi, actriță italiană de film (n. 1931)
- 10 august: Vlad Marcoci, deputat român, în legislatura 2012-2016 din partea Partidului Social Democrat (n. 1968)
- 10 august: Daniel Nushiro, Întâistătător al Bisericii Ortodoxe Japoneze (n. 1938)
- 11 august: Șerban Lupu,  violonist și profesor universitar româno-american  (n. 1952)
- 12 august: Alexandru Penciu, jucător și antrenor român de rugby, care a jucat pe postul de fundaș și pe postul de centru (n. 1932)
- 15 august: Zosima Eremeev, episcop al Bisericii Ortodoxe Ruse de rit vechi, episcop de Don și Caucaz (din 2004 până în 2023) (n. 1947)
- 15 august: Delia Steinberg Guzmán, muziciană, scriitoare și, începând cu anul 1991, Președinte Internațional al Noii Acropole, organizație internațională cu caracter filosofic, cultural și social  (n. 1943)
- 15 august: Francisc Tobă, politician român ales deputat în legislatura 2020-2024 pe listele AUR (n. 1953)
- 18 august: Nicolas Trifon, eseist, lingvist, om de cultură, scriitor și editor de limbă franceză, de origine aromână (n. 1949)
- 20 august: Constantin Bălăceanu-Stolnici,  om de știință român, medic neurolog, profesor, membru de onoare al Academiei Române, membru al Academiei Oamenilor de Știință din România și al Academiei de Științe Medicale din România (n. 1923)
- 21 august: Edward L. G. Bowell, astronom american (n. 1943)
- 21 august: Avigdor Shahan, istoric, scriitor și pedagog israelian, evreu originar din Basarabia (n. 1933)
- 22 august: Mathilde van den Brink, politiciană din Țările de Jos, membră al Parlamentului European (1989–1994) (n. 1941)
- 22 august: Toto Cutugno, cântăreț și compozitor italian de muzică ușoară (n. 1943)
- 22 august: Nicolas Gessner, regizor și scenarist elvețian, de origine maghiară (n. 1931)
- 23 august: Marin Ionică, deputat român în legislatura 1990-1992, ales în județul Olt pe listele partidului FSN (n. 1950)
- 23 august: Evgheni Prigojin, om de afaceri rus, oligarh, personalitate publică, militară și politică (n. 1961)
- 24 august: Anușavan Salamanian, inginer de sunet român (n. 1932)
- 24 august: Bray Wyatt, wrestler american (n. 1987)
- 25 august: Rüdiger Bahr, actor, scenarist și regizor german (n. 1939)
- 25 august: Yoel Hoffmann, scriitor israelian de limbă ebraică, originar din România (n. 1937)
- 26 august: Bob Barker, prezentator de game show american (n. 1923)
- 27 august: Anvar Ibraghimov,  scrimer specializat pe floretă, care a reprezentat succesiv Uniunea Sovietică, Echipa Unificată și Rusia (n. 1965)
- 30 august: Mohamed Al-Fayed, om de afaceri egiptean (n. 1929)
- 30 august: Jack Sonni, chitarist american, membru al formației Dire Straits (n. 1954)
- 31 august: Douglas Lenat, cercetător american, CEO al Cycorp, Inc. (n. 1950)

### Septembrie
- 1 septembrie: Jimmy Buffett, cântăreț și compozitor american (n. 1946)
- 1 septembrie: Ioan Cuculescu, matematician român  (n. 1936)
- 2 septembrie: Vlasie Mogârzan, cleric care a ocupat funcția de mitropolit al Bisericii Ortodoxe de Stil Vechi din România între 1992 și 2022 (n. 1941)
- 3 septembrie: Alexandru Dicusar, inginer moldovean, specialist în electrofizică și electrotehnologie, membru corespondent al Academiei de Științe a Moldovei (n. 1942)
- 4 septembrie: Murray G. Hall,  germanist și profesor asociat de literatură germană modernă la Universitatea din Viena (n. 1947)
- 4 septembrie: Violeta Mițul, fotbalistă din Republica Moldova (n. 1996)
- 4 septembrie: Napoleon Pop, economist și politician român (n. 1945)
- 5 septembrie: Albert Azarean, gimnast artistic sovietic (n. 1929)
- 6 septembrie: Giuliano Montaldo, regizor de film, actor și scenarist italian (n. 1930)
- 6 septembrie: Ion Ruscuț, actor de voce român (n. 1955)
- 9 septembrie: Mihai Caranica, sculptor român  (n. 1943)
- 9 septembrie: Max Simeoni, politician francez, membru al Parlamentului European (1989–1994) (n. 1929)
- 13 septembrie: Jean-Paul Gauzès, politician francez al Uniunii pentru o Mișcare Populară, parte a Partidului Popular European (n. 1947)
- 13 septembrie: Mircea Snegur,  om politic moldovean, primul președinte al Republicii Moldova (1990–1997) (n. 1940)
- 13 septembrie: Arhiducesa Yolanda a Austriei, prințesă austriacă (n. 1923)
- 14 septembrie: Joseph Massino, fost cap al familiei mafiote Bonanno care, ulterior, a intrat în programul de protecție a martorilor (n. 1943)
- 14 septembrie: Basil van Rooyen, pilot sud-african de Formula 1 (n. 1939)
- 15 septembrie: Fernando Botero,  pictor și sculptor columbian  (n. 1932)
- 15 septembrie: Eugen Kantor,  culturist de performanță român și notabil sportiv arădean (n. 1947)
- 15 septembrie: Franco Migliacci, actor italian (n. 1930)
- 16 septembrie: John Stanley Marshall, baterist englez  (n. 1941)
- 18 septembrie: Anton Vătășescu, inginer, profesor universitar și politician român (n. 1939)
- 19 septembrie: Per Gahrton, politician suedez, membru al Parlamentului European (1999–2004), fondator al Partidului Verde Suedez (n. 1943)
- 19 septembrie: Gianni Vattimo, filozof și politician italian, membru al Parlamentului European (1999–2004, 2009–2014) (n. 1936)
- 20 septembrie: Ruth Fuchs,  atletă germană (n. 1946)
- 21 septembrie: Alexandra Can, politiciană din Republica Moldova (n. 1952)
- 22 septembrie: Giorgio Napolitano, politician italian, președinte al Italiei în perioada 2006-2015 (n. 1925)
- 24 septembrie: Léon Fatous, politician francez, membru al Parlamentului European (1984–1989) (n. 1926)
- 25 septembrie: Adina Cristescu, actriță de film, teatru și voce, profesoară, regizoare de teatru și scenaristă de film română (n. 1967)
- 25 septembrie: David McCallum, actor de film scoțian (n. 1933)
- 25 septembrie: Matteo Messina Denaro, șef al mafiei siciliene din Castelvetrano (n. 1962)
- 27 septembrie: Christoph, Prinț de Schleswig-Holstein, prinț german (n. 1949)
- 28 septembrie: Ion Druță,  scriitor, dramaturg și membru de onoare al Academiei Române (n. 1928)
- 28 septembrie: Michael Gambon, actor englez de origine irlandeză (n. 1940)
- 29 septembrie: Michael Holmes (politician), om politic britanic, membru al Parlamentului European în perioada 1999-2004 din partea Regatului Unit (n. 1938)

### Octombrie
- 3 octombrie: Nicolae Perțea, atlet român (n. 1944)
- 6 octombrie: Dorel Zamfir, fotbalist român (n. 1961)
- 7 octombrie: Serghei A. Gredescul,  fizician sovietic ucrainean și israelit, specialist în fizica sistemelor neordonate, profesor universitar (n. 1942)
- 7 octombrie: Tjerk Westerterp, politician olandez, membru al Parlamentului European (1967–1971) (n. 1930)
- 8 octombrie: Agneta Andersson, caiacistă suedeză (n. 1961)
- 8 octombrie: László Sólyom, om politic maghiar, președinte al Ungariei din 5 august 2005 până în 5 august 2010 (n. 1942)
- 8 octombrie: Burt Young, actor american (n. 1940)
- 9 octombrie: Ireneusz Kania, traducător poliglot polonez (n. 1940)
- 11 octombrie: Ian Spink, coregraf australiano-britanic (n. 1947)
- 12 octombrie: Luis Alfredo Garavito Cubillos, criminal în serie, violator, agresor sexual, pedofil și necrofil columbian (n. 1957)
- 12 octombrie: Marian Ionescu, om de știință, profesor în medicină și chirurg cardiolog român și britanic care a activat în Regatul Unit (n. 1929)
- 13 octombrie: Louise Glück, poetă americană, laureată a Premiului Nobel pentru Literatură (2020) (n. 1943)
- 13 octombrie: Prințesa India a Afganistanului, regalitate afgană (n. 1929)
- 13 octombrie: Hubert Reeves,  astrofizician canadian și popularizator al științei (n. 1932)
- 14 octombrie: Valentin Ciucă, critic de artă și eseist român (n. 1943)
- 14 octombrie: Teodor Stanca, deputat român în legislatura 1996-2000, ales în județul Timiș pe listele partidului PNȚCD (n. 1933)
- 15 octombrie: Carmen Petra Basacopol, compozitoare română (n. 1926)
- 16 octombrie: Martti Ahtisaari, politician finlandez, președinte al Finlandei (1994–2000), diplomat și mediator ONU, laureat al Premiul Nobel pentru Pace (2008) (n. 1937)
- 16 octombrie: Francisc Balla, luptător român, medaliat cu argint la Campionatele Mondiale (1965, 1967), medaliat cu argint și bronz la Campionatele Europene (1967, 1968) (n. 1932)
- 21 octombrie: Bobby Charlton, fotbalist englez (n. 1937)
- 21 octombrie: Natalie Zemon Davis, istorică canadiană-americană a perioadei moderne timpurii (n. 1928)
- 23 octombrie: Scarlat Iriza,  politician român, reprezentant în Parlament al județului Gorj (n. 1955)
- 23 octombrie: Natașa Raab, actriță română (n. 1953)
- 24 octombrie: Marin Dinu, senator român în legislatura 2000-2004 ales în județul Dâmbovița pe listele partidului PSD (n. 1950)
- 24 octombrie: Anderl Molterer, schior alpin austriac (n. 1931)
- 25 octombrie: Giorgos Grammatikakis, politician elen, membru al Parlamentului European (2014–2019) (n. 1939)
- 26 octombrie: Ryszard Kornacki, poet și romancier polonez (n. 1940)
- 27 octombrie: Anne Heywood, actriță britanică (n. 1931)
- 27 octombrie: Hiroaki Ike, traducător japonez (n. 1940)
- 27 octombrie: Li Keqiang, politician chinez, premier al Chinei (2013-2023) (n. 1955)
- 28 octombrie: Matthew Perry, actor american (n. 1969)
- 30 octombrie: Peter S. Fischer, scenarist și producător de televiziune american (n. 1935)
- 30 octombrie: Constantin Năstase, centenar român  (n. 1915)
- 31 octombrie: Ernesto Ferrero, scriitor și critic literar italian (n. 1938)
- 31 octombrie: Ken Mattingly, ofițer american (n. 1936)
- 31 octombrie: Ileana Ploscaru, actriță română (n. 1931)

### Noiembrie
- 2 noiembrie: Kaia Iva, politiciană estoniană (n. 1964)
- 3 noiembrie:  Robert Butler (regizor), regizor american de film și televiziune, câștigător al premiului Emmy (n. 1927)
- 3 noiembrie: Florin Dogaru (sportiv), kickboxer român  (n. 1999)
- 3 noiembrie: Angela Marinescu, poetă română (n. 1941)
- 5 noiembrie: Imre Biro, fotbalist român de etnie maghiară (n. 1958)
- 5 noiembrie: Philippe-Armand Martin, politician francez, membru al Parlamentului European (n. 1949)
- 7 noiembrie: Frank Borman, pilot al United States Air Force, inginer aeronautic, pilot de încercare și astronaut NASA (n. 1928)
- 8 noiembrie: Rainer Erler, scriitor, regizor și producător de film german (n. 1933)
- 9 noiembrie: Lya Benjamin, istorică română de etnie evreiască (n. 1931)
- 10 noiembrie: David G. Compton, autor britanic care  a publicat science fiction sub numele D. G. Compton (n. 1930)
- 10 noiembrie: Marcel Schlechter, om politic luxemburghez, membru al Parlamentului European (1994-1999) (n. 1928)
- 10 noiembrie: Mihai Timofti,  regizor, actor, profesor universitar, nuvelist și muzician moldovean (n. 1948)
- 11 noiembrie: Dimitrie Popescu, canotor olimpic român (1984, 1988, 1992) (n. 1961)
- 11 noiembrie: Karel Schwarzenberg, ministru de externe al Republicii Cehe între anii 2007-2009, respectiv 2010-2013 (n. 1937)
- 13 noiembrie: Michael Bishop (autor), scriitor american de literatură modernă în genurile science-fiction și fantasy (n. 1945)
- 13 noiembrie: Henry McCubbin, om politic britanic, membru al Parlamentului European în perioada 1989-1994 din partea Regatului Unit (n. 1942)
- 16 noiembrie: Ioan Alexandru (jurist),  jurist român, profesor universitar, doctor și reputat teoretician în domeniul științelor administrative (n. 1939)
- 16 noiembrie: A. S. Byatt,  scriitoare britanică (n. 1936)
- 18 noiembrie: Bujor Nedelcovici,  romancier și eseist român, stabilit din 1987 la Paris, Franța (n. 1936)
- 18 noiembrie: Principesa Maria Cristina de Savoia-Aosta, prințesă italiană (n. 1933)
- 19 noiembrie: Rosalynn Carter, Prima Doamnă a Statelor Unite ale Americii între 1977 și 1981 (n. 1927)
- 19 noiembrie: Marisa Jossa, actriță și fotomodel italian, Miss Italia (1959) (n. 1938)
- 20 noiembrie: Ramón Díaz del Río, politician spaniol, membru al Parlamentului European (1984-1989) (n. 1940)
- 20 noiembrie: Gabriel Zahiu, fotbalist român care a jucat la FC Steaua București pe posturile de fundaș și mijlocaș între anii 1975–1981 (n. 1956)
- 21 noiembrie: Dmitri Țîgankin, lingvist sovietic și rus, specialist în limbile fino-ugrice (n. 1925)
- 22 noiembrie: Barbara Haščáková, cântăreață slovacă (n. 1979)
- 22 noiembrie: Linda Salzman Sagan, artistă și scriitoare americană (n. 1940)
- 23 noiembrie: Rona Hartner, actriță română (n. 1973)
- 25 noiembrie: Terry Venables, fotbalist și antrenor de fotbal englez (n. 1943)
- 26 noiembrie: Alberto da Costa e Silva, istoric, poet și fost diplomat brazilian (n. 1931)
- 27 noiembrie: Pawel Huelle, scriitor polonez (n. 1957)
- 28 noiembrie: Charlie Munger, om de afaceri, investitor, avocat și filantrop american (n. 1924)
- 28 noiembrie: Allan Rogers, om politic britanic, membru al Parlamentului European (1979–1984) (n. 1932)
- 29 noiembrie: Henry Kissinger, politician american, laureat al Premiului Nobel pentru pace (1973) (n. 1923)
- 29 noiembrie: Michèle Rivasi, politiciană franceză, membră al Parlamentului European (2009–2023) (n. 1953)
- 30 noiembrie: Elliott Erwitt, fotograf american (n. 1928)
- 30 noiembrie: Mariana Iosifaru, istoric, arheolog și publicist român (n. 1948)
- 30 noiembrie: Shane MacGowan, muzician irlandez (The Pogues) (n. 1957)
- 30 noiembrie: Vassilis Vassilikos, scriitor și politician grec (n. 1933)

### Decembrie
- 1 decembrie: Shlomo Avineri,  politolog social-democrat și istoric israelian, originar din Polonia (n. 1933)
- 1 decembrie: Sandra Day O'Connor, magistrat american (n. 1930)
- 2 decembrie: Mica Ertegun, designeră de interior și filantroapă româno-americană, recunoscută pe scară largă pentru munca ei influentă în design și contribuțiile semnificative aduse artei și educației  (n. 1926)
- 2 decembrie: Maria Lisa Cinciari Rodano, politiciană italiană, membră al Parlamentului European (1979–1989) (n. 1921)
- 3 decembrie: Glenys Kinnock, politiciană britanică, membră al Parlamentului European (1994–1999) (n. 1944)
- 3 decembrie: Johann Georg Schnitzer, medic dentist, autor și cercetător german (n. 1930)
- 3 decembrie: Christos Zacharakis, om politic grec, membru al Parlamentului European în perioada 1999-2004 din partea Greciei (n. 1939)
- 4 decembrie: Juanita Castro, sora dictatorului comunist cubanez Fidel Castro (n. 1933)
- 4 decembrie: Volodia Vaisman, jucător de șah român-francez (n. 1937)
- 5 decembrie: Prințul Constantin de Liechtenstein, membru al Casei Princiare a Liechtensteinului și om de afaceri (n. 1972)
- 5 decembrie: Denny Laine,  textier englez, multi-instrumentalist, chitarist și vocalist principal pe albumul de debut al formației The Moody Blues (n. 1944)
- 6 decembrie: Illia Kyva, politician ucrainean, membru al Radei Supreme a Ucrainei (2019–2022) (n. 1977)
- 6 decembrie: Doru Moțoc, scriitor român, dramaturg și poet (n. 1939)
- 6 decembrie: Marisa Pavan, actriță de origine italiană (n. 1932)
- 6 decembrie: Michael H. Stone, psihiatru american (n. 1933)
- 7 decembrie: Sylvia de Swaan, artistă vizuală și fotografă evreică originară din Bucovina, care a activat în Mexic și Statele Unite ale Americii (n. 1941)
- 8 decembrie: Ryan O'Neal, actor american (n. 1941)
- 10 decembrie: Philip Bushill-Matthews,  om politic britanic, membru al Parlamentului European în perioadele 1999-2004 si 2004-2009 din partea Regatului Unit (n. 1943)
- 10 decembrie: David Drake, scriitor american de literatură științifico-fantastică în genul științifico-fantastic militar și de fantezie  (n. 1945)
- 10 decembrie: Edna Mazia,  dramaturgă, scriitoare, scenaristă și regizoare de teatru israeliană (n. 1949)
- 12 decembrie: Heinz Dieter Tschörtner, editor și publicist german  (n. 1932)
- 14 decembrie: Hassan Bitmez, politician turc și membru al Marii Adunări Naționale a Turciei din partidul „Saadat” (n. 1969)
- 16 decembrie: Nawaf Al-Ahmad Al-Jaber Al-Sabah, Emirul Kuweitului și comandantul Forțelor Militare din Kuweit (n. 1937)
- 17 decembrie: Otar Iosseliani, scenarist, regizor și producător de origine georgiană (n. 1934)
- 21 decembrie: Dorothea Livio, cântăreață de operetă și muzică ușoară și actriță israeliană, originară din România (n. 1926)
- 21 decembrie: Robert Solow,  economist american, laureat al Premiului Nobel pentru economie (1987) (n. 1924)
- 21 decembrie: Alexei Starobinskii, fizician rus (n. 1948)
- 22 decembrie: Ioan-Iovitz Popescu, fizician și lingvist român (n. 1932)
- 23 decembrie: Michael Radulescu, compozitor austriac de origine româno-germană, organist și profesor (n. 1943)
- 26 decembrie: Wolfgang Schäuble, om politic german, membru proeminent al partidului CDU (n. 1942)
- 27 decembrie: Jacques Delors, politician francez, Președinte al Comisiei Europene (1985–1995), membru al Parlamentului European (1981–1984) (n. 1925)
- 28 decembrie: Marcu Tudor, politician român, membru al Parlamentului României în legislaturile 1996-2000, 2000-2004 și 2004-2008 (n. 1939)
- 30 decembrie: Luboš Kohoutek, astronom ceh (n. 1935)
- 30 decembrie: John Pilger, jurnalist australiano-britanic și producător de filme (n. 1939)
- 30 decembrie: Tom Wilkinson, actor britanic (n. 1948)

### Nedatate
- Șerban Ciochină, 83 ani,  atlet român (n. 1939)
- Marius Sabin Peculea, 96 ani,  inginer român (n. 1926)
- George Cușnarencu, 72 ani, prozator și publicist român contemporan (n. 1951)
- Elena Preda, 72 ani,  deputat român în legislatura 1990-1992 și senator în legislatura 1992-1996 și în legislatura 1996-2000 (n. 1951)
- Eugen Burada, 77 ani, scriitor și scenarist român (n. 1946)
- august: Anghelache Donescu, 77 ani,  călăreț român  (n. 1945)
- februarie: Erzsébet Abaffy, 94 ani, lingvistă și scriitoare maghiară (n. 1928)
- aprilie: Frigyes Bárány, 92 ani, actor maghiar (n. 1930)
- Ralph Schoenman, 88 ani,  activist american de stânga, secretarul personal al lui Bertrand Russell (n. 1935)
- Ștefan Baban, 75 ani, politician român (n. 1949)
- Nicolae Dobrișan, 85 ani, lingvist, filolog, traducător, profesor universitar, membru al Uniunii Scriitorilor din România (n. 1938)
- Nicolae Bara, 69 ani, politician român, fost membru al Parlamentului României în legislatura 2004-2008 din partea Partidului Democrat (n. 1954)
- Ștefania Calomfirescu-Kory, 85 ani, medic neurolog, profesor universitar și scriitoare din România (n. 1938)

### Galeria celor decedați în 2023

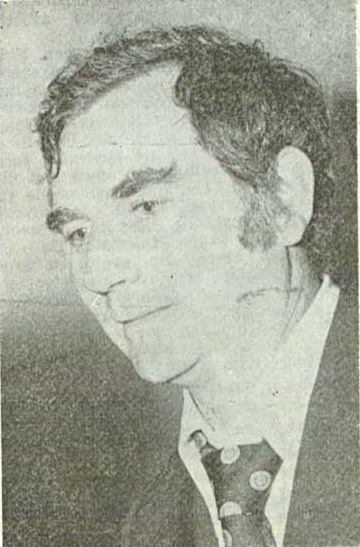
2 ianuarie: Dumitru Radu Popescu, scriitor, prozator, dramaturg, scenarist de film, membru titular al Academiei Române
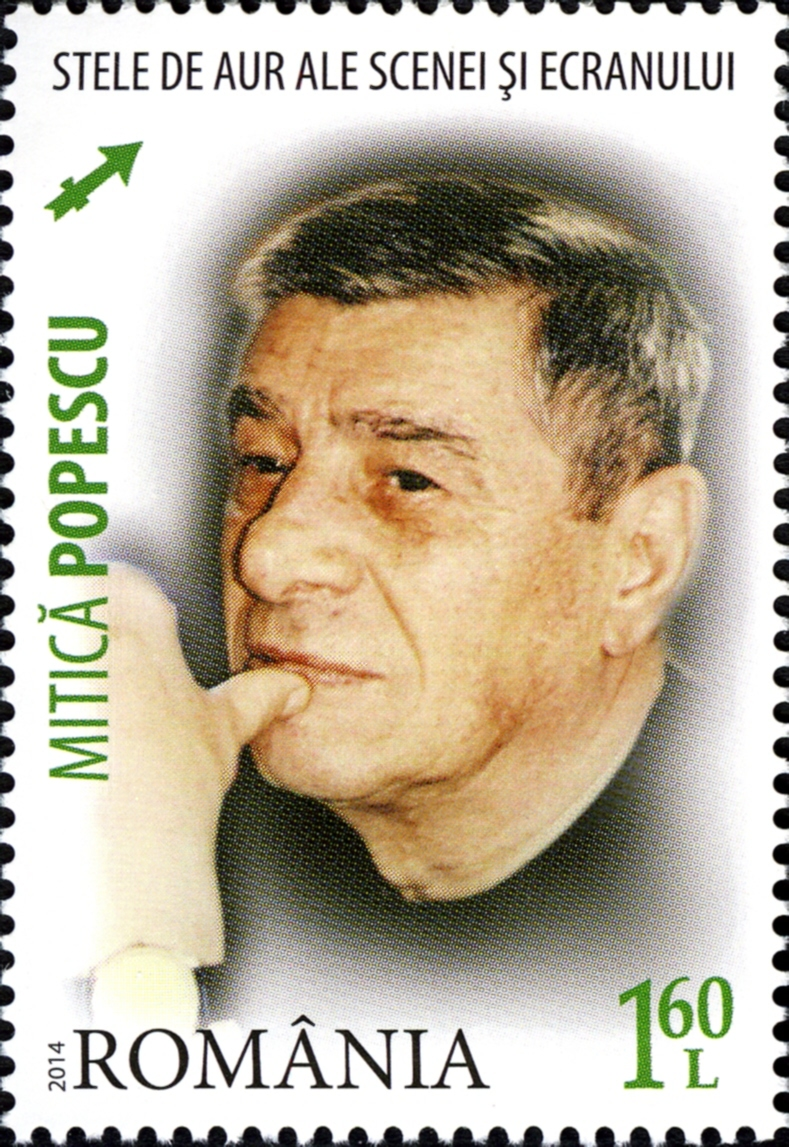
3 ianuarie: Mitică Popescu, actor român important de film, radio, teatru, televiziune și voce
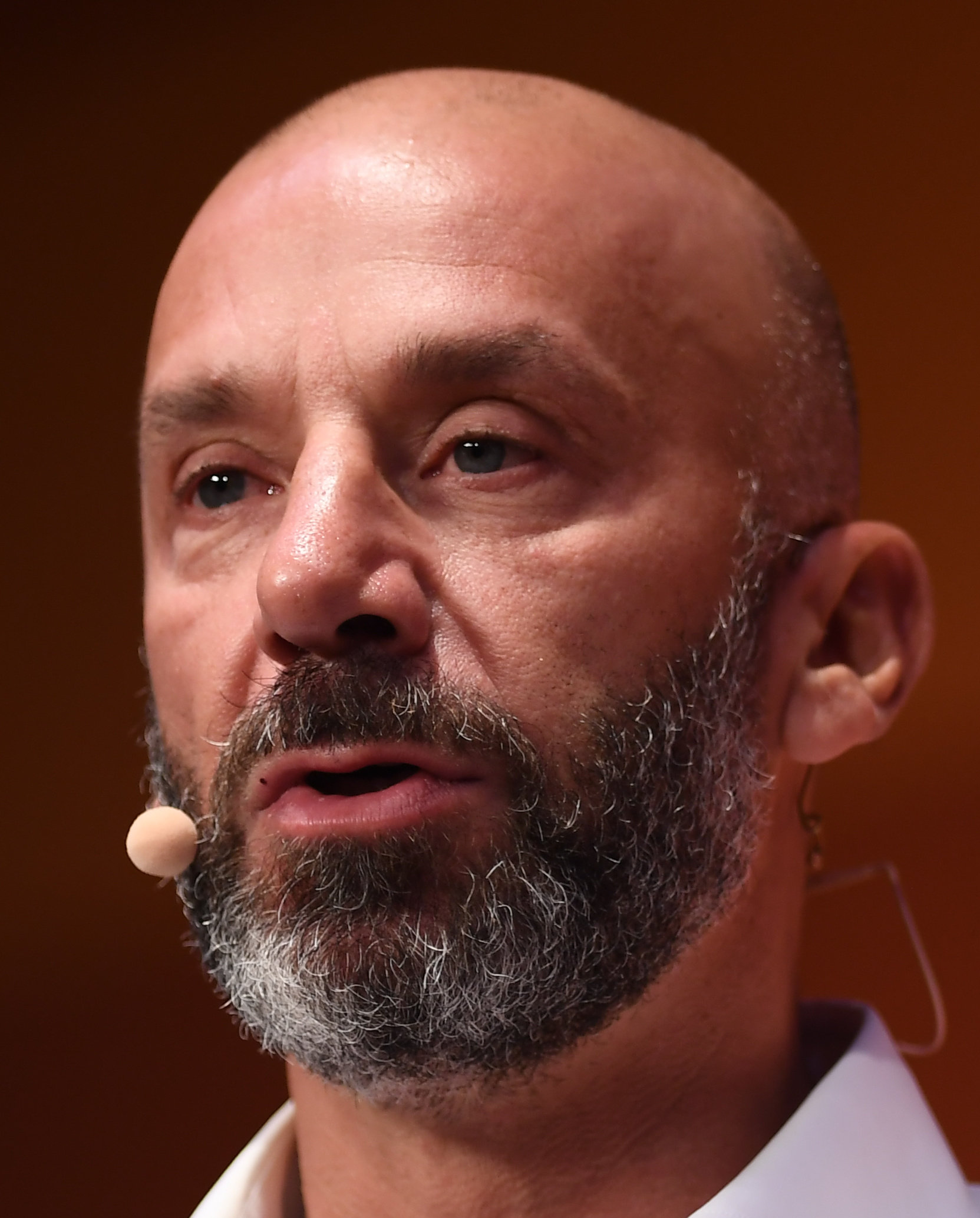
6 ianuarie: Gianluca Vialli, antrenor de fotbal  și fotbalist profesionist italian
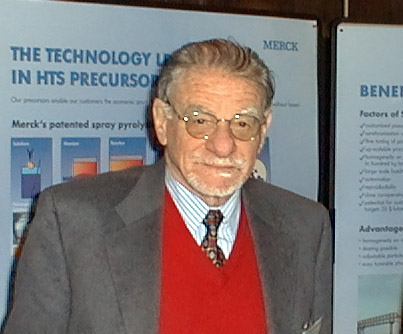
9 ianuarie: Karl Alexander Müller, fizician elvețian, laureat al Premiului Nobel
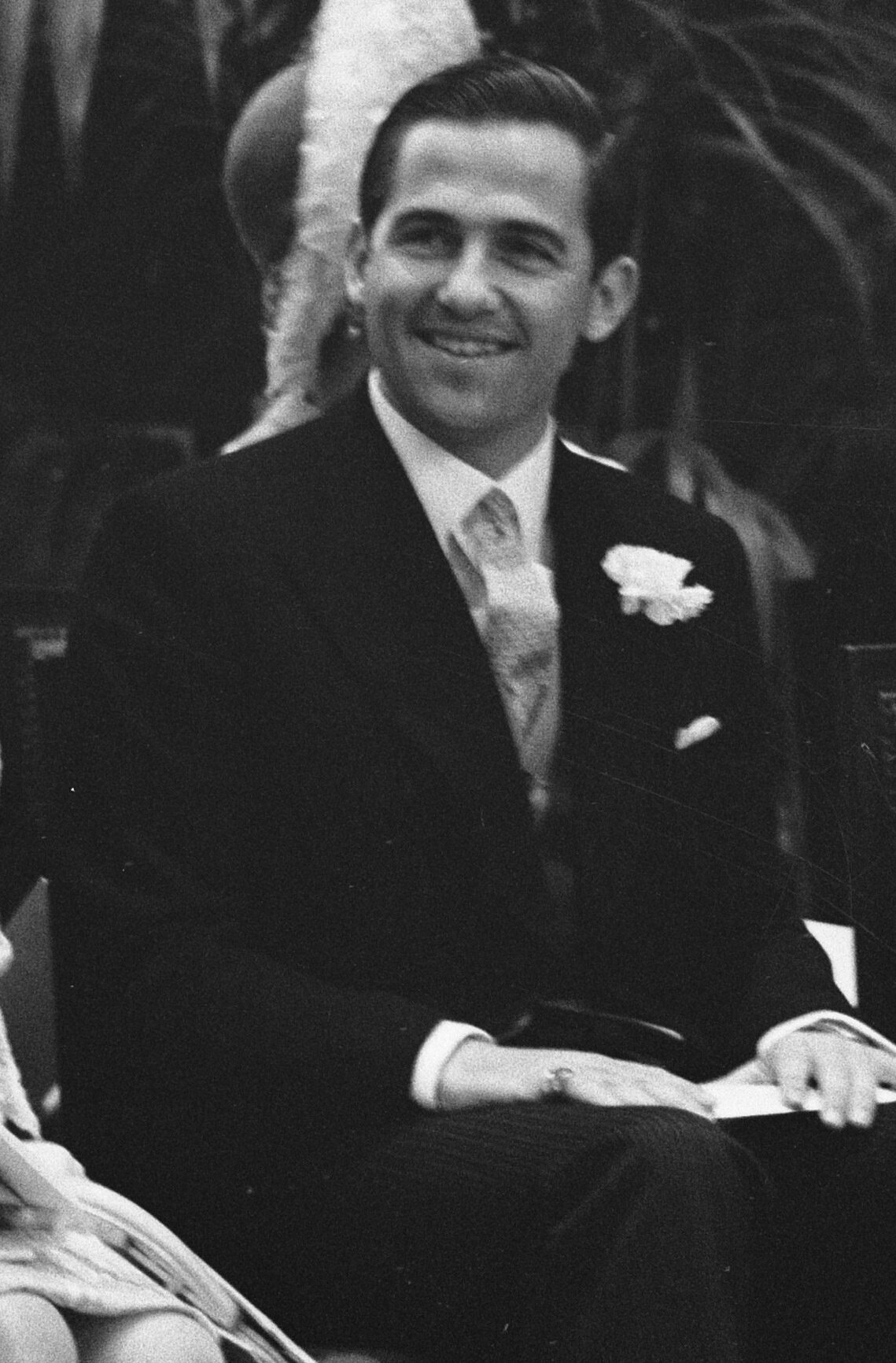
10 ianuarie: Constantin al II-lea, fost rege al Greciei între 1964-1973
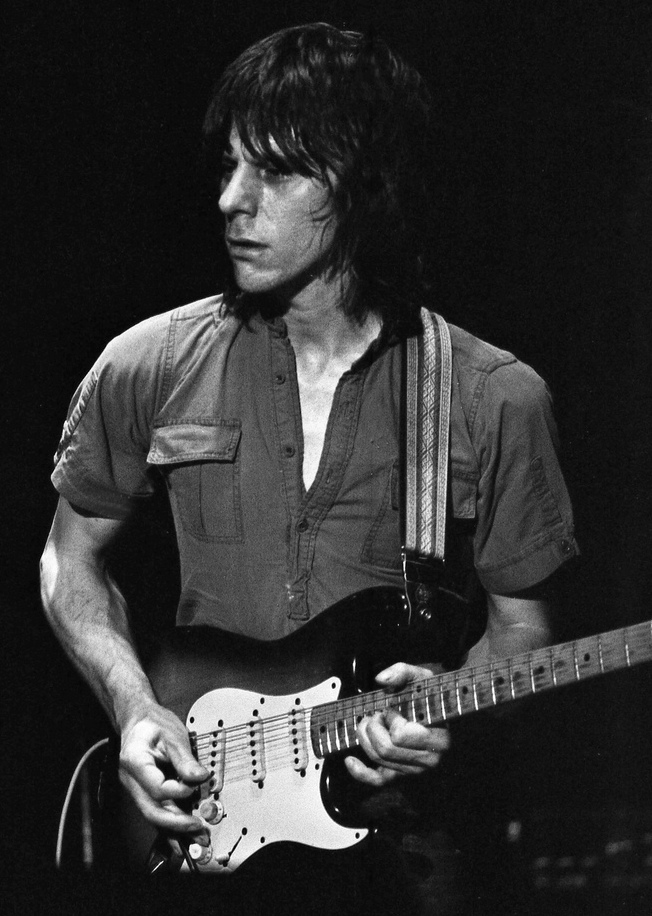
10 ianuarie: Jeff Beck, chitarist britanic
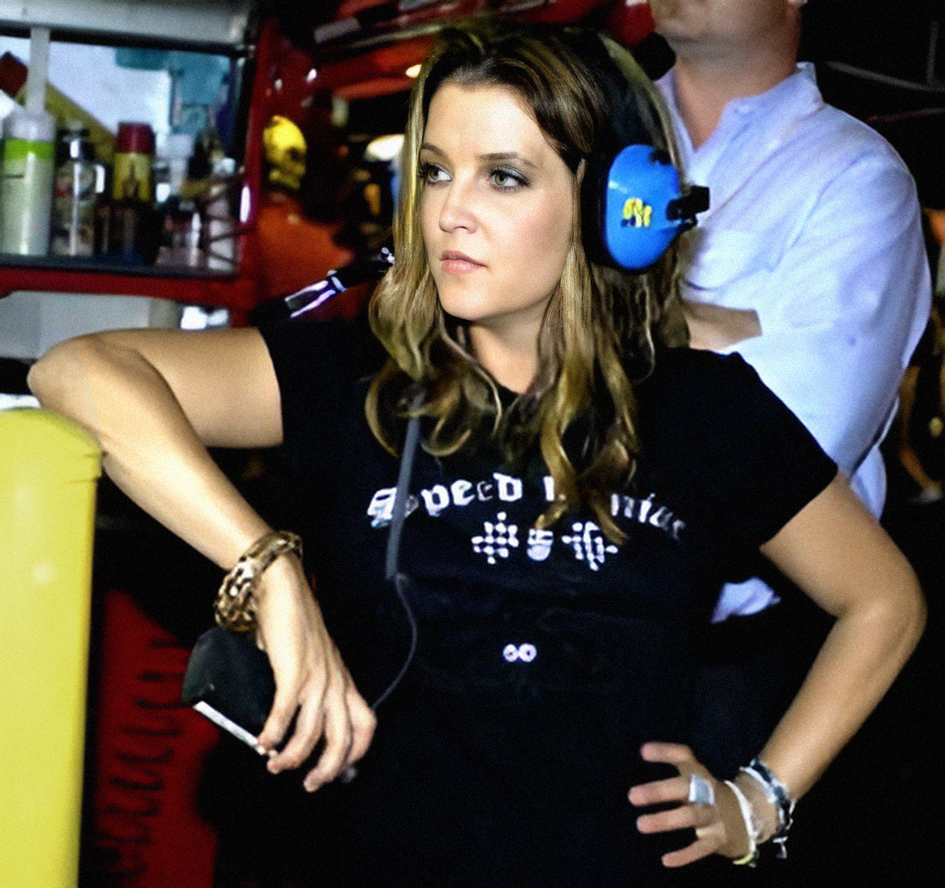
12 ianuarie: Lisa Marie Presley, cântăreață americană
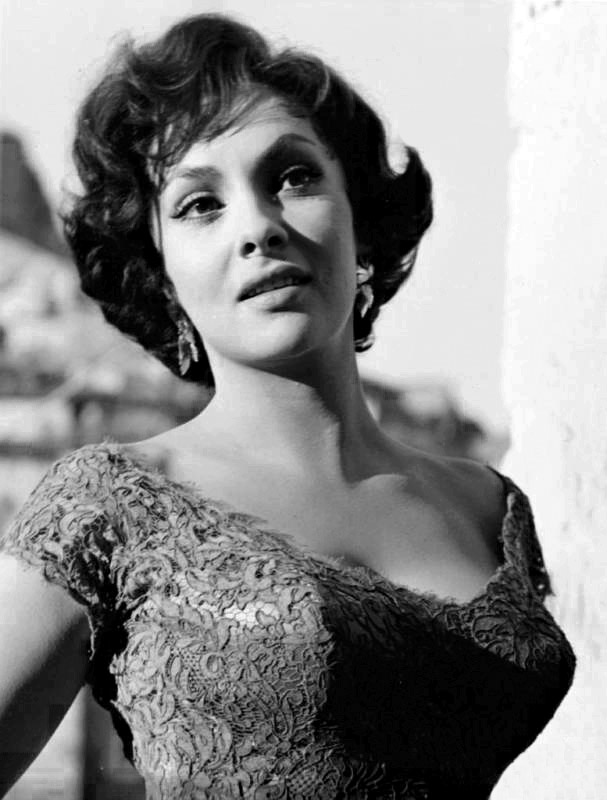
16 ianuarie: Gina Lollobrigida, actriță italiană de film
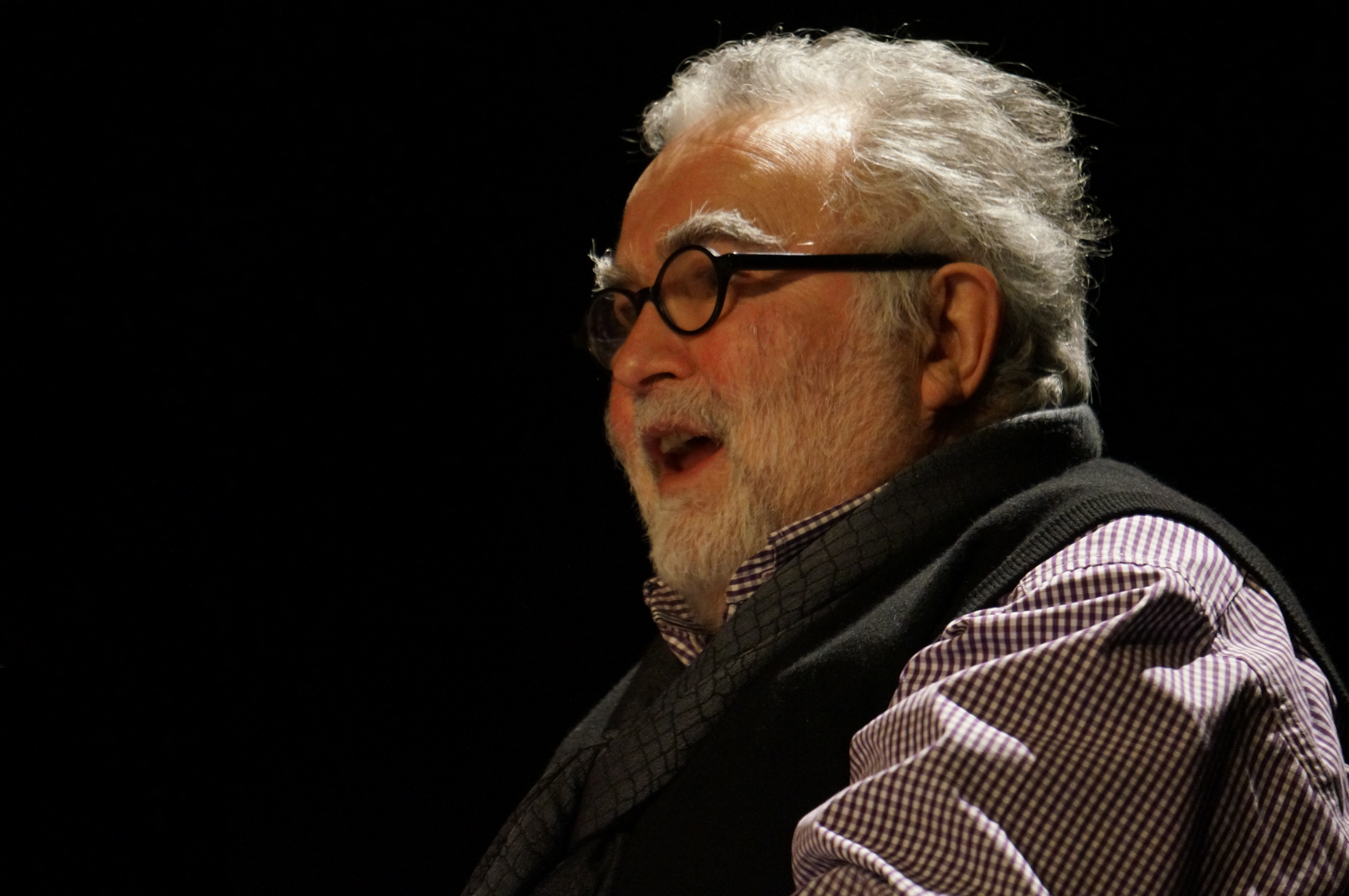
21 ianuarie: George Banu, teatrolog și profesor universitar român stabilit la Paris
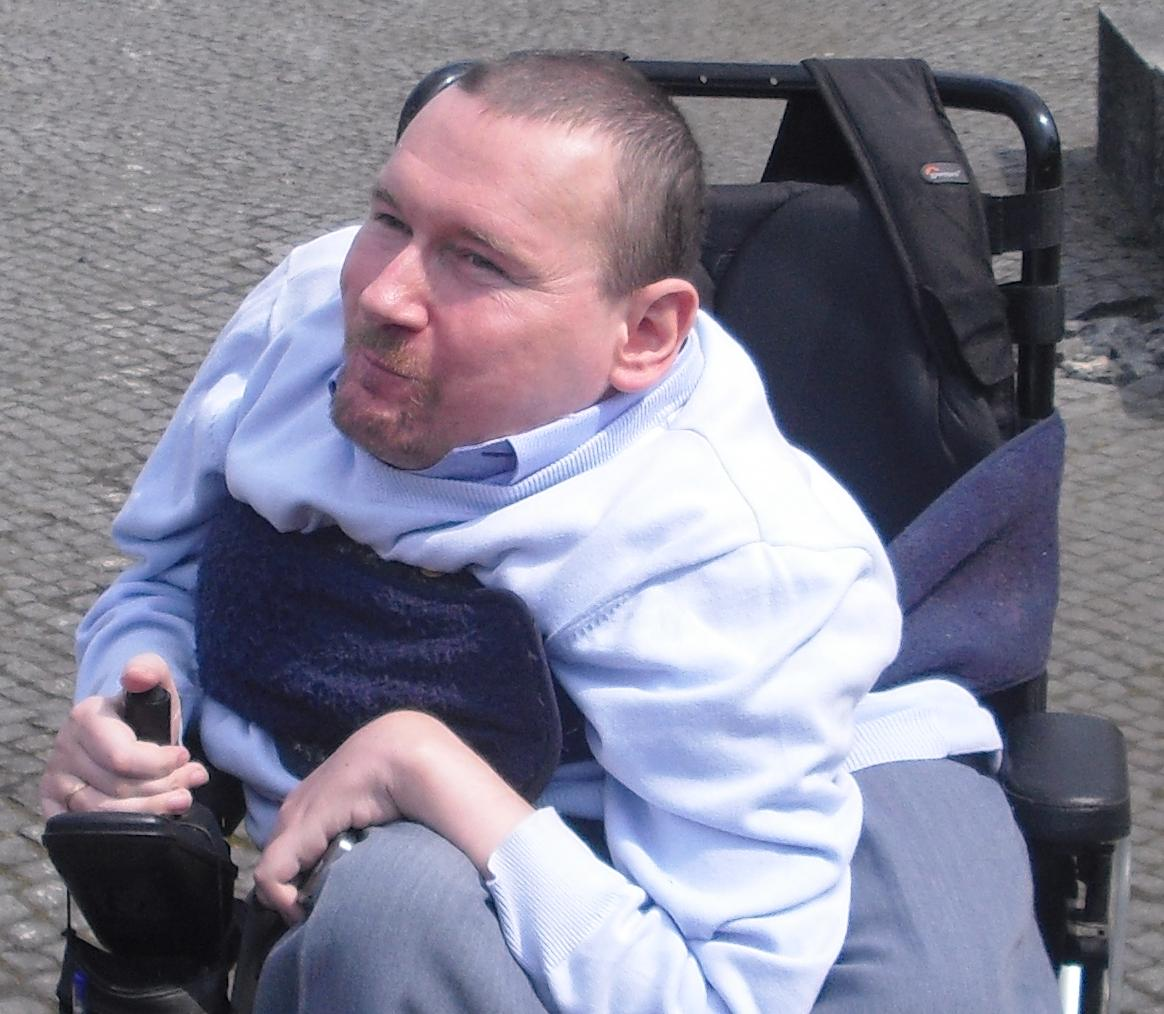
21 ianuarie: Marek Plura, politician polonez, membru al Parlamentului European
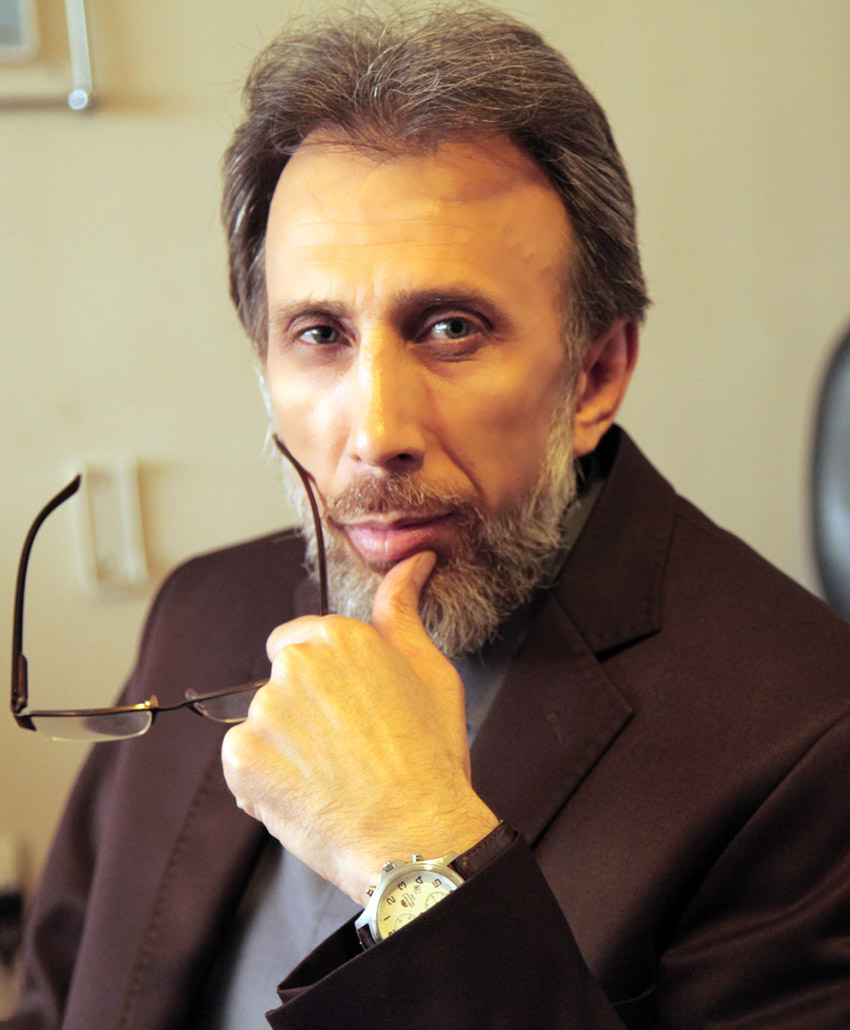
Hossein Shahabi, regizor de film, scenarist și producător de film iranian
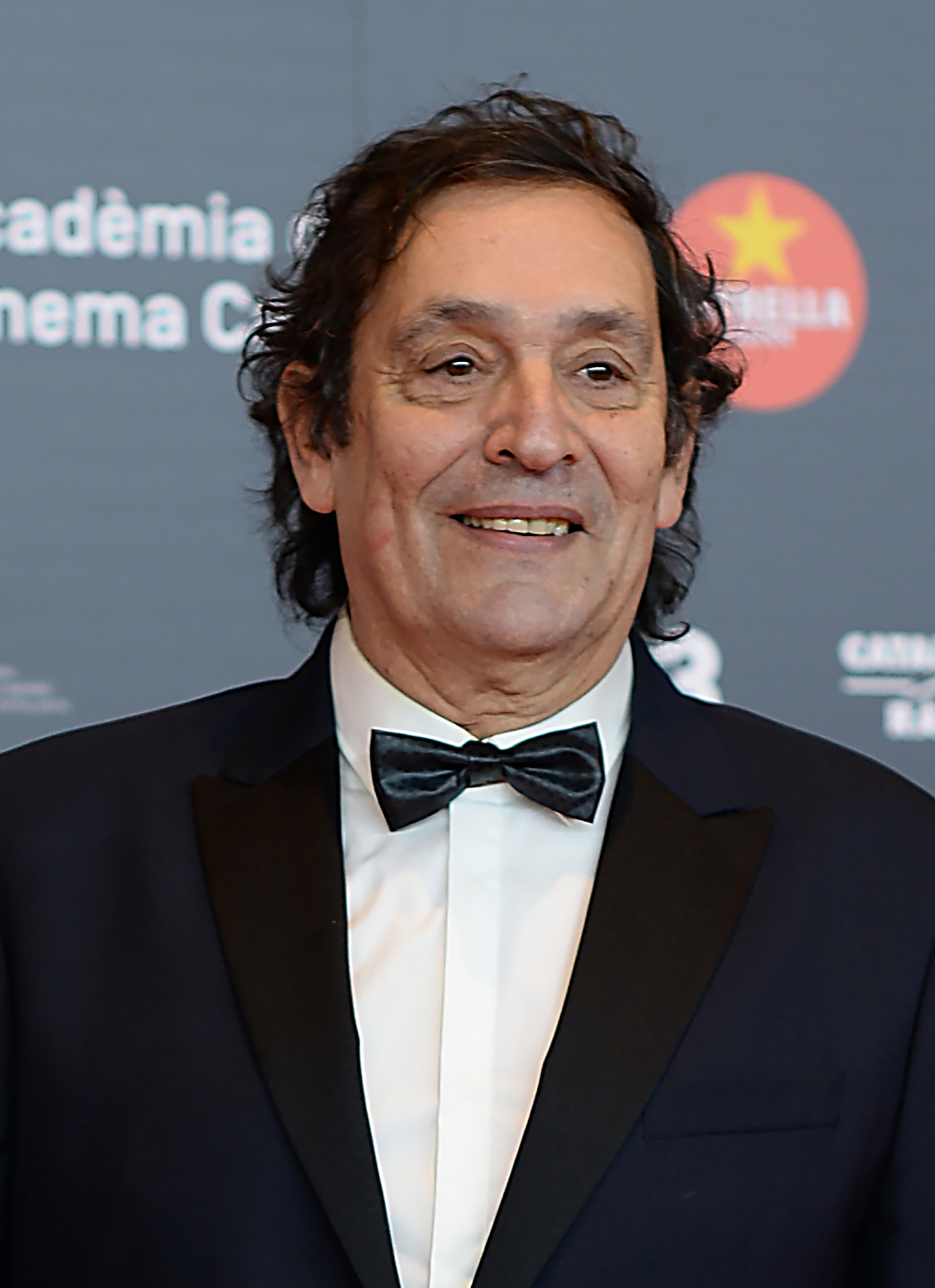
22 ianuarie: Agustí Villaronga, regizor, scenarist și actor spaniol
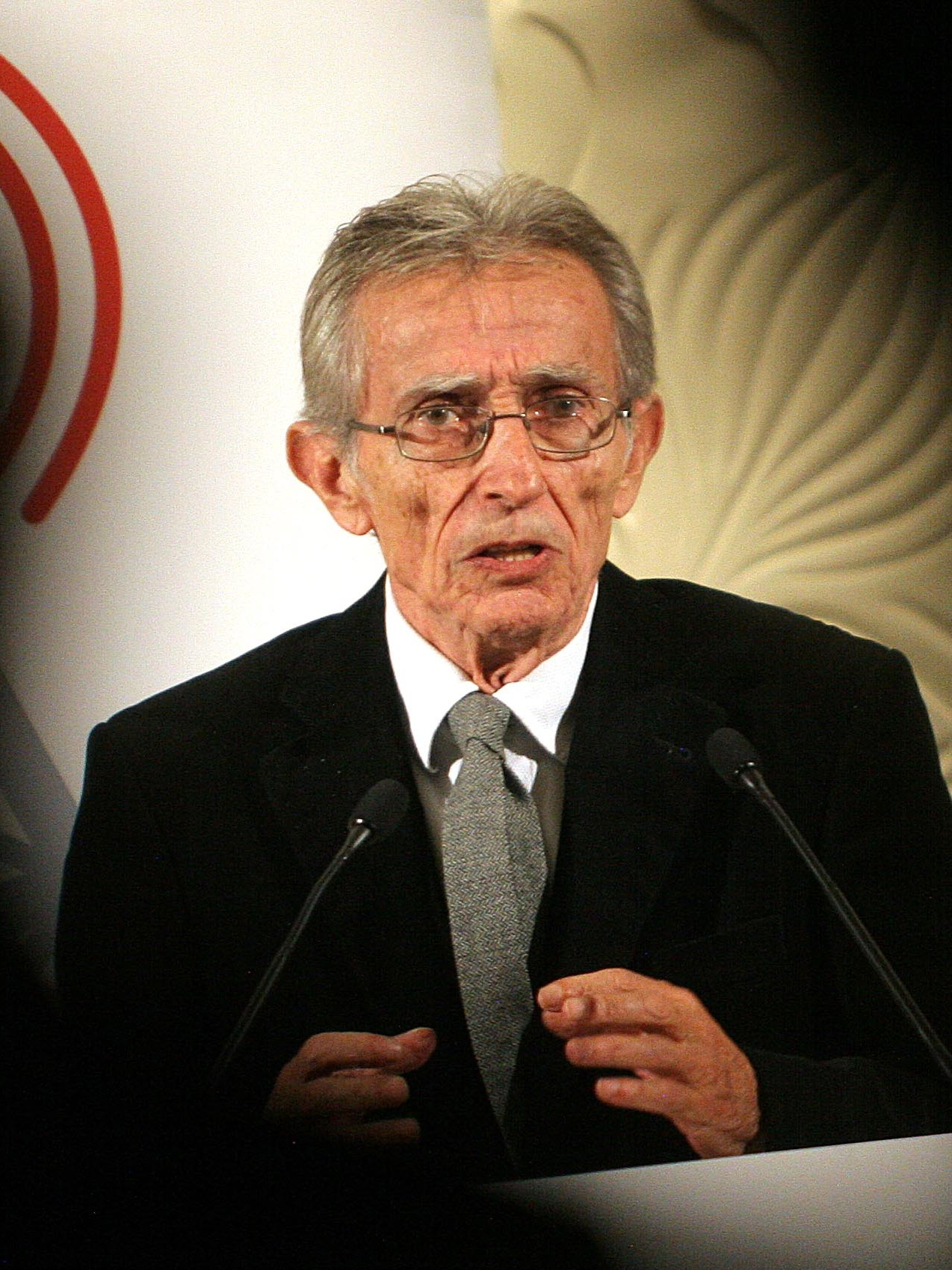
28 ianuarie: Xavier Rubert de Ventós, politician și scriitor catalan și spaniol, membru al Parlamentului European
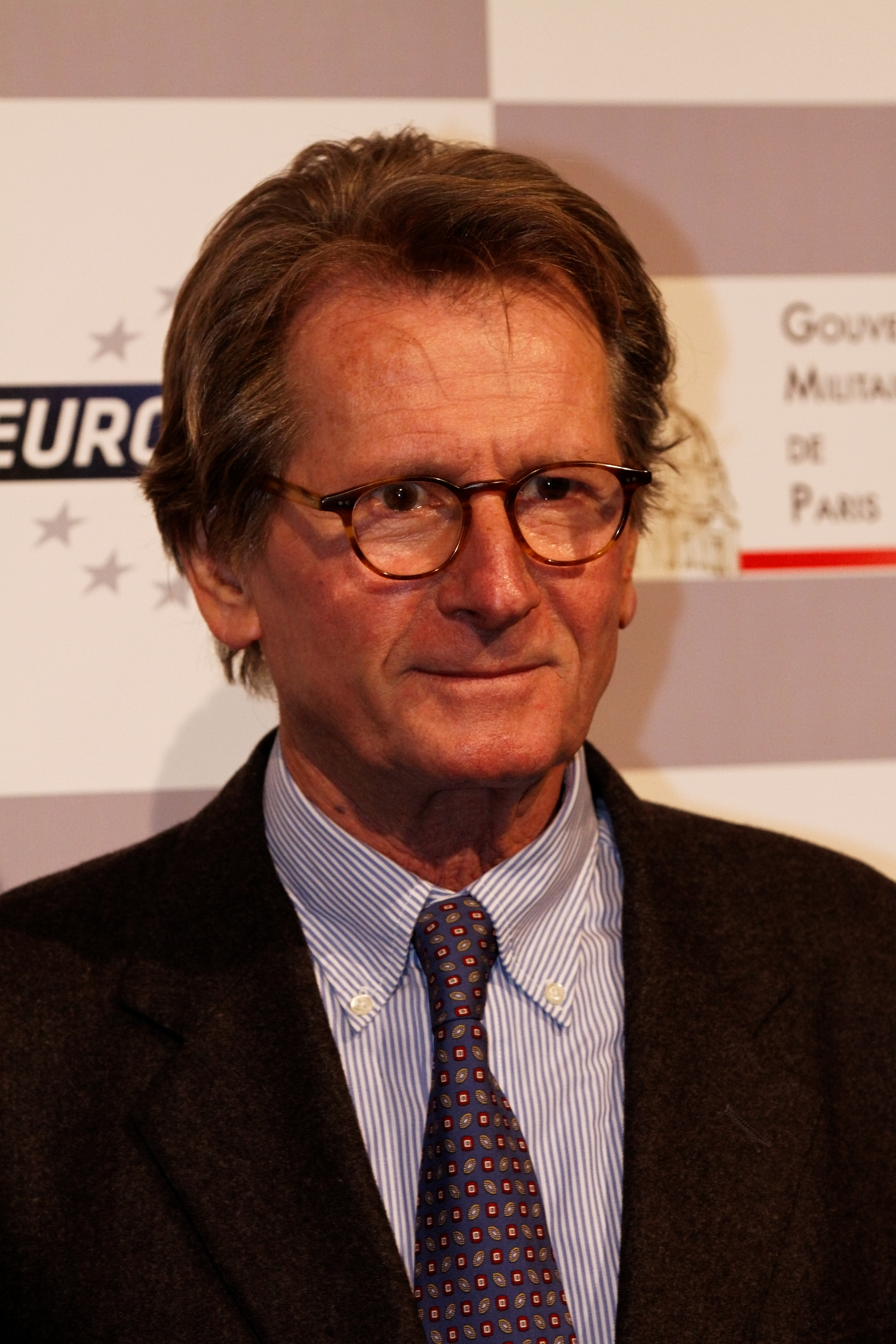
2 februarie: Jean-Pierre Jabouille, pilot francez de Formula 1
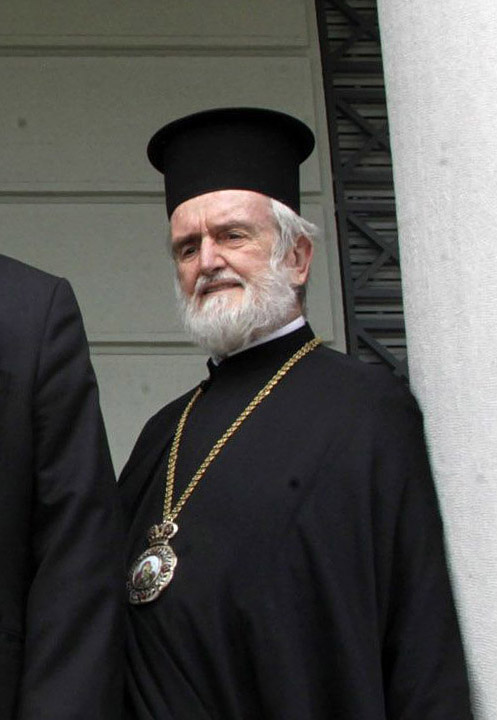
2 februarie: Ioannis Zizioulas, mitropolit ortodox de Pergamon
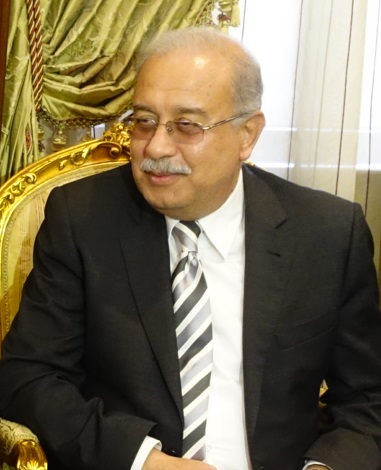
4 februarie: Sherif Ismail, politician egiptean, fost prim-ministru
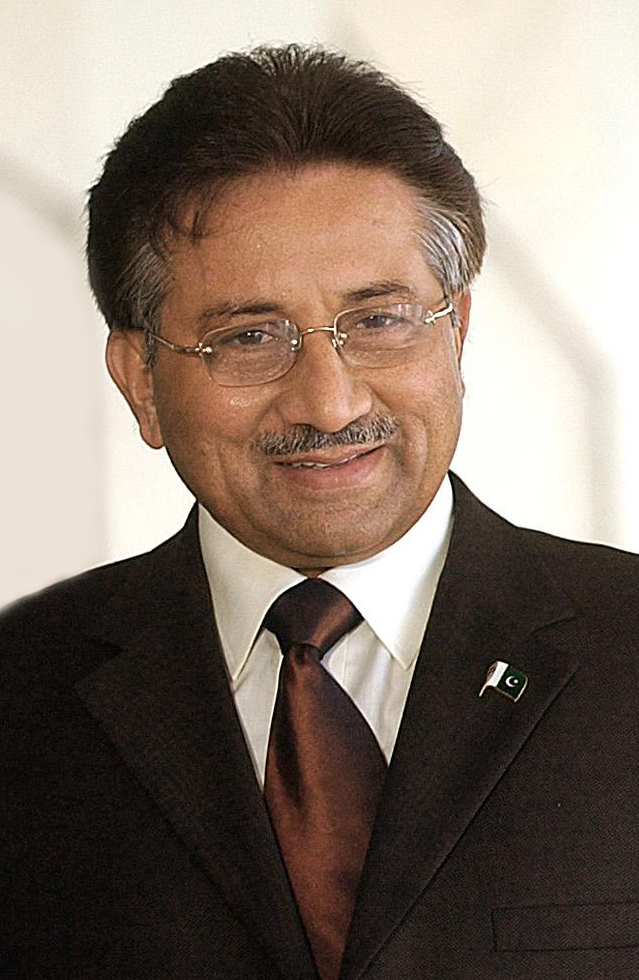
5 februarie: Pervez Musharraf, politician pakistanez, fost președinte al Pakistanului
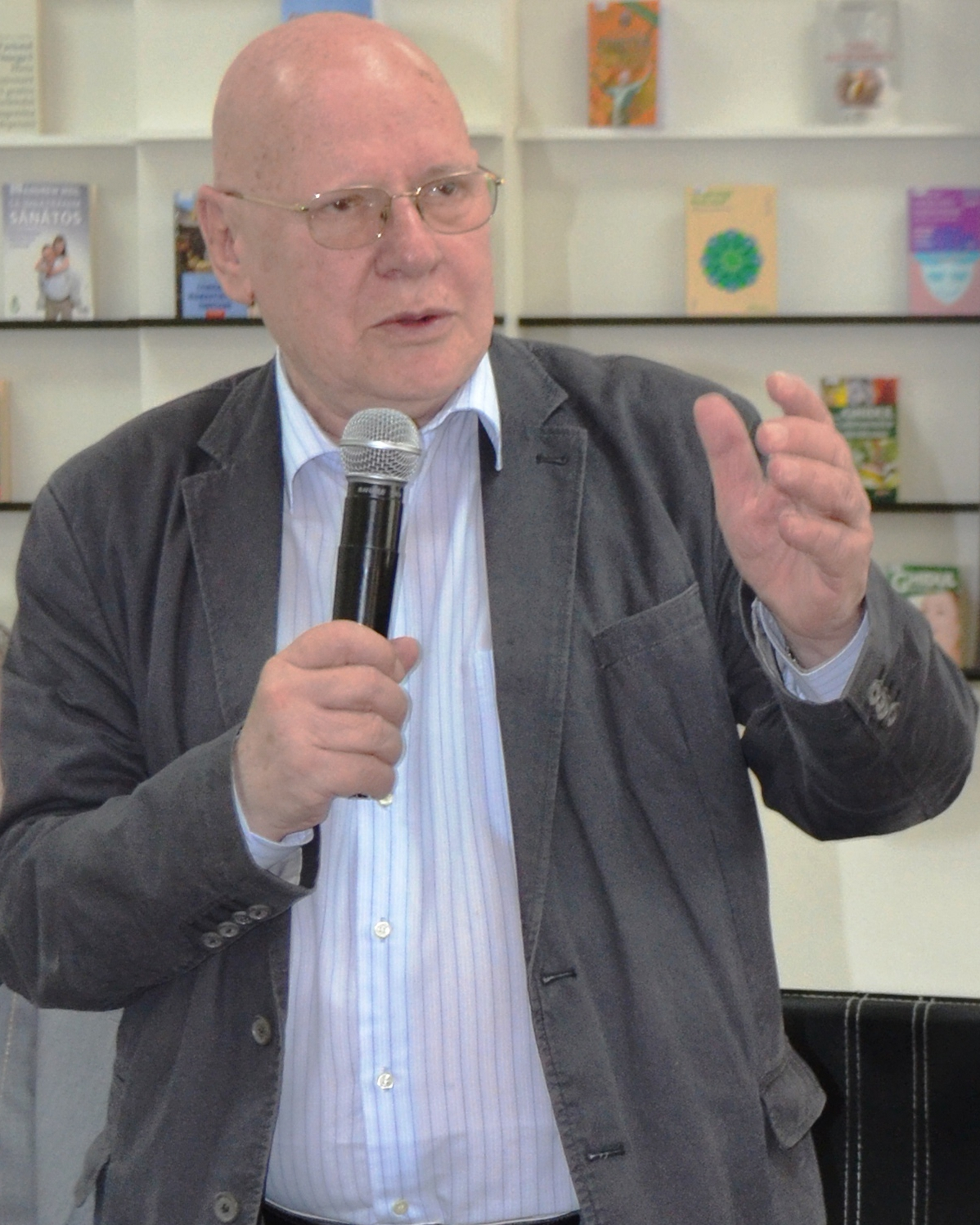
6 februarie: Răzvan Theodorescu, istoric de artă, politician român, membru titular al Academiei Române
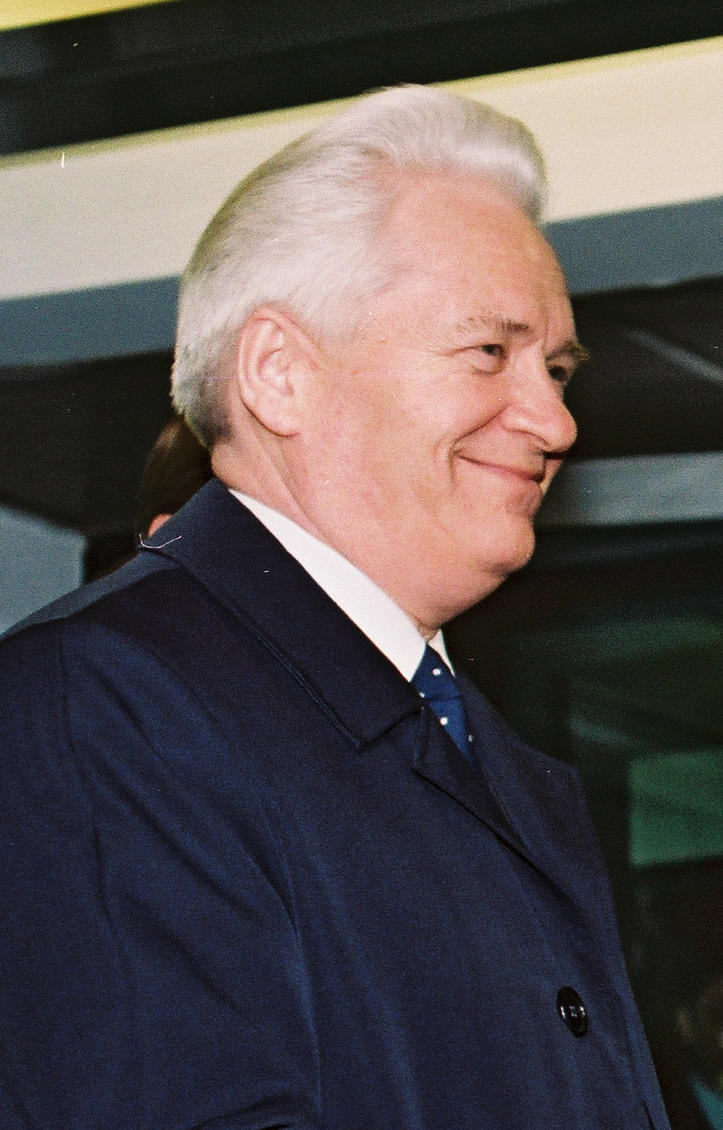
8 februarie: Ivan Silaev, politician rus, ultimul prim ministru al Uniunii Sovetice
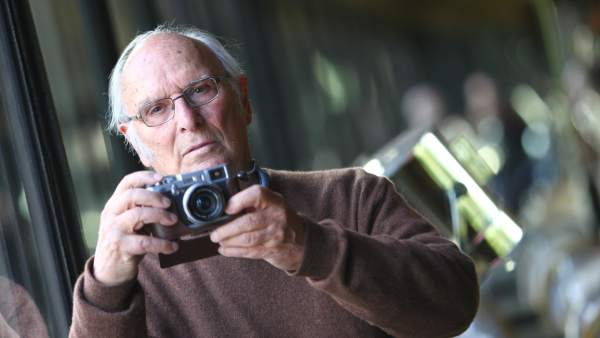
10 februarie: Carlos Saura, regizor spaniol
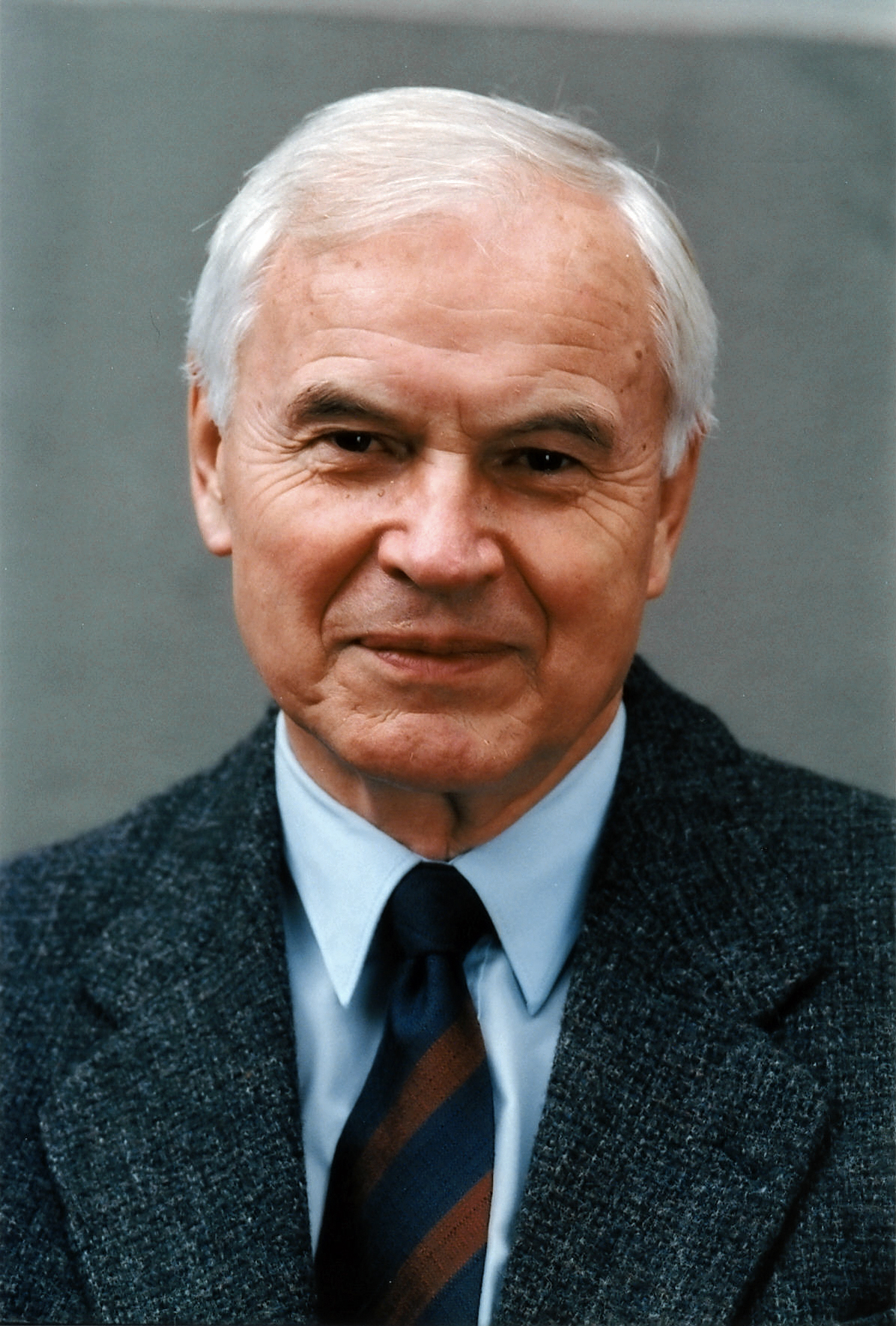
11 februarie: Hans Modrow, om politic german, membru al Parlamentului European
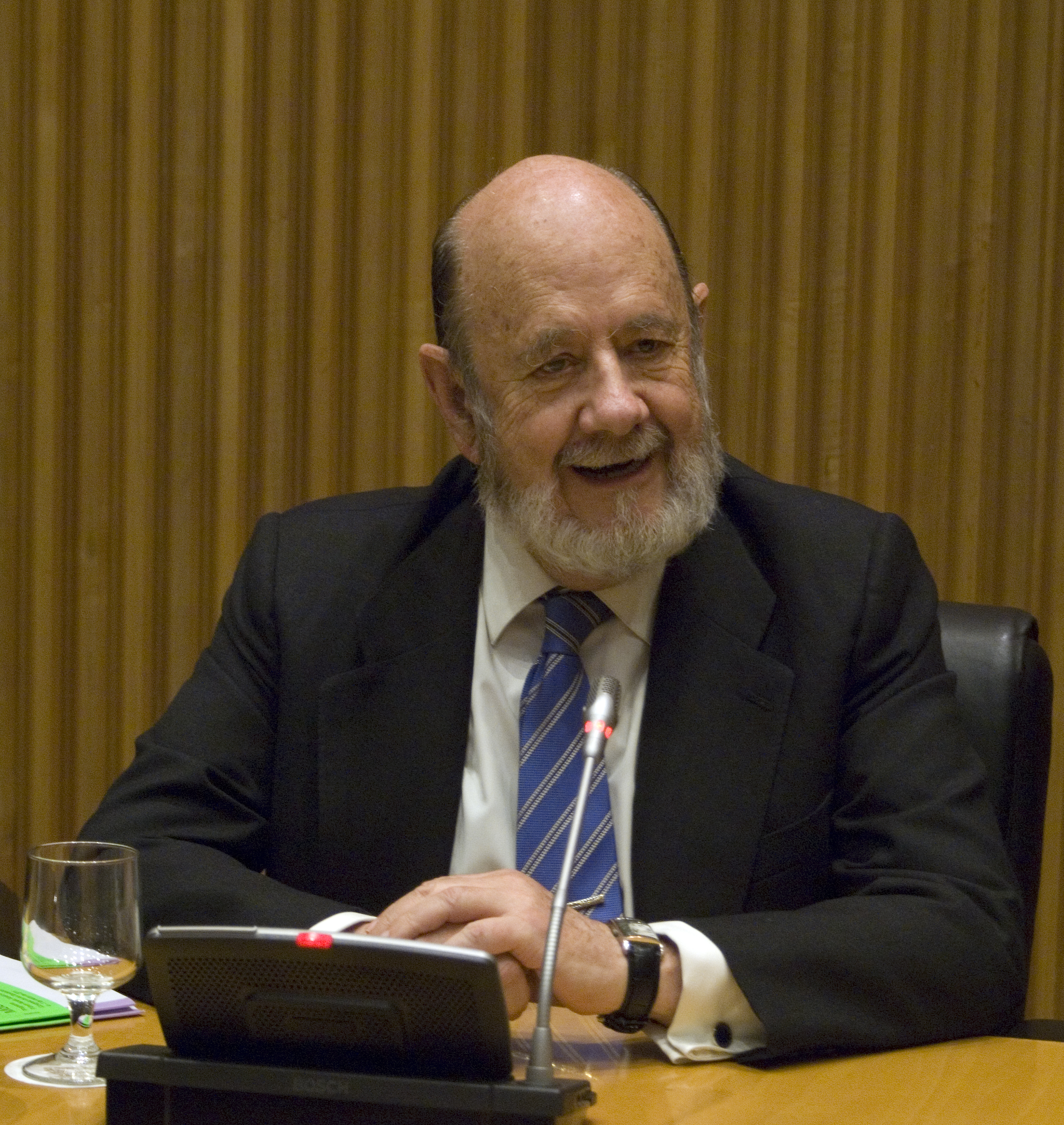
13 februarie: José María Gil-Robles, om politic spaniol, președinte al Parlamentului European
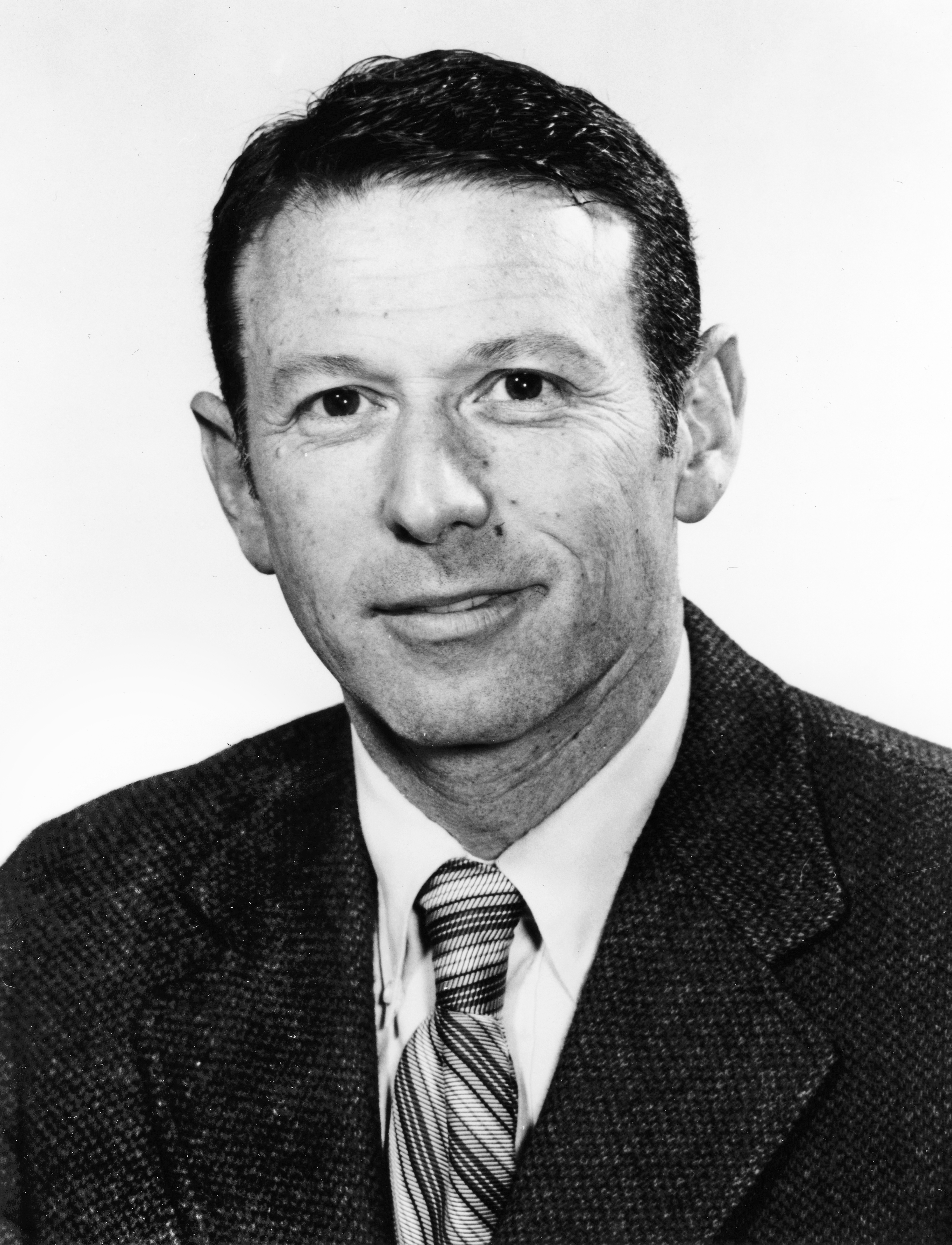
15 februarie: Paul Berg, chimist american, laureat al Premiului Nobel
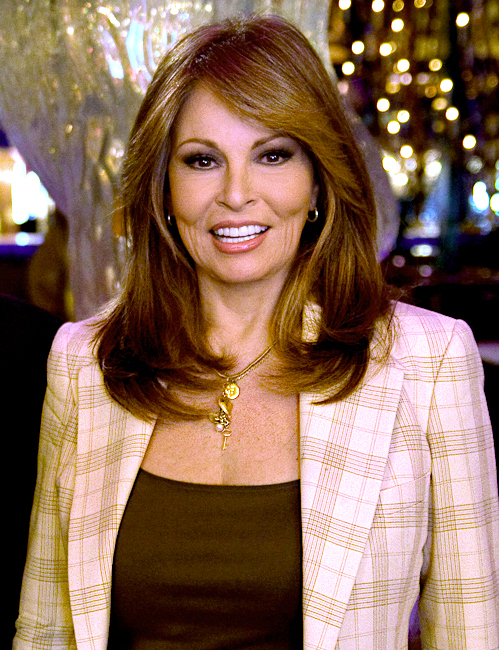
15 februarie: Raquel Welch, actriță americană
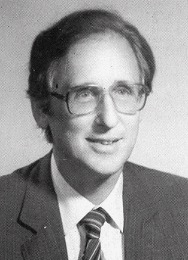
16 februarie: Giorgio Ruffolo, politician italian, membru al Parlamentului European
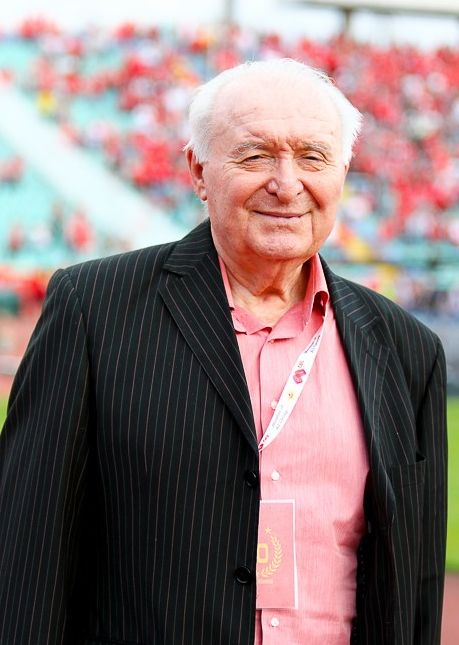
18 februarie: Petăr Jekov, antrenor și jucător de fotbal bulgar
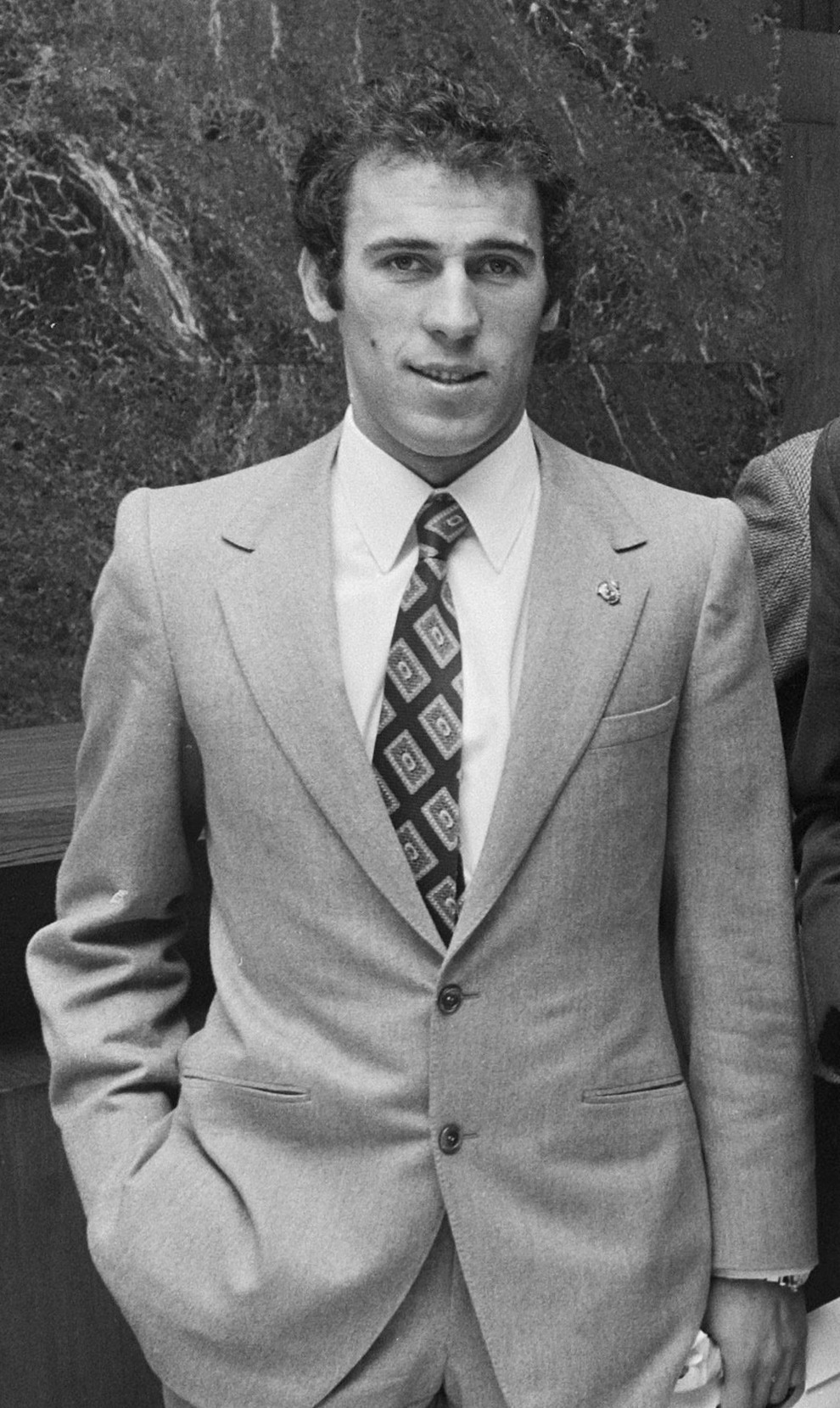
21 februarie: Amancio Amaro, antrenor și jucător de fotbal spaniol
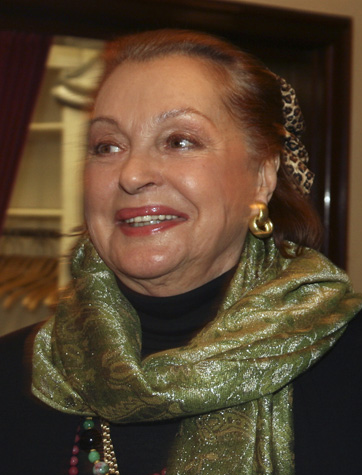
21 februarie: Nadja Tiller, actriță austriacă
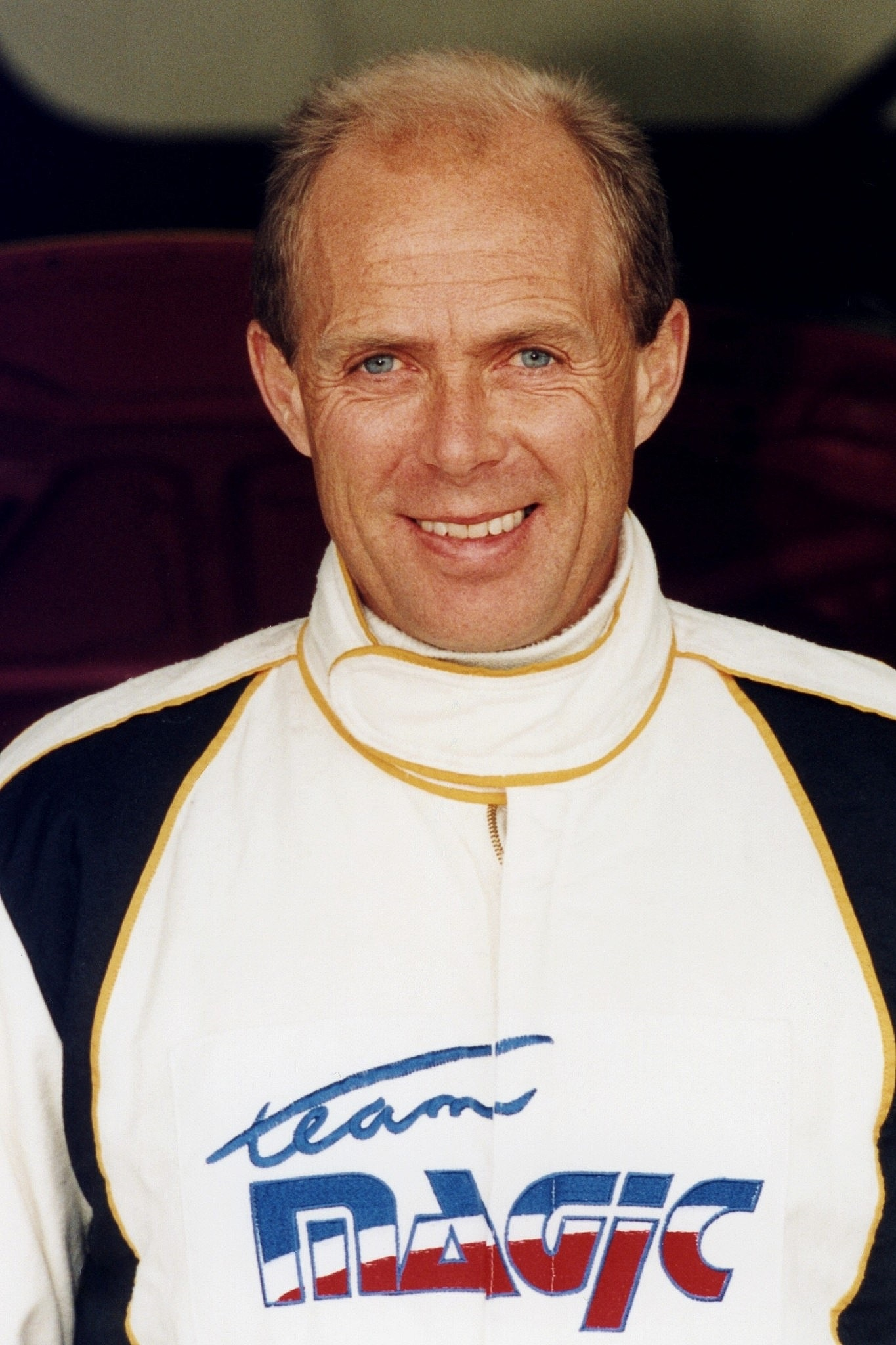
23 februarie: Slim Borgudd, pilot suedez de Formula 1
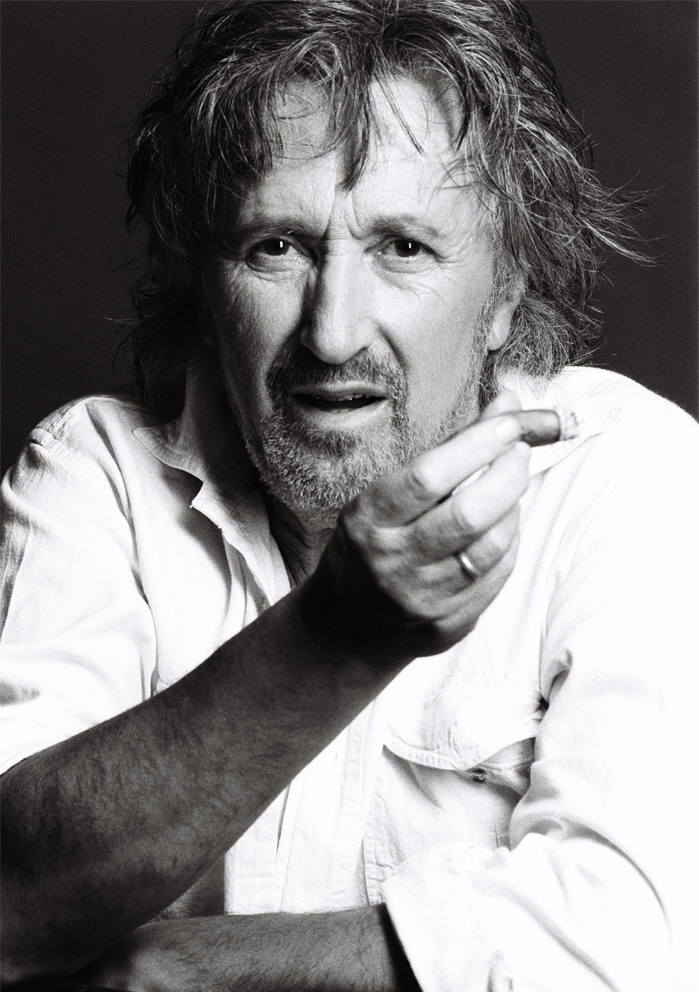
24 februarie: Juraj Jakubisko, regizor de film slovac
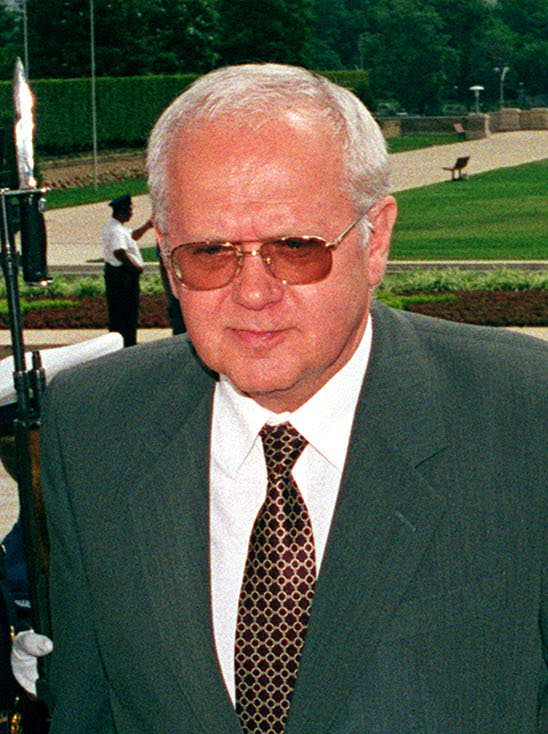
25 februarie: Victor Babiuc, politician român
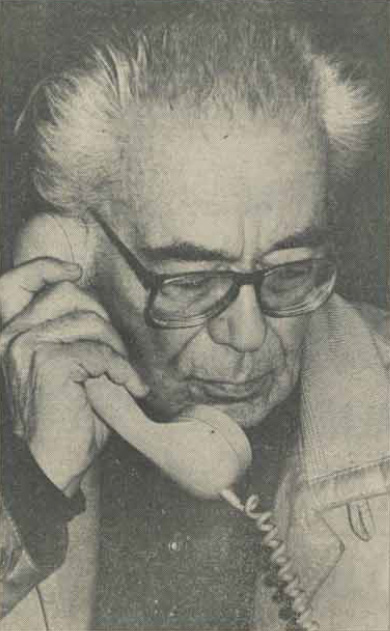
25 februarie: Mihai Șora, filosof și eseist român
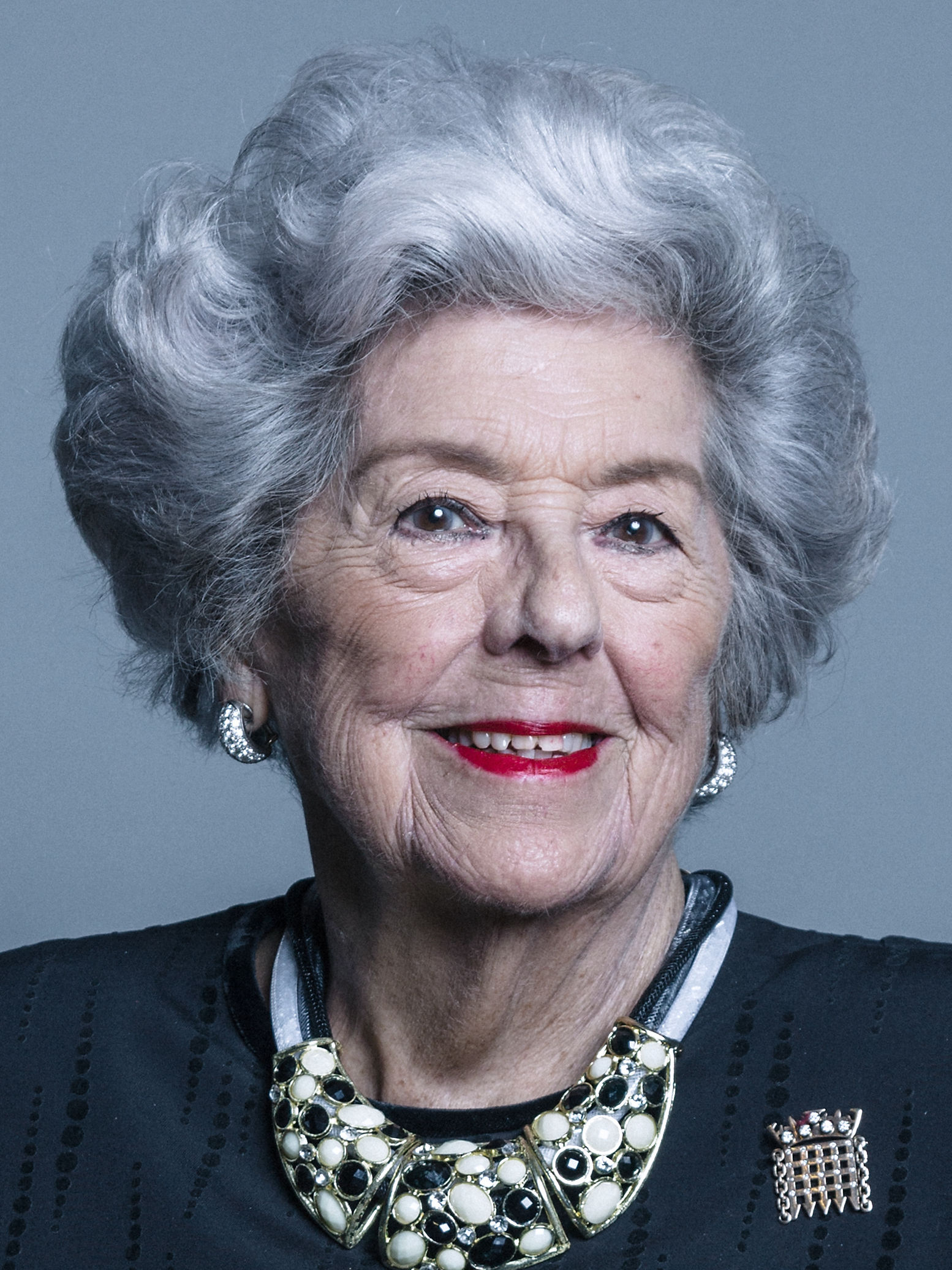
26 februarie: Betty Boothroyd, politiciană britanică, membră al Parlamentului European
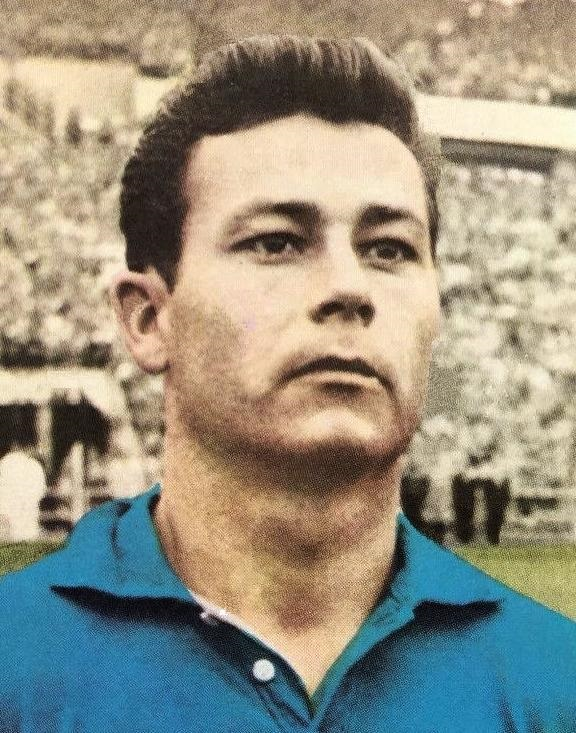
1 martie: Just Fontaine, fotbalist și antrenor de fotbal francez
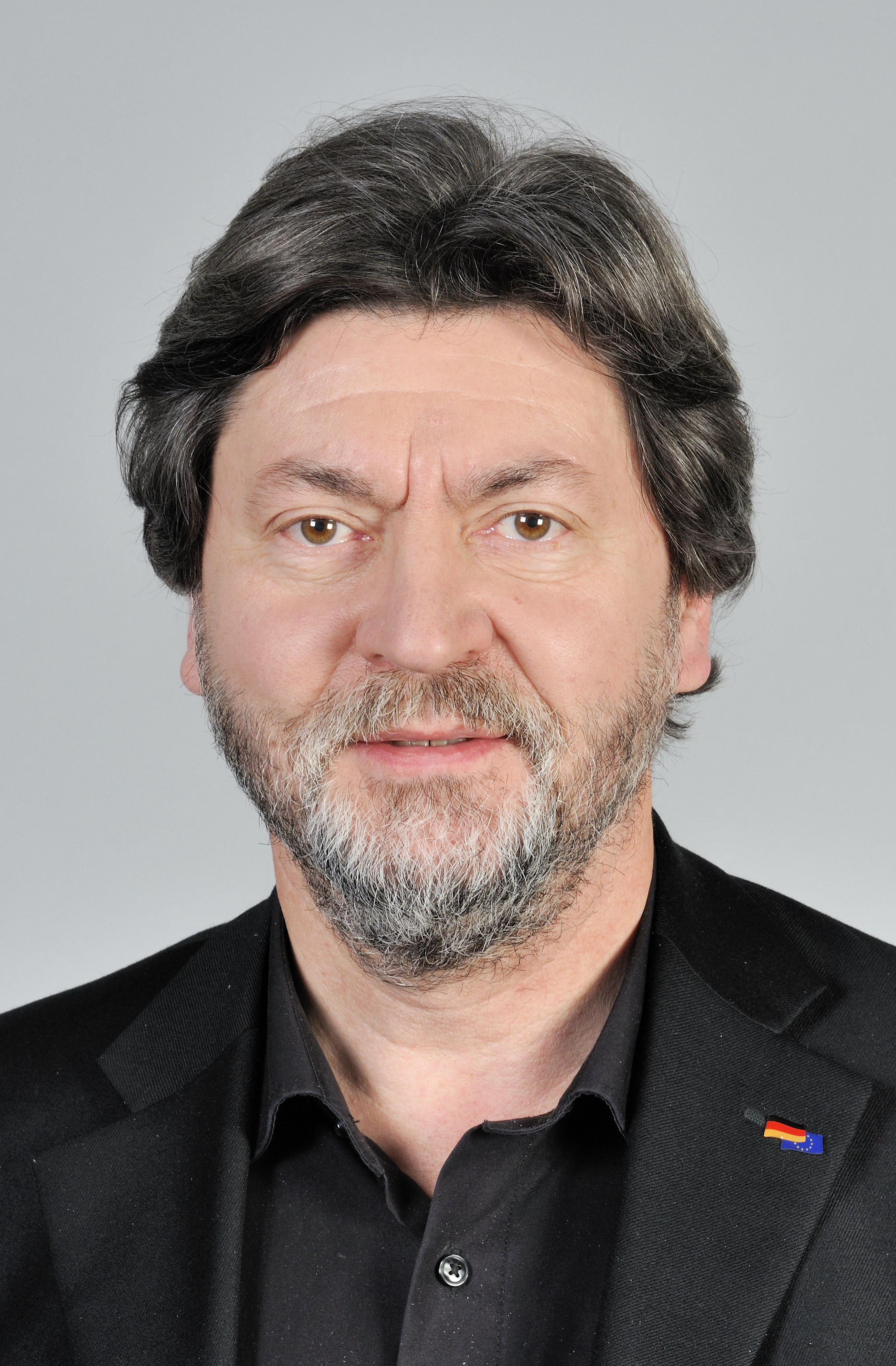
2 martie: Joachim Zeller, politician german, membru al Parlamentului European
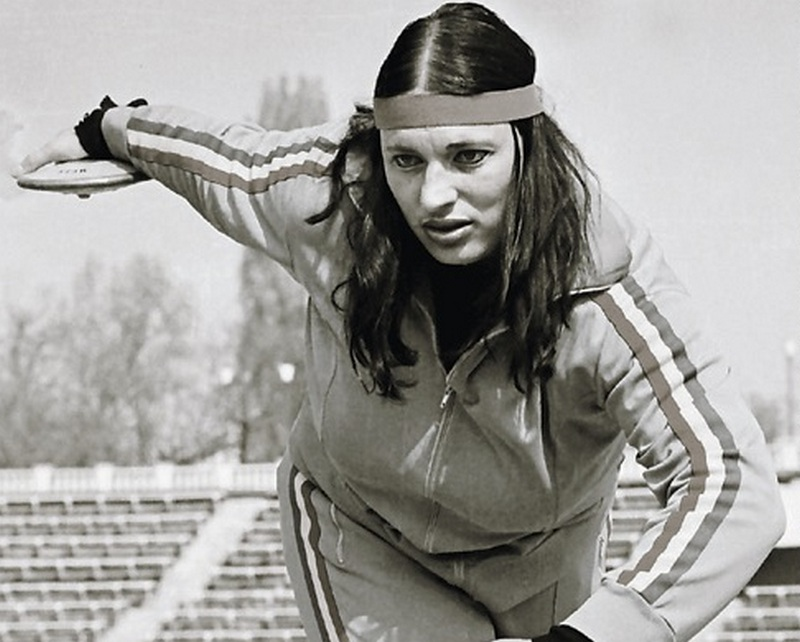
3 martie: Argentina Menis, atletă română, vicecampioană olimpică
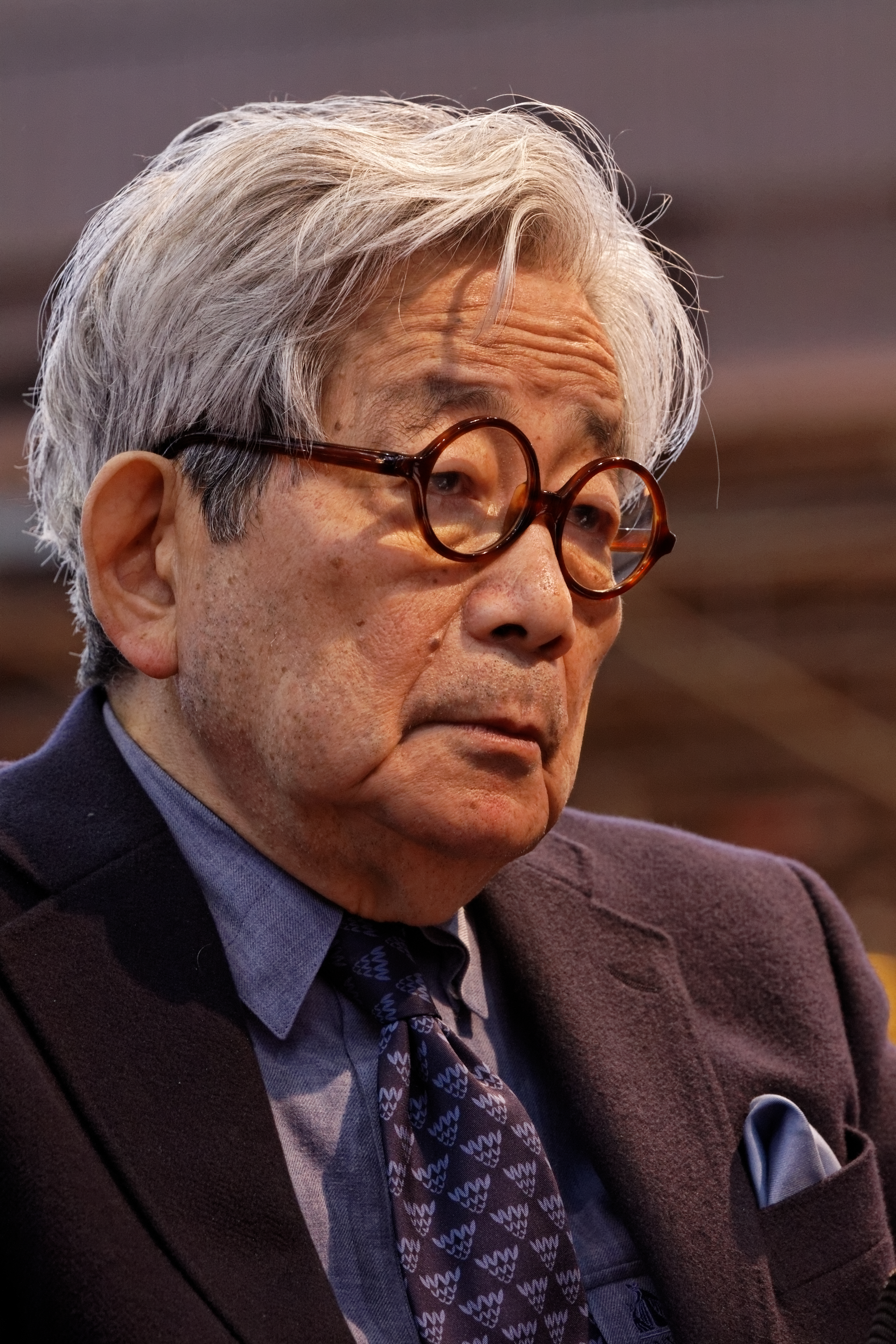
3 martie: Kenzaburō Ōe, romancier japonez, laureat al Premiului Nobel pentru literatură
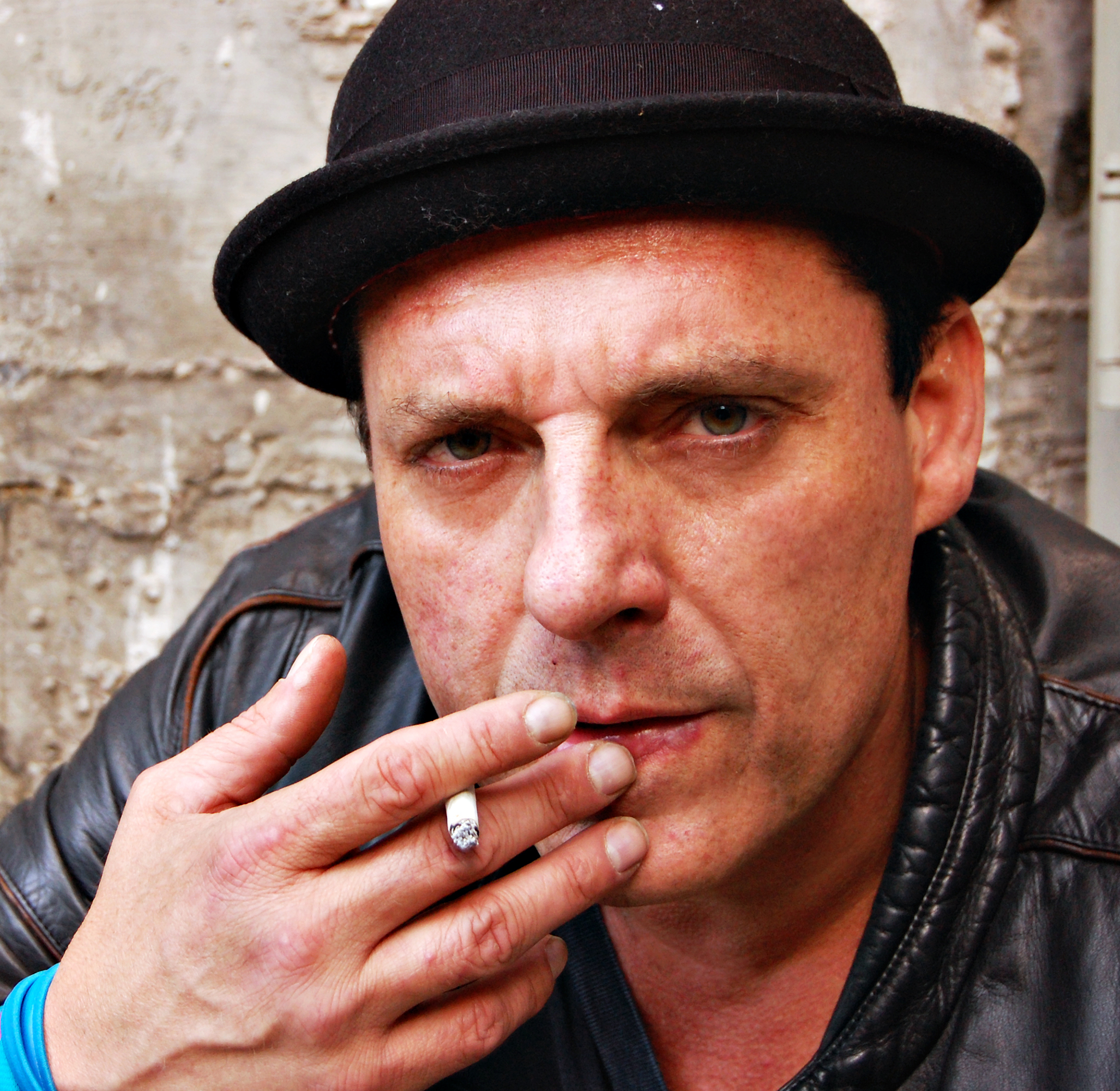
3 martie: Tom Sizemore, actor (Salvați soldatul Ryan) și producător de film american
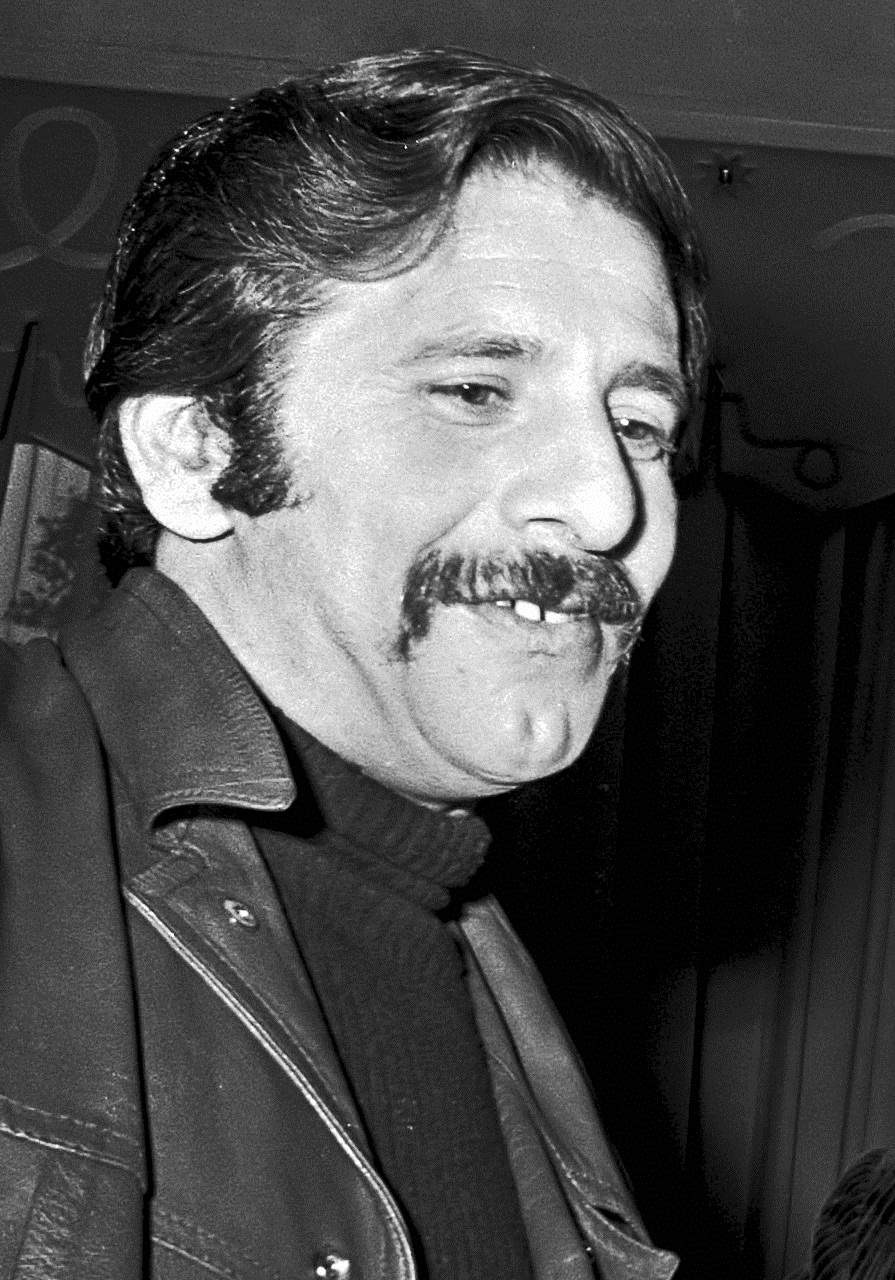
8 martie: Chaim Topol, actor israelian de teatru și filme
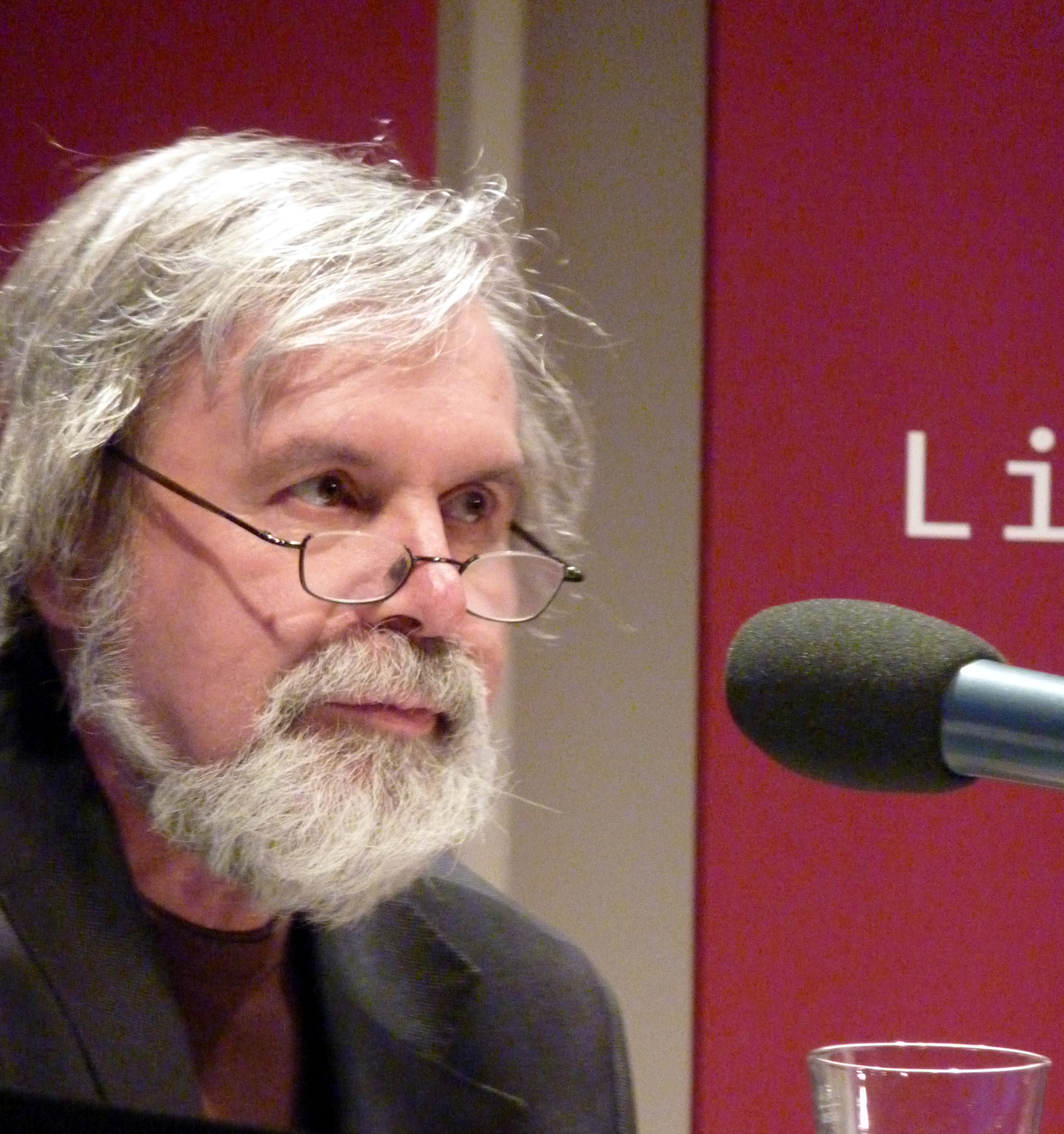
14 martie: Richard Wagner, scriitor și publicist de limba germană originar din România
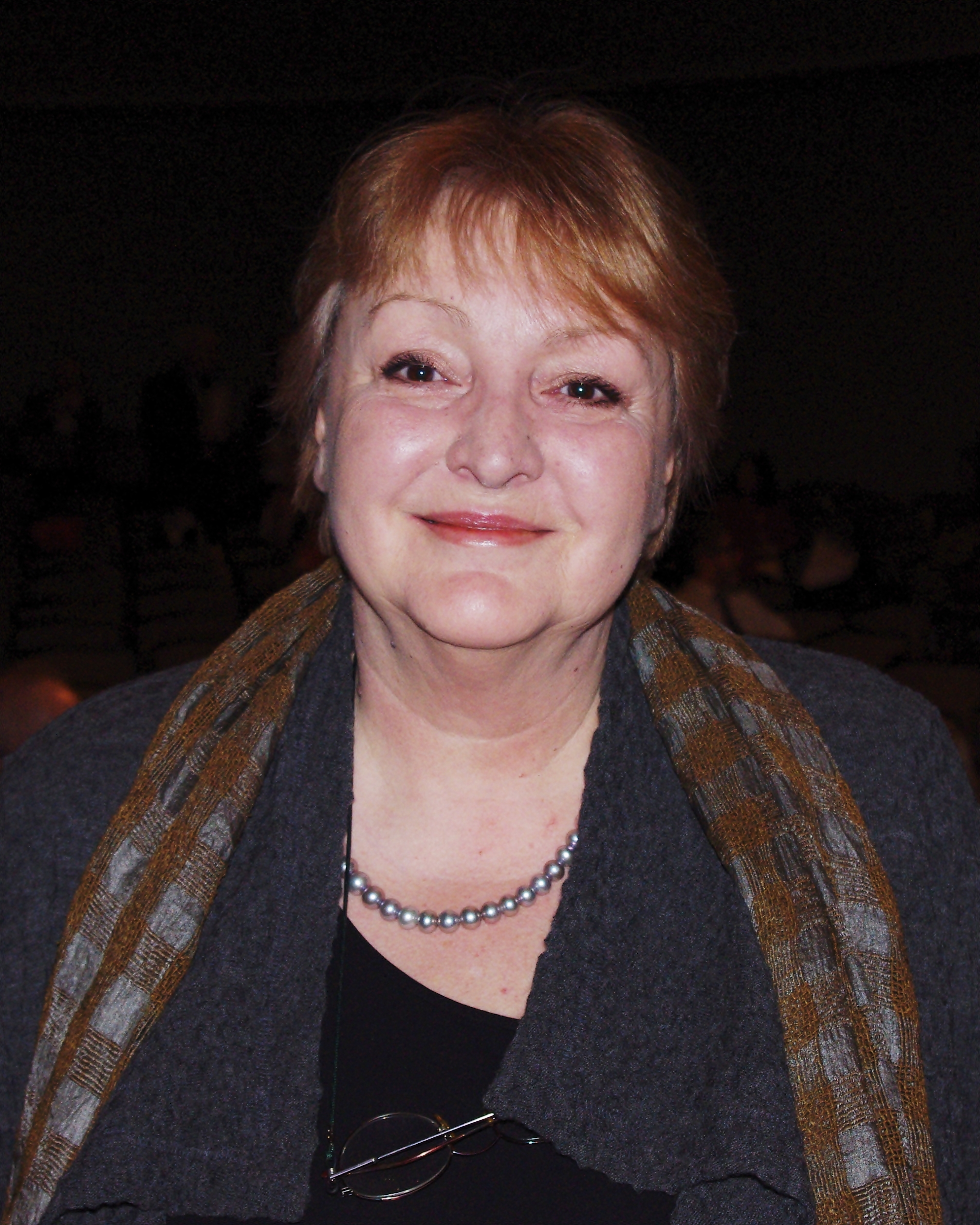
17 martie: Dubravka Ugrešić, scriitoare croată
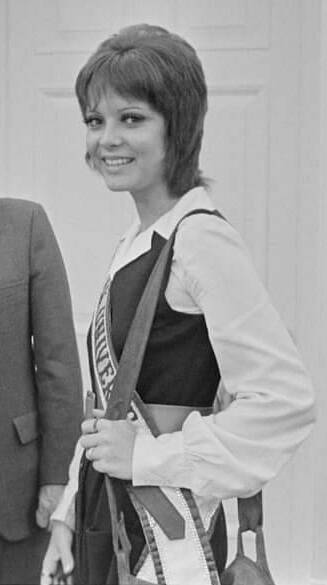
19 martie: Marisol Malaret, fotomodel portoricană
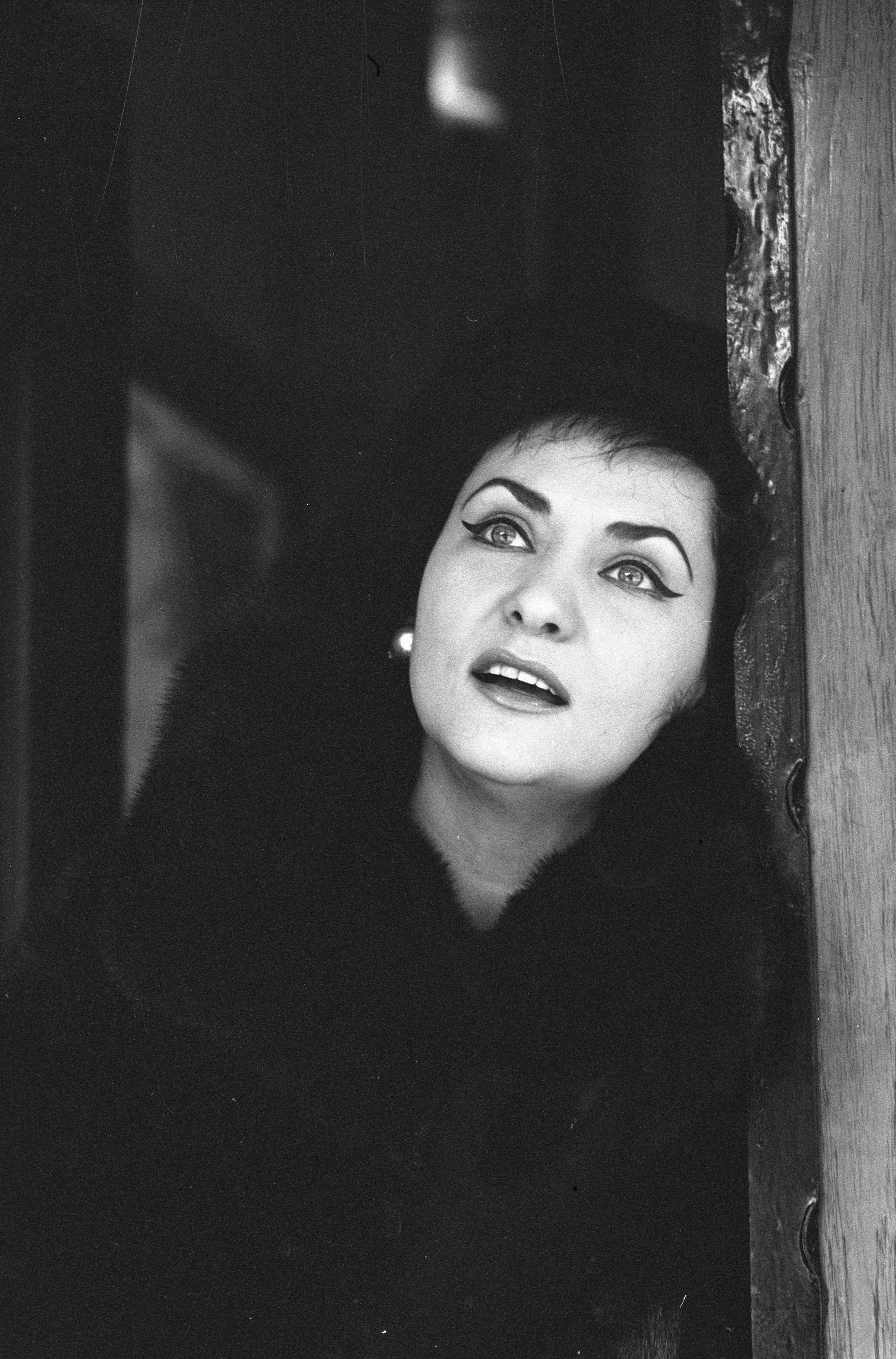
20 martie: Virginia Zeani, solistă română de operă
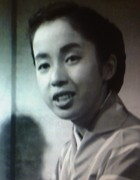
23 martie: Tomoko Naraoka, actriță și o seiyu japoneză
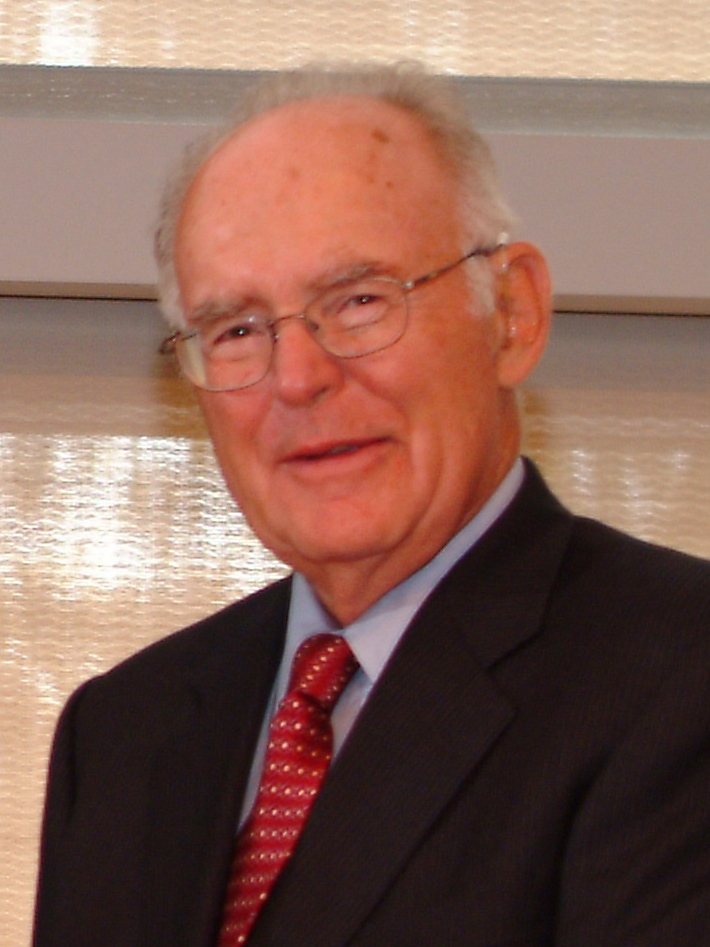
24 martie: Gordon Moore, fizico-chimist și om de afaceri american, fondator al corporației Intel
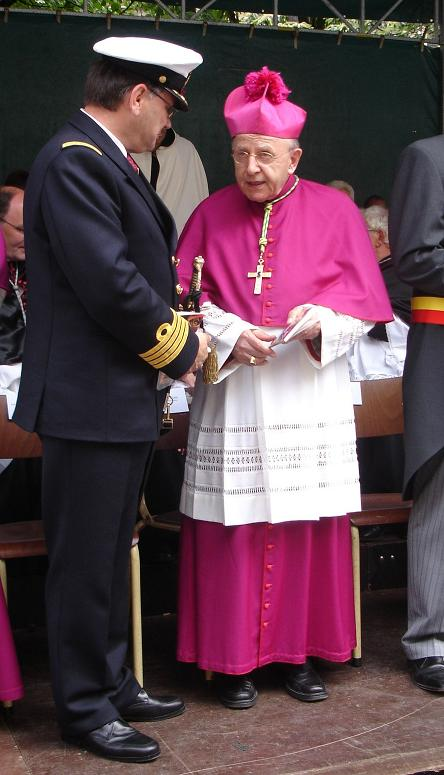
26 martie: Karl-Josef Rauber, arhiepiscop romano-catolic, diplomat emerit al Sfântului Scaun
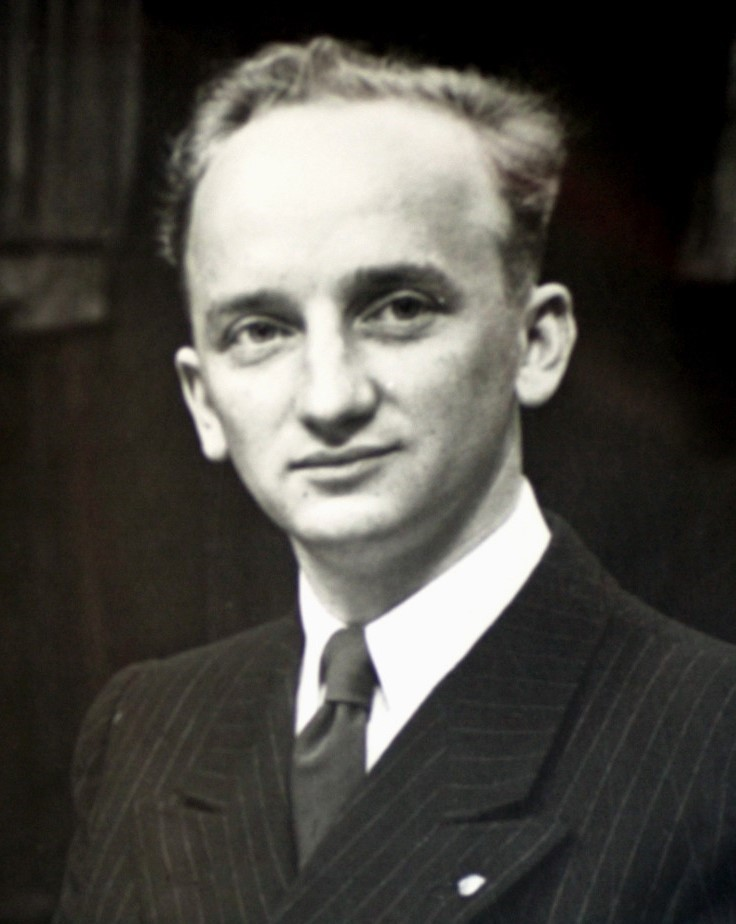
7 aprilie: Benjamin Ferencz, jurist american, procuror șef în procesele de la Nürnberg
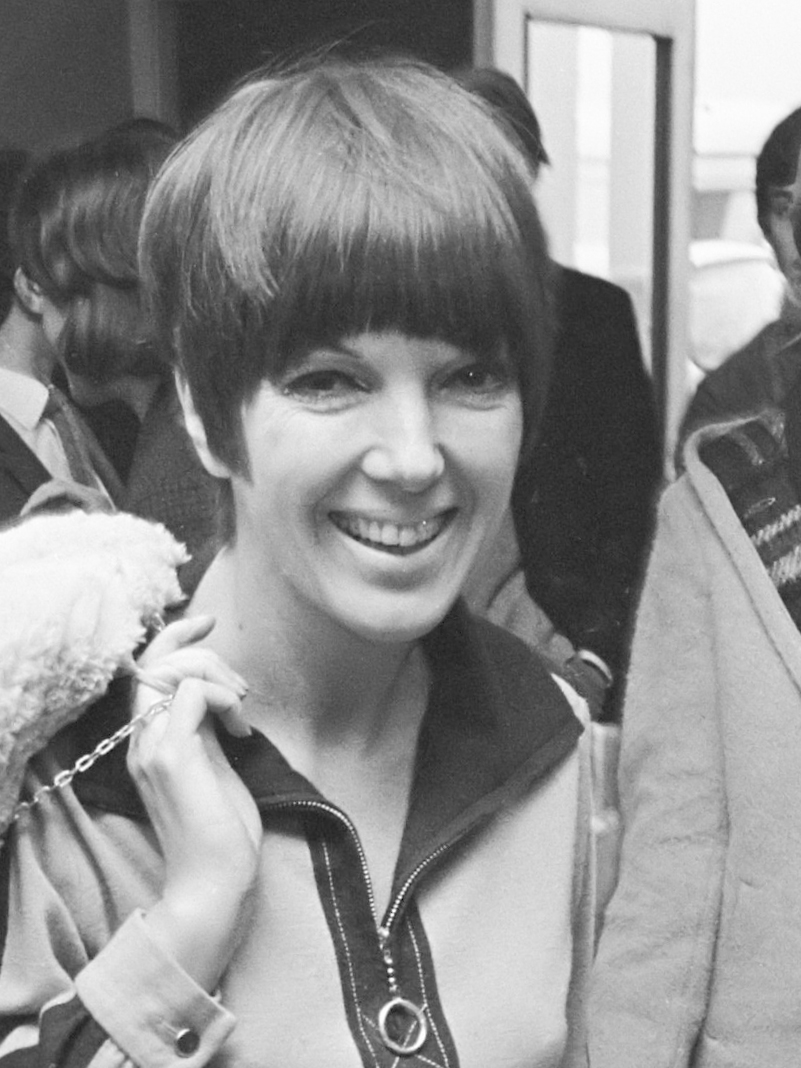
13 aprilie: Mary Quant, designer englez, cunoscută pentru inventarea fustei mini și a pantalonilor scurți pentru femei
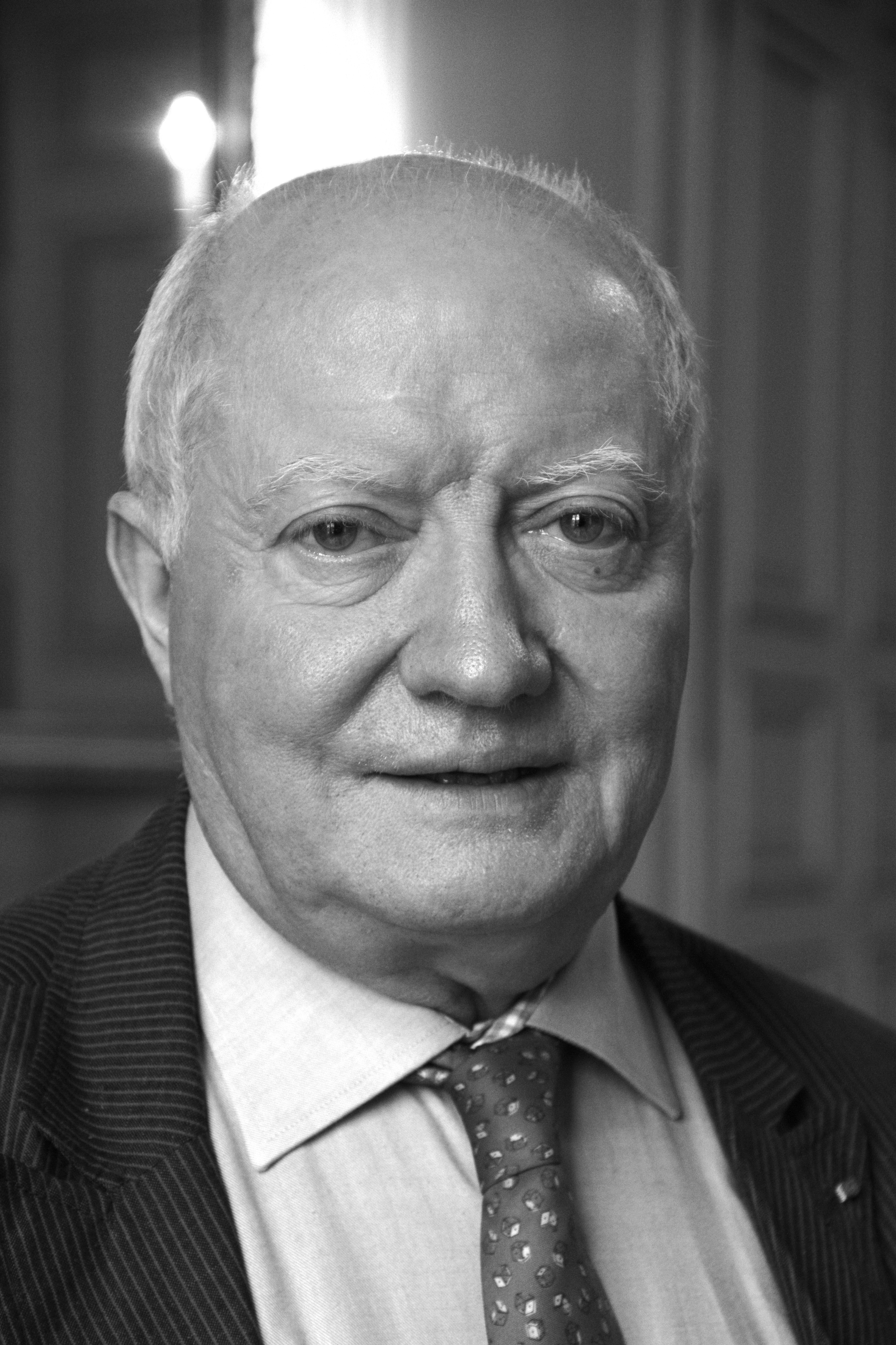
27 aprilie: Jean-Paul Costa, politician tunisian, președintele Curții Europene a Drepturilor Omului
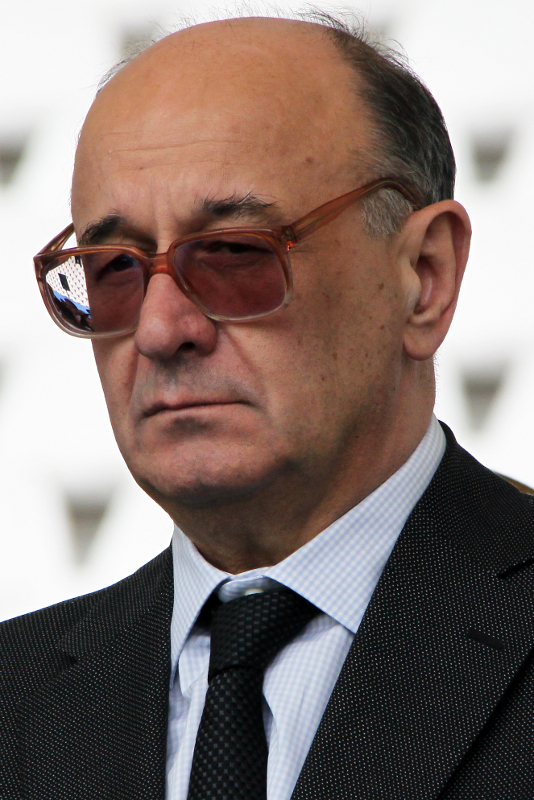
3 mai: Nikica Valentić, politician croat, prim-ministru al Republicii Croate
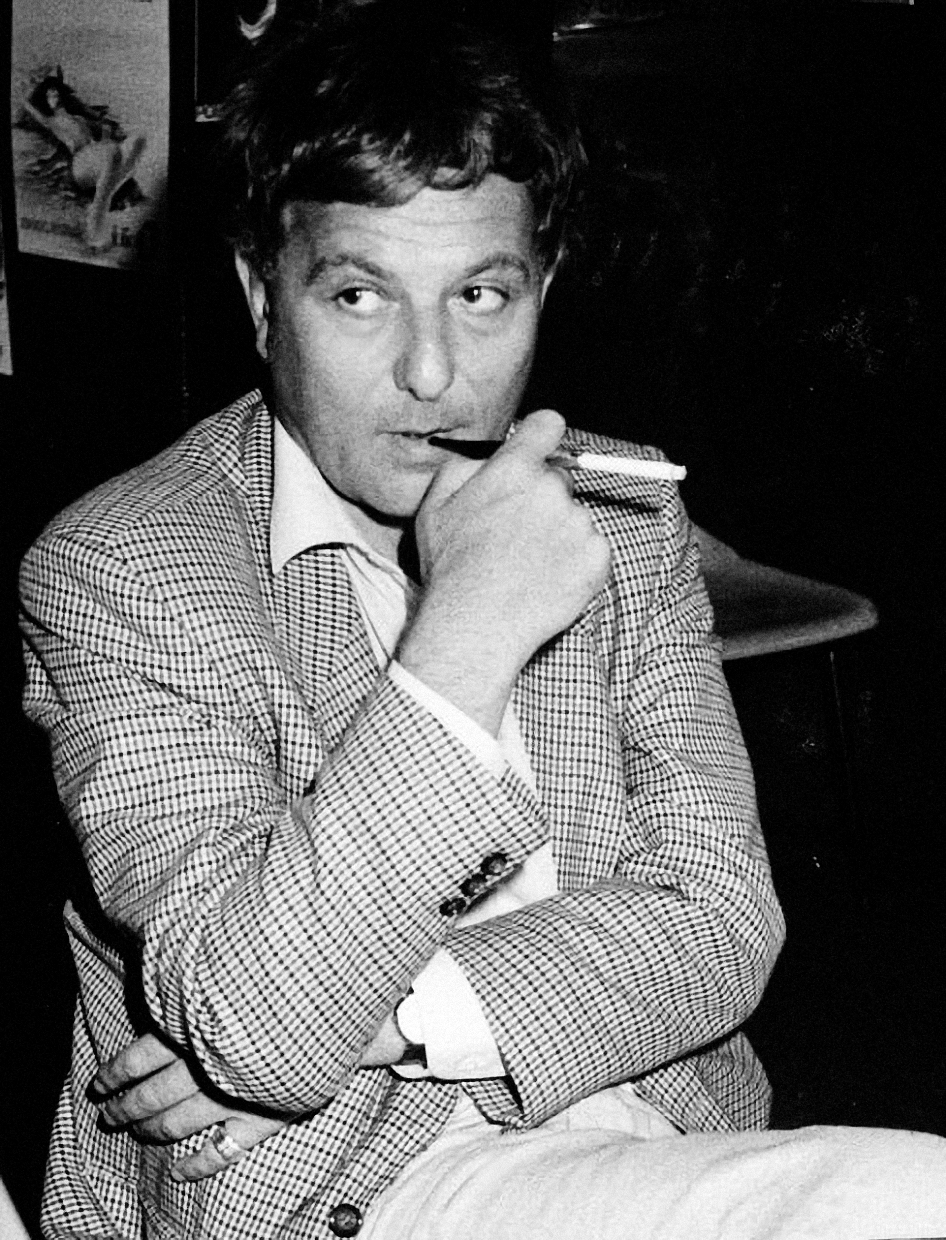
5 mai: Philippe Sollers, scriitor francez
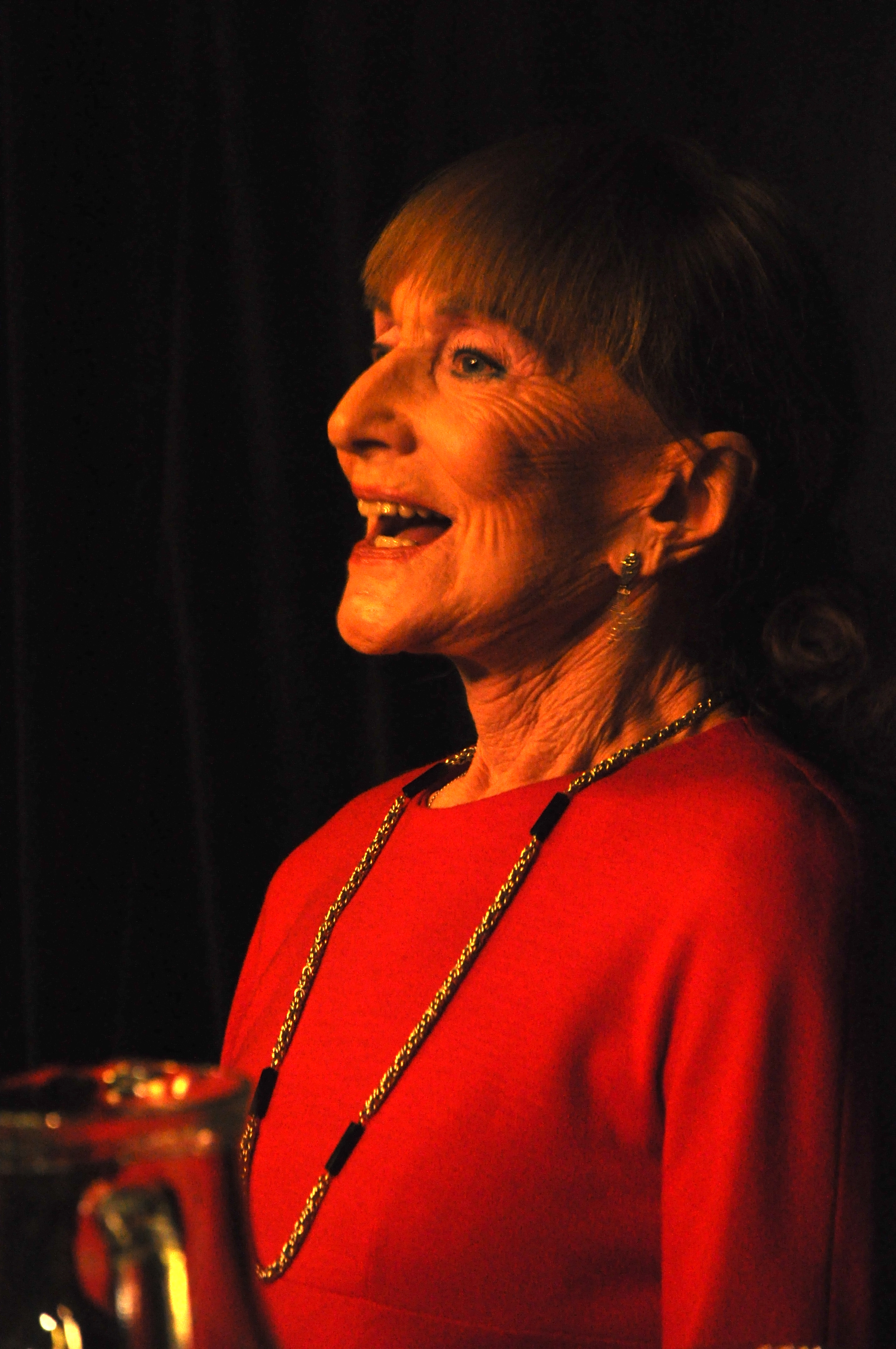
7 mai: Soňa Červená, mezzosoprană cehă
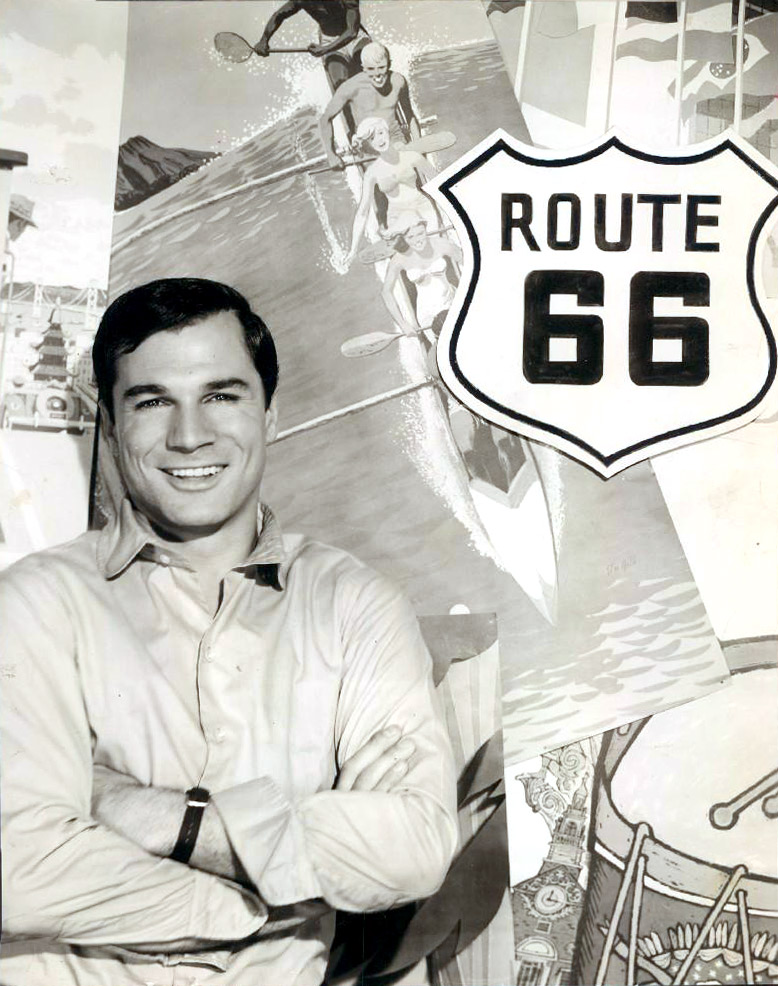
24 mai: George Maharis, actor și cântăreț american
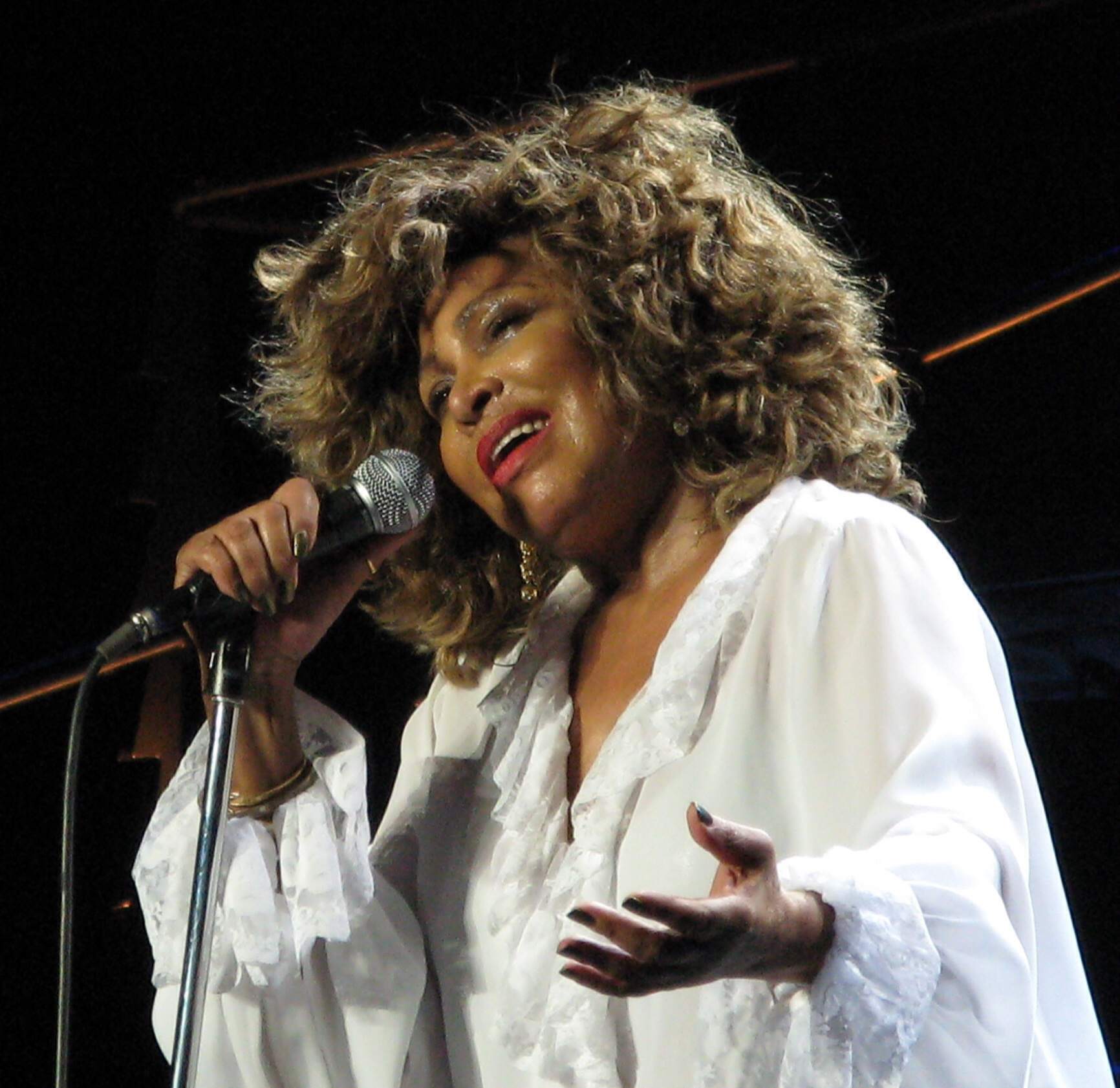
24 mai: Tina Turner, cântăreață, actriță, scriitoare și compozitoare pop-rock americană
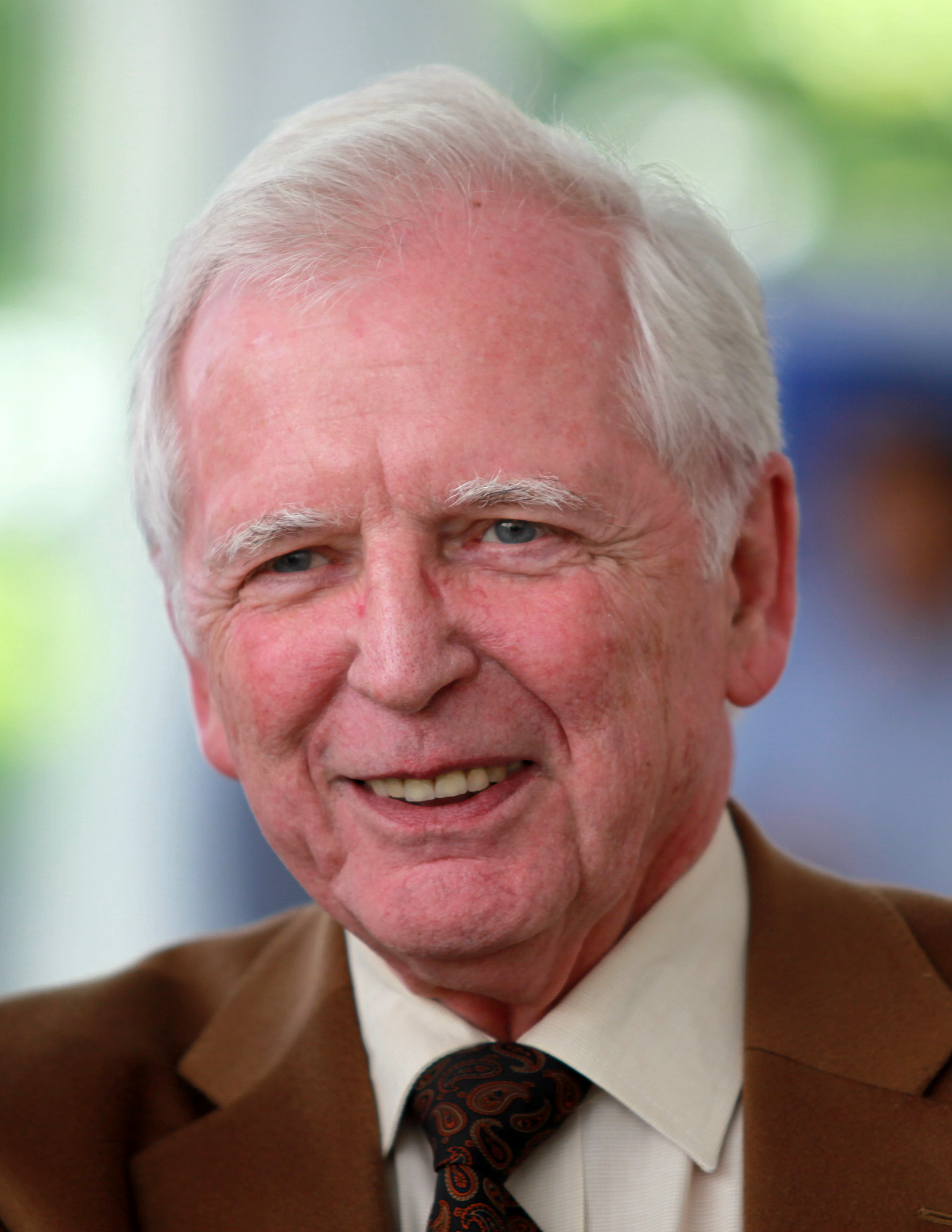
28 mai: Harald zur Hausen, medic german, laureat al Premiului Nobel
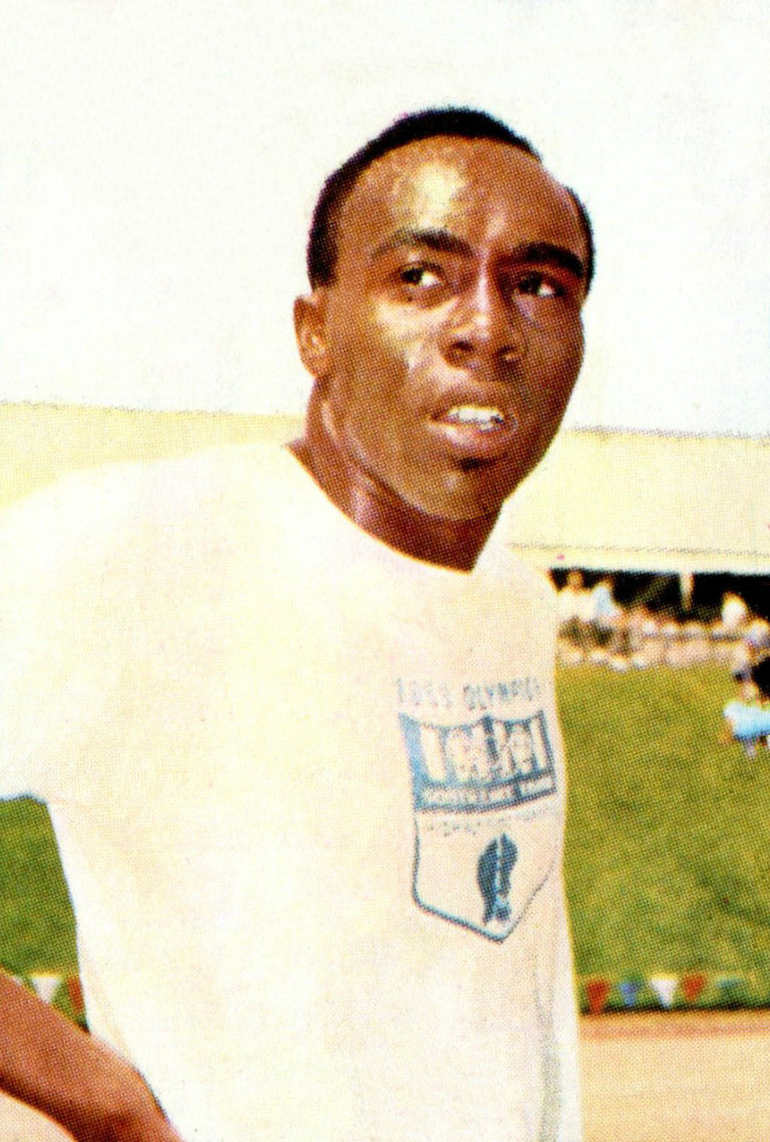
3 iunie: Jim Hines, atlet american, campion olimpic la alergări pe distanțe scurte
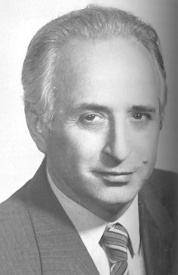
8 iunie: Guido Bodrato, om politic italian, membru al Parlamentului European
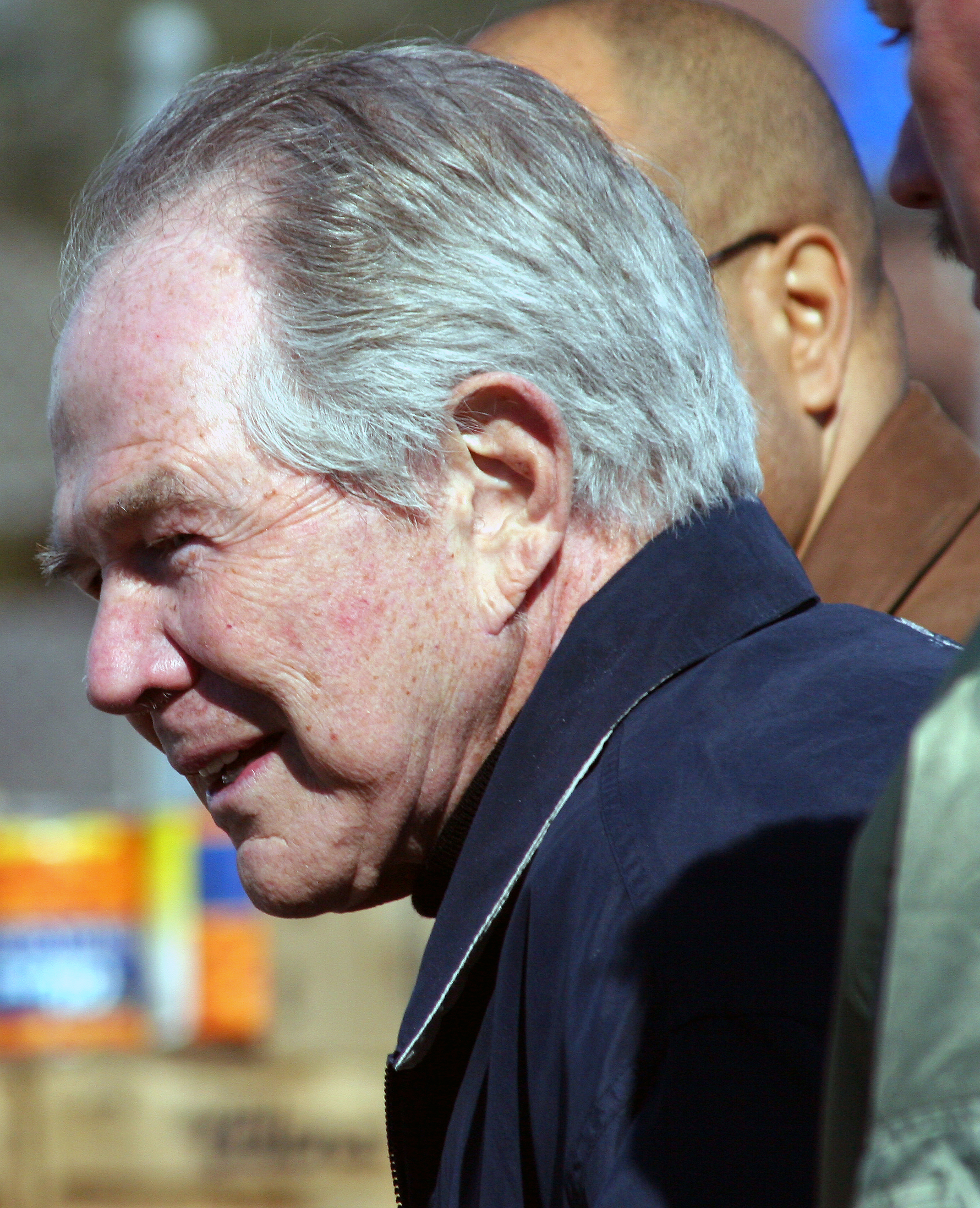
8 iunie: Pat Robertson, magnat media și evanghelist american
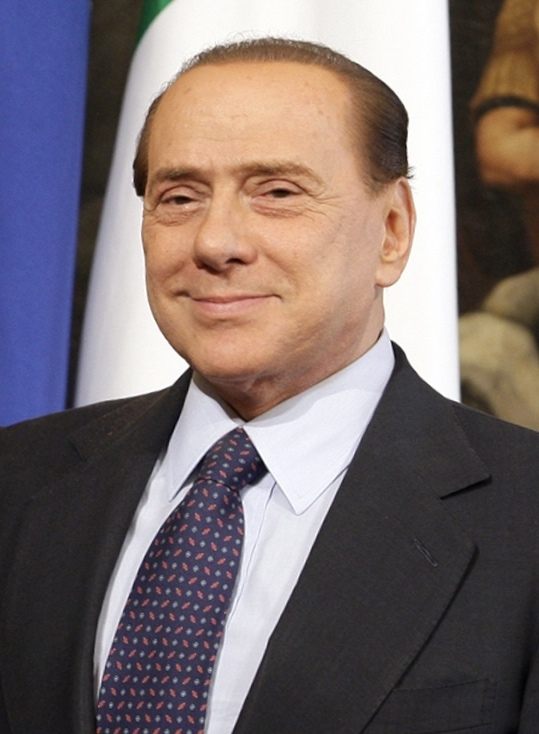
12 iunie: Silvio Berlusconi, politician italian, prim-ministru al Italiei
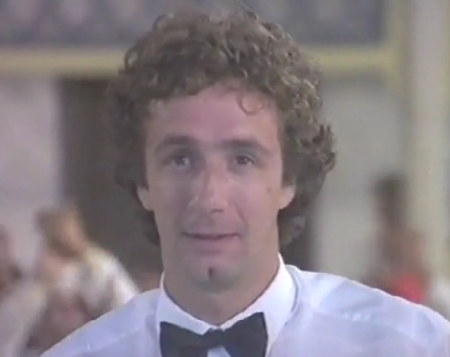
12 iunie: Francesco Nuti, actor italian
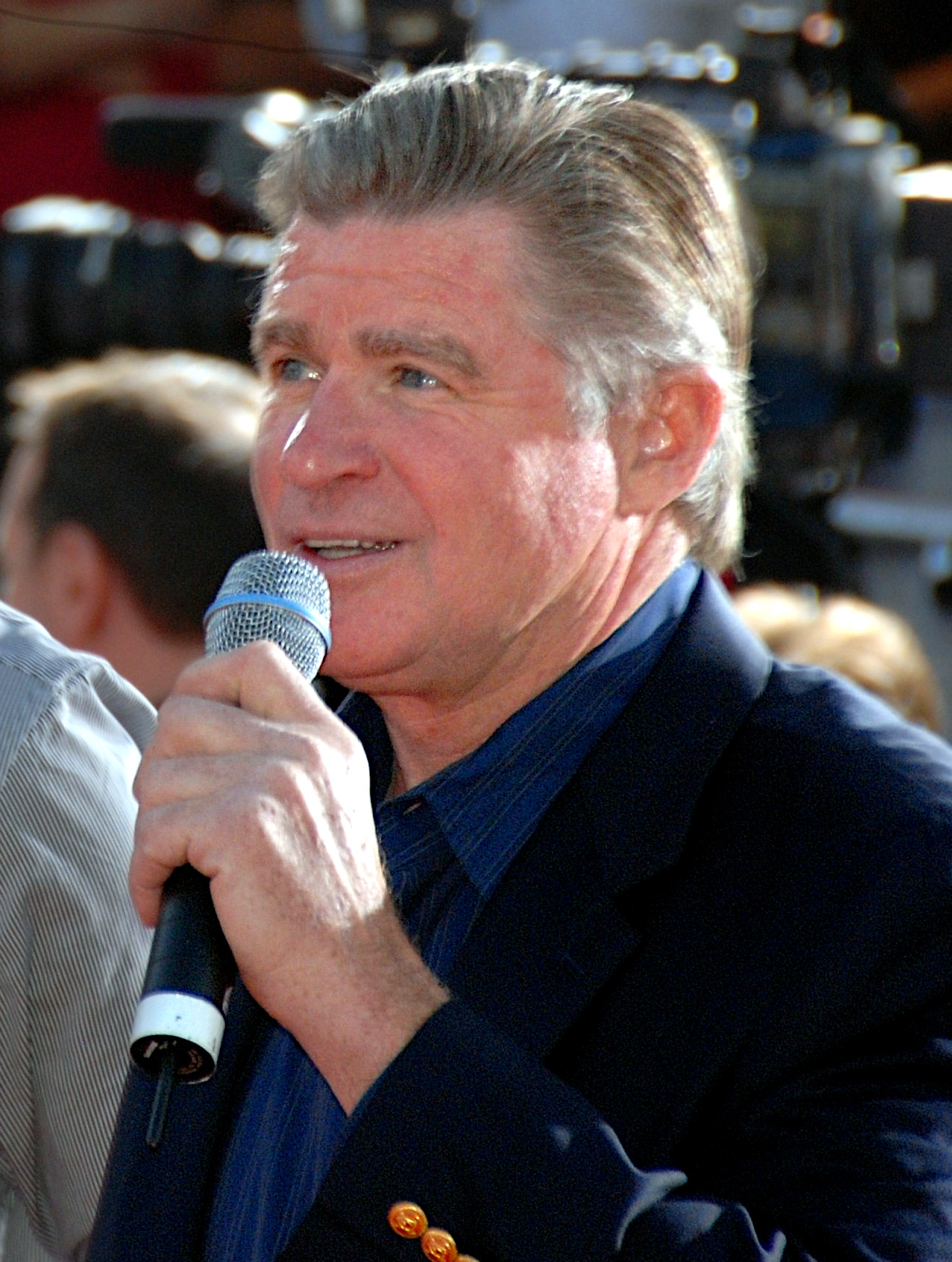
12 iunie: Treat Williams, actor american
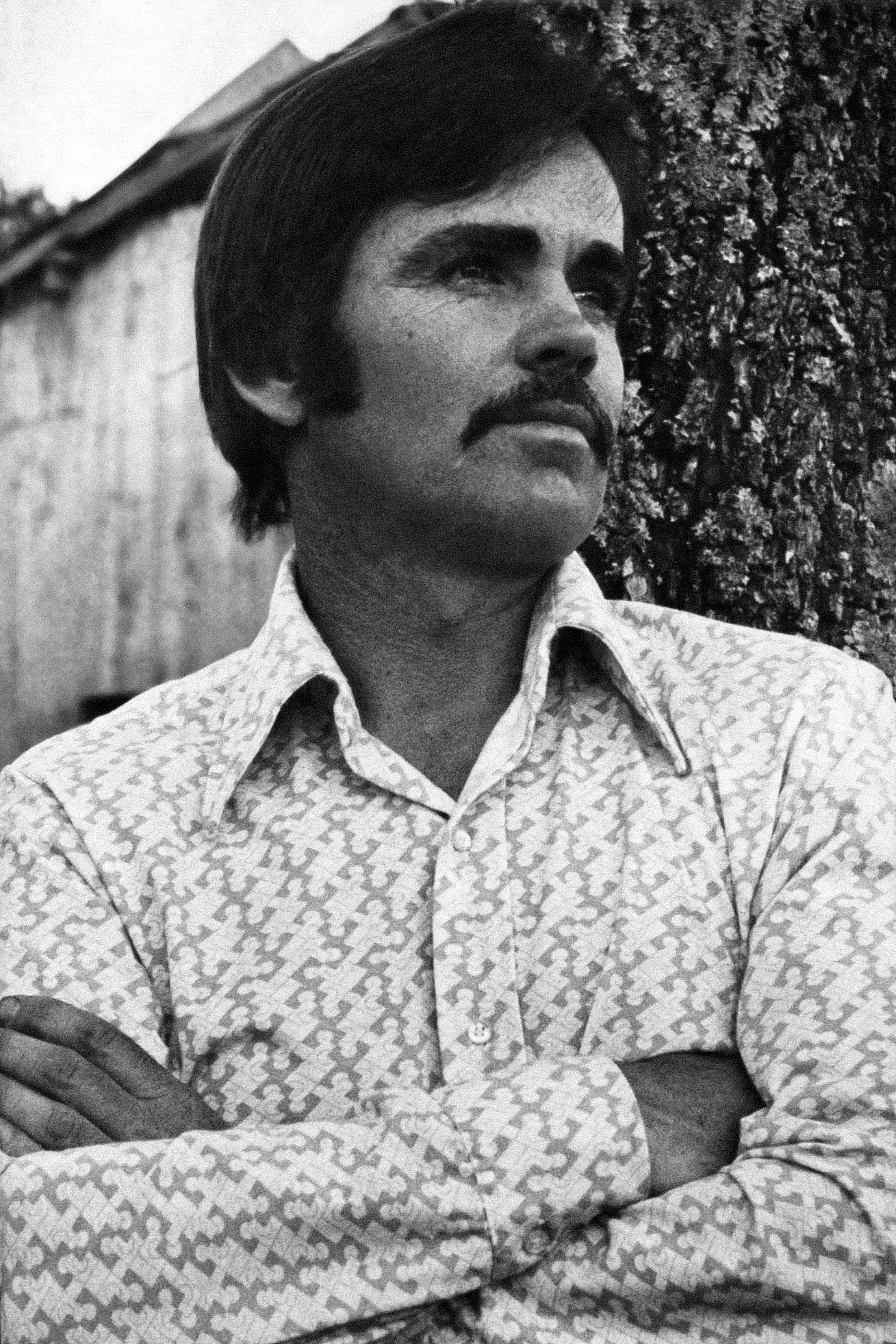
13 iunie: Cormac McCarthy, autor de romane american
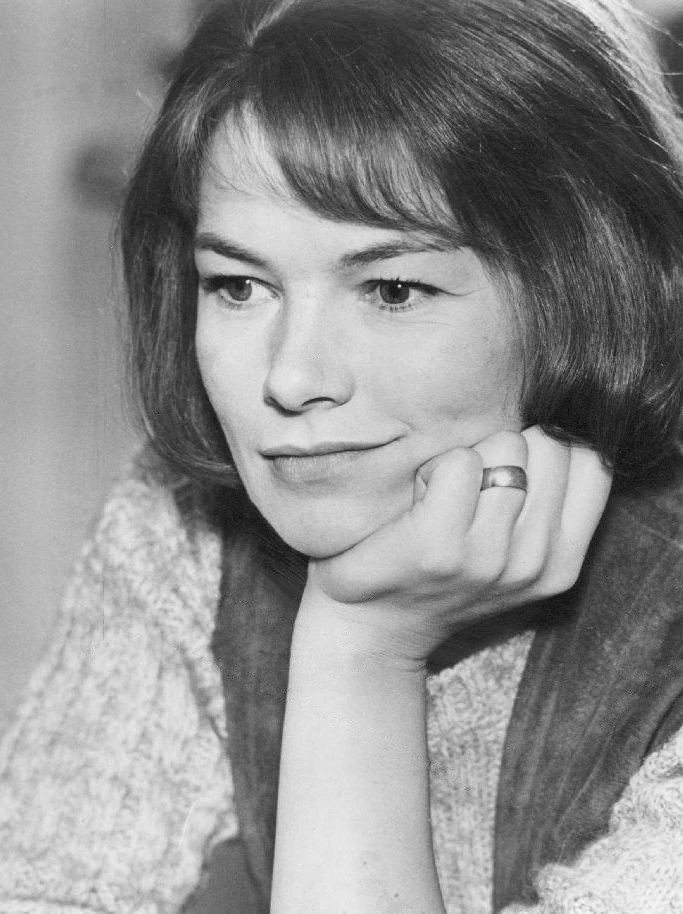
15 iunie: Glenda Jackson, actriță britanică de film, dublă laureată a premiului Oscar
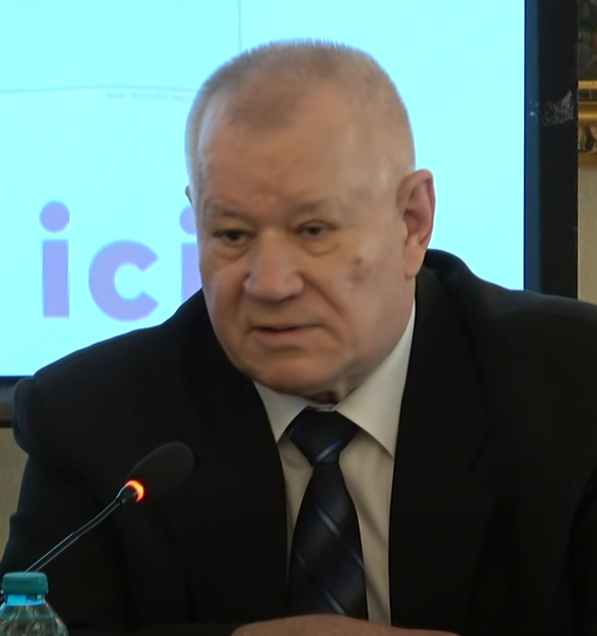
22 iunie: Victor Pușcaș, jurist din Republica Moldova, ministru pentru relațiile cu Parlamentul, președinte al Curții Supreme de Justiție, președinte al Consiliului Superior al Magistraturii și președinte al Curții Constituționale a Republicii Moldova
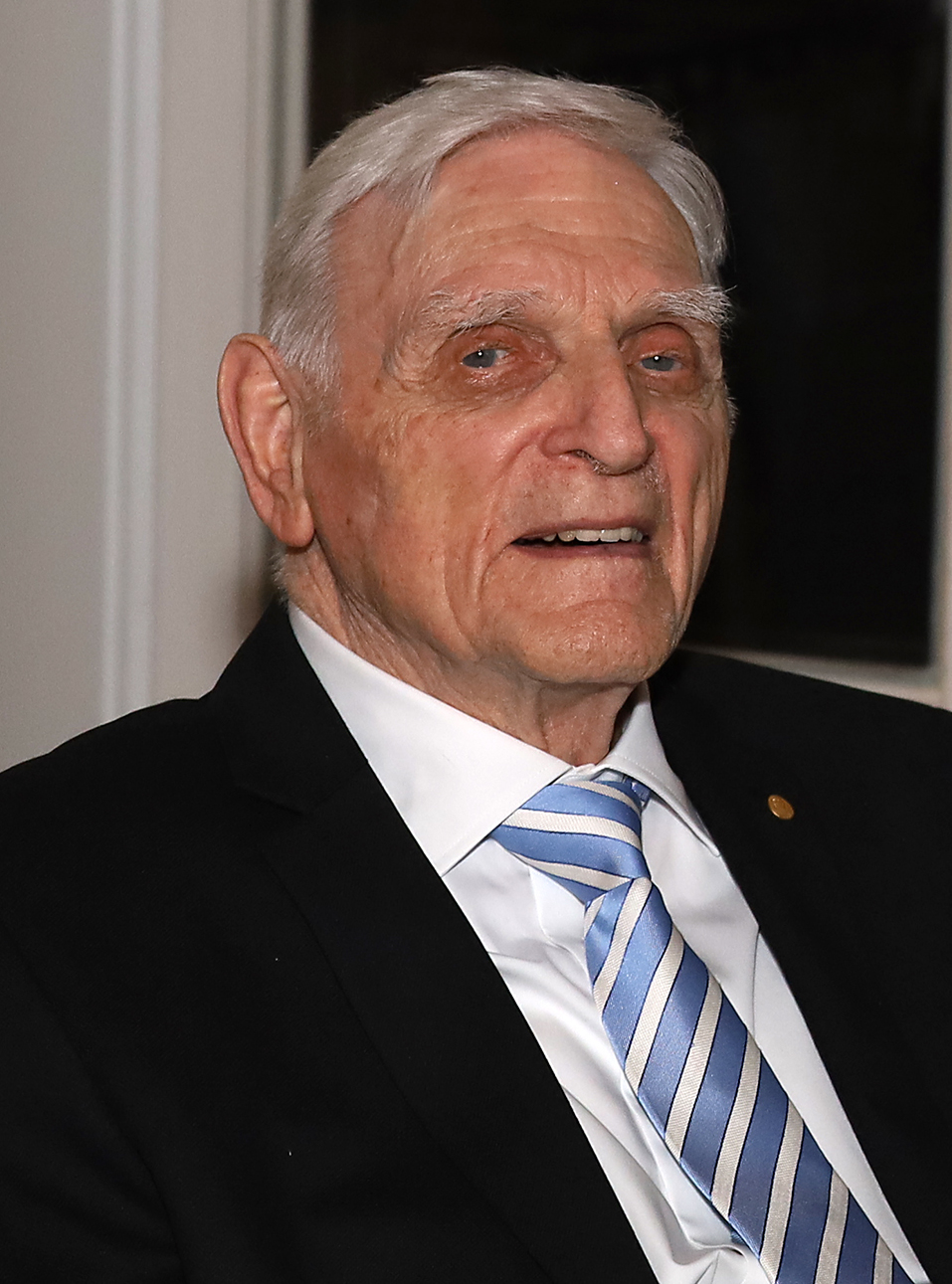
25 iunie: John B. Goodenough, fizician și profesor american, laureat al Premiului Nobel pentru Chimie
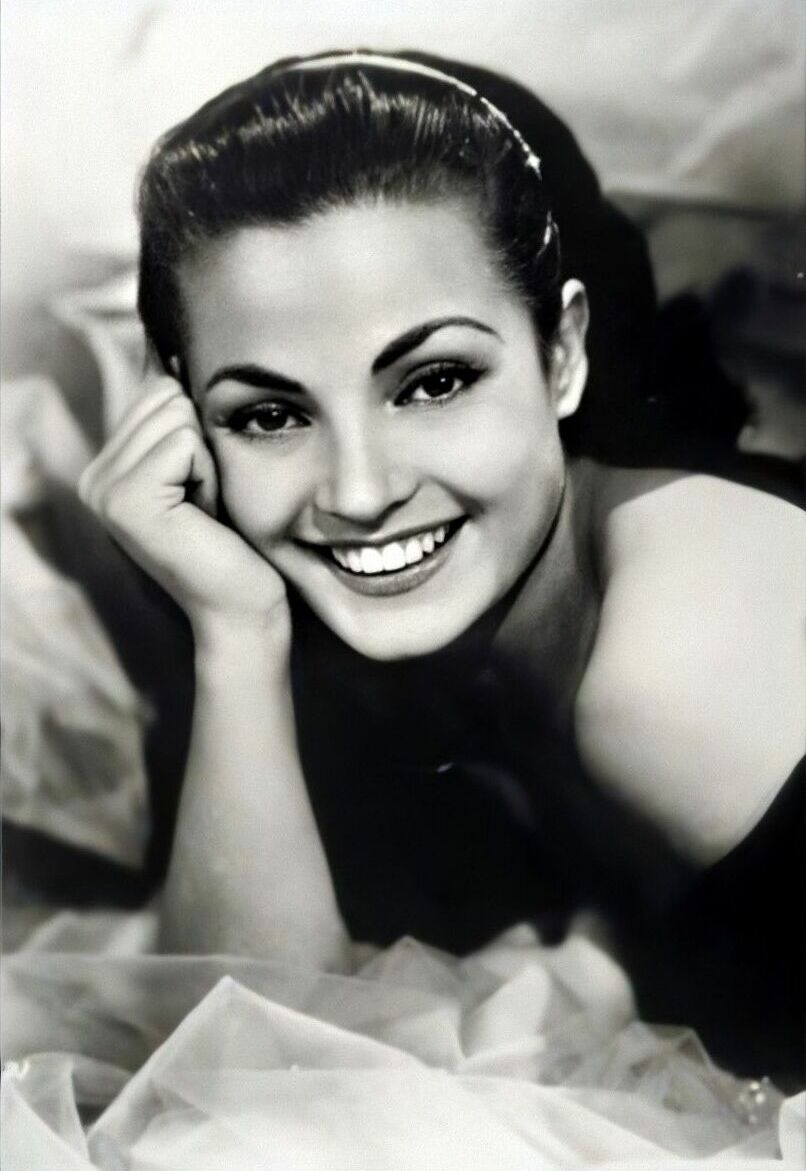
27 iunie: Carmen Sevilla, actriță și cântăreață spaniolă
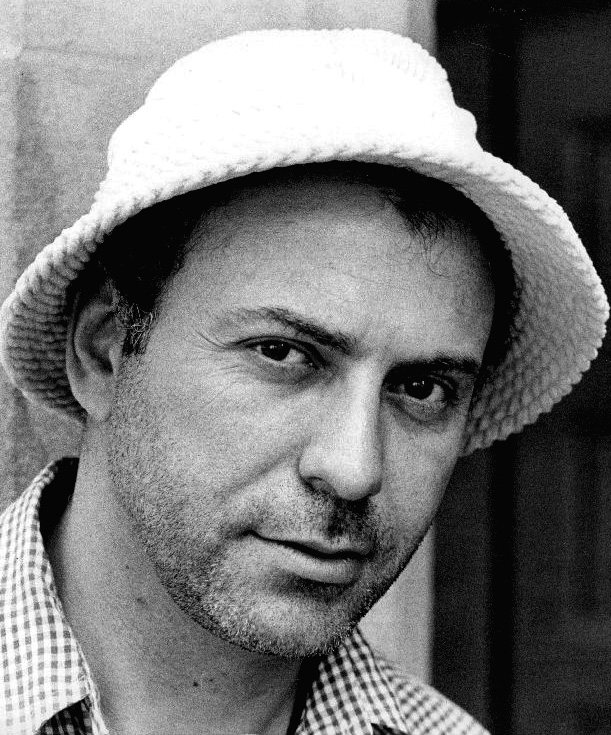
29 iunie: Alan Arkin, actor și regizor american de scenă, deținător al Premiului Oscar pentru cel mai bun actor în rol secundar
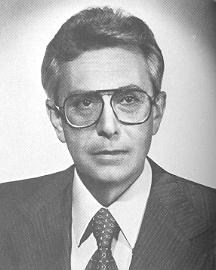
6 iulie: Arnaldo Forlani, politician italian, prim-ministru al Italiei
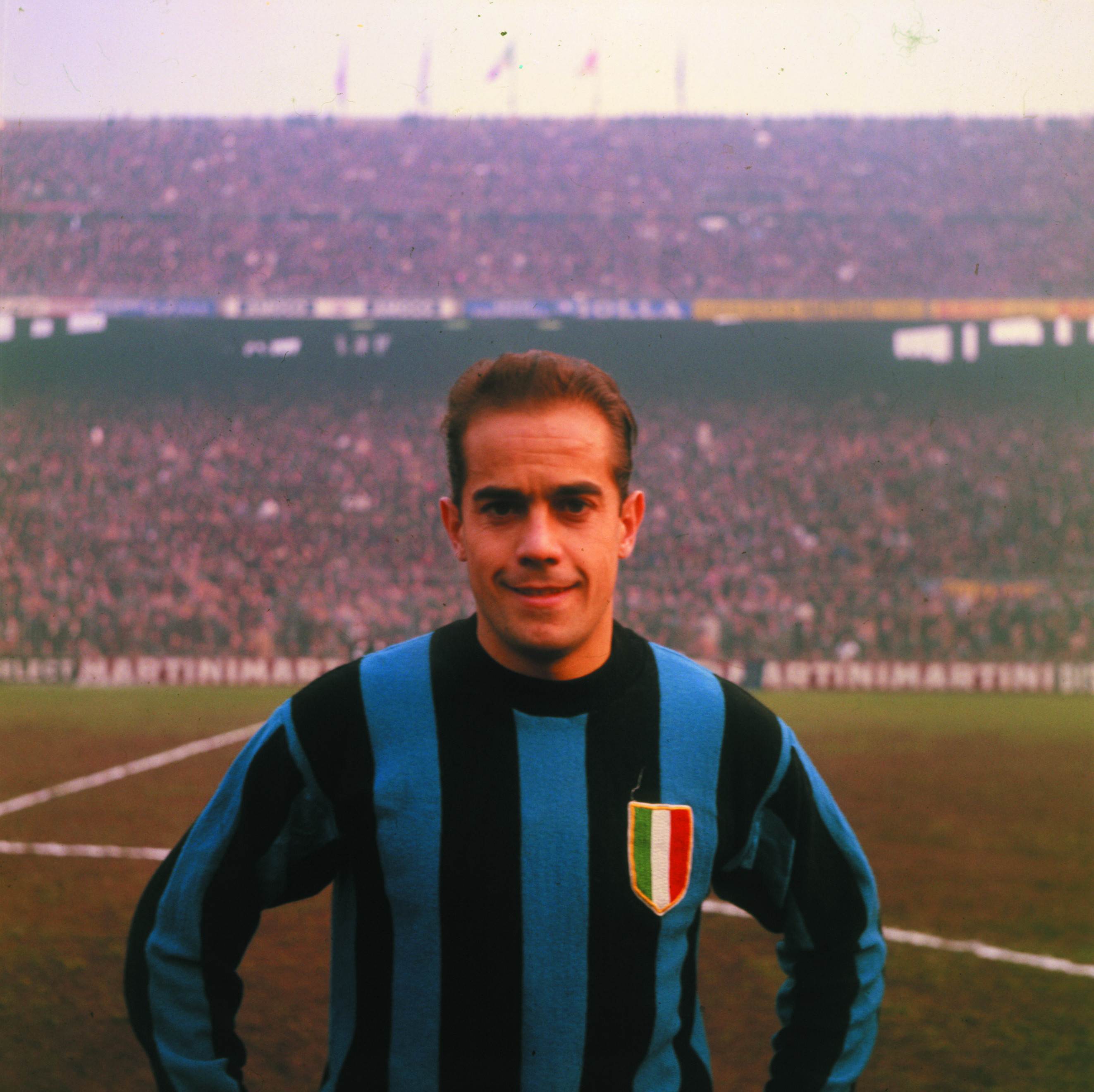
9 iulie: Luis Suárez Miramontes, jucător și antrenor de fotbal spaniol, deținător al Balonului de Aur, Campion European
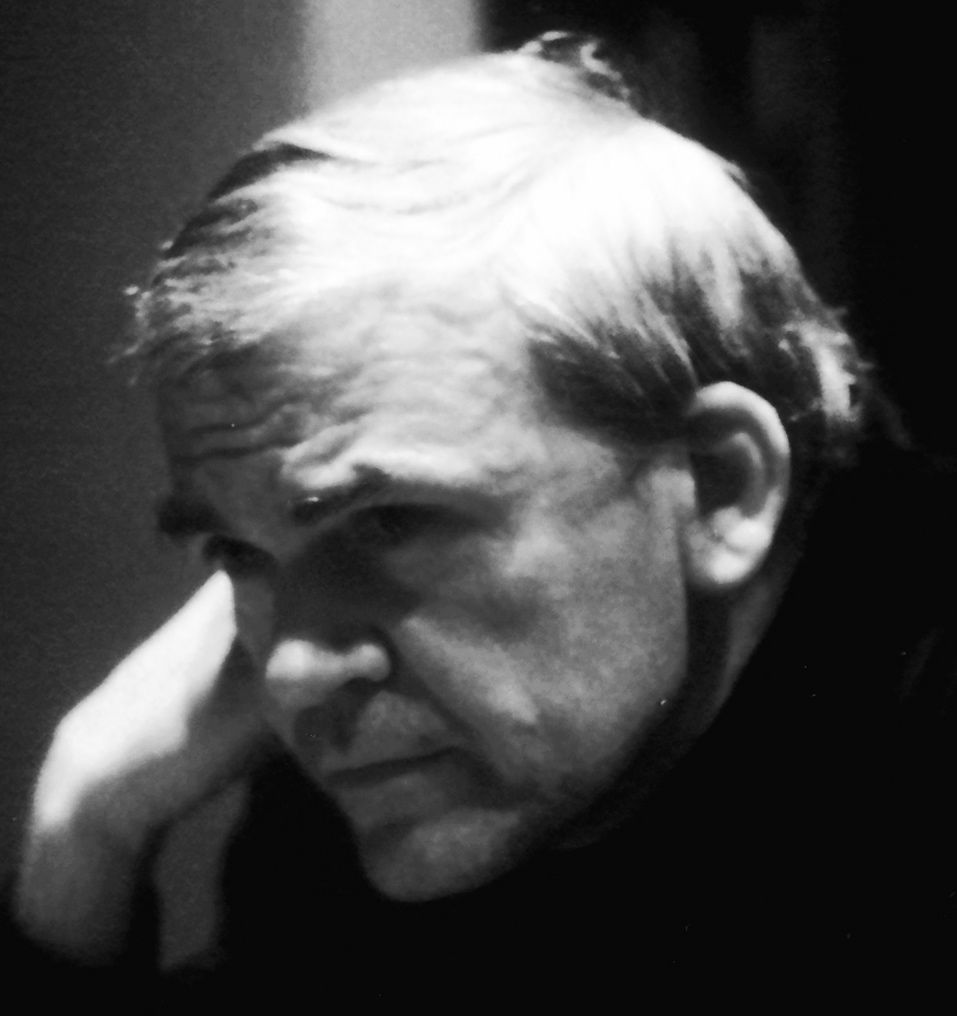
11 iulie: Milan Kundera, romancier și eseist francez de origine cehă
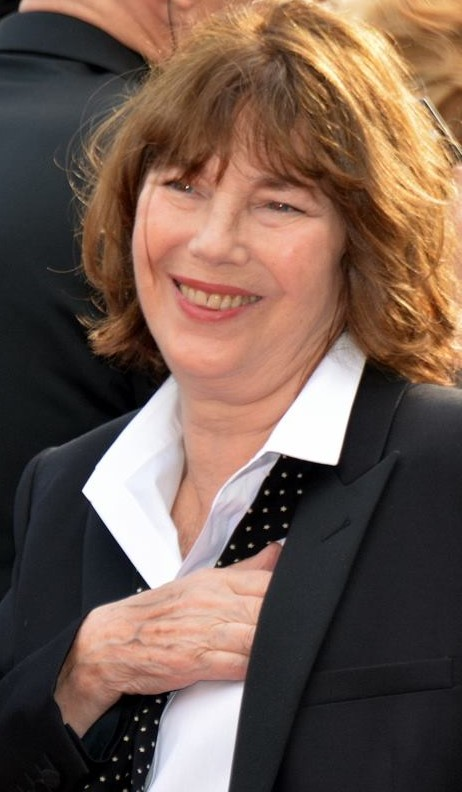
16 iulie: Jane Birkin, actriță și cântăreață engleză
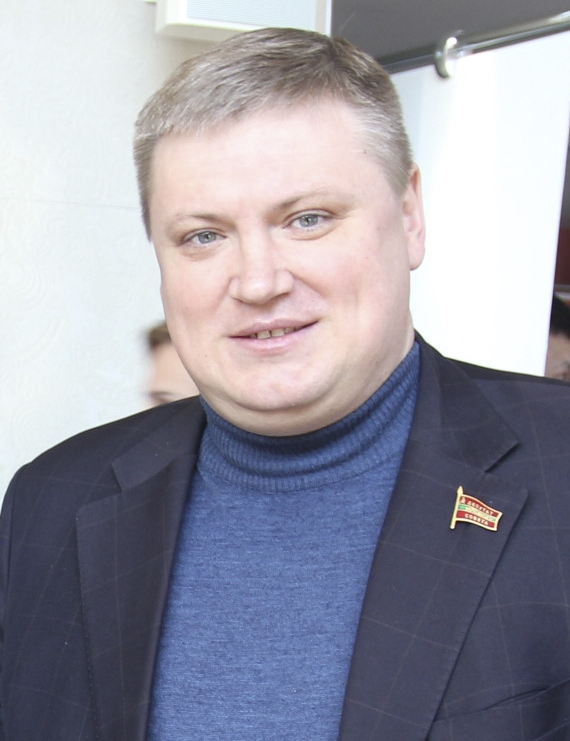
16 iulie: Oleg Horjan, politician separatist din Transnistria, membru al „Sovietului Suprem al Republicii Moldovenești Nistrene”
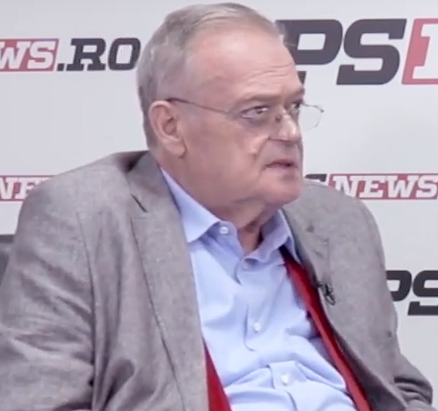
20 iulie: Dan Matei Agathon, politician român, deputat român, ministru al Turismului
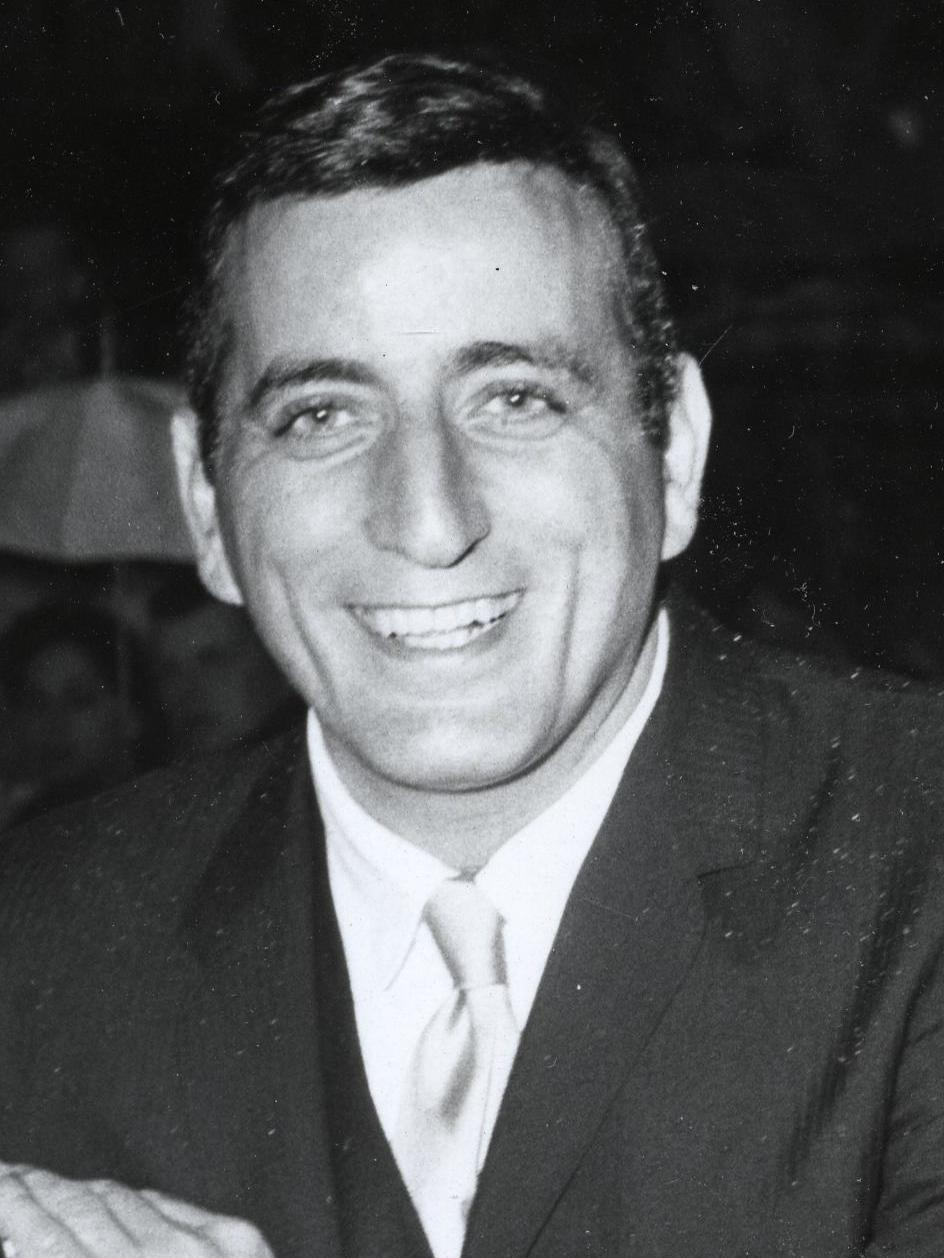
21 iulie: Tony Bennett, cântăreț american de muzică jazz
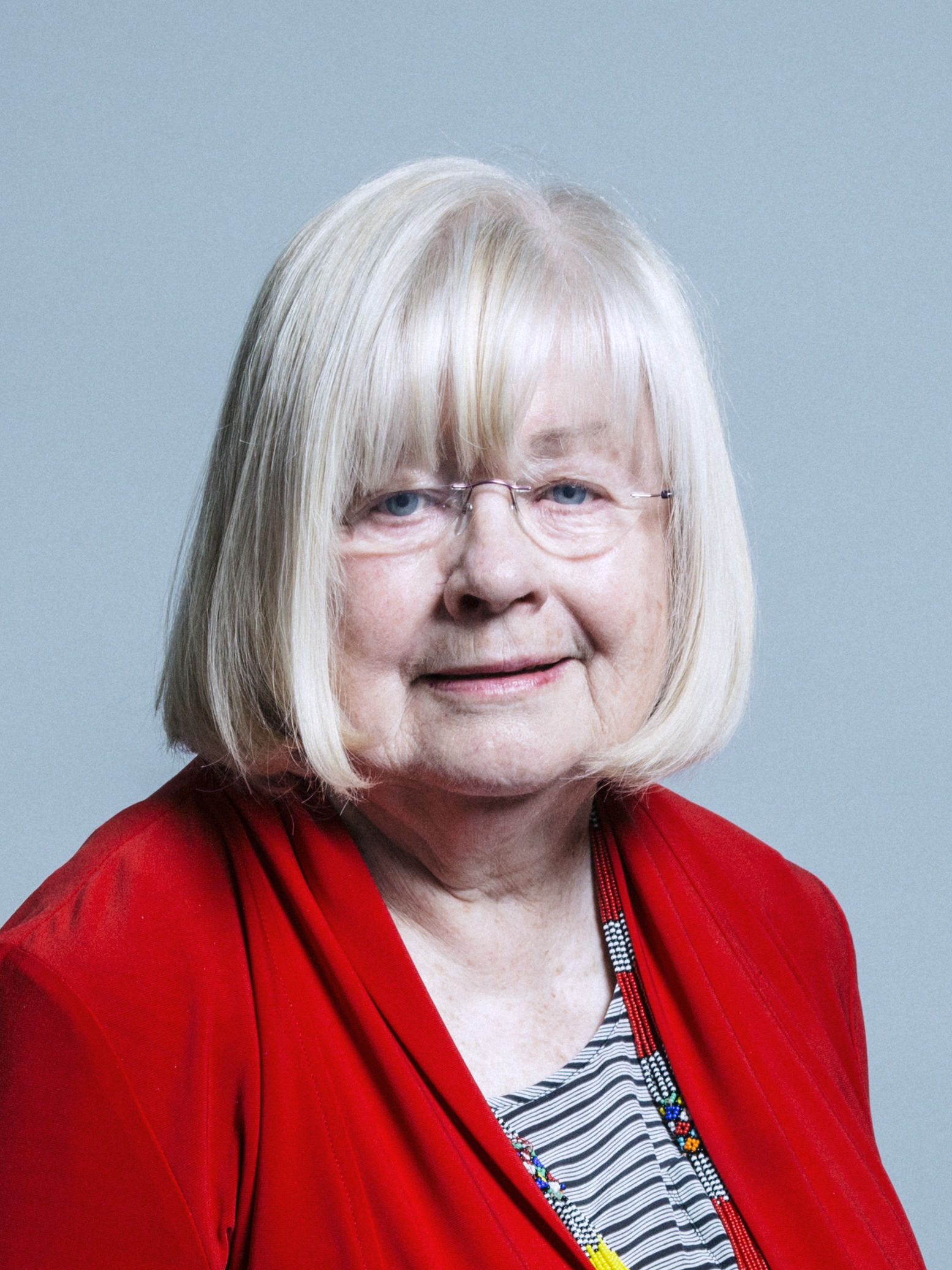
21 iulie: Ann Clwyd, politiciană britanică, membru al Parlamentului European
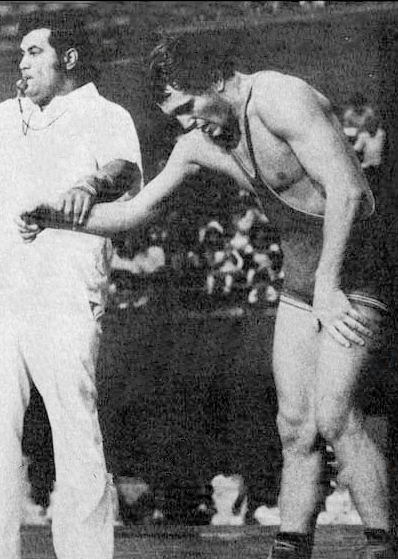
21 iulie: Petru Marta, luptător și antrenor moldovean, campion european
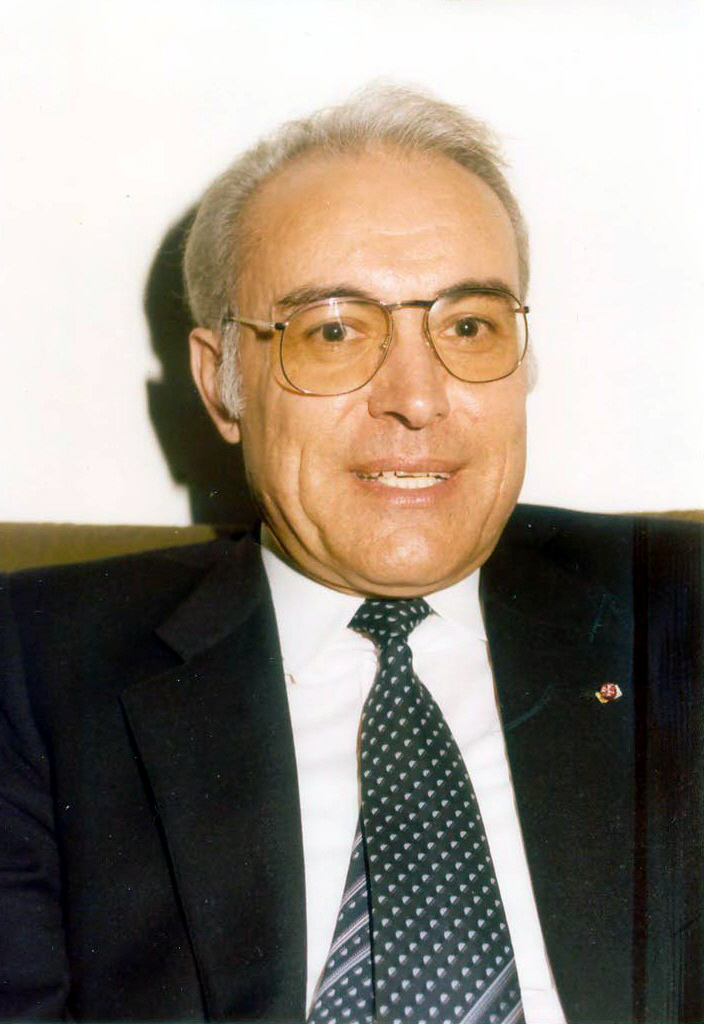
21 iulie: Rachid Sfar, politician tunisian, prim ministru al Tunisiei
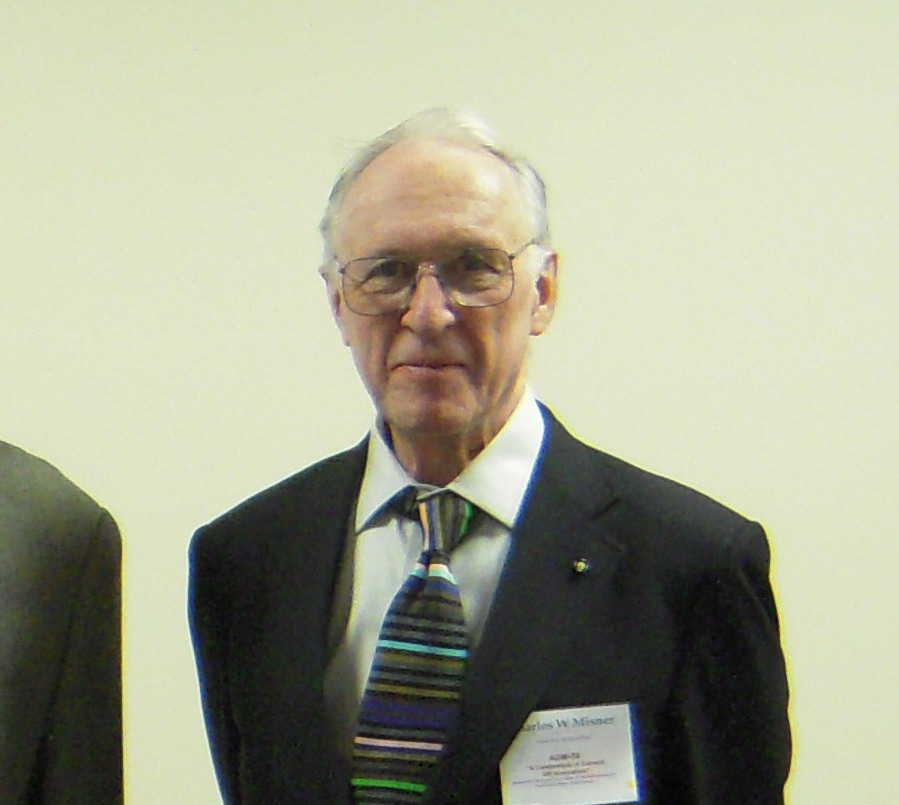
24 iulie: Charles W. Misner, fizician american
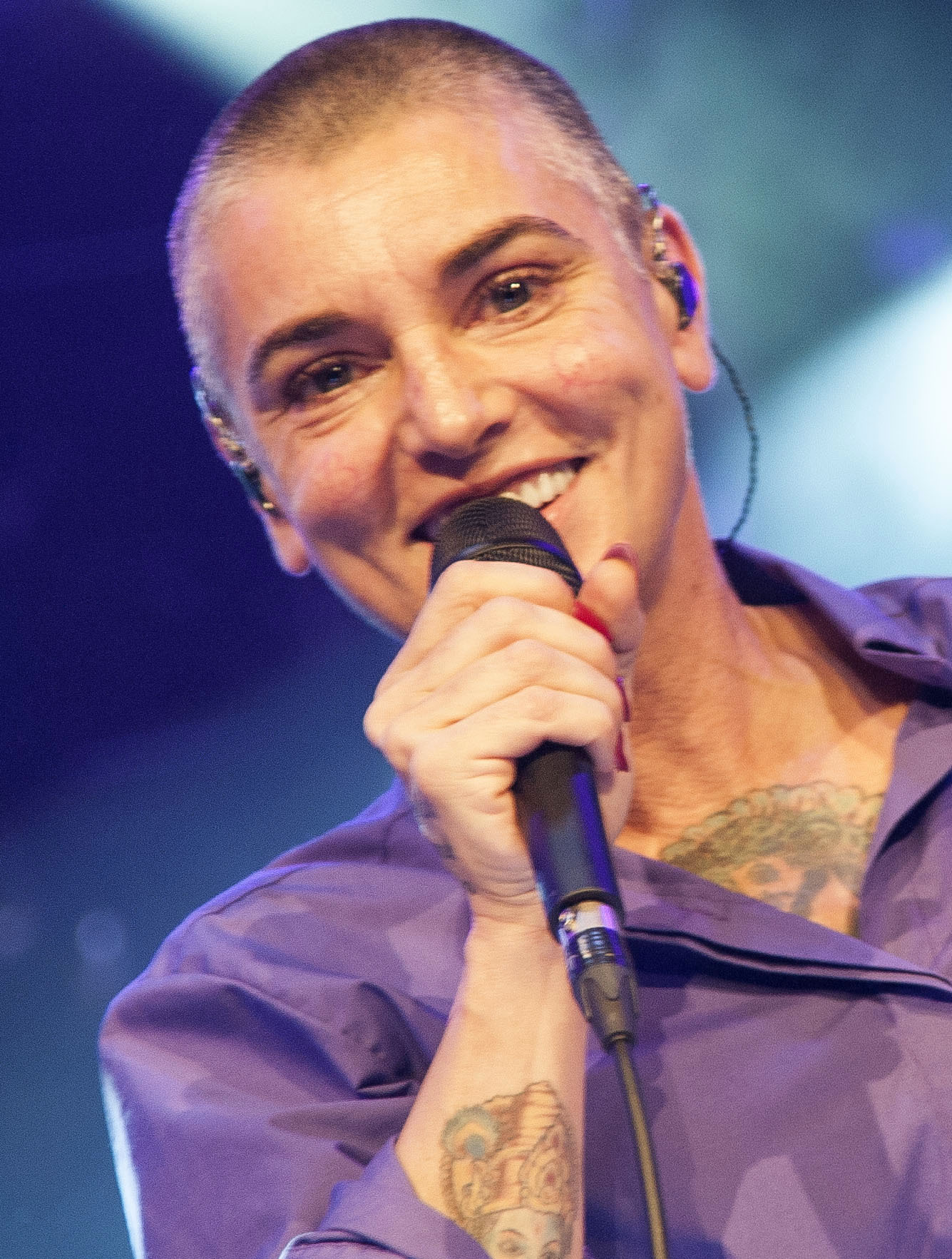
26 iulie: Sinéad O'Connor, cântăreață, textieră și militantă civică irlandeză, deținătoare a Premiului Grammy
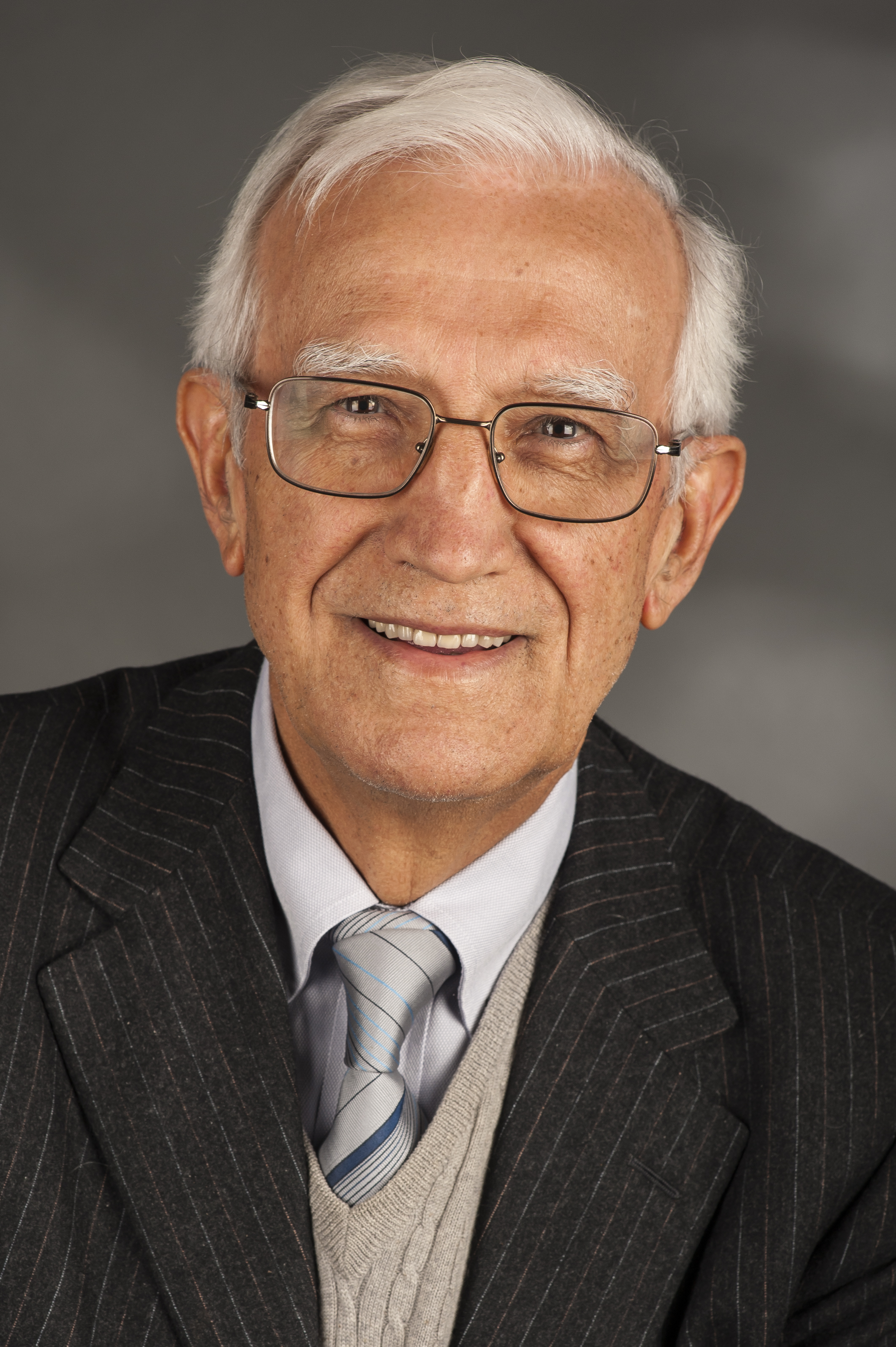
29 iulie: Vittorio Prodi, politician italian, membru al Parlamentului European
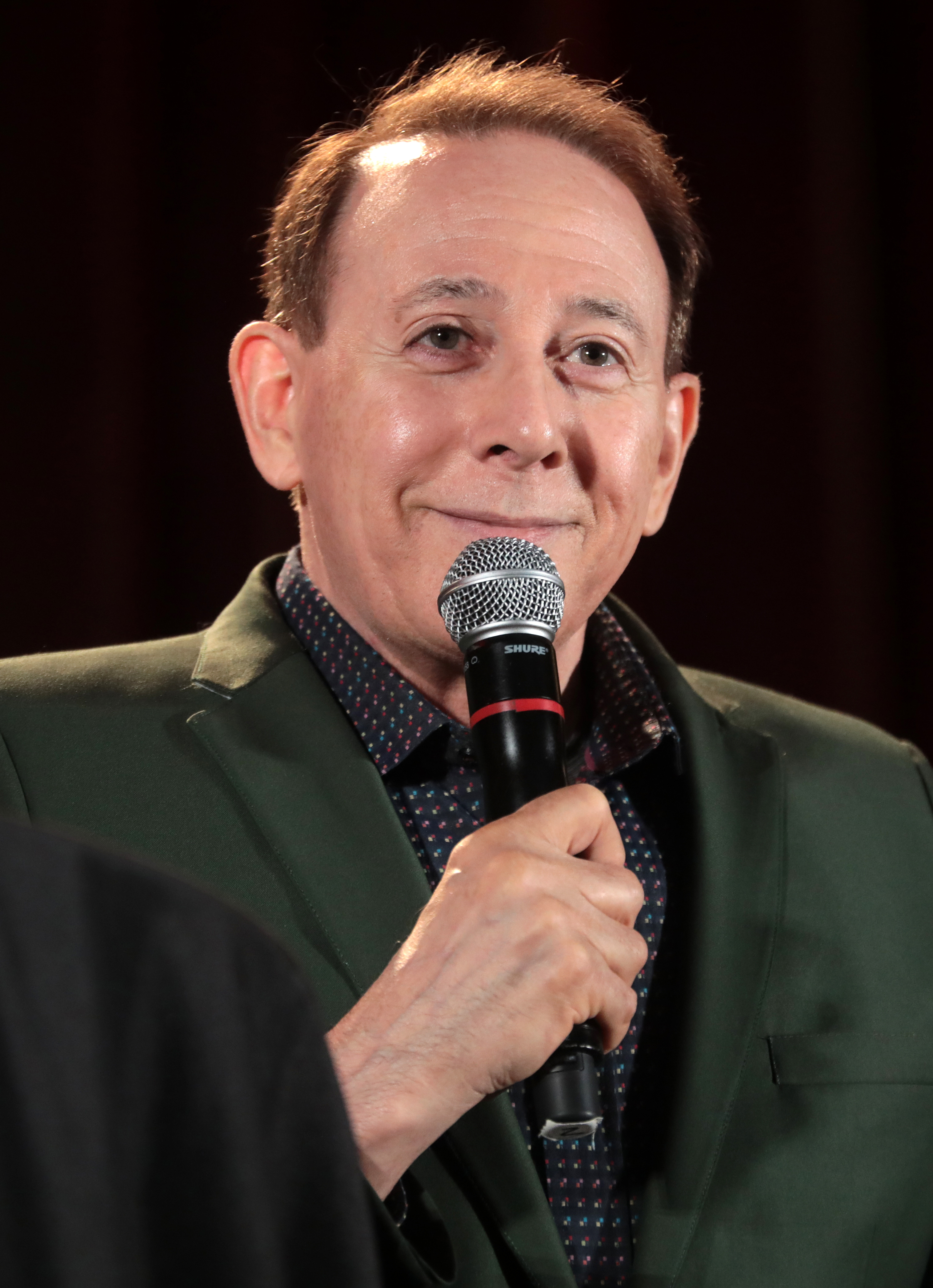
30 iulie: Paul Reubens, actor de film, televiziune și voce american
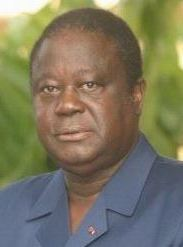
1 august: Henri Konan Bédié, politician ivorian, președinte al Coastei de Fildeș
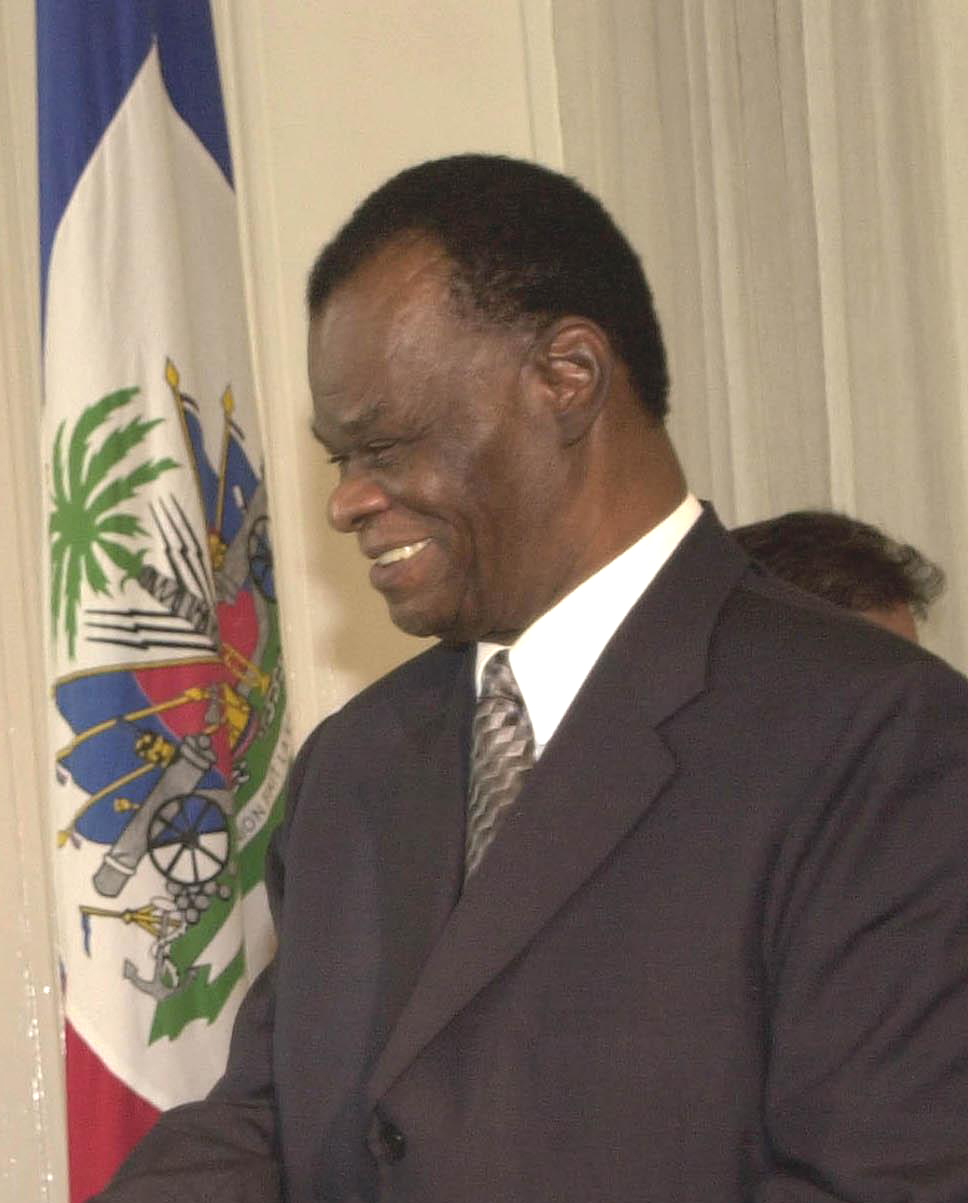
4 august: Boniface Alexandre, avocat și politician haitian, Președinte al statului Haiti
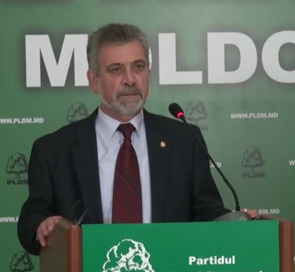
4 august: Tudor Deliu, politician, profesor, conferențiar universitar și lector din Republica Moldova, deputat în Parlamentul Republicii Moldova
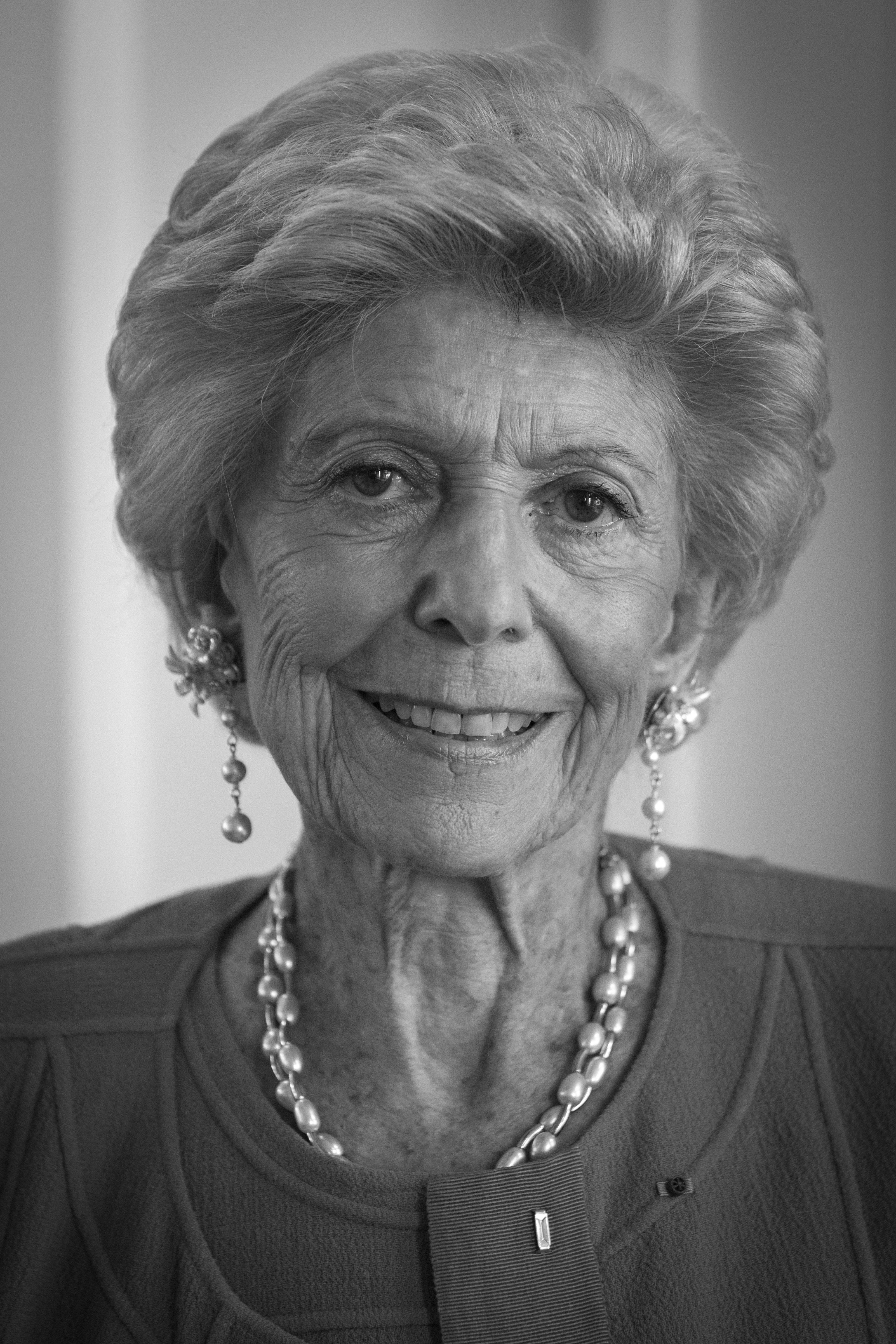
5 august: Hélène Carrère d'Encausse, politiciană și istorică franceză, membră al Parlamentului European
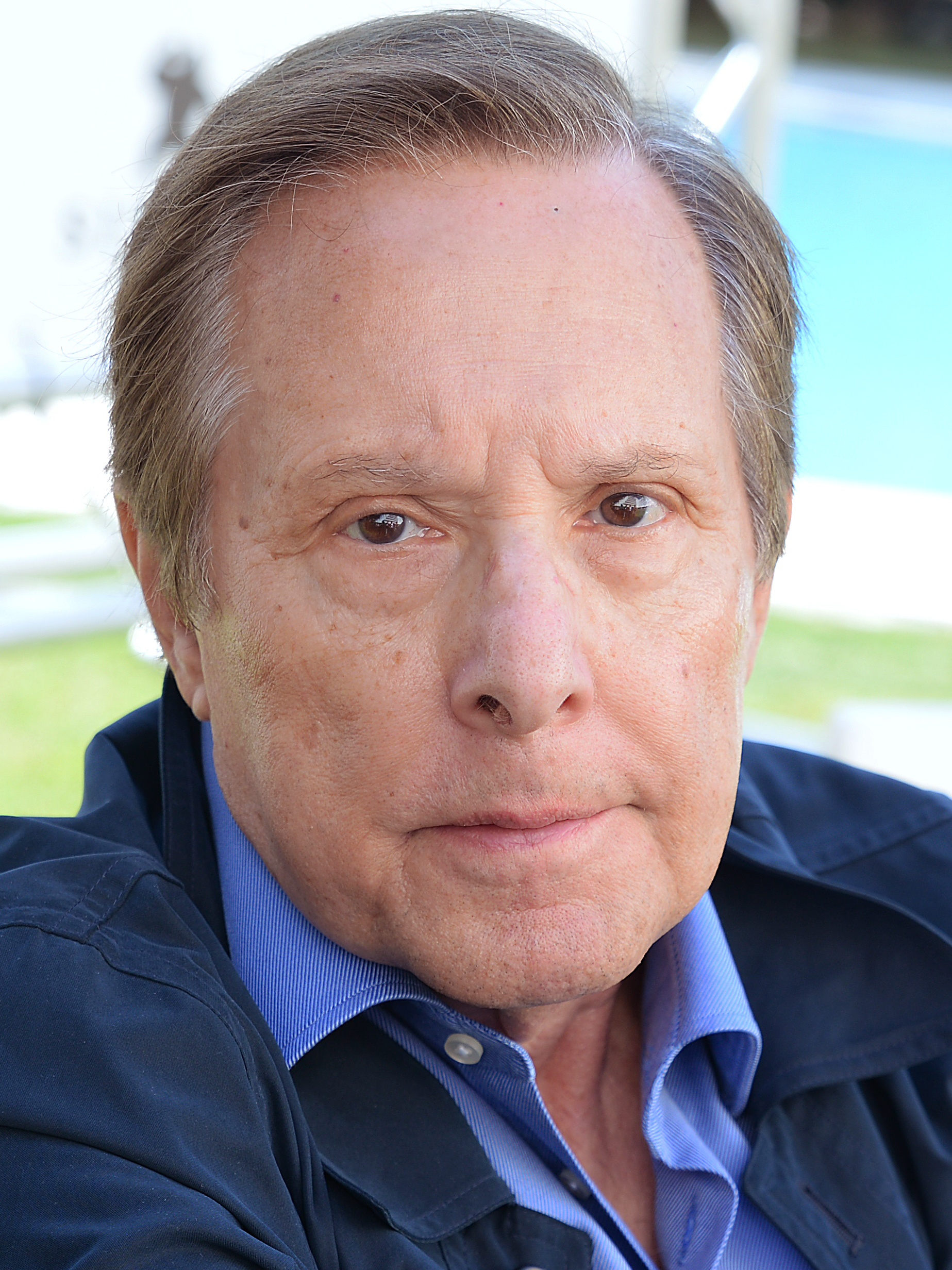
7 august: William Friedkin, regizor de film, producător și scenarist american, laureat al Premiului Oscar
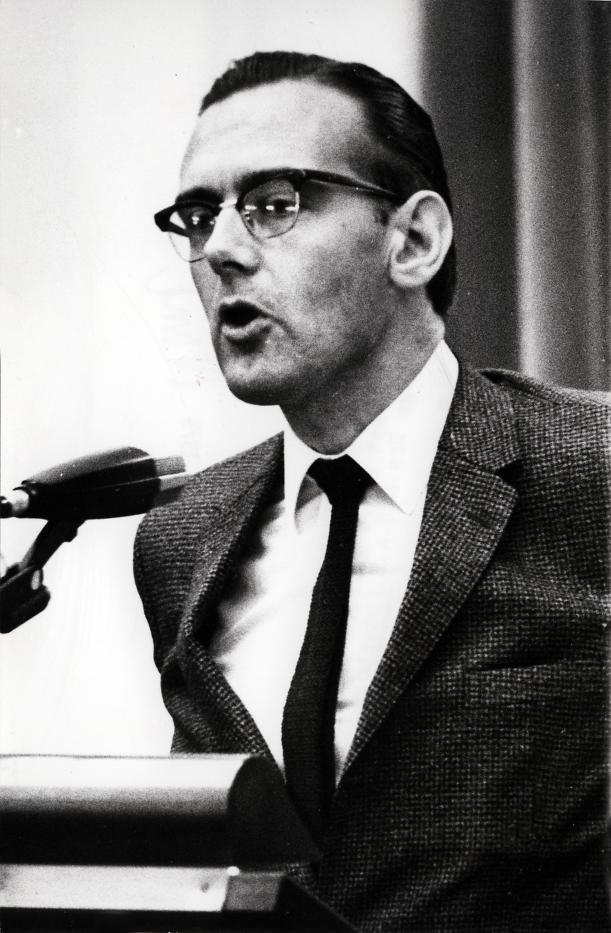
9 august: Harrij Notenboom, politician olandez, membru al Parlamentului European
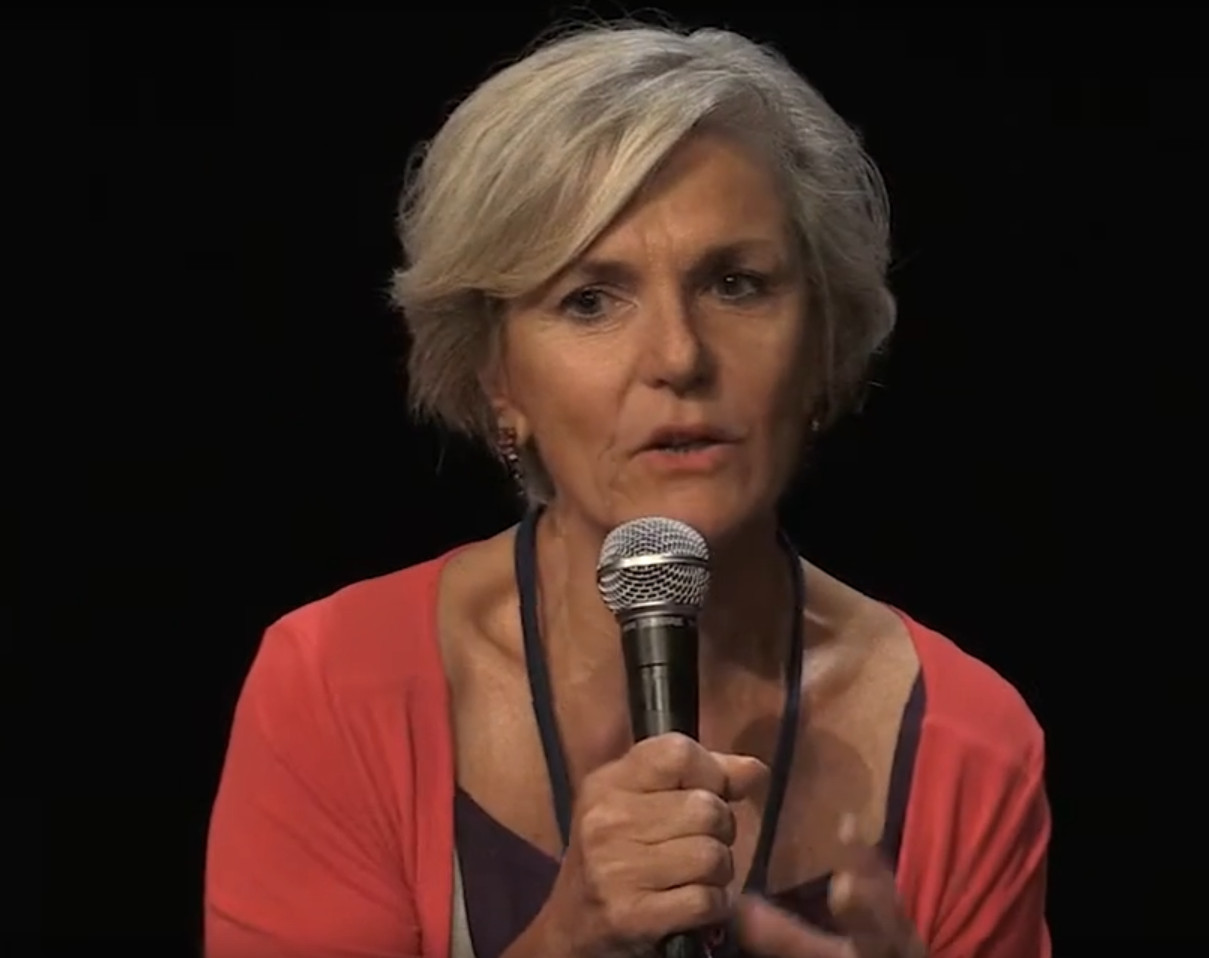
9 august: Véronique Trillet-Lenoir, politiciană și medic francez, membră al Parlamentului European
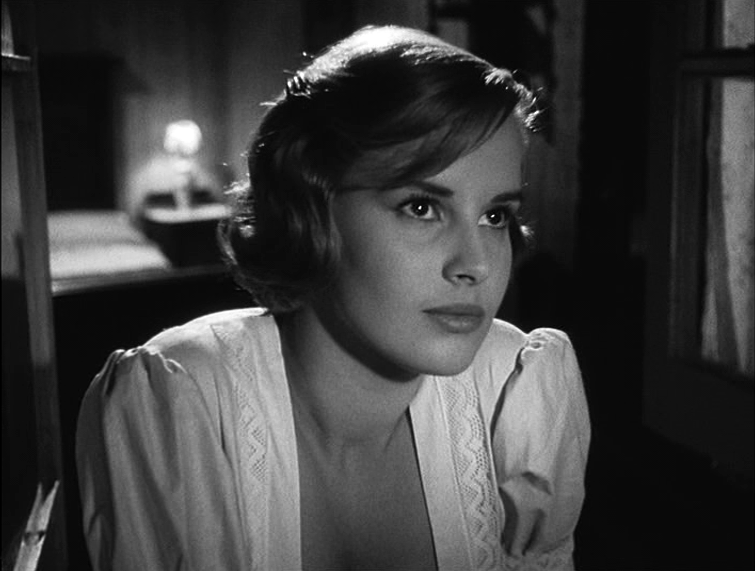
10 august: Antonella Lualdi, actriță italiană de film
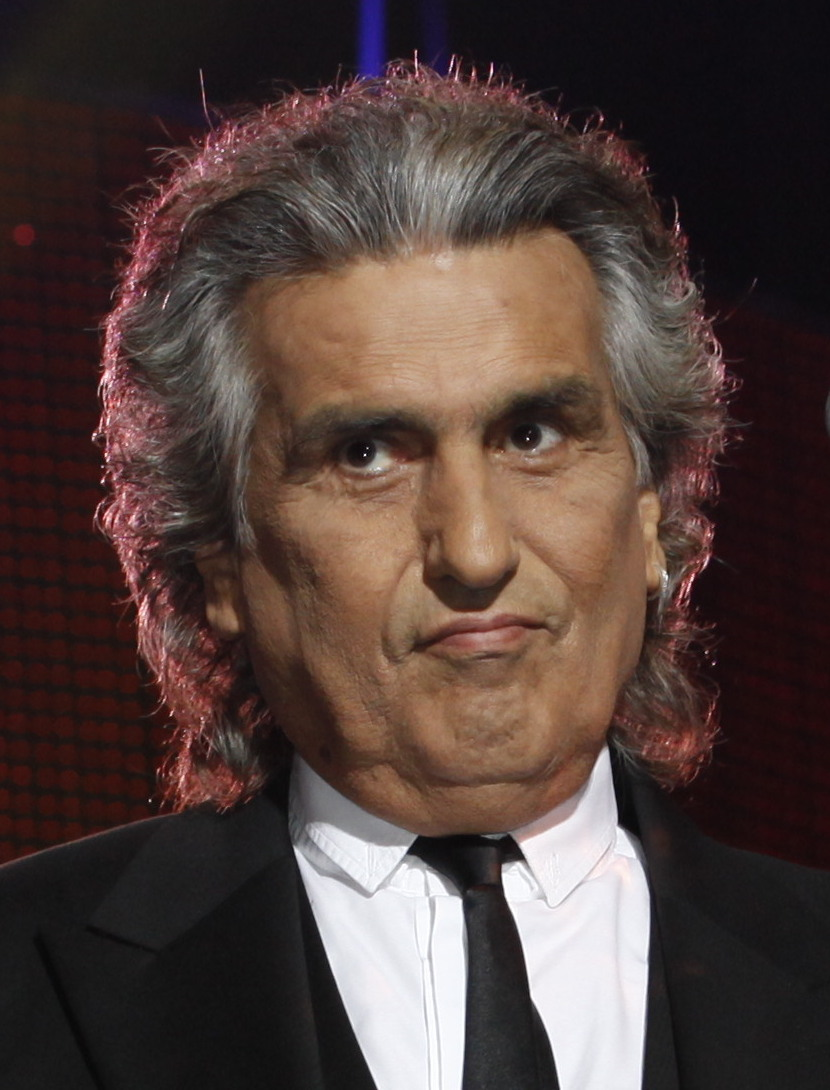
22 august: Toto Cutugno, cântăreț și compozitor italian de muzică ușoară
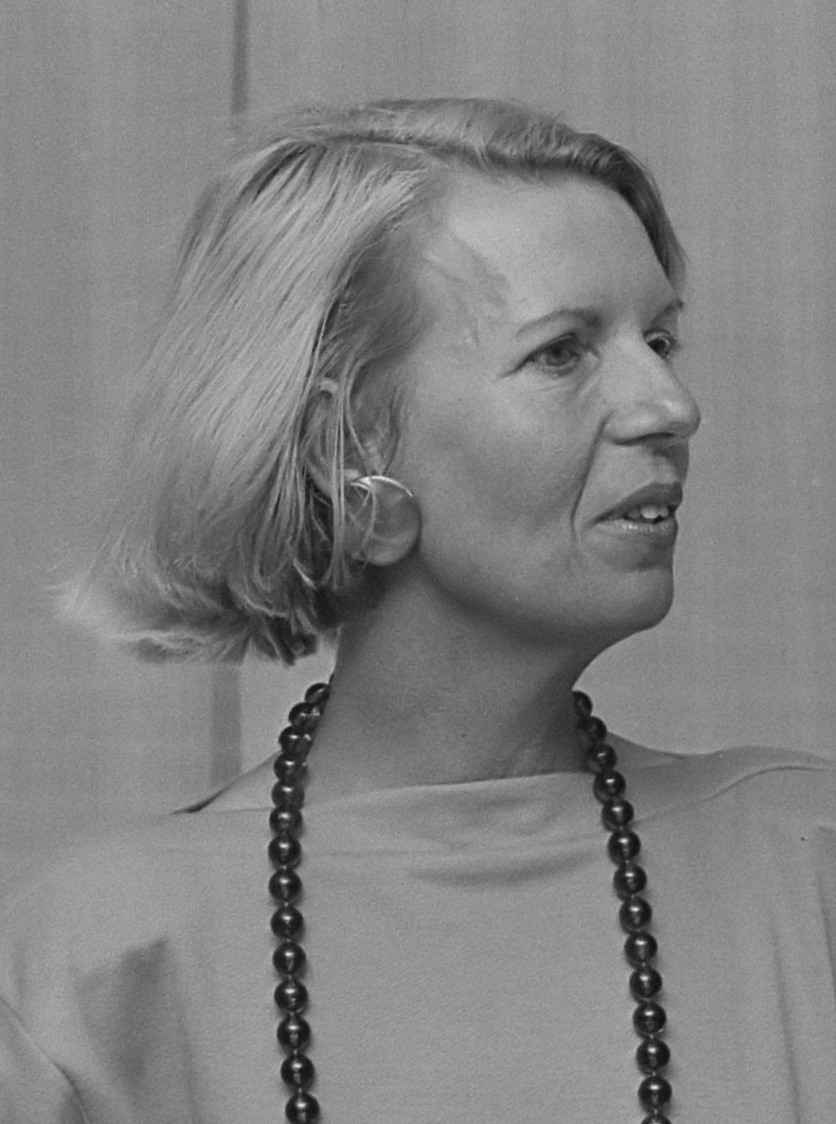
22 august: Mathilde van den Brink, politiciană din Țările de Jos, membră al Parlamentului European
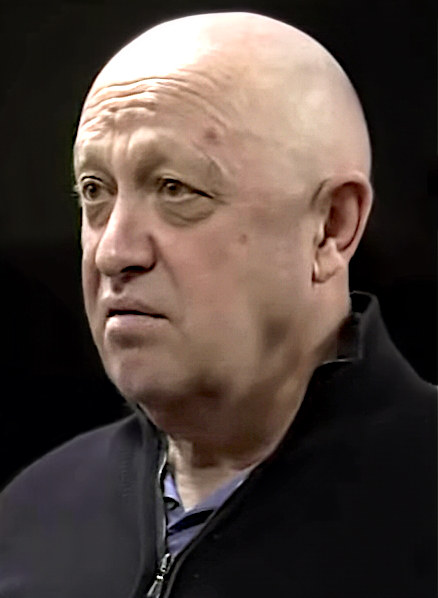
23 august: Evgheni Prigojin, om de afaceri rus, oligarh, personalitate publică, militară și politică
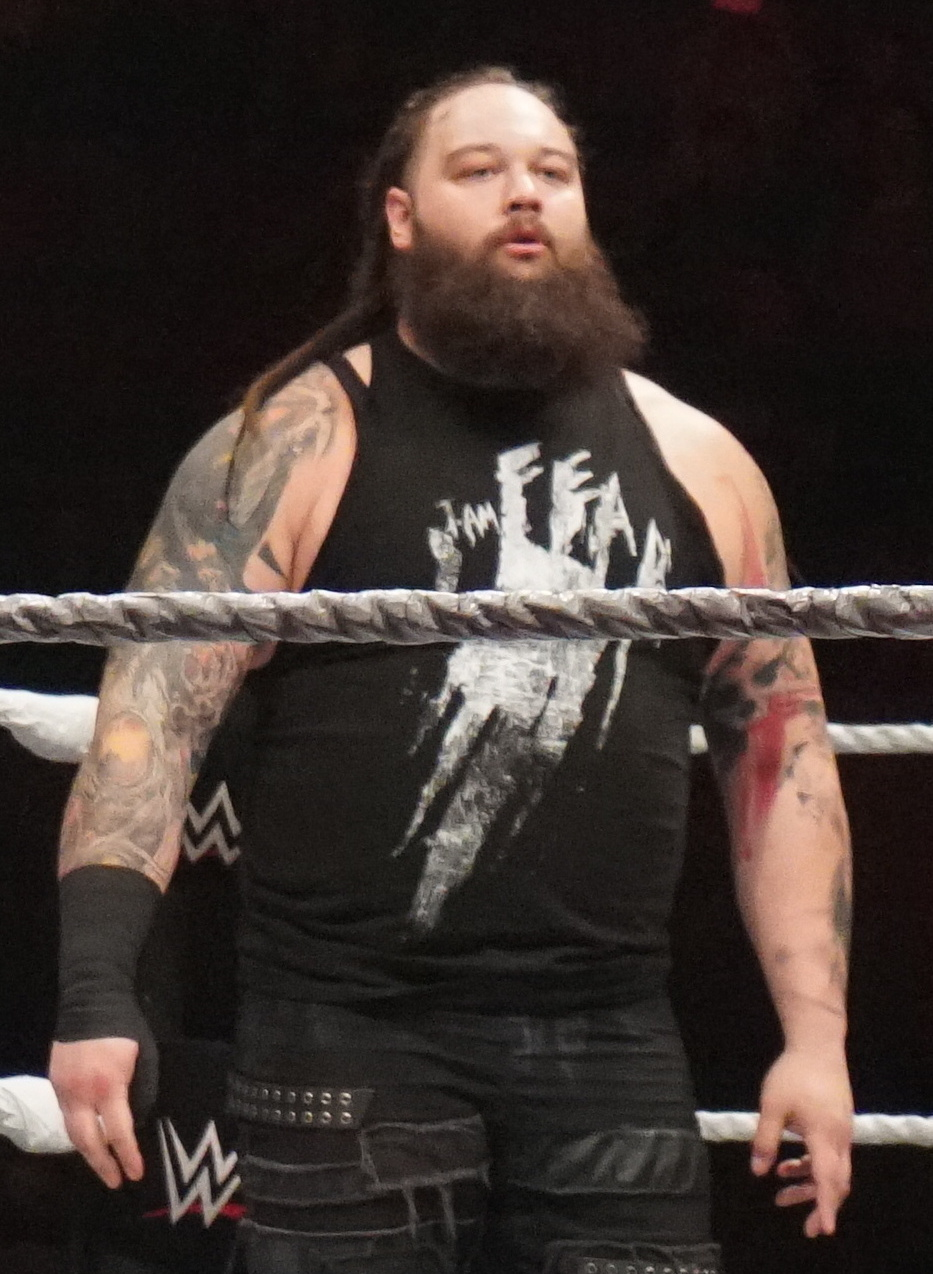
24 august: Bray Wyatt, wrestler american
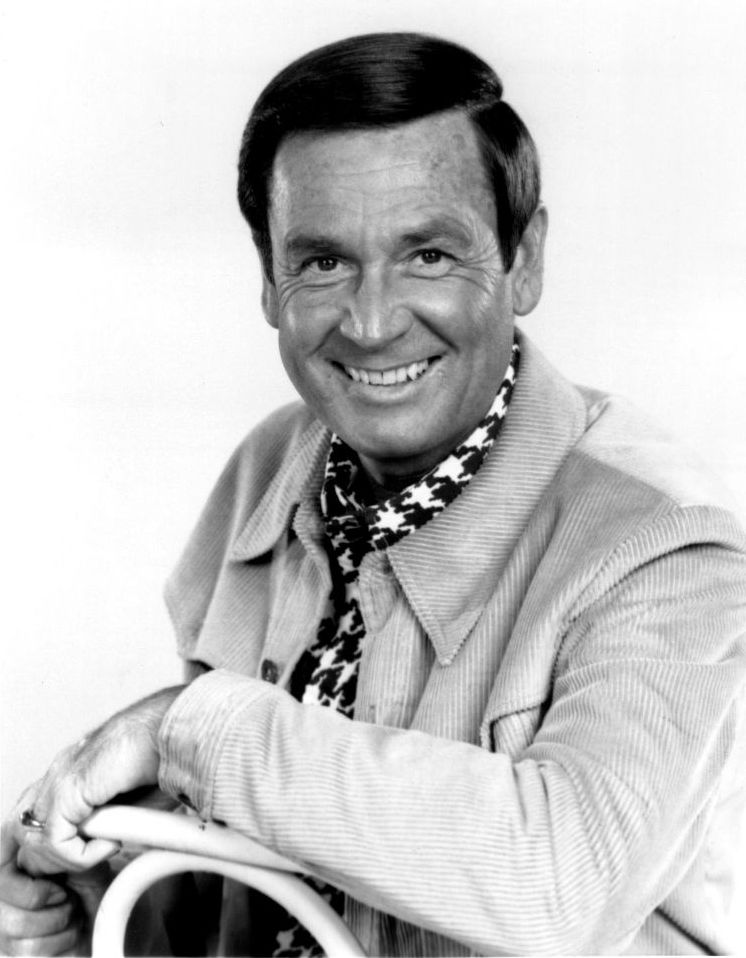
26 august: Bob Barker,  producător american de televiziune
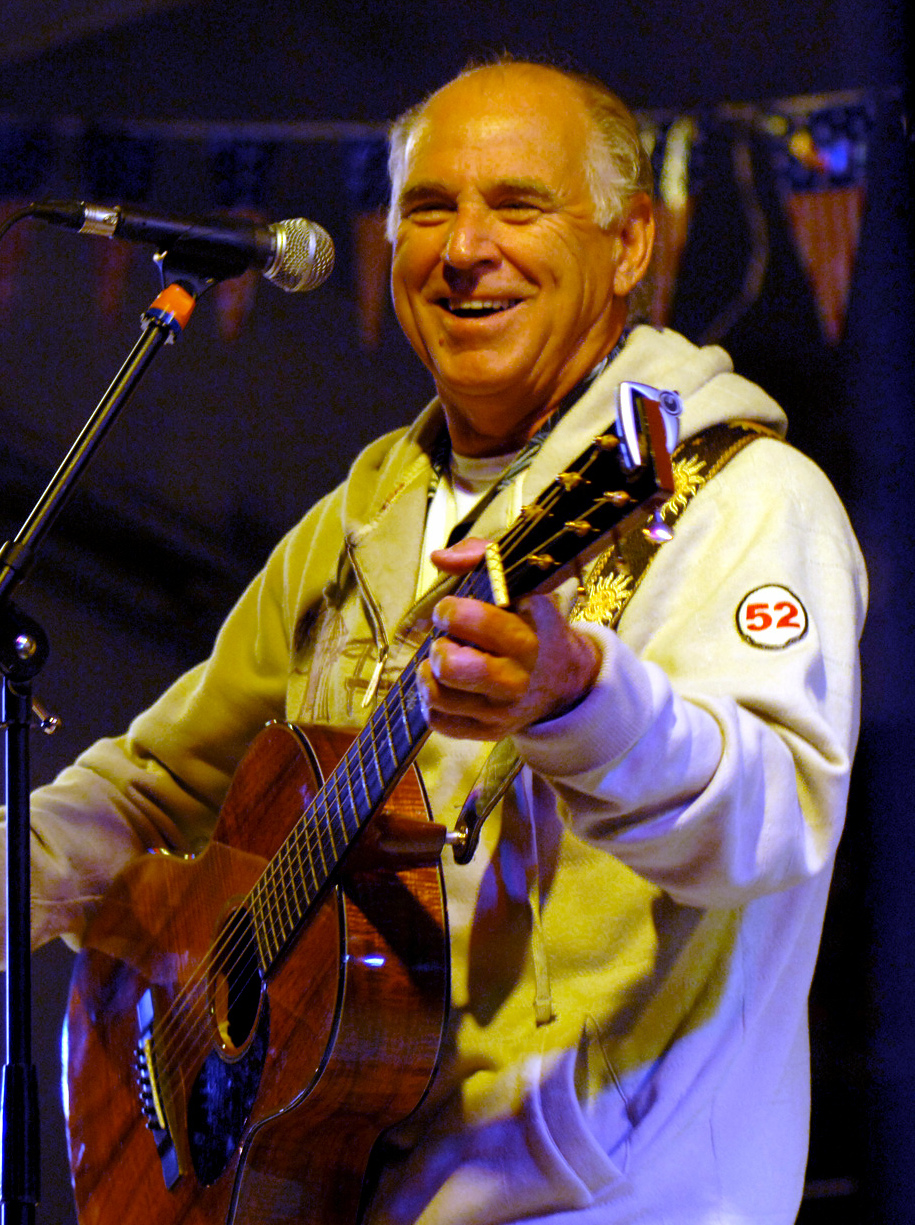
1 septembrie: Jimmy Buffett, cântăreț și compozitor american
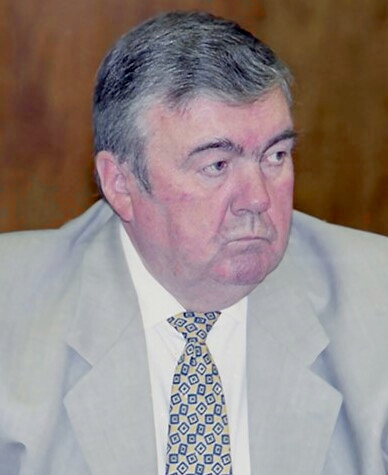
14 septembrie: Mircea Snegur, politician moldovean, primul președinte al Republicii Moldova
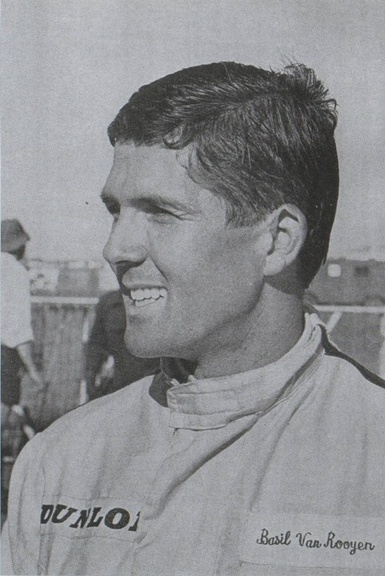
14 septembrie: Basil van Rooyen, pilot sud-african de Formula 1
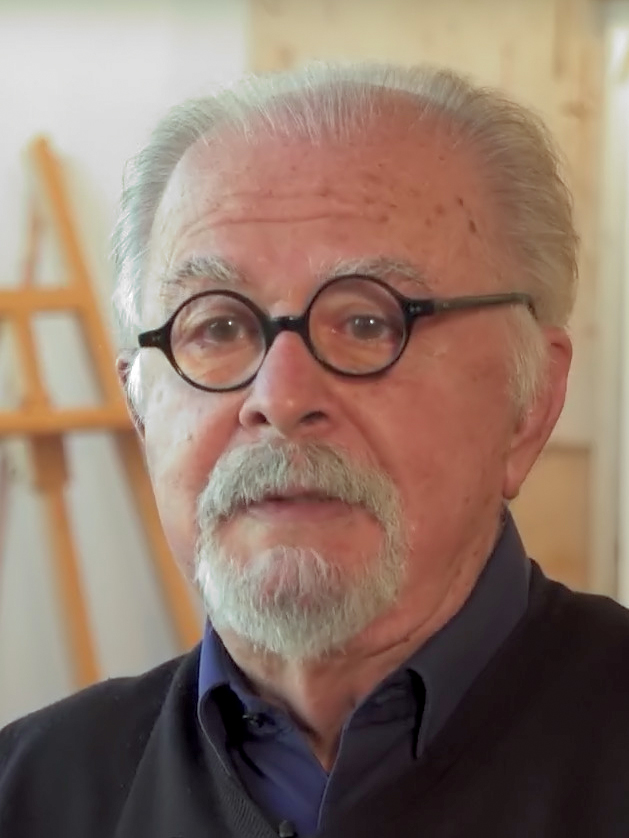
15 septembrie: Fernando Botero, pictor și sculptor columbian
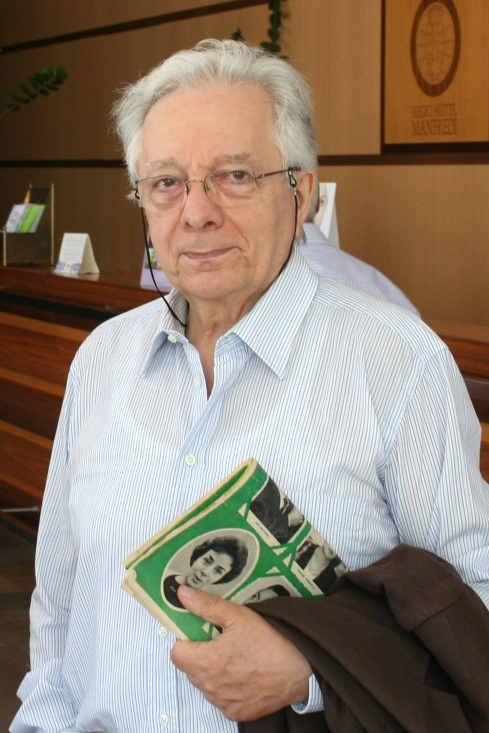
15 septembrie: Franco Migliacci, textier si actor italian
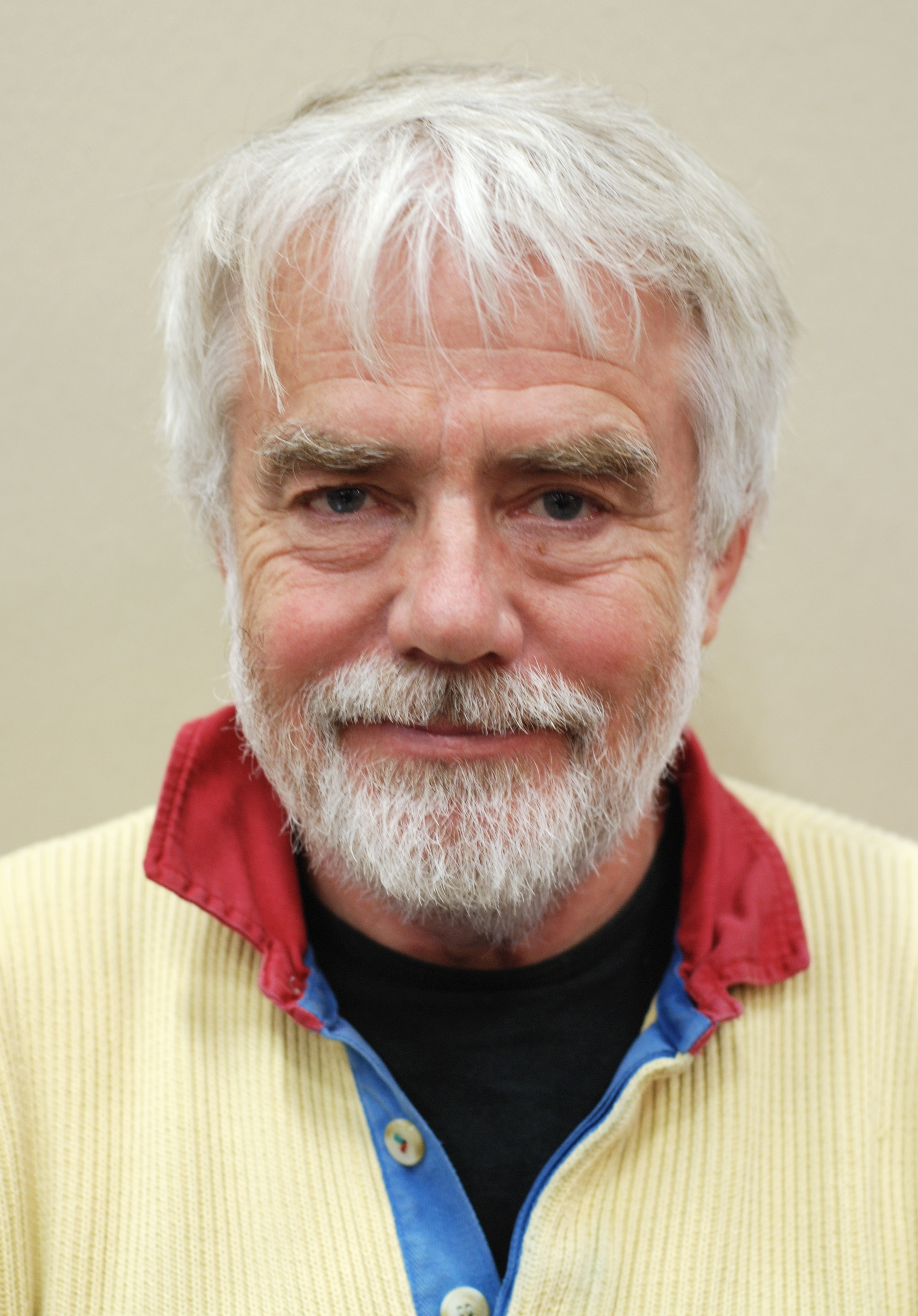
19 septembrie: Per Gahrton, politician suedez, membru al Parlamentului European
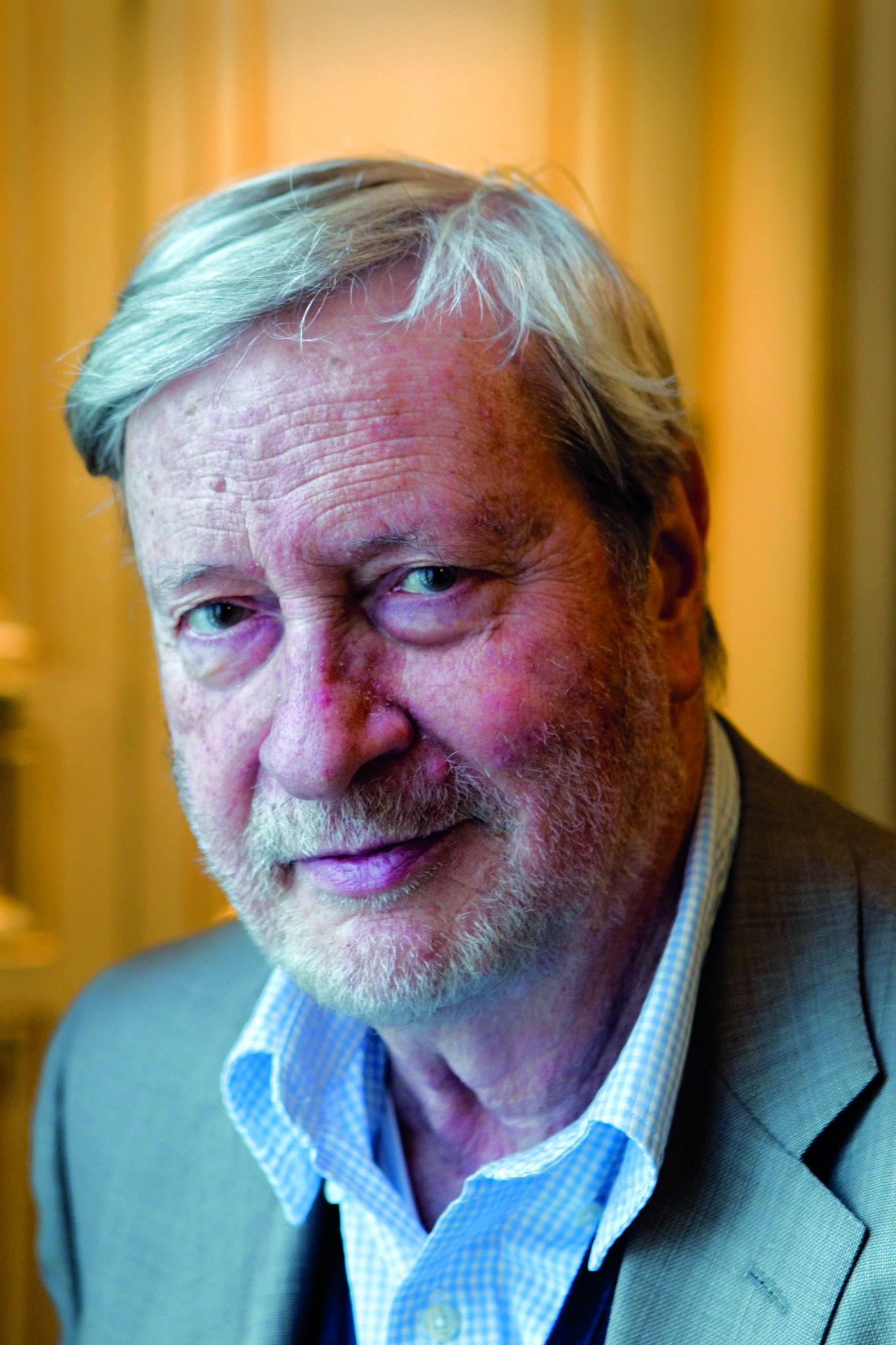
19 septembrie: Gianni Vattimo, filozof și politician italian, membru al Parlamentului European
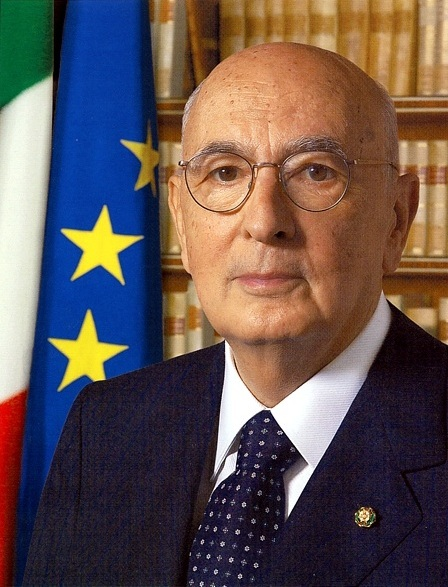
22 septembrie: Giorgio Napolitano, politician italian, președinte al Republicii Italiene, președinte al Camerei Deputaților din Italia, ministru de interne al Republicii Italiene
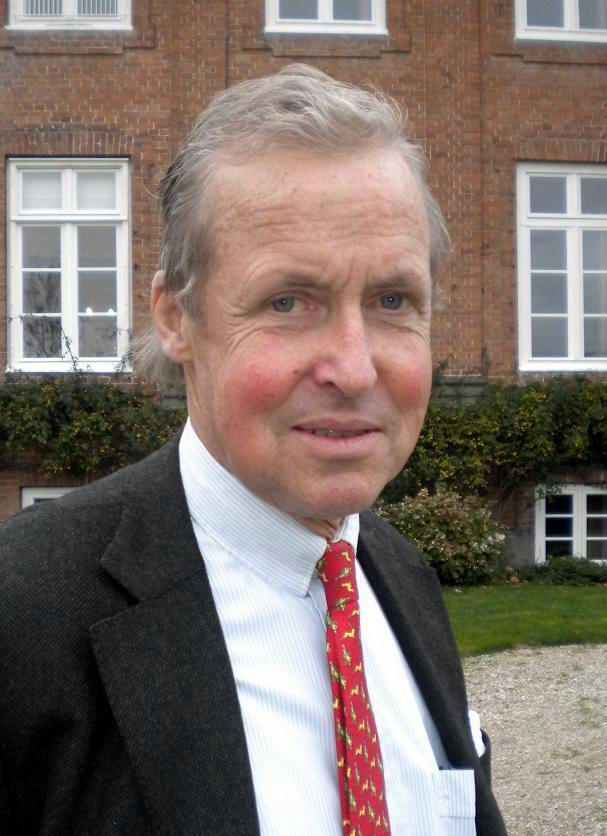
27 septembrie: Christoph, Prinț de Schleswig-Holstein, prinț german
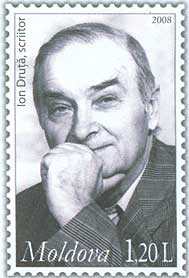
28 septembrie: Ion Druță, scriitor și dramaturg moldovean, membru de onoare al Academiei Române
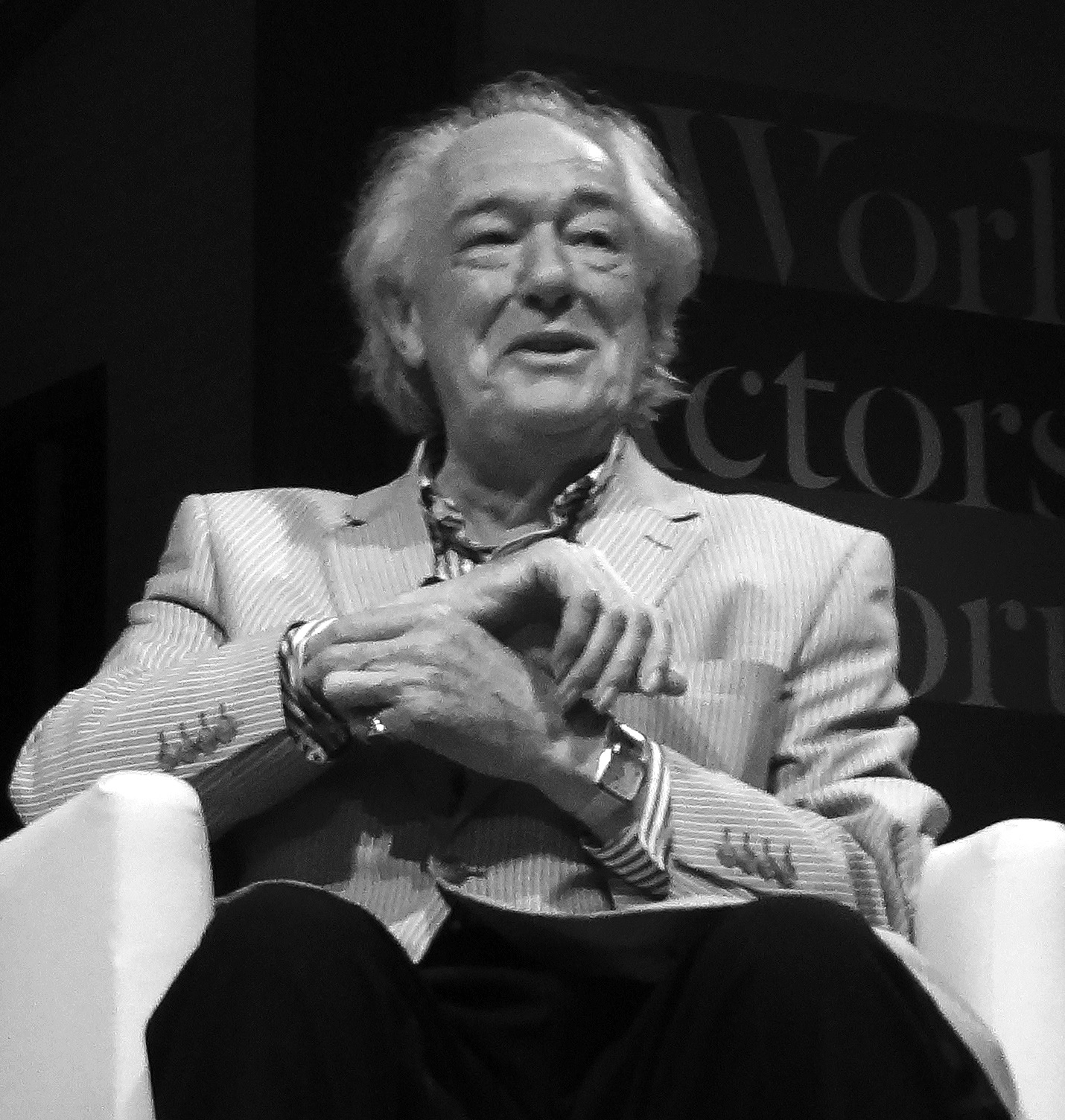
28 septembrie: Michael Gambon, actor englez de origine irlandeză
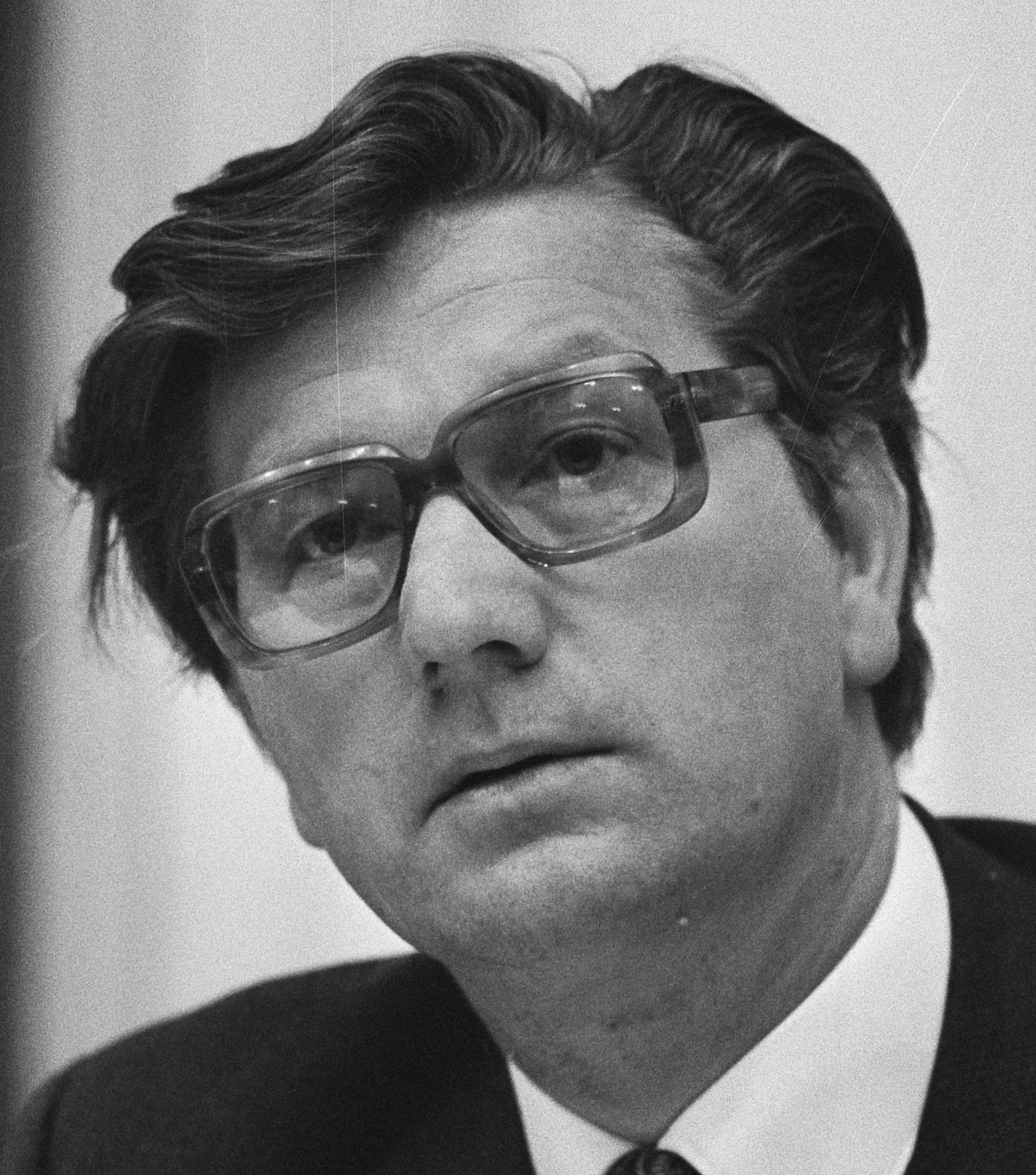
7 octombrie: Tjerk Westerterp, politician olandez, membru al Parlamentului European
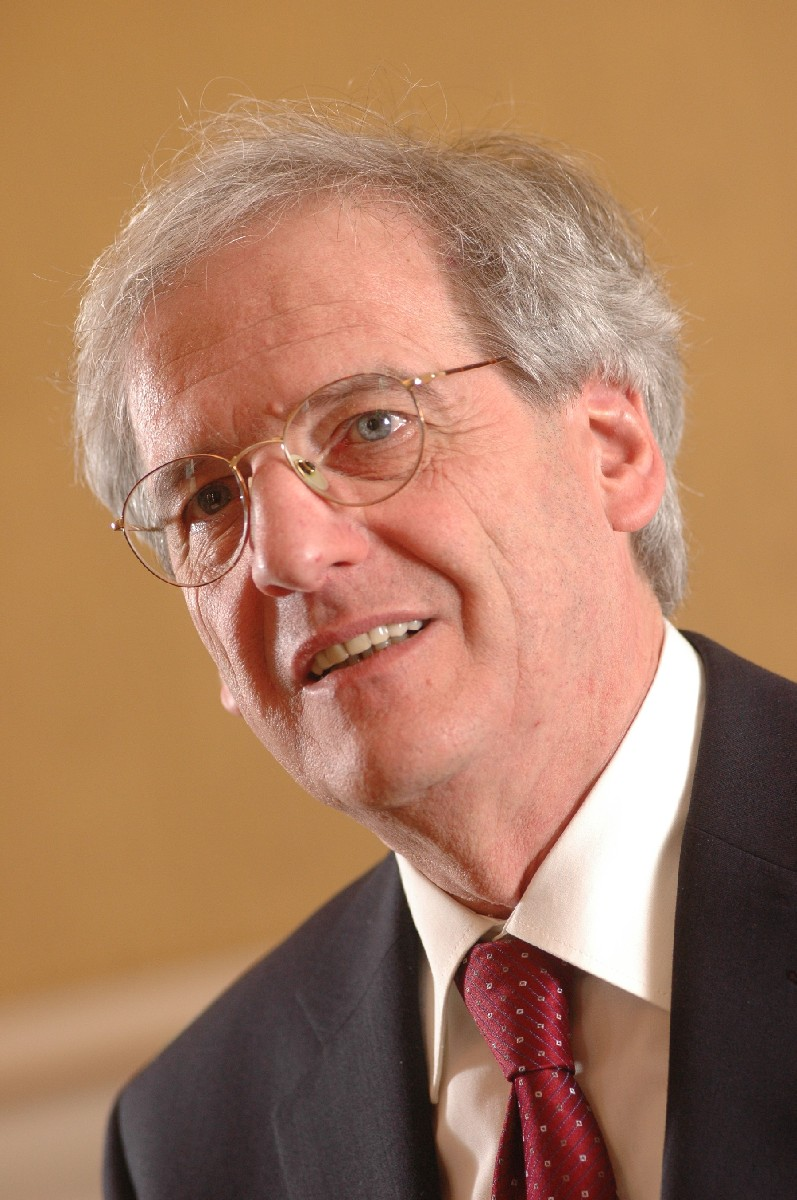
8 octombrie: László Sólyom, politician maghiar, președinte al Ungariei, Președinte al Curții Constituționale a Ungariei
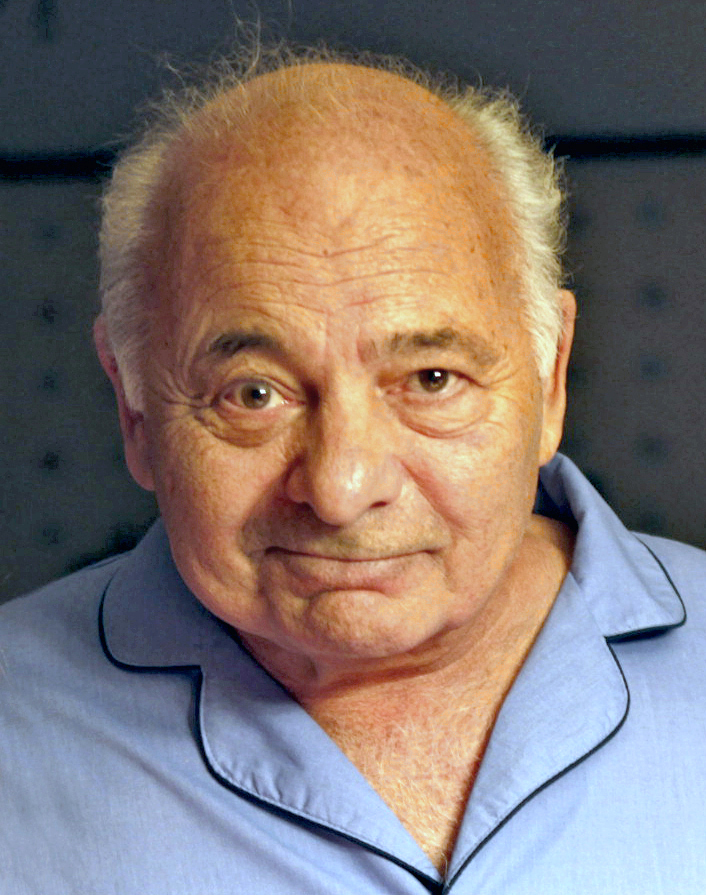
8 octombrie: Burt Young, actor (Rocky, Rocky II, Rocky III, Rocky IV, Rocky V), pictor și autor american
13 octombrie: Prințesa India a Afganistanului, membră a familiei regale afgane
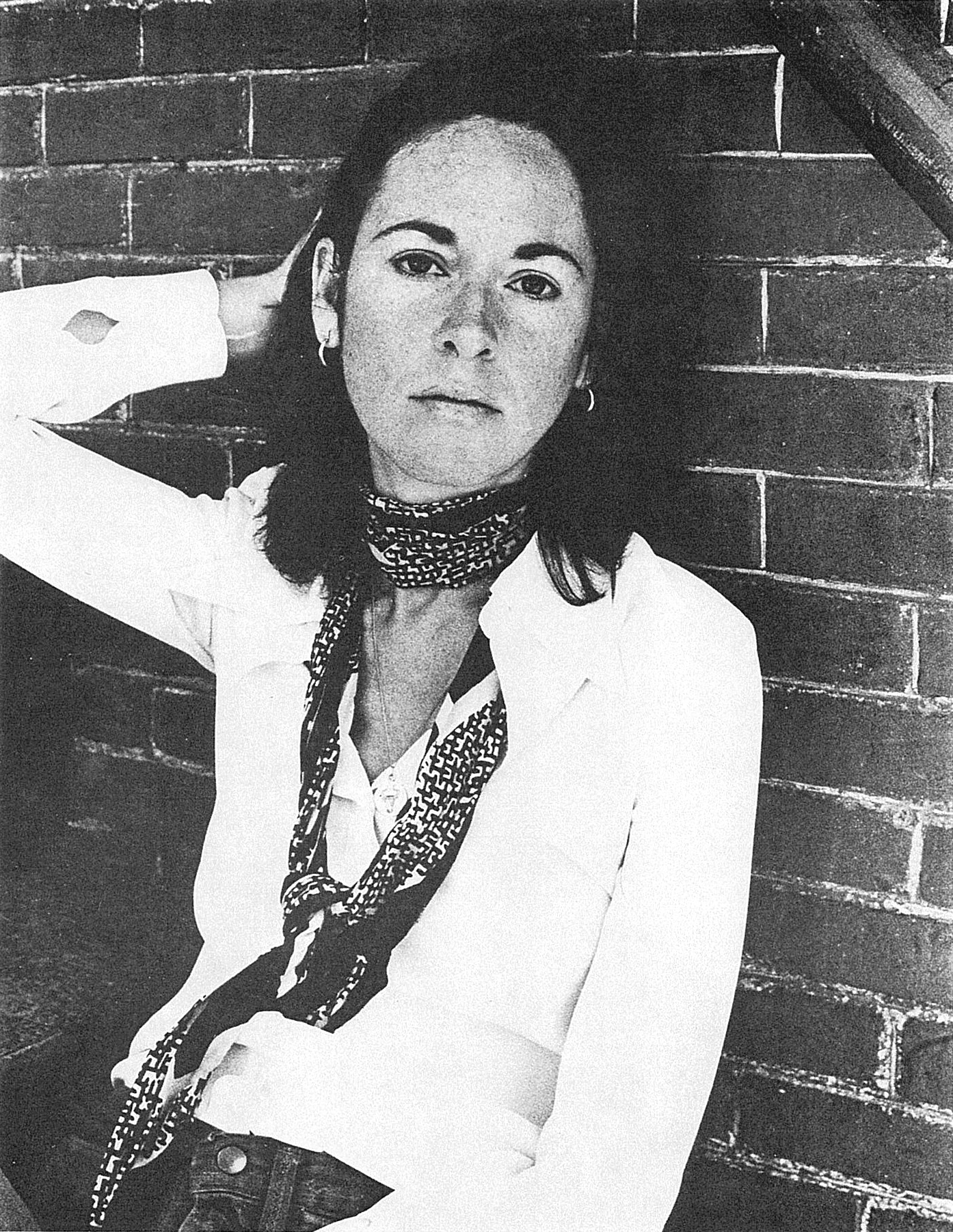
13 octombrie: Louise Glück, poetă americană
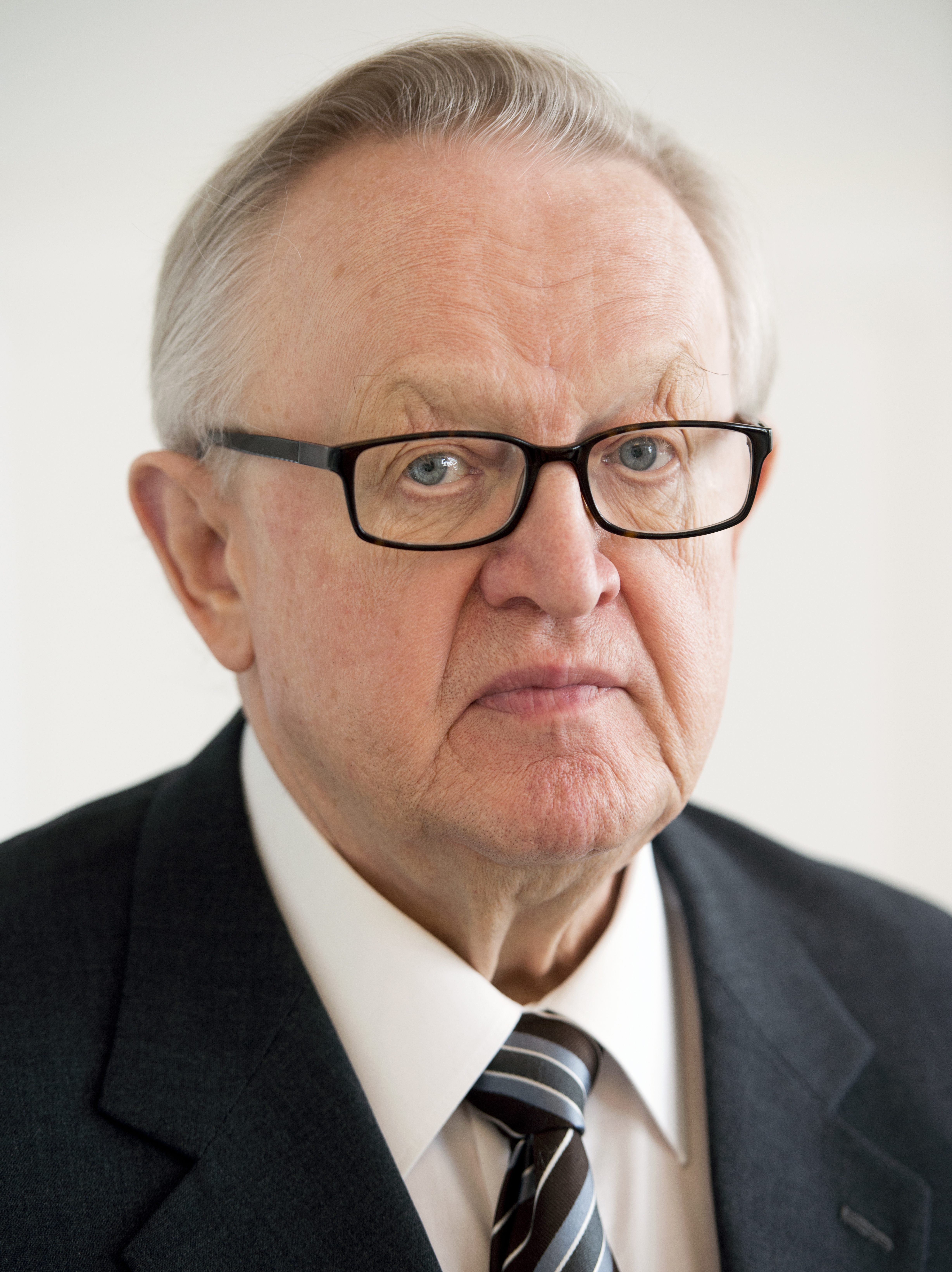
16 octombrie: Martti Ahtisaari, politician finlandez, președinte al Finlandei, diplomat și mediator ONU, laureat al Premiul Nobel pentru Pace
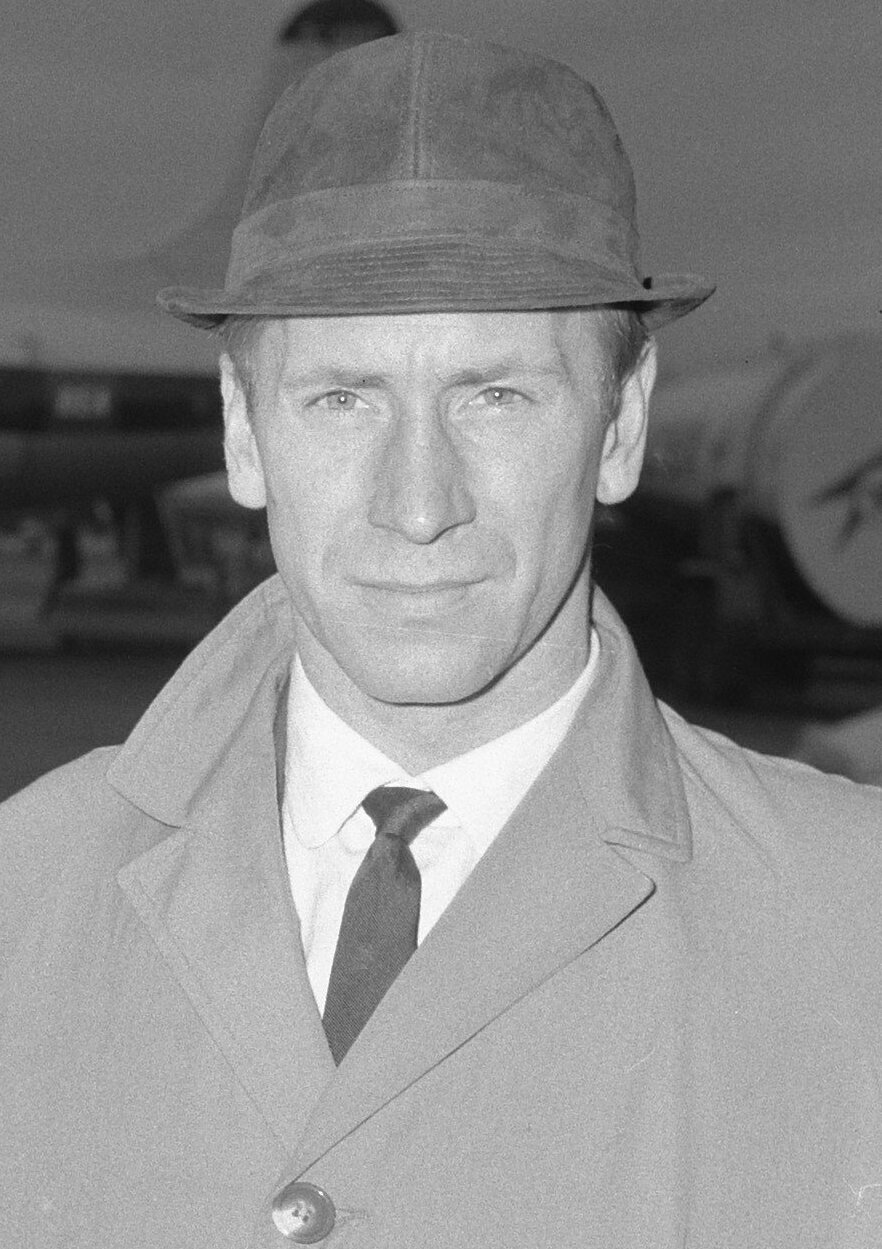
21 octombrie: Bobby Charlton, fotbalist englez
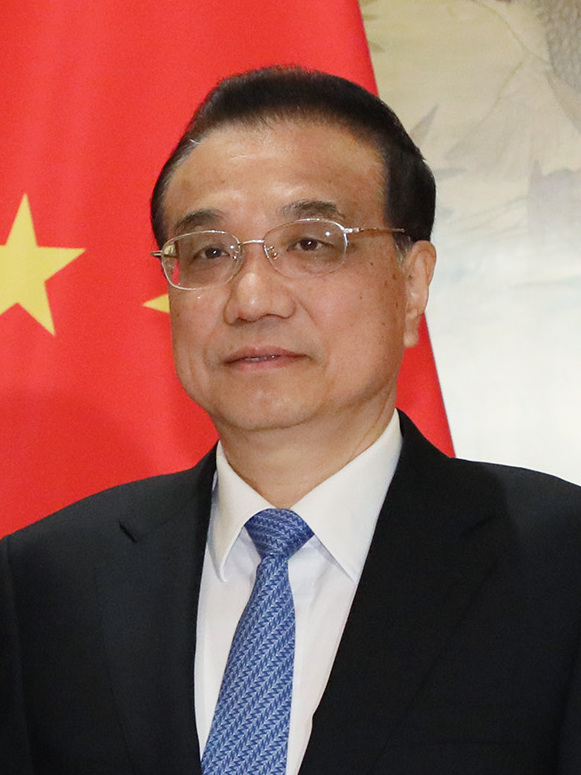
27 octombrie: Li Keqiang, politician chinez, premier al Chinei
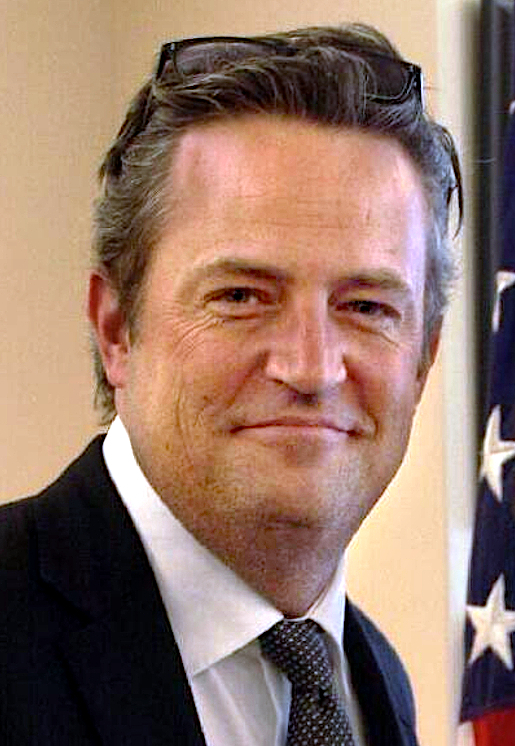
28 octombrie: Matthew Perry, actor (Prietenii tăi), comedian, scenarist, producător executiv și dramaturg canadiano-american
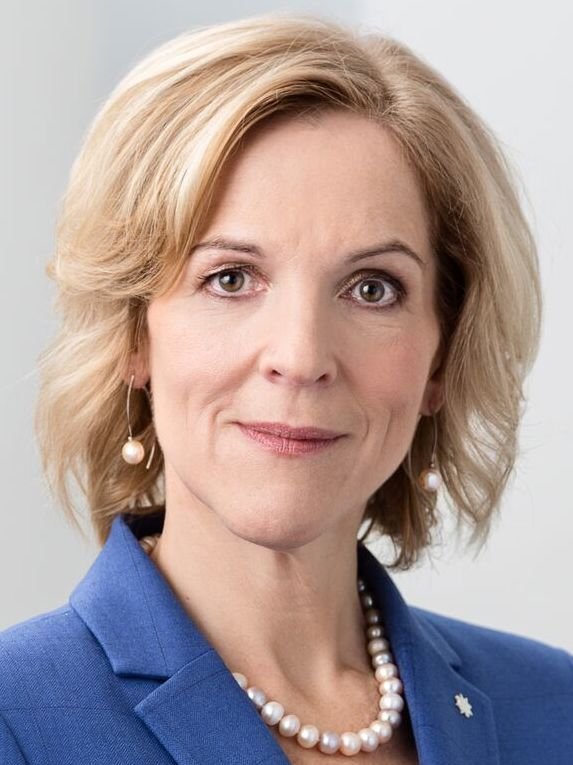
2 noiembrie: Kaia Iva, politiciană estonă
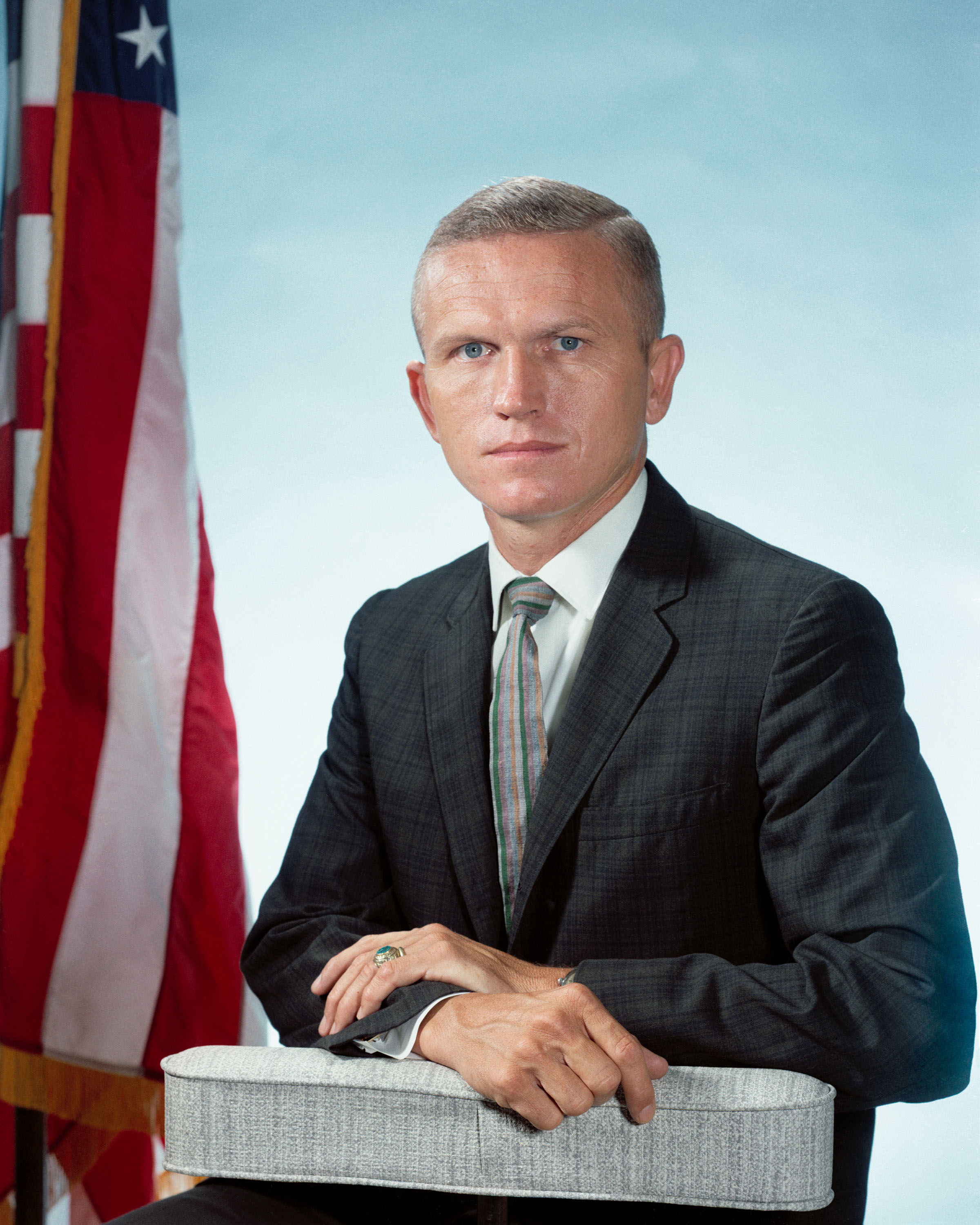
7 noiembrie: Frank Borman, pilot al Forțelor Aeriene ale Statelor Unite ale Americii, inginer aeronautic, pilot de încercare și astronaut NASA
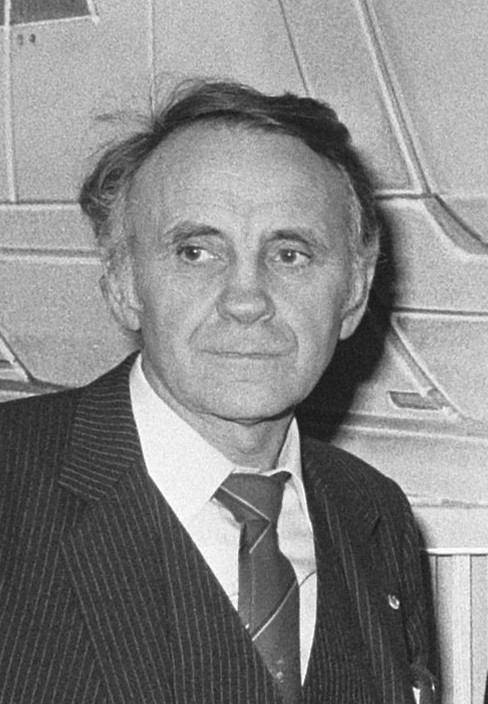
10 noiembrie: Marcel Schlechter, om politic luxemburghez, membru al Parlamentului European
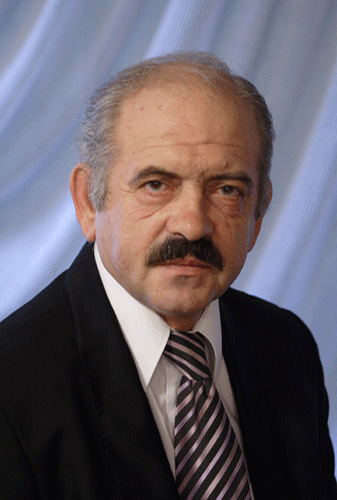
10 noiembrie: Mihai Timofti, regizor, actor, profesor universitar, nuvelist și muzician moldovean
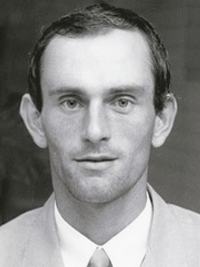
11 noiembrie: Dimitrie Popescu, canotor olimpic român
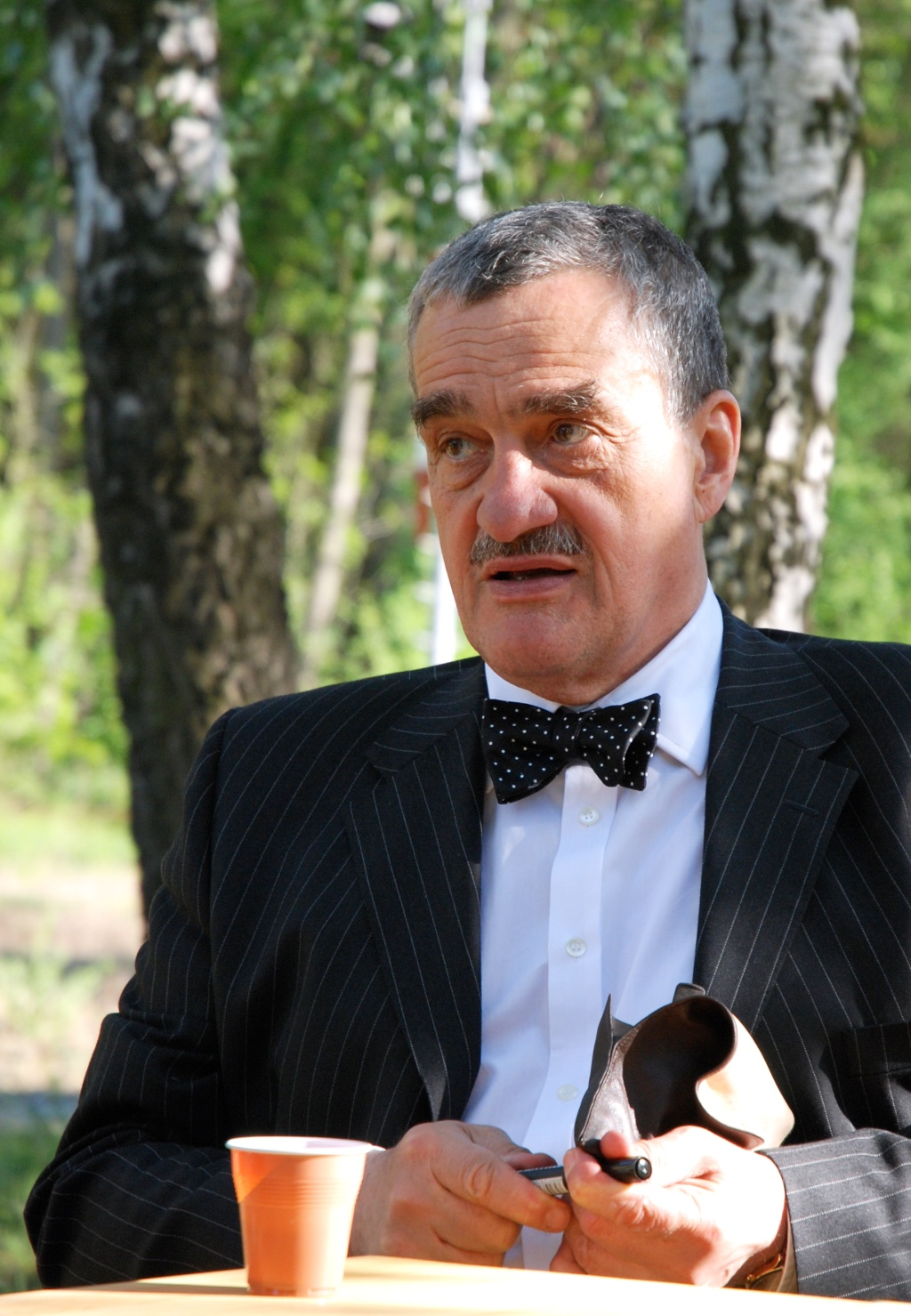
11 noiembrie: Karel Schwarzenberg, politician ceh, ministru de externe al Republicii Cehe
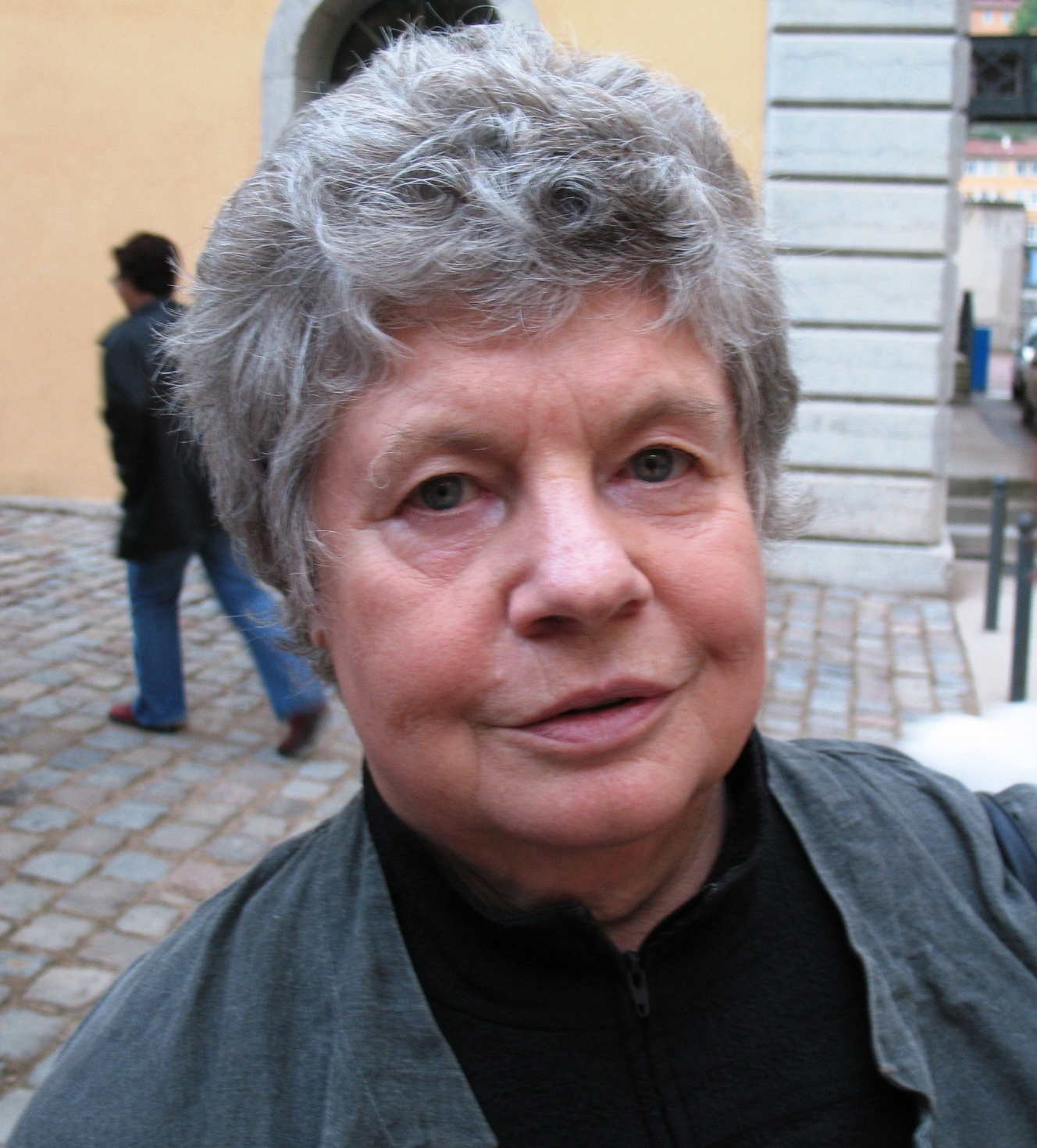
16 noiembrie: A.S. Byatt, scriitoare britanică
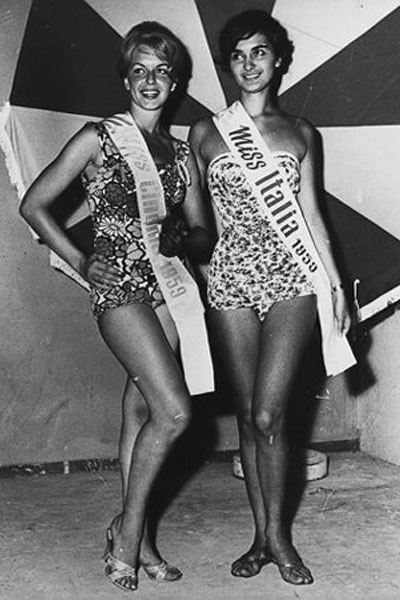
19 noiembrie: Marisa Jossa, actriță și fotomodel italian, Miss Italia
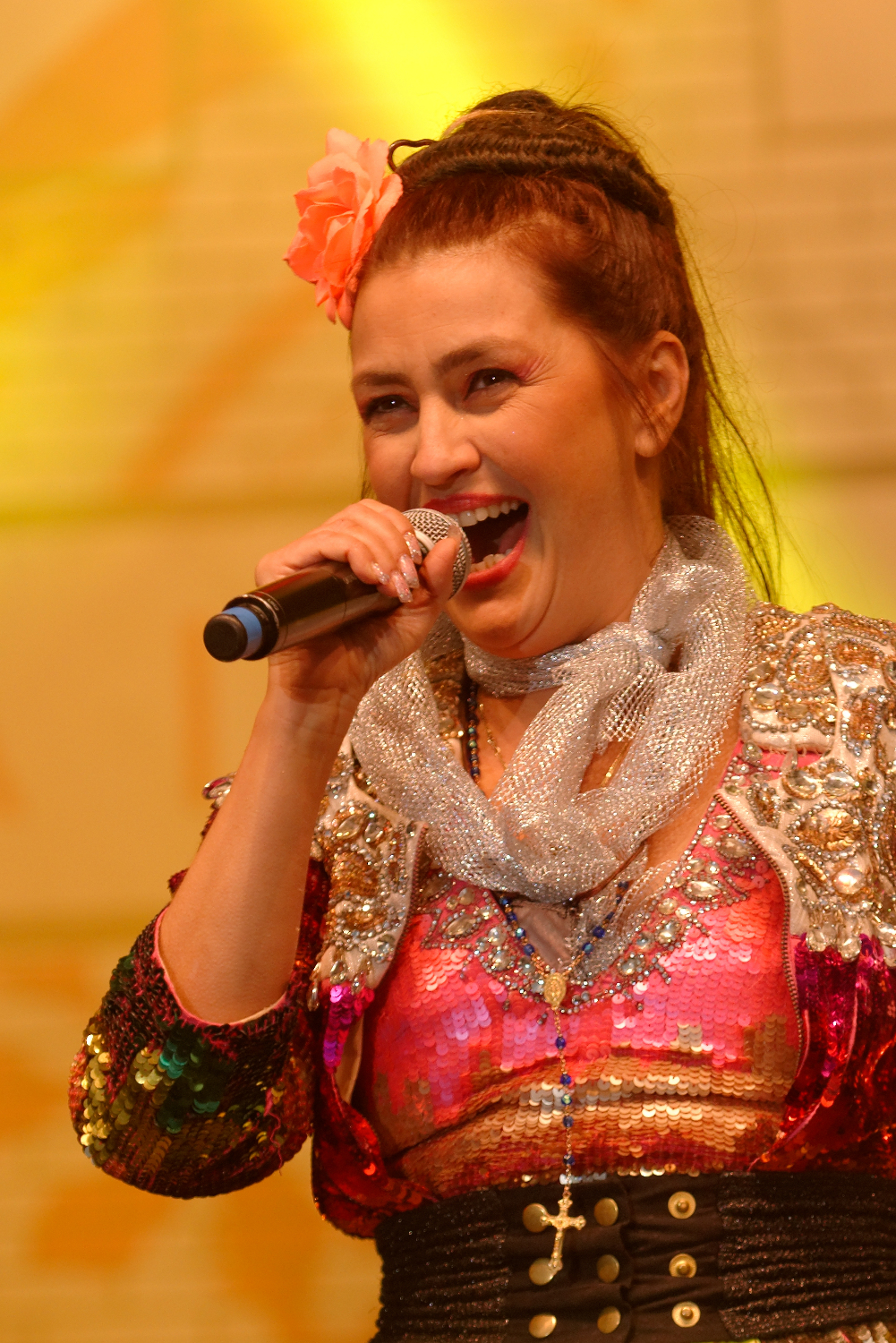
23 noiembrie: Rona Hartner, actriță de film, cântăreață, compozitoare și textieră română de origine germană
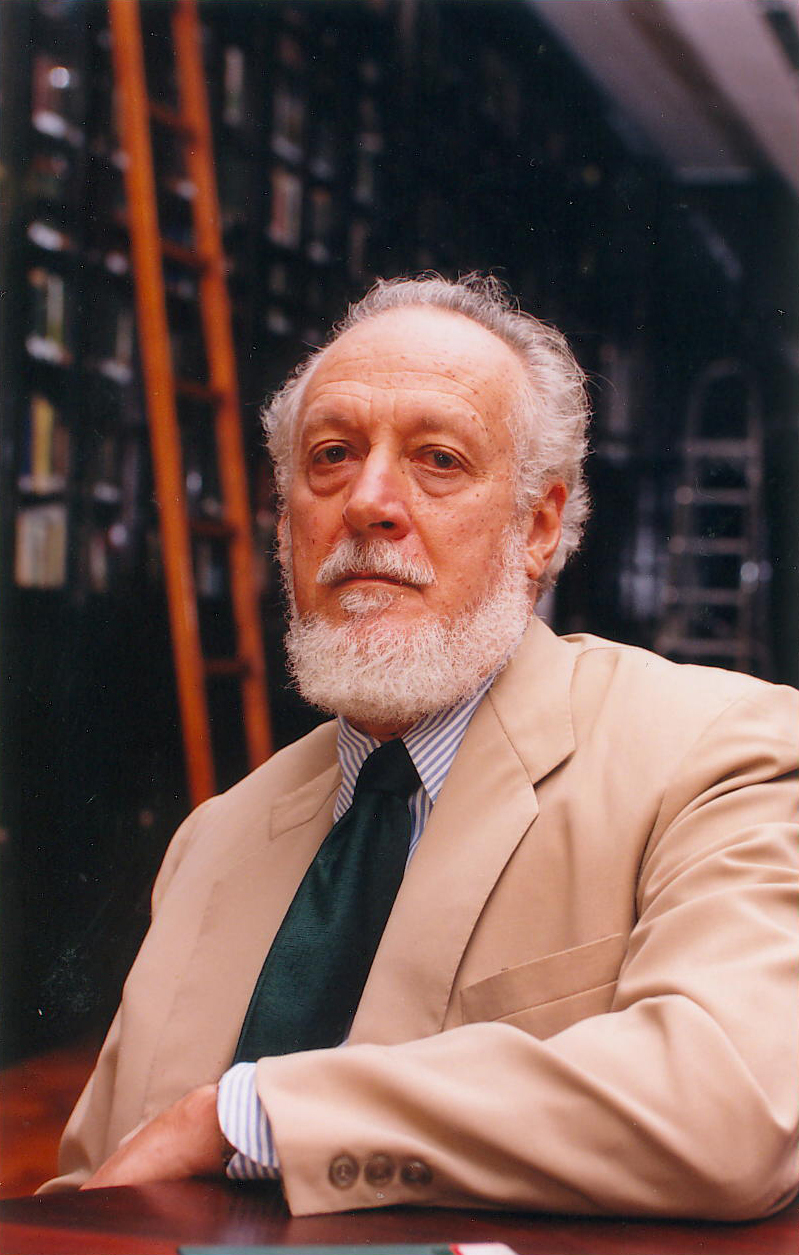
26 noiembrie: Alberto da Costa e Silva, istoric, poet și fost diplomat brazilian
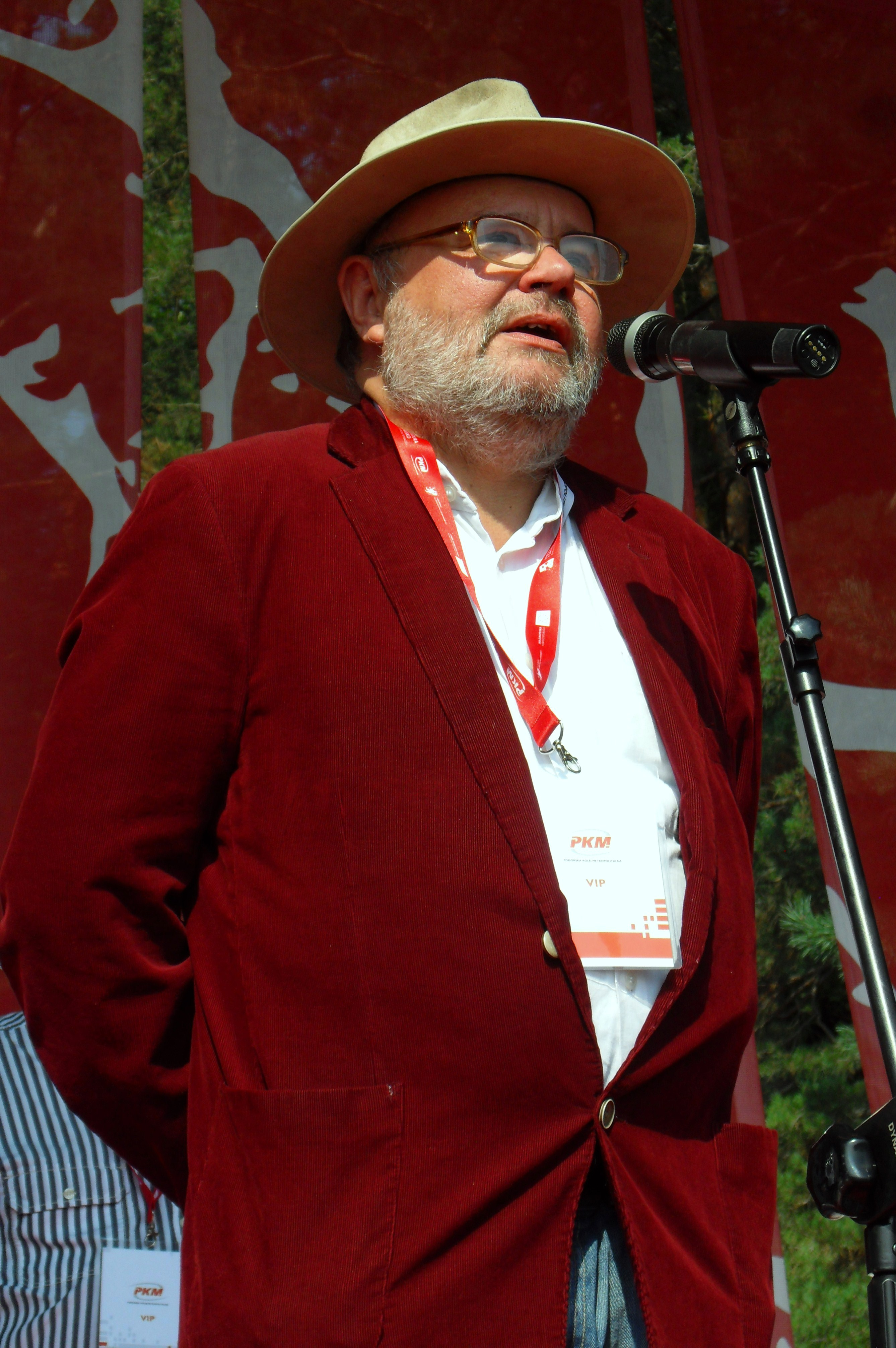
27 noiembrie: Pawel Huelle, prozator polonez, ziarist
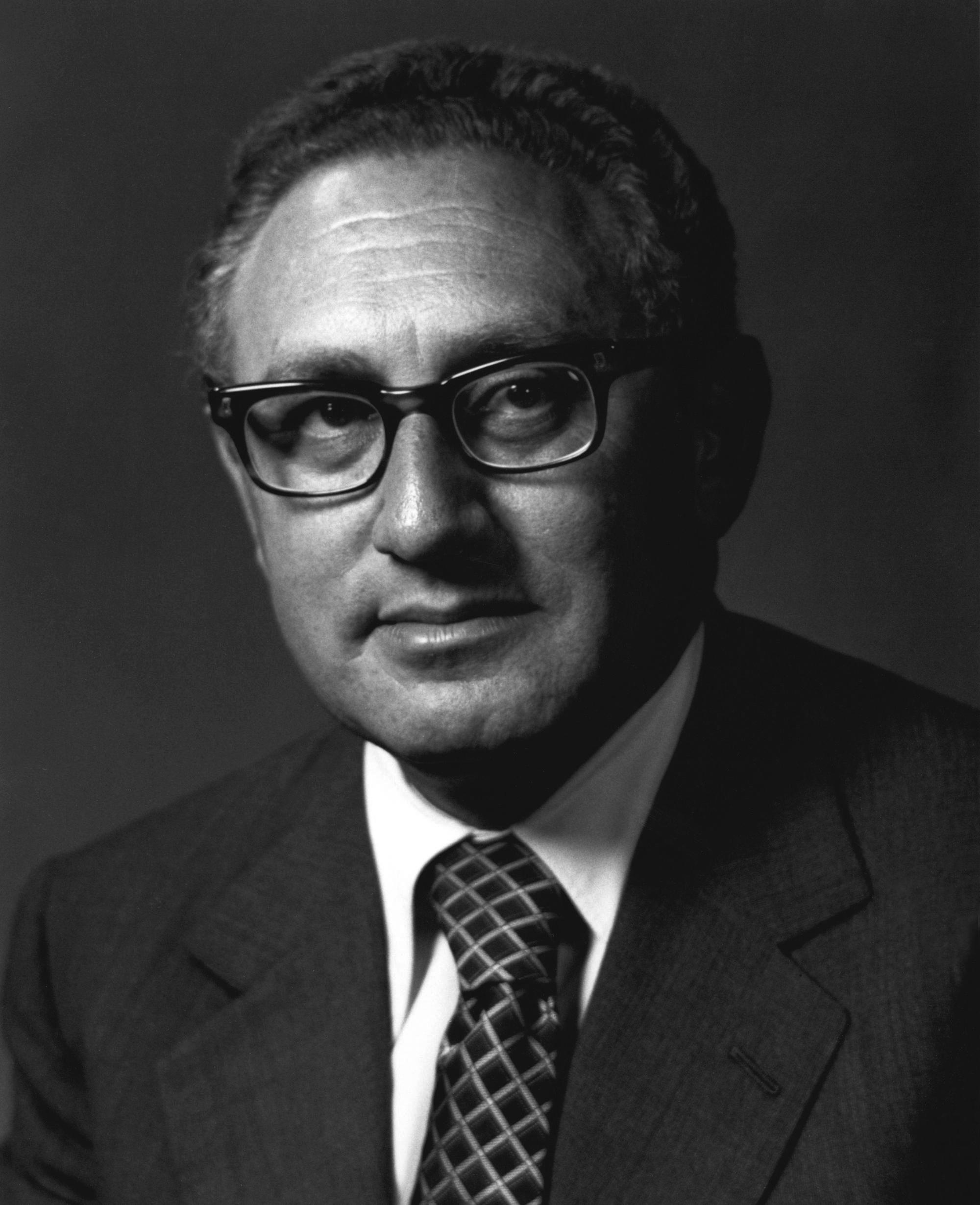
29 noiembrie: Henry Kissinger, politician american, laureat al Premiului Nobel pentru pace
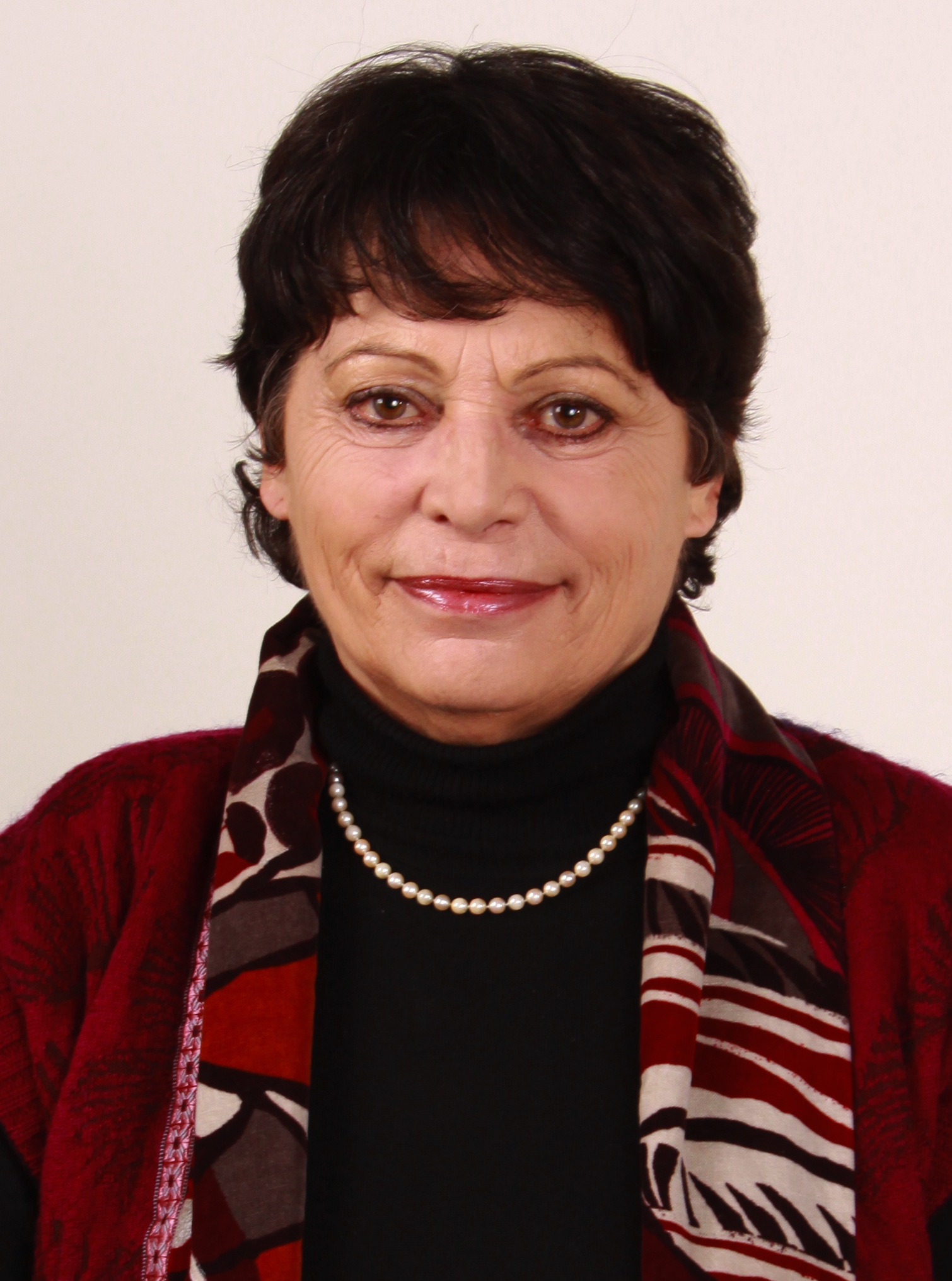
29 noiembrie: Michèle Rivasi, politiciană franceză, membră al Parlamentului European
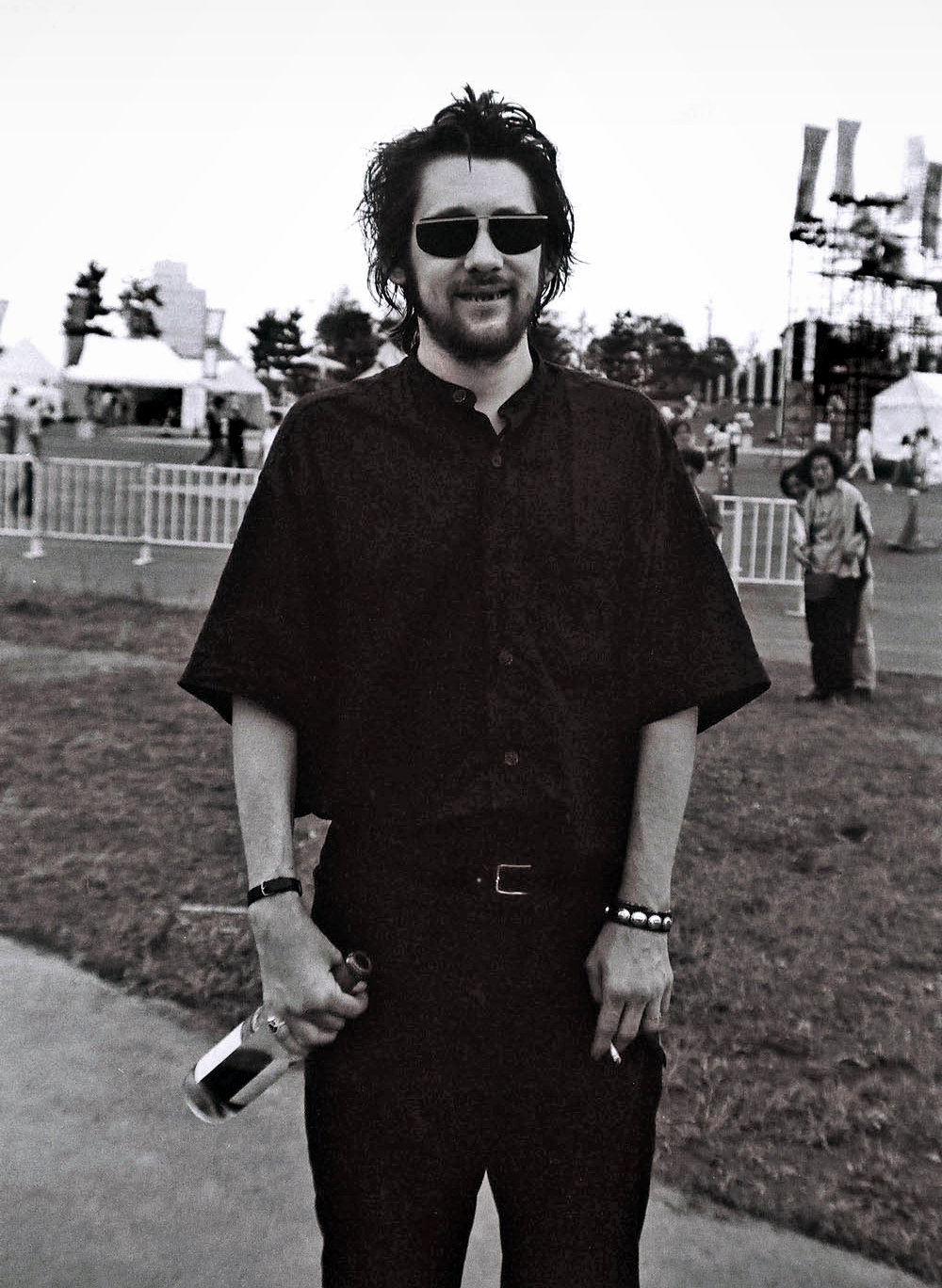
30 noiembrie: Shane MacGowan, muzician irlandez (The Pogues)
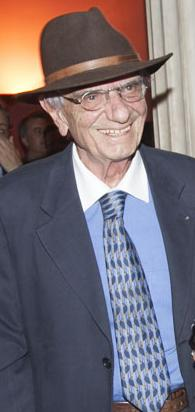
30 noiembrie: Vassilis Vassilikos, scriitor și politician grec
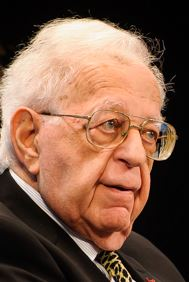
1 decembrie: Shlomo Avineri, politolog social-democrat și istoric israelian
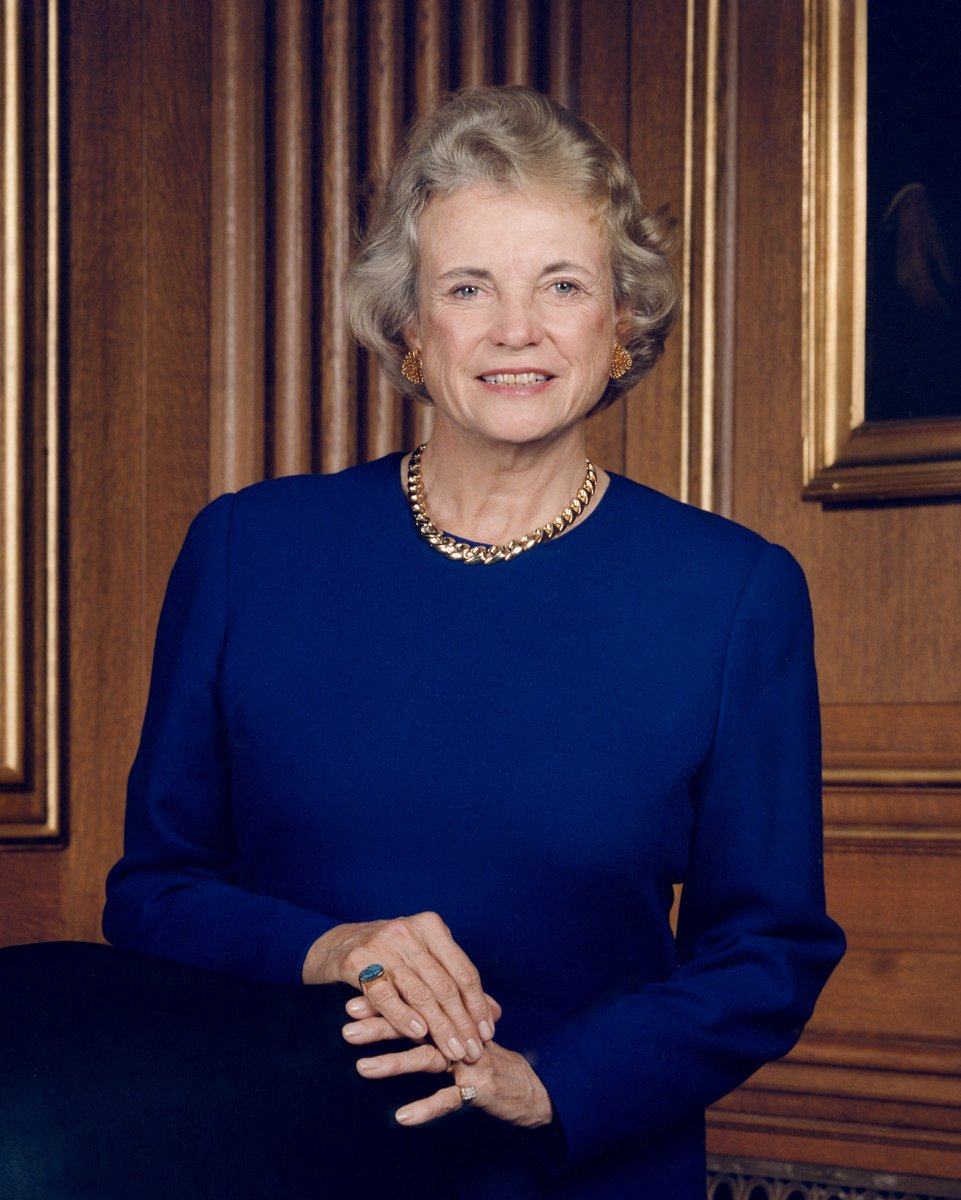
1 decembrie: Sandra Day O'Connor, politiciană americană
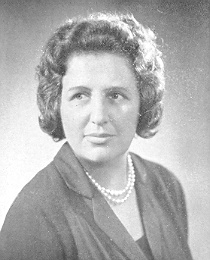
2 decembrie: Maria Lisa Cinciari Rodano, politiciană italiană, membră al Parlamentului European
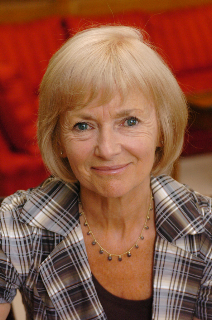
3 decembrie: Glenys Kinnock, politiciană britanică, membră al Parlamentului European
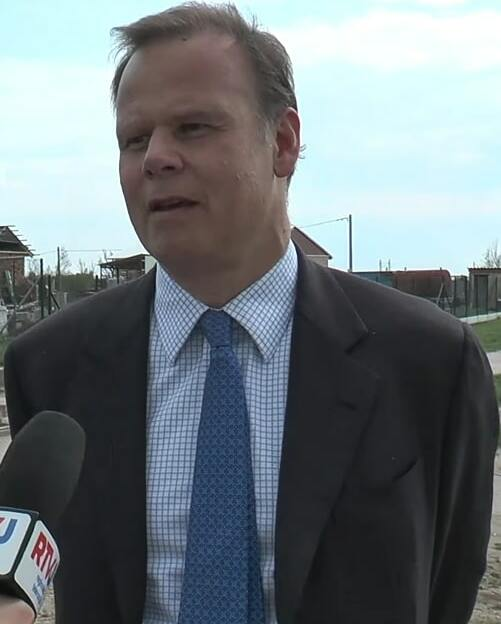
5 decembrie: Prințul Constantin de Liechtenstein, membru al Casei Princiare a Liechtensteinului și om de afaceri
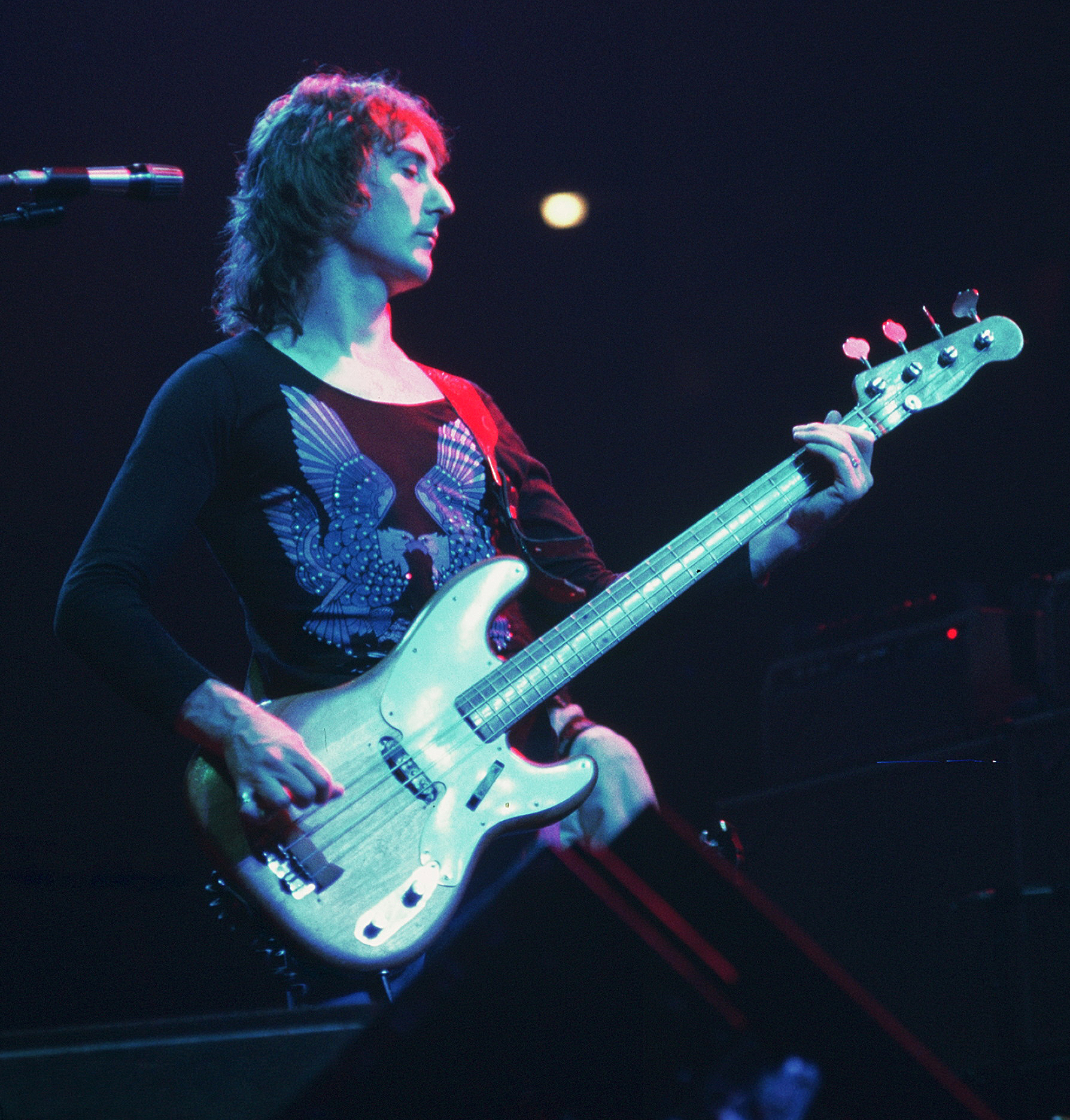
5 decembrie: Denny Laine, textier englez, multi-instrumentalist, chitarist și vocalist principal
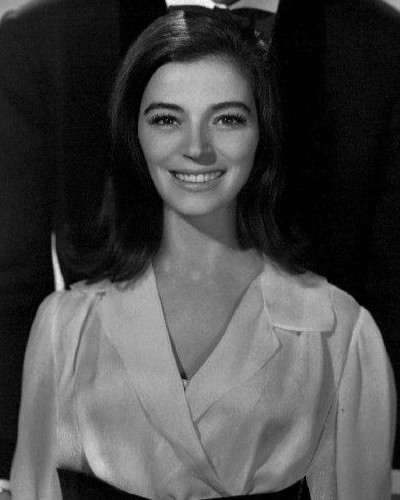
6 decembrie: Marisa Pavan, actriță franceză de origine italiană
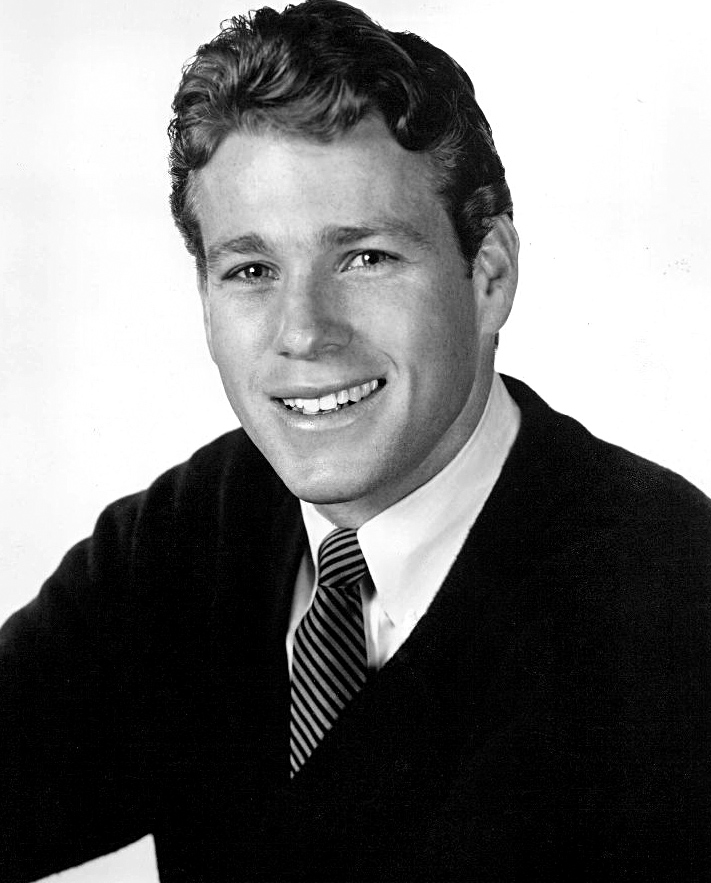
8 decembrie: Ryan O'Neal, actor american
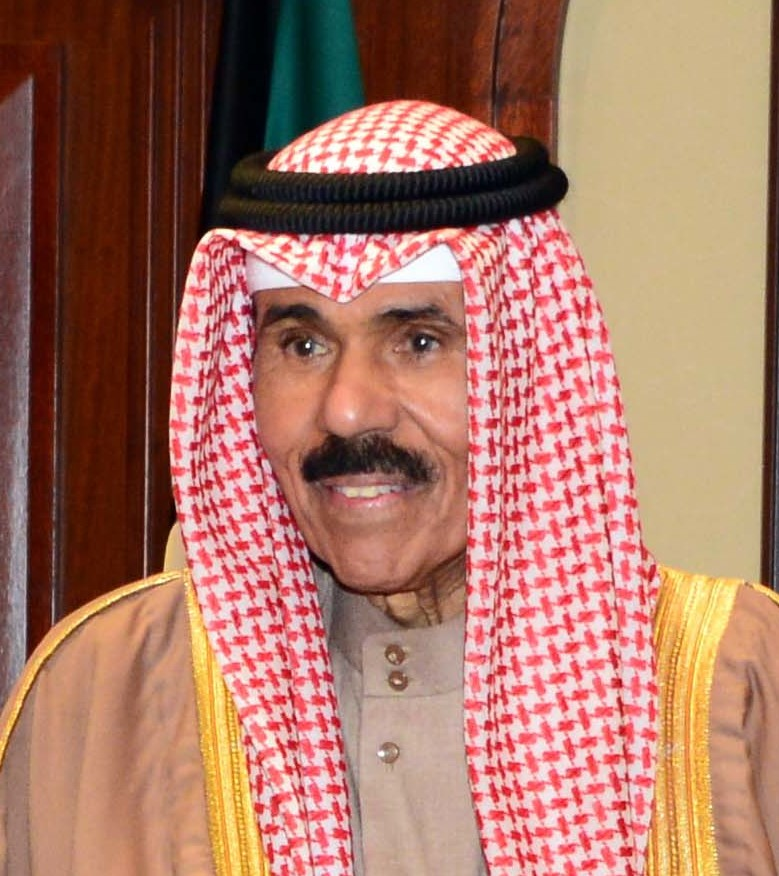
16 decembrie: Nawaf Al-Ahmad Al-Jaber Al-Sabah, politician din Kuwait, emir al Kuwaitului
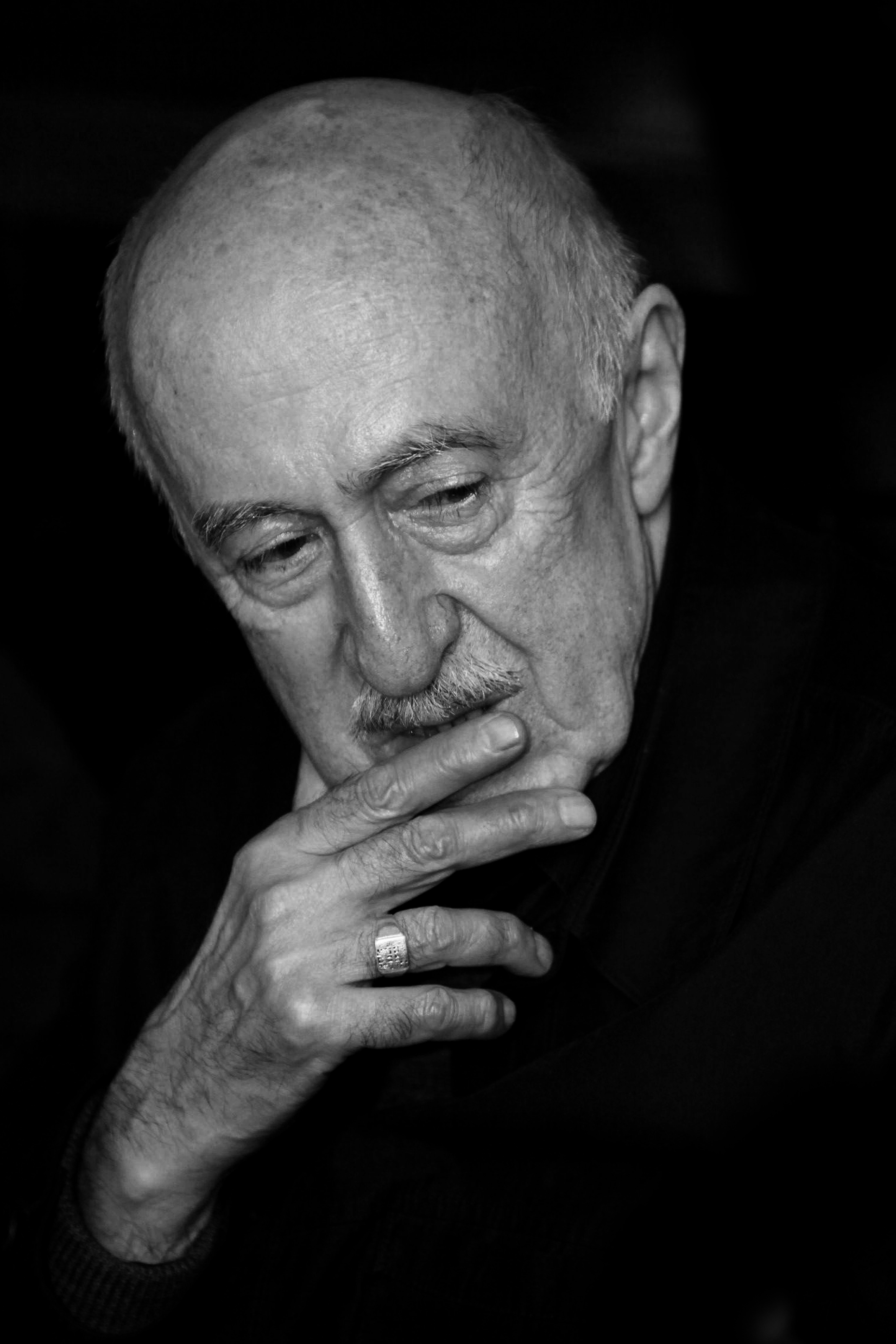
17 decembrie: Otar Iosseliani, scenarist, regizor și producător de origine georgiană
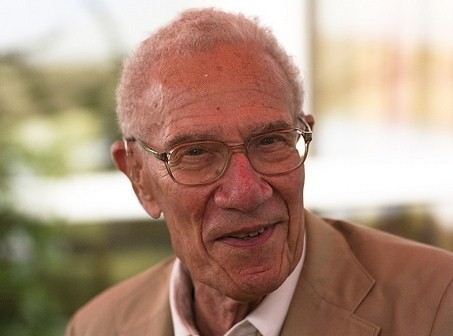
17 decembrie: Robert Solow, economist american, laureat al Premiului Nobel pentru științe economice
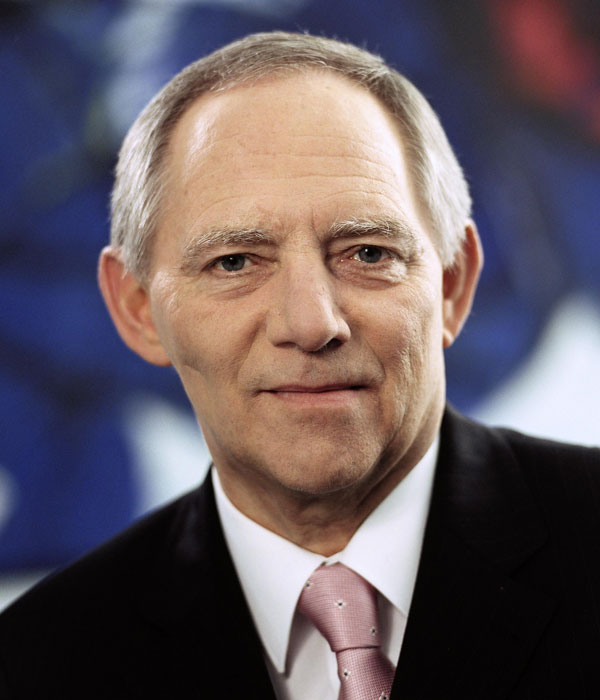
26 decembrie: Wolfgang Schäuble, om politic german, membru proeminent al CDU
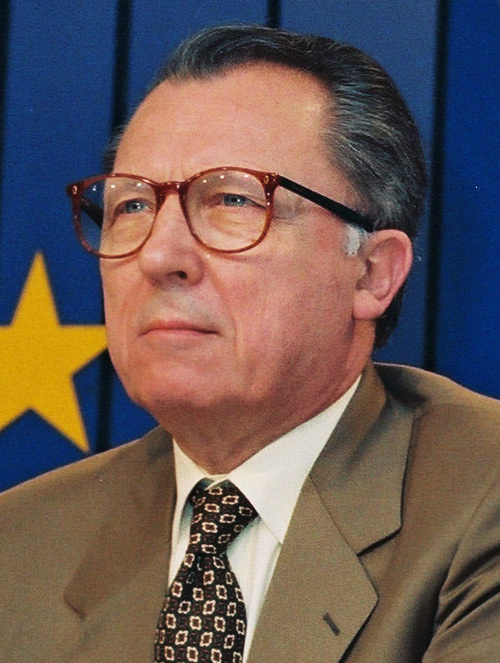
27 decembrie: Jacques Delors, politician francez, Președinte al Comisiei Europene, membru la Parlamentului European

## Premii Nobel
- 2 octombrie: Premiul Nobel pentru fiziologie sau medicină: Katalin Karikó (Ungaria) și Drew Weissman (Statele Unite) „pentru dezvoltarea tehnologiei care a dus la vaccinuri ARNm pentru COVID-19”.
- 3 octombrie: Premiul Nobel pentru fizică: Pierre Agostini (Franța), Ferenc Krausz (Ungaria) și Anne L'Huillier (Franța) „pentru metode experimentale care generează impulsuri de lumină attosecunde pentru studiul dinamicii electronilor în materie”.
- 4 octombrie: Premiul Nobel pentru Chimie: Moungi Bawendi (Franța), Louis E. Brus (Statele Unite) și Alexey Ekimov (Rusia) „pentru descoperirea și sinteza punctelor cuantice”.
- 5 octombrie: Premiul Nobel pentru literatură: Jon Fosse (Norvegia) „pentru piesele și proza lui inovatoare care dau glas nespusului.”.
- 6 octombrie: Premiul Nobel pentru pace: Narges Mohammadi (Iran) „pentru lupta ei împotriva opresiunii femeilor din Iran și lupta ei pentru promovarea drepturilor omului și a libertății pentru toți.”.
- 12 octombrie: Premiul Nobel pentru științe economice: Claudia Goldin (Statele Unite) „pentru că ne-a avansat înțelegerea rezultatelor femeilor pe piața muncii”.